# Montagne de Lure
Pour les articles homonymes, voir Lure (homonymie).
La montagne de Lure est une montagne des monts du Vaucluse, située dans le département français des Alpes-de-Haute-Provence. Elle appartient à la même formation géologique que le plateau d'Albion, qu'elle jouxte, et le mont Ventoux. Cette chaîne s'allonge sur 42 kilomètres de long, culmine au signal de Lure (1 825 mètres) et présente un relief très contrasté entre l'adret calcaire, coupé de combes et de vallons, et l'ubac marneux, où s'accumulent monts et ravins.
L'étude de sa géologie, en 1888, a marqué un moment important dans l'avancée des connaissances des chaînes subalpines méridionales. Ce fut Wilfrid Kilian qui la réalisa dans une thèse novatrice où pour la première fois un géologue put dresser une échelle bio-stratigraphique pour le Jurassique et le Crétacé et qui utilisa le tout premier en France les clichés photographiques à l'appui de ses conclusions.
Montagne karstique, crevassée d'avens, aux cours d'eau à écoulement épisodique, où la moindre source est précieuse pour les hommes et les animaux, Lure est couverte majoritairement d'une forêt qui reconquiert, peu à peu, les anciens alpages. Sa faune, riche en grands ongulés, est l'une des causes premières du retour du loup qui s'est installé sur place au début des années 2000, mettant en péril l'élevage qui est une des ressources majeures de l'économie agricole de la montagne.
L'histoire de Lure, qui commence avec le Néolithique, se continue avec celle du chastelard de Lardiers lieu de culte et de pèlerinage, qui a été surnommé le Lourdes des Gaulois. La colonisation romaine fut ponctuelle et se cantonna dans les sites les plus fertiles. La période médiévale fut même marquée par l'abandon massif de villages, au cours des XIIIe et XIVe siècles, provoqué tant par les guerres que par l'absence d'eau. Le plus grand événement historique dans la montagne de Lure fut la résistance au coup d'État de 1851. Les habitants, fervents républicains, y prirent une part prépondérante et subirent une lourde répression. Une tradition de résistance qui se retrouva lors de la Seconde Guerre mondiale, dès 1943, avec la mise en place ici par René Char, chef du service action-parachutage des FFI, des lieux de largage pour le matériel de guerre des avions alliés.
L'habitat de Lure est caractéristique de la Provence avec ses villages perchés regroupant des maisons construites en hauteur, lors des guerres de religion, pour sortir ensuite en plaine, la paix revenue, et se transformer en bastides ou en mas consacrés à l'agriculture et à l'élevage sur de vastes surfaces. Sur les terres les plus éloignées furent construits des cabanons, pour faciliter la mise en culture, ou des jas, pour le pastoralisme. Aussi caractéristique de ce type d'architecture, lié à la pierre sèche, est le cabanon pointu, typique de la région de Forcalquier.
Au cours de XXe siècle, l'agriculture a subi une mutation importante. En quelques décennies, son économie basée sur le couple céréales/mouton est passée à celui de lavande/élevage. Cela s'est suivi par une orientation vers une production de qualité tant pour l'huile essentielle de lavande que pour la production d'agneaux ou de porcs, de miel ou de fromage. L'ensemble de ces produits est maintenant protégé par l'INAO, soit par une AOC, soit par un label rouge.
Le tourisme est devenu le nouvel axe économique des communes de la montagne de Lure. Si la station de ski, pour cause de manque récurrent d'enneigement, a dû fermer, son site s'est transformé en lieu idéal pour le ski de randonnée et le ski nordique. La pratique du VTT s'est progressivement développée depuis le milieu des années 1980, en revanche le cyclisme sur route a connu une certaine croissance depuis que Lure a été par deux fois étape du Paris-Nice. Les amateurs, à partir de l'office de tourisme de Saint-Étienne-les-Orgues, ont à leur disposition un matériel qui leur permet de connaître leur temps et leur classement dans le cadre d'un challenge. En outre, les sports aériens (parapente, vol à voile ou montgolfière) ont le vent en poupe et on assiste au renouveau du thermalisme à Montbrun-les-Bains.

## Toponymie
La montagne est désignée comme Montanha de Lura en provençal classique et Mountagno de Luro sous la norme mistralienne.
Son étymologie semble à la fois assez proche de celle du Luberon voisin et de Lioure que l’on retrouve dans Barret-de-Lioure[réf. nécessaire], une commune qui se situe à l'ouest de la chaîne. Les toponymistes[Lesquels ?], dans leur grande majorité, n'ont pas retenu ces deux hypothèses pourtant séduisantes[Information douteuse]. En effet, si le Louerinos de Strabon est historiquement prouvé pour le Luberon[pas clair], il ne l’est pas pour Lure où aucune forme ancienne ne s'y rapporte. La seconde hypothèse mérite plus d’attention puisque le toponyme de Lioure est inclus dans la zone de Lure. Une de ses formes les plus anciennes est d'ailleurs Barretum de Lura, attesté en 1274. Mais l'évolution du nom de cette commune, en particulier au cours du XIVe siècle, montre d'autres formes qui attestent plus Libra, un prénom féminin dérivant de Liber, le dieu de vin italique qui fut assimilé à Bacchus et que les Romains honoraient sous le vocable de Liber pater.
Ces deux hypothèses cèdent le pas à une troisième qui fait intervenir un radical préceltique * lurt (terre)[Quoi ?]. C'est l'une des bases lexicales d'une langue préceltique, que l'on retrouve surtout dans le Béarn et le Pays basque[réf. nécessaire]. Cette racine se retrouve essentiellement dans des oronymes ou des toponymes signifiant avalanche ou glisse. D'ailleurs, il existe dans les Pyrénées une vallée du Louron et un pic du Lurien.
Au Moyen Âge, la montagne de Lure était souvent désignée par les saints patrons de la cathédrale de Sisteron, montagne de Sainte-Marie, de Saint-Thyrse et de Saint-Marius (ou Saint-Mari).
Pour mémoire, il faut signaler que la commune de Lurs, sise à l'est de Lure, n'a pas une origine identique puisque sa forme la plus ancienne est castro Luris (999) qui provient de Lurius, un nom gallo-romain. Il en est de même pour Lourmarin, dans le massif du Luberon, qui était un Lutzmari (1075) dont l'origine se trouve dans un nom gaulois Leucimara.

## Géographie

### Situation

Carte topographique de la montagne de Lure.

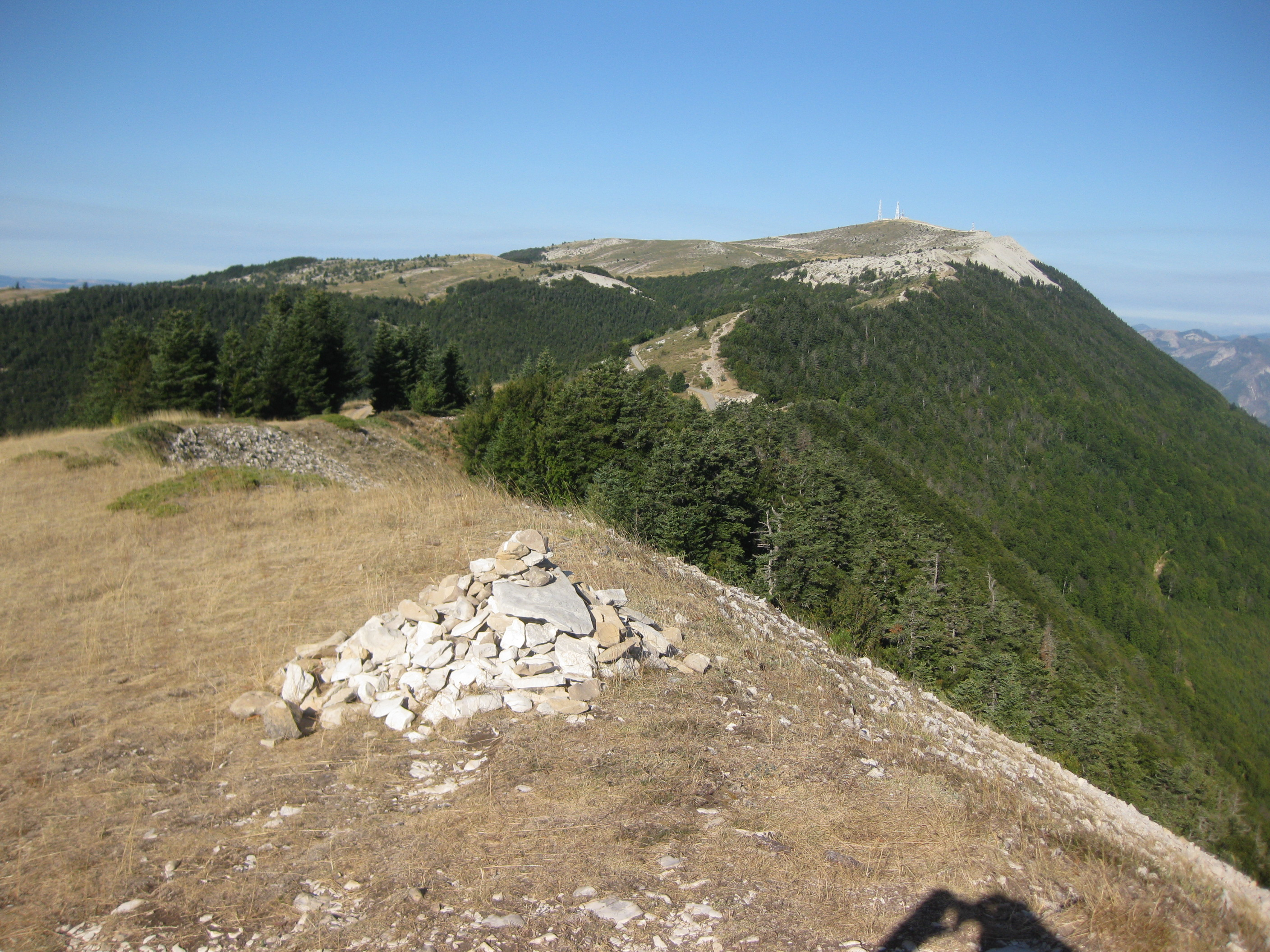
Monjoie sur une draille dans la montagne de Lure. Au loin, les deux principales antennes du sommet.

La montagne de Lure est un massif des Préalpes du sud de la France. Placée à l'intersection des Alpes et la Provence, elle repose sur une vaste dalle de calcaire urgonien tout comme le mont Ventoux et le plateau d'Albion au nord, les monts de Vaucluse au centre et le massif du Luberon au sud. Le crêt formé par le complexe Ventoux/Albion/Lure s'étend sur soixante kilomètres d'ouest en est. La montagne, qui se prolonge à l'ouest vers le mont Ventoux par le plateau d'Albion, est délimitée au nord par le Jabron et confronte à l'est à la vallée de la Durance. Par sa situation, cet ensemble montagnard marque la limite de l'influence méditerranéenne dans les Alpes du Sud.

### Topographie

#### Géomorphologie
À l'ouest du département des Alpes-de-Haute-Provence, la montagne de Lure forme une longue crête orientée est-ouest qui appartient à la même formation géologique que le mont Ventoux. S'y rattachent les petites montagnes de Pélegrine et de Sumiou qui la bordent au nord dans les Baronnies et un paysage de collines au sud, le bassin de Forcalquier. Cette crête Ventoux/Lure est parcourue de failles nord-nord-est en plusieurs points. Ce système de fractures est à l'origine d'un fossé d'effondrement entre Aurel et Montbrun-les-Bains qui coupe en deux la ligne de crête et différencie le Ventoux de Lure.
La montagne se présente sous la forme d'un massif allongé sur quarante-deux kilomètres et dont l'escarpement principal est tourné vers le nord. Orientée est/ouest, cette chaîne est un trait d'union entre la vallée de la Durance et le mont Ventoux dont elle est séparée par le Gour des Oules. Son sommet, le signal de Lure, culmine à 1 825 mètres. Il est occupé par un relais de transmission.
Lure peut se subdiviser en trois éléments distincts. Son revers méridional, l'adret, qui va des Ferrassières à Châteauneuf-Val-Saint-Donat ; sa crête asymétrique, pelée et pierreuse ; l'ubac, constitué par un ensemble de monts et de ravins qui dévalent vers la vallée du Jabron. Ce qui induit des différences importantes de part et d'autre de la chaîne : « Les formations ouvertes de pelouses, de garrigues et de landes plus ou moins rocailleuses ou plus denses à genêts, occupent néanmoins des espaces étendus, au niveau des hautes crêtes et sur le versant sud. Les espaces agricoles composés de prairies et cultures, occupent également des surfaces importantes à basse et moyenne altitude. »

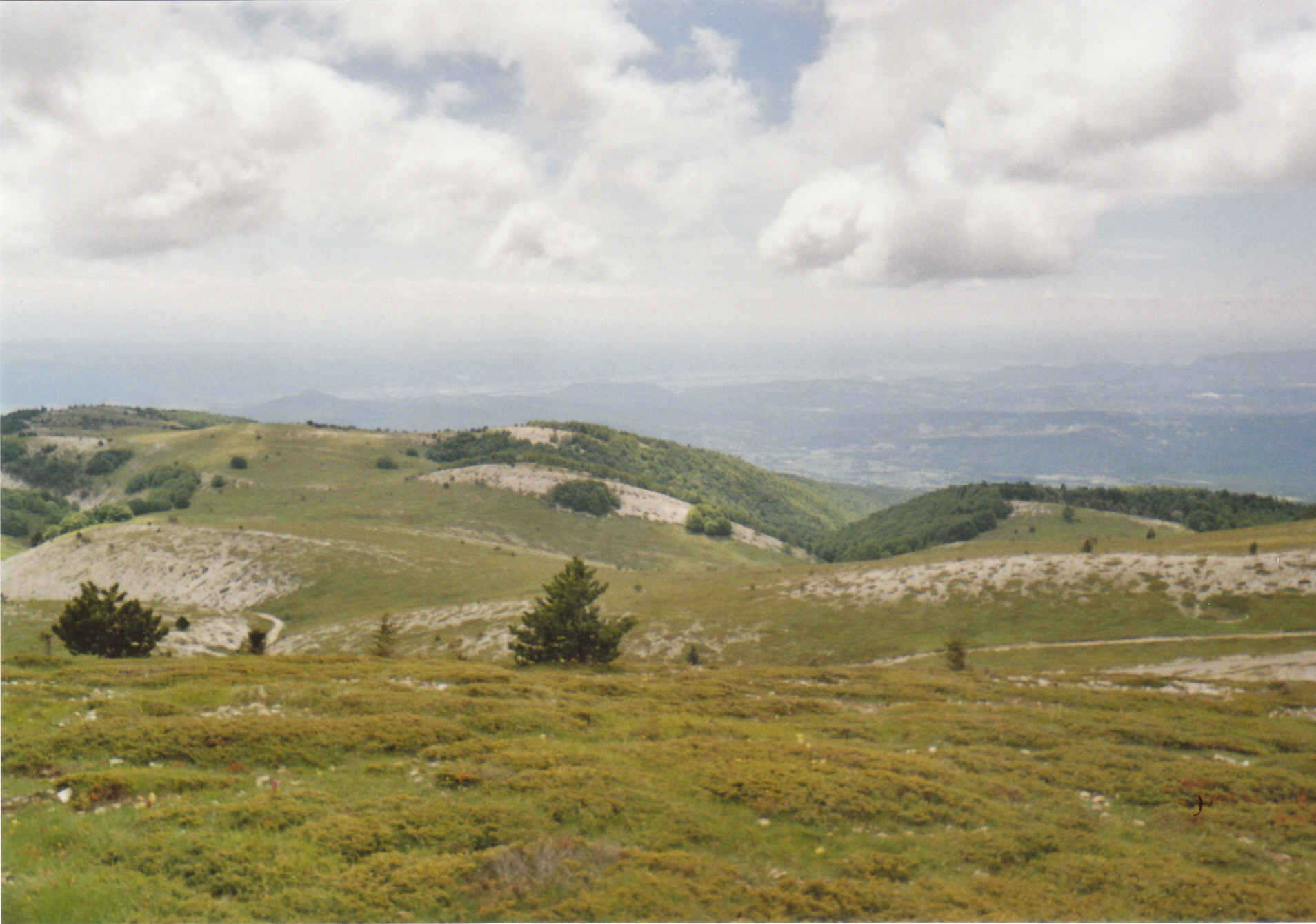
L'adret, ses combes et ses vallons.
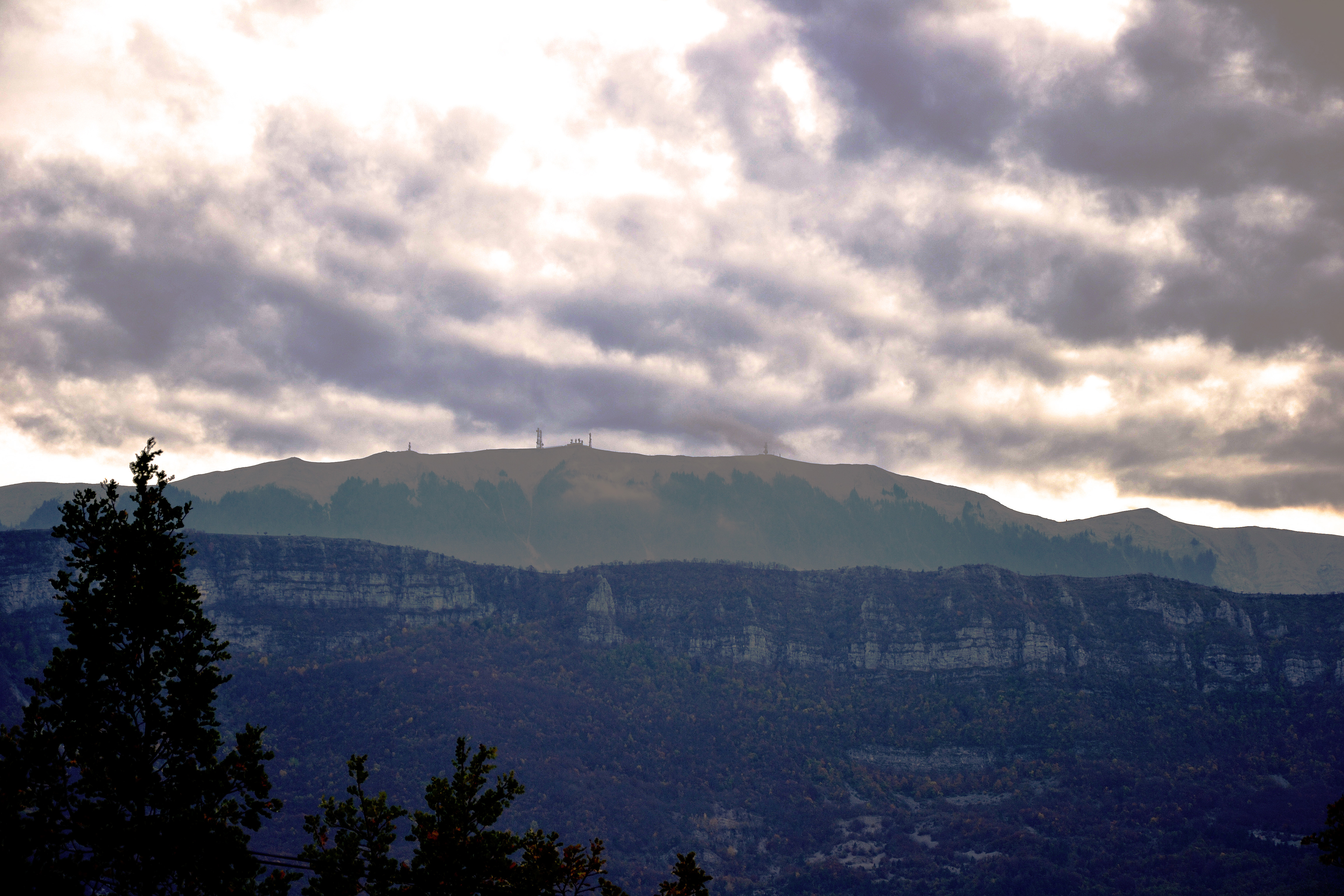
Crête vue de la vallée du Jabron.
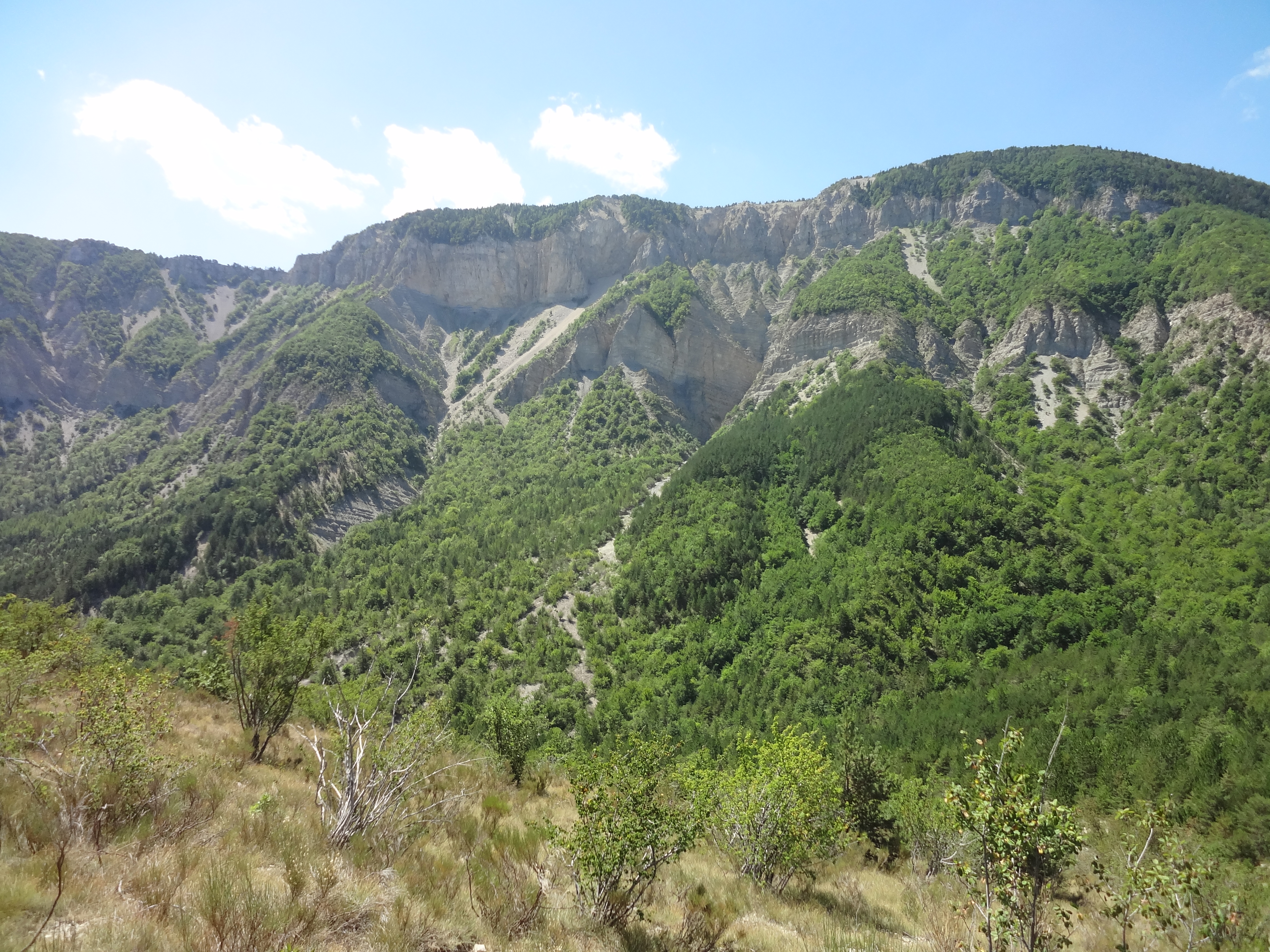
L'ubac et ses marnes sous le Tréboux.
Coupe altimétrique de la montagne de Lure.

L'adret est constitué par un anticlinal orienté est/ouest. Il est formé de calcaires du Crétacé dont les couches se sont déposées dans le même sens que le pendage sud. Ce versant est entaillé par des vallons et des combes.
La crête de Lure peut se définir physiquement et morphologiquement. Dans ce dernier cas, on parle d'un crêt constitué d'une corniche formée par des couches calcaires (Barrémien), intercalées entre des calcaires marneux (Hauterivien) et des marnes (Valanginien). Physiquement cet anticlinal, en se déversant vers le nord, prend la forme d'un escarpement de chevauchement.
Du côté de l'ubac, ce chevauchement de l'anticlinal tend à déborder sur le synclinal du Jabron qui a creusé son lit dans des marnes du Crétacé supérieur.

#### Karstification
L'ubac abrite un karst typique des Préalpes du Sud. Il est caractérisé par sa discontinuité, du fait des mouvements tectoniques, des variations de faciès et de l’érosion intervenue durant la période du Miocène. Sur l'adret, le paysage karstique semble à première vue peu spectaculaire. Les dolines sont de taille réduite, remblayées par des argiles, les avens apparaissent étroits, peu profonds et difficiles d'accès.

Formations karstiques typiques de la montagne de Lure
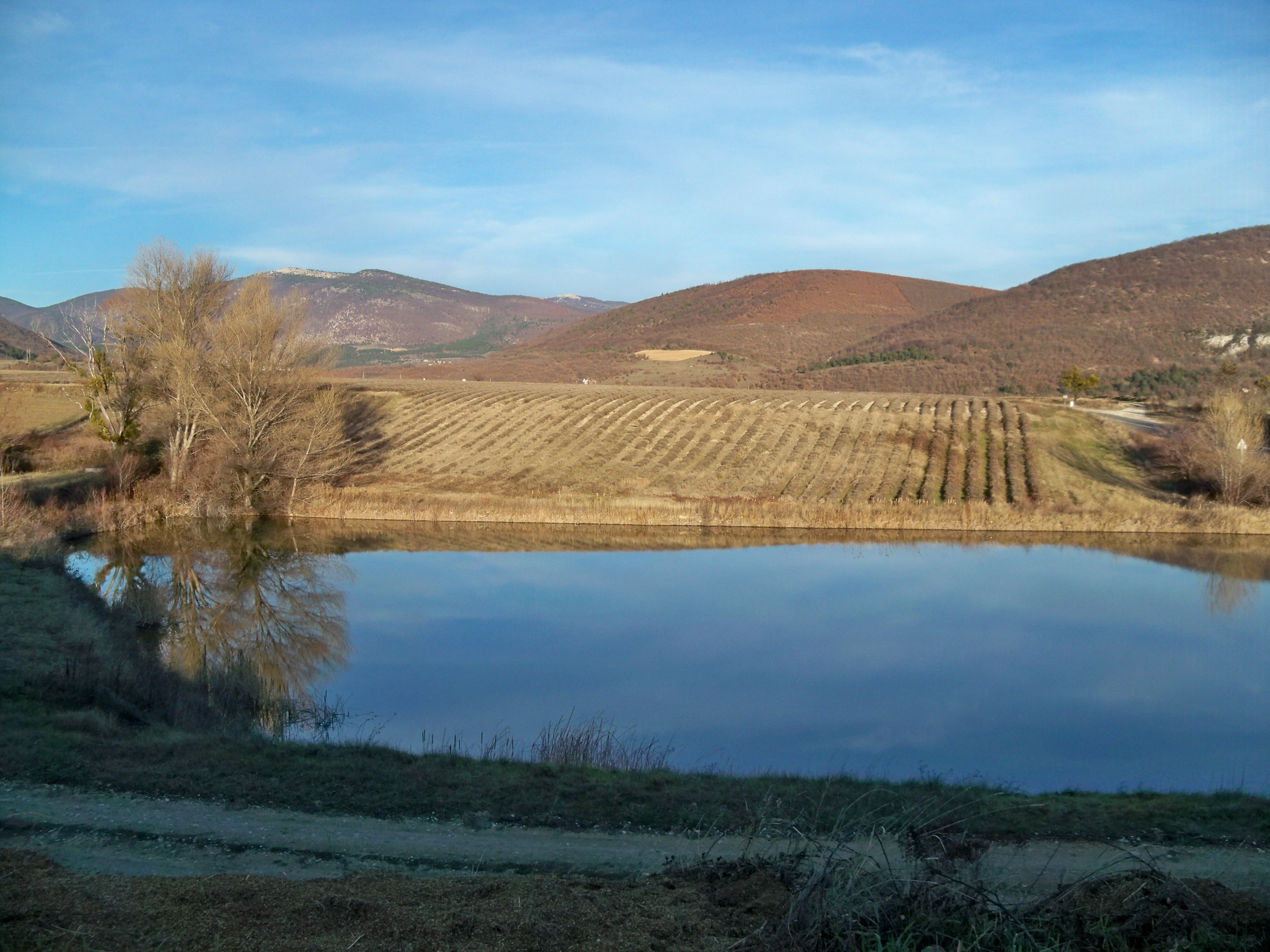
Doline à fond argileux emplie d'eau à La Rochegiron.
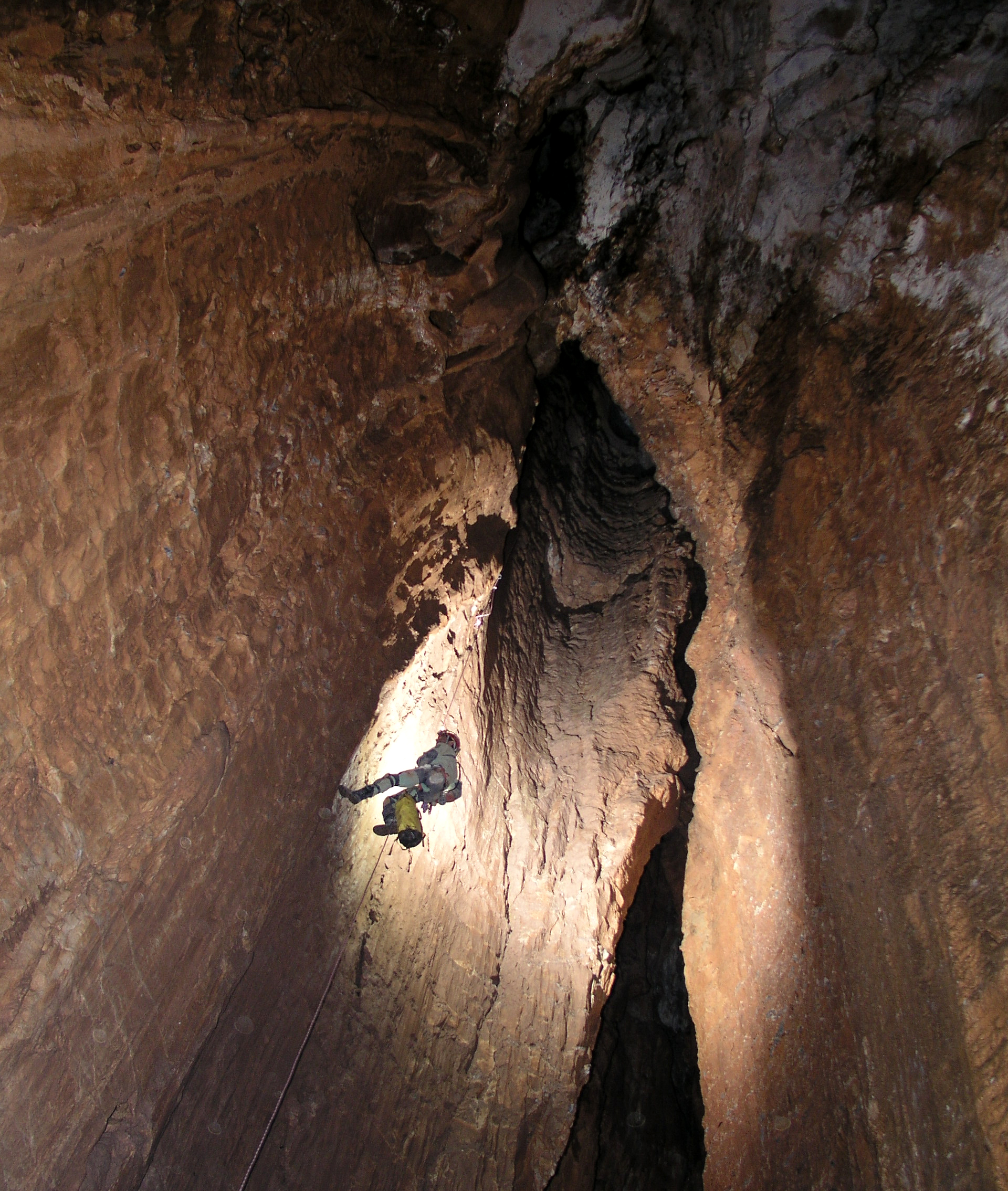
Aven du Caladaïre à Montsalier.
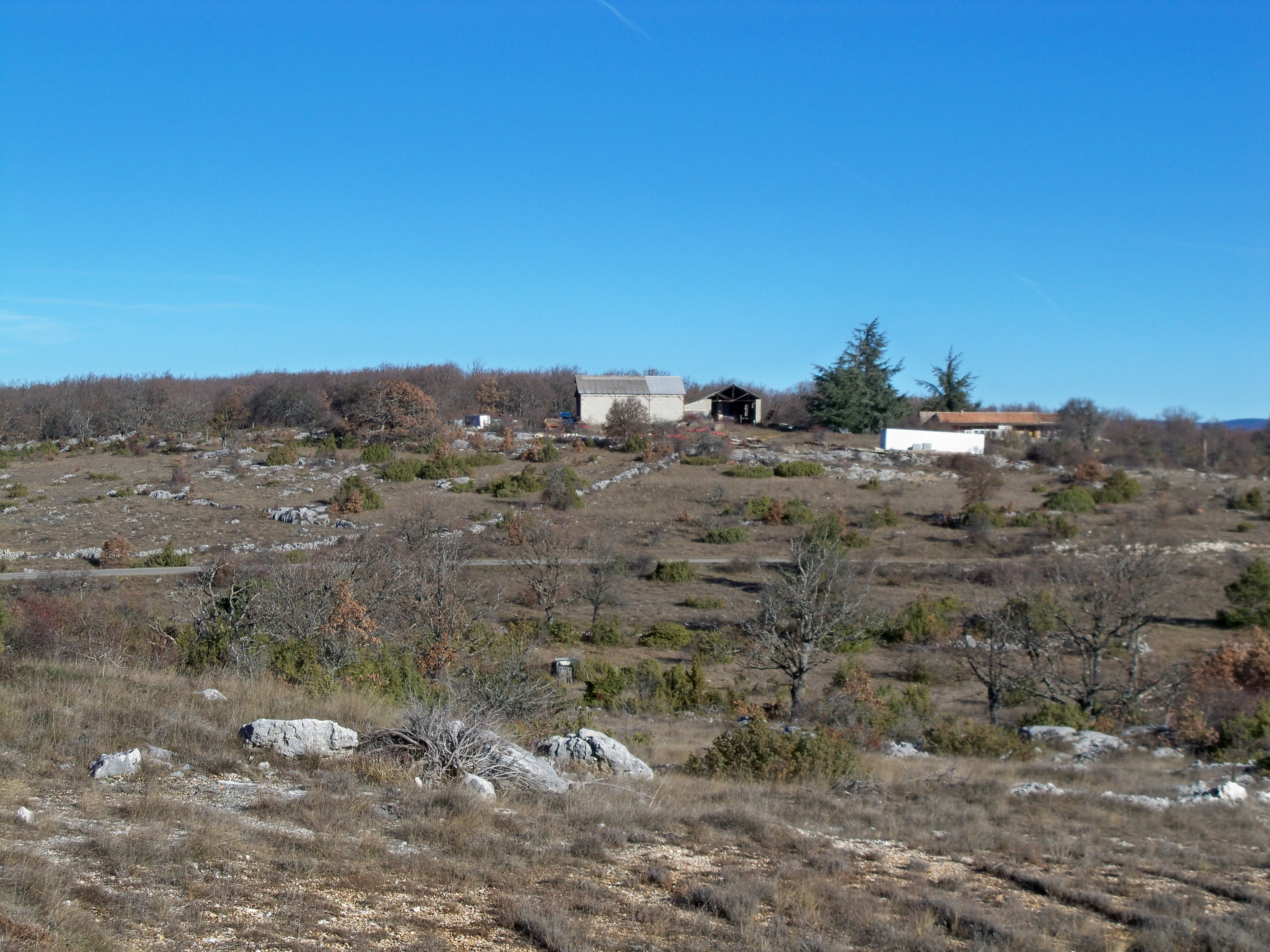
Faciès karstique avec lapiaz au Revest.
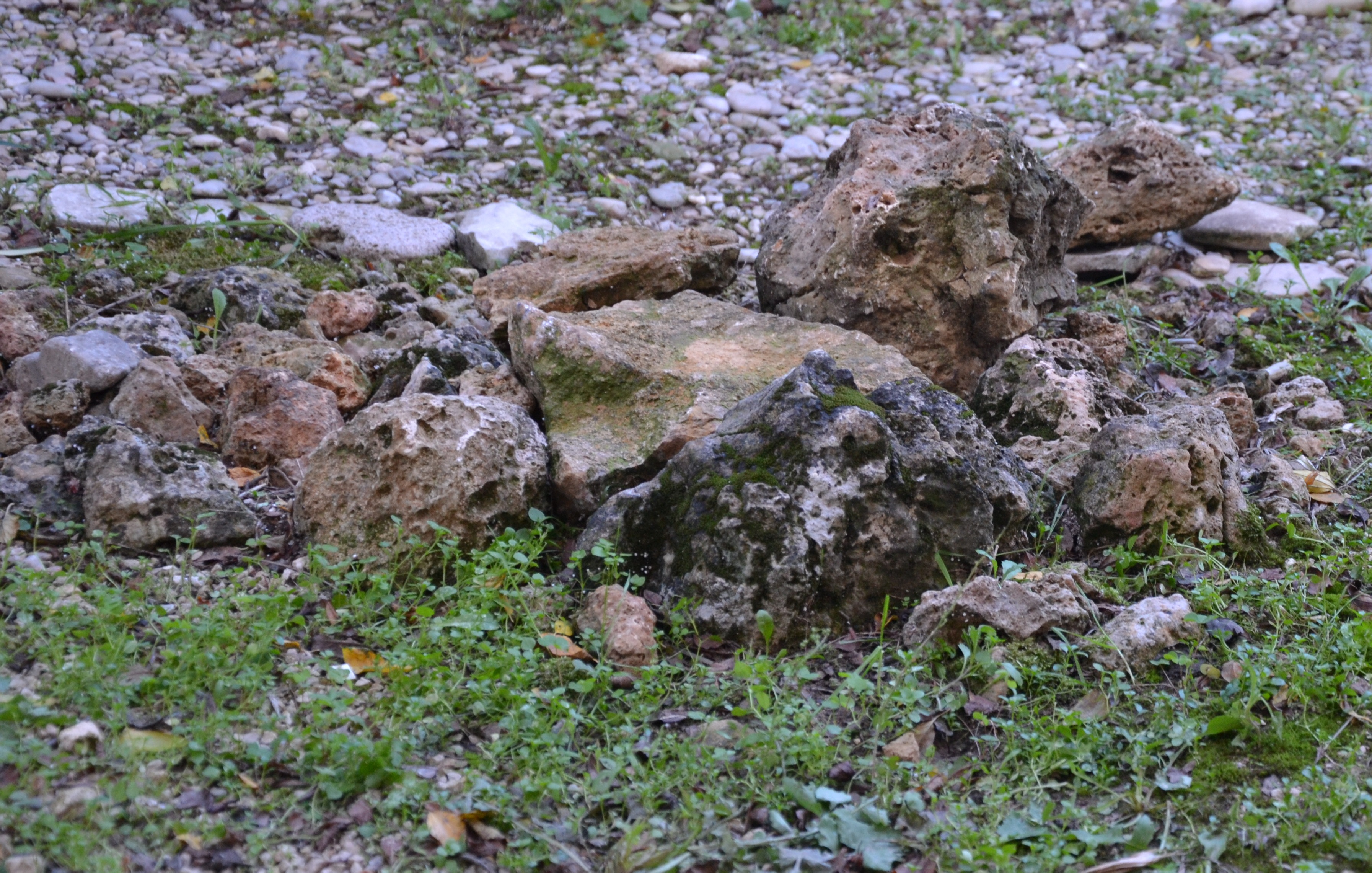
Pierres calcaires karstifiées.
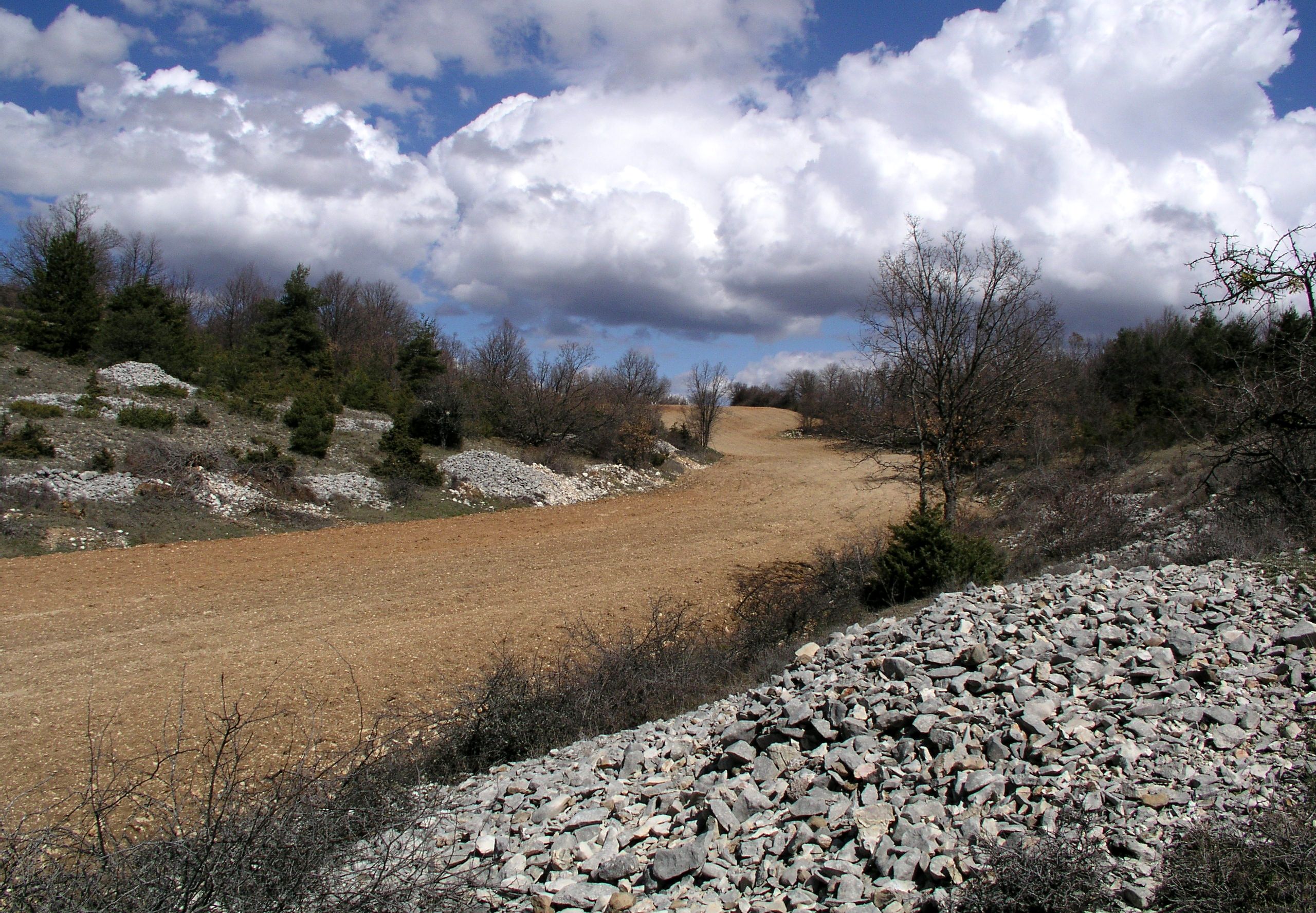
Vallée sèche de Paraloup à Montsalier.

Le système aquifère karstique spécifique au complexe Ventoux-Albion-Lure et monts de Vaucluse pouvant alimenter la fontaine de Vaucluse a un impluvium d'une capacité de plus de 110 millions de m3 d'eau. Jusqu'à présent les traçages fait en 1974, 1989 et 2004 avaient privilégié les recherches sur les pertes de la Nesque vers la Fontaine. Une injection fut faite, en 2004, dans la doline de Notre-Dame de Lure distante de 56,6 kilomètres de la Fontaine. La vitesse maximale du traceur avait été de 74,6 mètres par heure. En 2005, un nouveau traçage fut réalisé entre la perte de la chapelle Saint-Donat de Montfort (au pied de la montagne de Lure) et la Fontaine. Ce traçage a établi un record en étant le plus long d'Europe. Il a mis soixante-dix jours pour parcourir 67 kilomètres souterrains. Ces données permettent d'étendre l'impluvium de la Fontaine sur 1 210 km2.
Sur l'ensemble des communes de la montagne, il existe cent trente avens. Les plus importants se trouvent sur Saint-Étienne-les-Orgues (aven des Cèdres, -172 m), Lardiers (aven de Coutelle, -61 m), La Rochegiron (aven du Carlet, -53 m), Banon (aven du Calavon, -263 m), Revest-du-Bion (aven de la Moutte, -52 m), Noyers-sur-Jabron (aven PAC, -76 m) et Les Omergues (aven des Babaous, -54 m).
Le plus célèbre aven de Lure était l'abîme de Cruis dont le diamètre atteint 33 mètres. Il est entouré de légendes. Les vieux du village disent qu'on y précipitait les femmes adultères, que le prieur de l'abbaye qui voulut l'explorer fut rendu fou par les spectres qui hantaient ce gouffre, enfin qu'un pâtre et son troupeau y avaient été engloutis et que la fontaine de Vaucluse avait recraché le bâton du berger. Son entrée est aujourd'hui comblée.

### Accès et voies de communications

#### Réseau routier interne
Si les passages entre versants sont bien répartis sur la crête, l'opposition adret/ubac est particulièrement contrastée. Le flanc sud quadrillé par beaucoup de chemins, a une pente modérée sauf à l'approche de la crête, tandis que le flanc nord, plus raide avec une pente plus accusée, possède de rares sentiers encombrés par la neige même au début du printemps.
Le signal de Lure, s'atteint de Saint-Étienne-les-Orgues par les D113 et D53. La montée est de 18 kilomètres pour une pente de 5,9 % de moyenne, 19 km si on continue sur la piste entre le col (1 748 m) et le signal (1 825 m). Cet itinéraire n'a été rendu carrossable qu'au cours de la première moitié du XXe siècle. Il a été tracé à travers une forêt de petits conifères sauf vers le sommet où la végétation est plus rase,. Cette route inaugurée en 1941 n'a été goudronnée qu'au cours des années 1960. La route monte jusqu'à 1 748 m en son point le plus élevé sous le signal. L'accès au signal se fait ensuite par une piste dans le dernier kilomètre.
Au départ de Valbelle par le versant nord-est, la montée est plus longue puisqu'elle comporte 24 km mais plus facile avec une pente de 4,97 % de moyenne. La route est ombragée jusqu'au pas de la Graille qu'elle atteint par une série de lacets sur 5 km. Le pas de la Graille est un col d'une altitude de 1 597 m situé à quelques kilomètres sous le signal de Lure. Franchi par la route D53, il permet de passer de l'adret à l'ubac vers Noyers-sur-Jabron. Cette route est fermée pendant la saison hivernale. La route reliant Saint-Étienne-les-Orgues à Valbelle permet d'abréger certains parcours.
Ce ne fut qu'à partir du XIXe siècle que deux routes furent rendues carrossables à l'ouest de la montagne de Lure par les cols de l'Homme Mort et du Négron. Le col de l'Homme Mort, quelquefois dit de la Croix de l'Homme Mort, se trouve sur la D63 au nord des Ferrassières. Son nom est une déformation du col de l'Orme Mort. Il permet de rejoindre Montbrun-les-Bains et Barret-de-Lioure,. Situé à 1 213 mètres, il dominait des anciens alpages actuellement colonisés par les pins et des hêtres. En l'empruntant du côté des Baronnies, on devine encore le tracé de nombreuses drailles. Du col lui-même, on peut rejoindre par l'une de celles-ci, bien tracée à flanc de montagne, un ancien jas, la cabane de Cyprien.

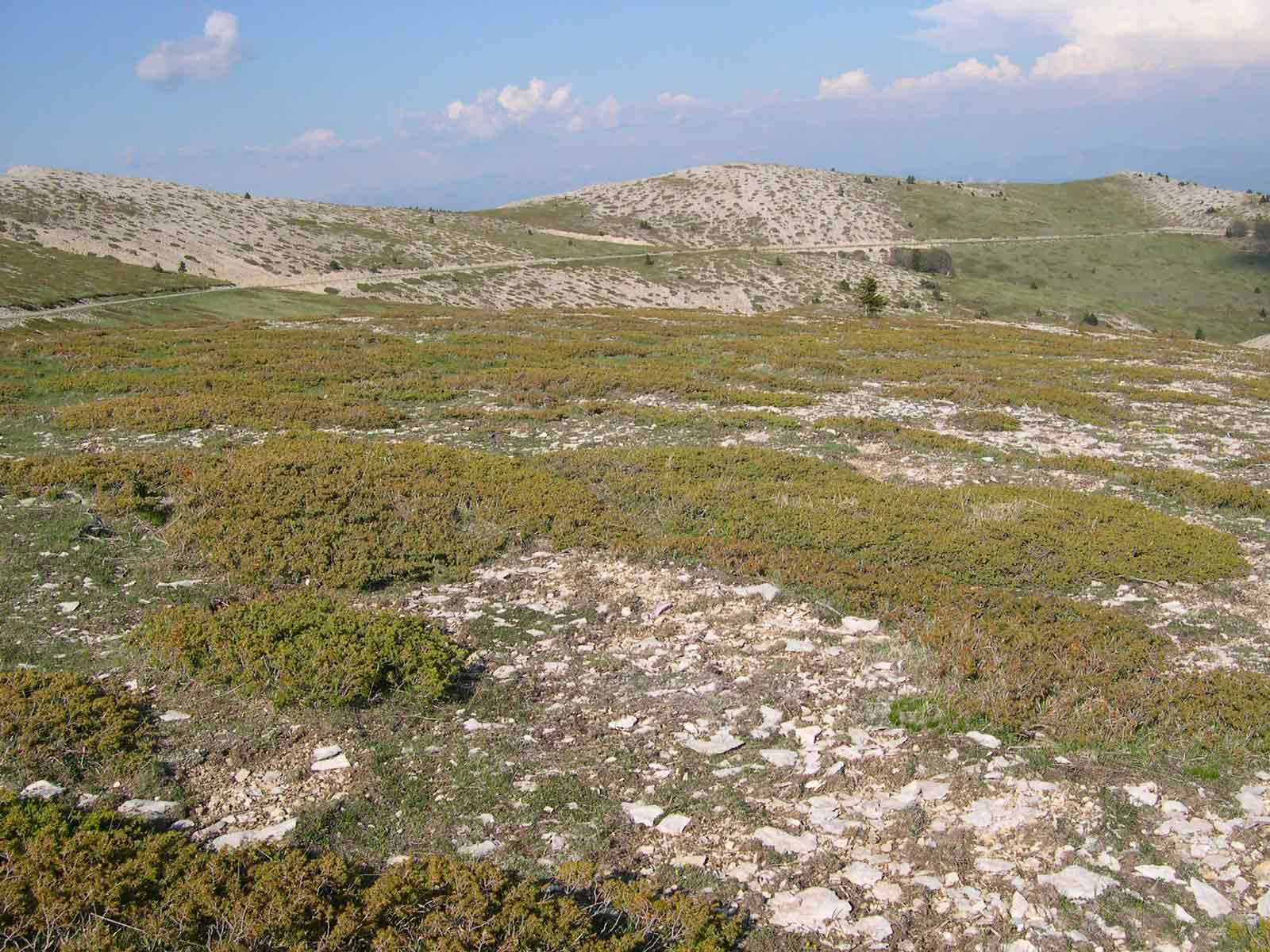
Le pas de la Graille.
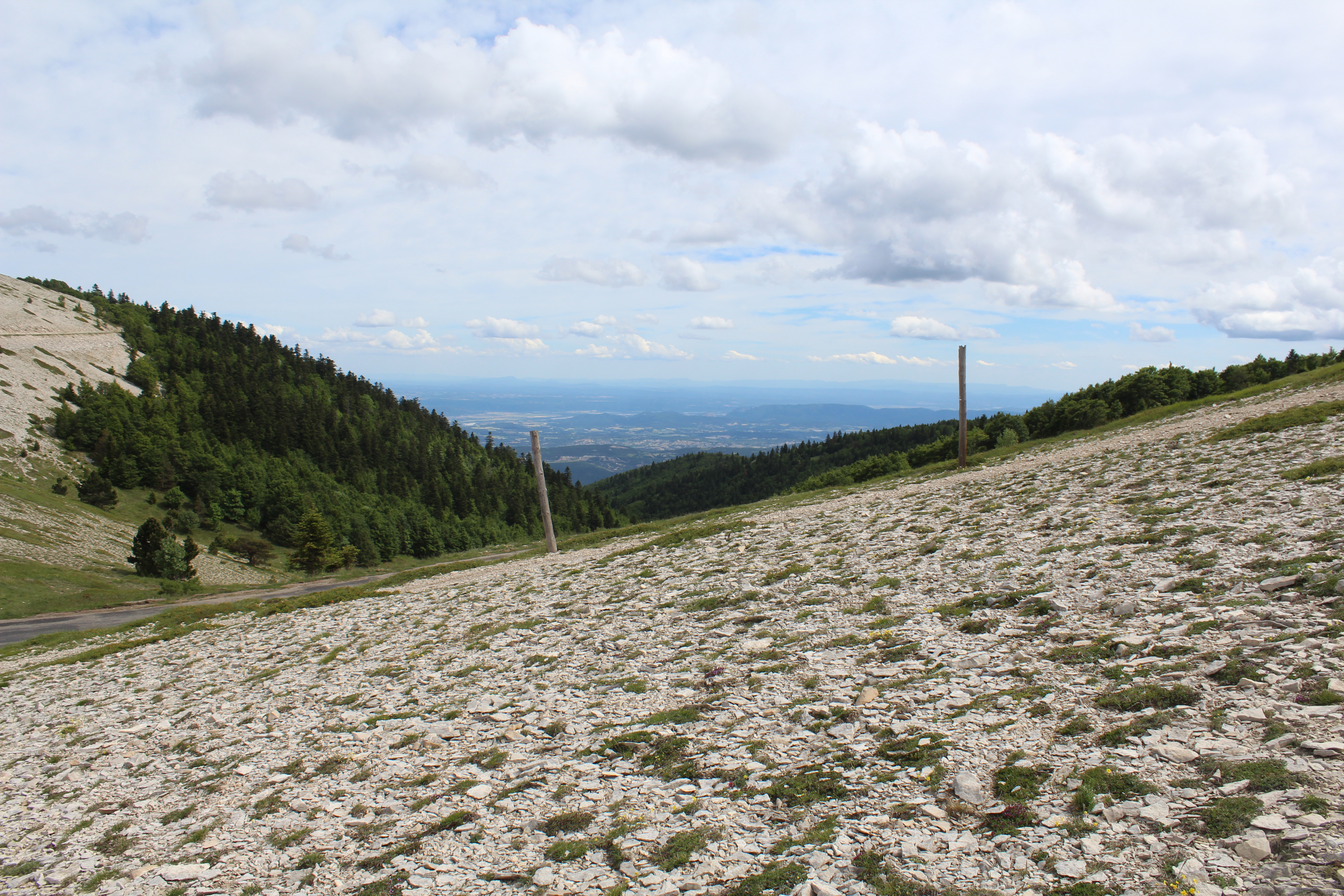
Portion de route dans les derniers kilomètres du versant sud.
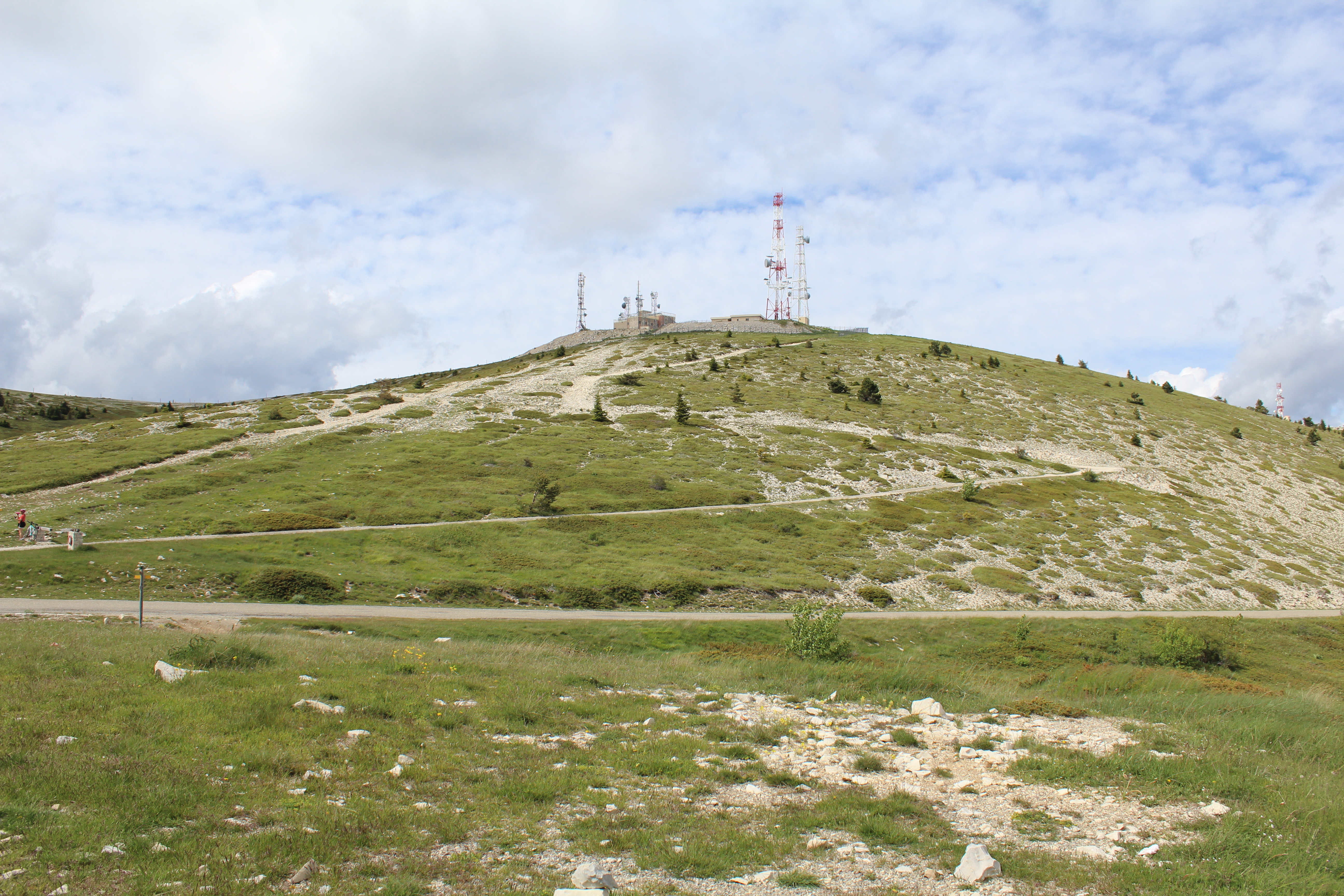
Le col (1 748 m) et le sommet de la montagne de Lure (1 825 m).

#### Réseau routier périphérique
La périphérie de Lure, en fonction de son orientation est/ouest est délimitée au nord par la vallée du Jabron, au sud par son piémont méridional.
L'axe principal du versant sud traverse les communes de Mallefougasse, Cruis, Saint-Étienne-les-Orgues, Ongles, Banon et le Revest-du-Bion. Ce sont les actuelles D950 et D951 qui ne furent goudronnées qu'entre les deux guerres. Cette voie carrossable fut, dès le XVIIIe siècle, reliée à Sault et par-là à Carpentras. Elle permettait aussi de communiquer avec le pays d'Apt et de Forcalquier. Améliorée tout au cours du XIXe siècle, elle fut alors connue sous le nom de « route de Sault à Forcalquier et d'Apt à Sisteron ». On sait que dès la fin de ce siècle, le Revest-du-Bion était relié à Apt, un jour par semaine, le samedi jour de marché. Le voyage aller durait 4 heures, celui du retour 10 heures.
L'itinéraire septentrional, qui suit le cours du Jabron, affluent de la Durance, réunit cette vallée à la vallée du Rhône, via les vallées de l'Anary, du Toulourenc et de l'Ouvèze. De tout temps chemin muletier et draille, cette voie ne fut rendue carrossable, entre Sisteron et Saint-Vincent, qu'au début du XIXe siècle. Quant au tronçon reliant Les Omergues à Sisteron, il fut aménagé au cours des années 1850 en empruntant le col de la Pigière. Ce ne fut qu'en 1873 que fut achevé la partie faisant communiquer Les Omergues et Montfroc. Cet ensemble qui forme l'actuelle D946 ne fut goudronné qu'en 1930.

#### Drailles et chemins

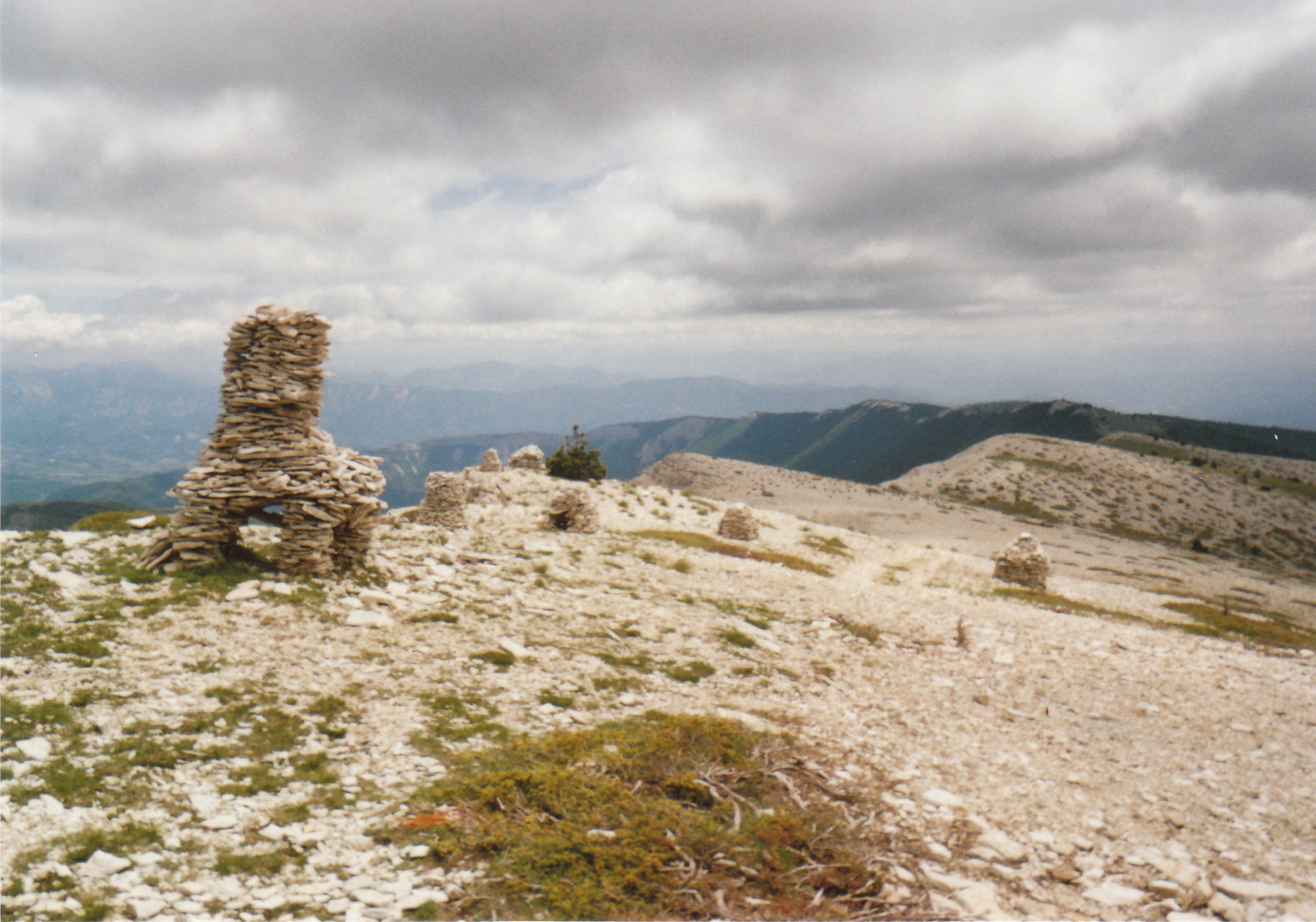
Monjoie de randonneurs vers le sommet de la montagne de Lure.

L'usage des drailles – chemins de transhumance ou de déplacement de troupeaux vers de nouveaux pâturages – n'est bien renseigné qu'à partir du Moyen Âge grâce essentiellement aux abbayes. Pour Lure, différents actes des chalaisiens — ordre pastoral — indiquent que les troupeaux de Notre-Dame de Lure et de l'abbaye voisine de Cruis pratiquaient la transhumance inverse, c’est-à-dire allaient hiverner en basse Provence, puis à partir de 1200 sur les terres de l'abbaye chalaisienne de Pierredon, dans les Alpilles.
La transhumance du sud vers le nord, ou transhumance vraie, était aussi pratiquée puisque Lure et ses alpages accueillaient en été les ovins de la Crau et ses forêts de chênes les porcins en automne. On sait qu'en 1409, 7 000 ovins estivèrent à Redortiers du 1er mai au 30 septembre. En 1488, ce furent 100 porcs venus de Cotignac qui s'installèrent dans les glandages de Redortiers et de Montsalier du 29 septembre à la Noël.
La fréquence de ces allers-retours nécessitait l'existence d'une grande draille. Elle est parfaitement attestée dès 1480. Elle atteignait la haute Provence par Viens, passait par l'abbaye de Valsaintes, près de Simiane, remontait sur Banon, pour longer l'adret de la chaîne de Lure jusqu'à La Rochegiron et Saumane, puis traversait la montagne pour atteindre Châteauneuf-Miravail, Saint-Vincent et Noyers, de là elle se dirigeait via Bevons vers Sisteron, porte des Alpes.

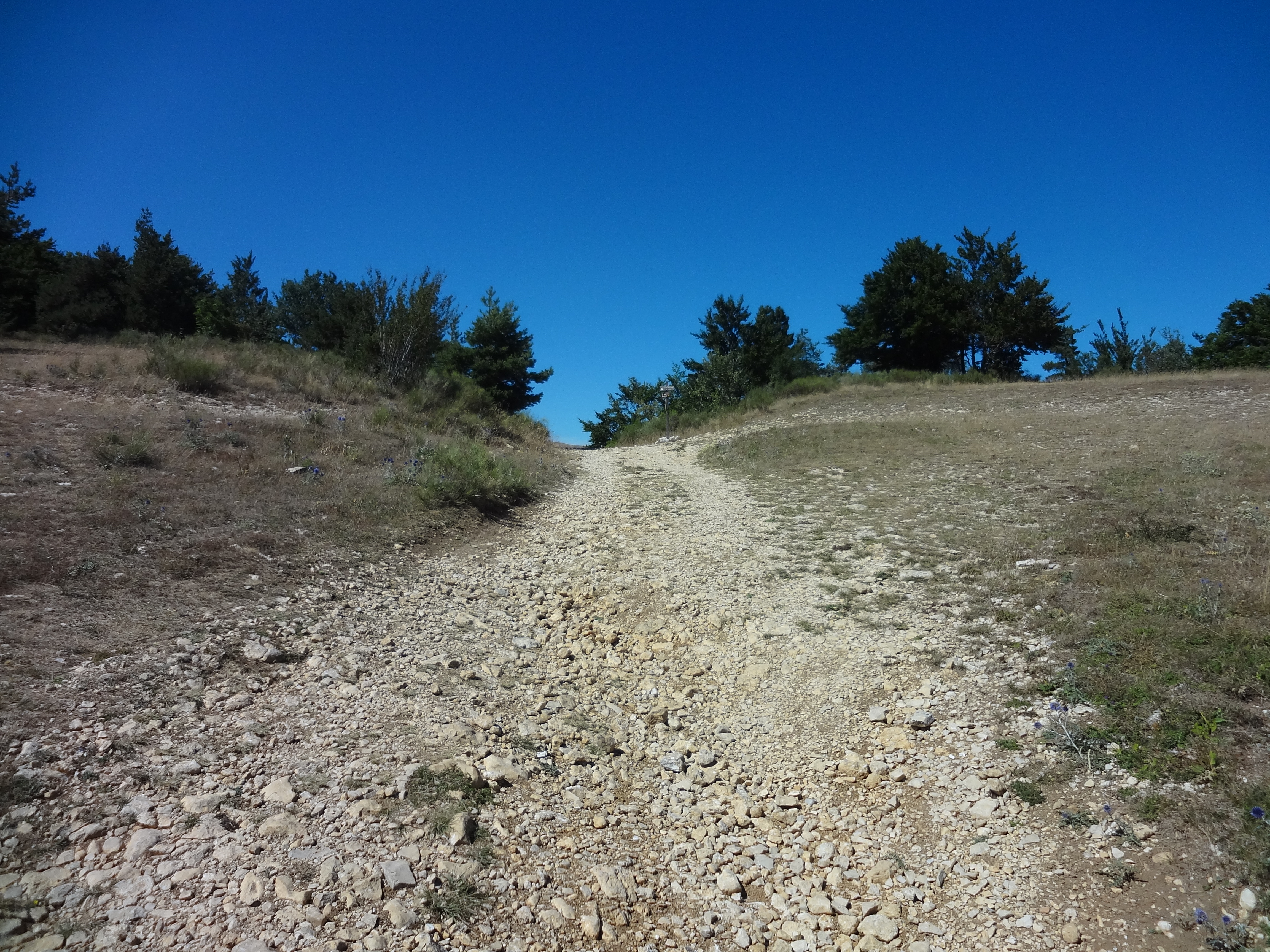
Draille du pas de Redortiers.

La grande draille était soit desservie soit doublée par toute une série d'autres qu'utilisaient les hommes, les transports de marchandises et les troupeaux. L'itinéraire précédent qui traversait la crête de Lure par le col Saint-Vincent (1 287 mètres) conduisant les troupeaux du pays d'Aix vers Savines, avait deux variantes. La première passait par la Baisse de Malcor (1 368 mètres) faisant communiquer Lardiers à Saint-Vincent-sur-Jabron, la seconde par le pas de la Graille ou de Frère Jean (1 597 mètres) qui unissait Cruis à Noyers-sur-Jabron.
Localement d'autres drailles furent régulièrement empruntées jusqu'au début de XXe siècle. Sont connues celles qui passaient par le pas des Portes (1 080 mètres), le pas de la Croix (1 502 mètres), le pas de Jean Richard (1 441 mètres) qui permettait de Cruis et de Mallefougasse d'atteindre Valbelle, le pas de la Roche (1 314 mètres) qui faisait communiquer La Rochegiron à Montfroc, le col du Négron (1 242 mètres) qui menait du Revest-du-Bion à Séderon et le pas de Redortiers (1 214 mètres) qui, de Banon par le Contadour, permettait d'atteindre Les Omergues.

### Géologie

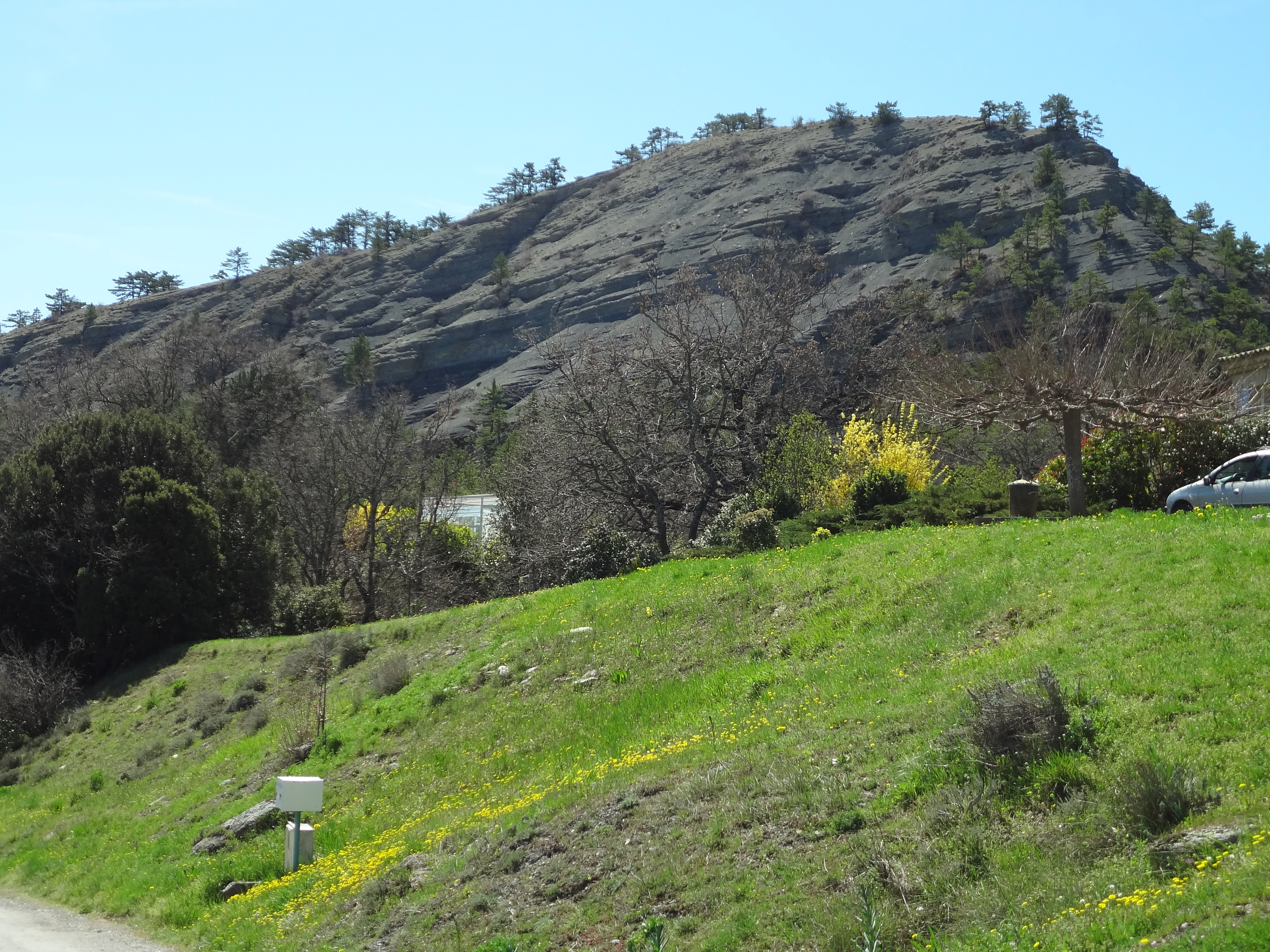
Une colline à Aubignosc formée de bancs alternés de calcaire et de marne.

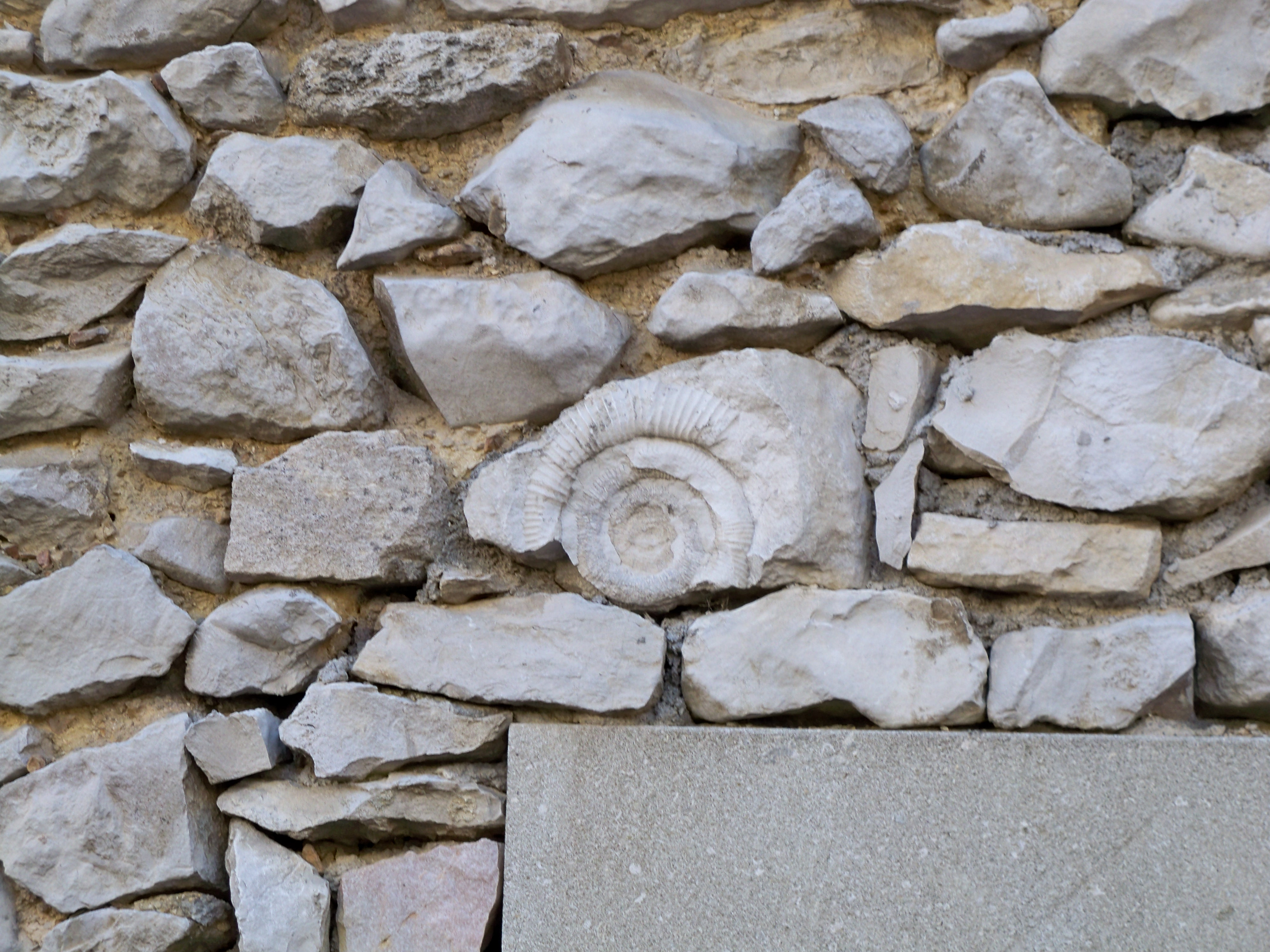
Fossile d'ammonite à Banon.

Le premier à avoir entrepris une étude sur la géologie de la montagne de Lure fut Wilfrid Kilian, un géologue français, originaire de Schiltigheim. Inscrit à la Sorbonne pour passer une licence de géologie, il fut remarqué par Edmond Hébert. C'est sous sa direction qu'il paracheva sa thèse de doctorat. Il la présenta avec succès en 1888, et obtint le grade de docteur es sciences. D'emblée, cette thèse, où il s'affirmait comme stratigraphe et paléontologue, fut considérée comme magistrale puisqu'il y établissait pour la première fois « une échelle biostratigraphique précise pour le Jurassique terminal et le Crétacé inférieur subalpin, susceptible d'être étendue à l'ensemble des chaînes subalpines méridionales. »
Formée au début de l'ère tertiaire, à l'Éocène, il y a 40 à 35 millions d'années, par le soulèvement du bassin sédimentaire de Forcalquier, dans la phase de formation des plissements pyrénéo-provençaux, la montagne de Lure est un anticlinal issu du même système que le mont Ventoux. Le chevauchement vers le nord de cet anticlinal s'est accentué dans la seconde moitié du Miocène, soit entre 10 et 6 millions d'années. La montagne est composée principalement de roches sédimentaires originaires du Crétacé et du Jurassique. Elles se diversifient en calcaires à silex, strates marno-calcaires et marnes. Ce substrat calcaire a façonné le paysage puisque les roches les plus dures du Tithonien ont formé des escarpements et des petites falaises. Tandis que les marnes, plus tendres, ont composé des reliefs plus doux aux formes arrondies qui se retrouvent dans les ravines. Les éboulis recouvrent localement des surfaces importantes en pied de versant ou de barres rocheuses.
Sur le pourtour de la montagne, des nodules d'ambre (résine fossile) ont été découverts dans des sédiments marins à céphalopodes du Crétacé. Ces sites se rattachent à l'Albien supérieur (Ongles) et au Cénomanien inférieur (Saint-Étienne-les-Orgues, Aubignosc). Ces ambres, par leurs caractéristiques spécifiques, se distinguent à la fois des ambres plus récents du Crétacé supérieur provençal (Santonien), mais aussi des ambres tertiaires de la mer Baltique. Ces nodules de résine fossilisés ont été apportés par des courants marins avant de se sédimenter sur les hauts-fonds du secteur Ventoux-Lure. La présence de cet ambre témoigne de terres émergées proches qui sont apparues lors des mouvements tectoniques de l'Albo-cénomanien.

### Hydrographie
Le réseau hydrique de Lure est assez diversifié entre l’ubac et l’adret de la chaîne. Sur le versant nord les cours d’eau sont typiquement des torrents, au sud on trouve essentiellement des vallées sèches et des riailles qui confluent avec trois rivières alimentées surtout par les pluies et la fonte des neiges.

#### Types de cours d'eau
Tous les ruisseaux issus de l'ubac sont des torrents constitués au sommet d’un amphithéâtre qui draine les eaux vers un lit à forte pente qui se finit par un cône de déjection. De régime pluvial, ils sont le plus souvent à sec et ne se remplissent que par gros orages (ex : 9 janvier 1994 après une chute de 300 millimètres d’eau en 24 heures).
La vallée sèche est un talweg situé sur l'adret sans l'écoulement apparent ou à écoulement très épisodique. Ce type de fonctionnement est dû tant à la sécheresse estivale qu'au faciès karstique du calcaire qui entraîne de rapides pertes d'eau. Le creusement de ces vallées sèches remonte aux deux grandes glaciations du Quaternaire.

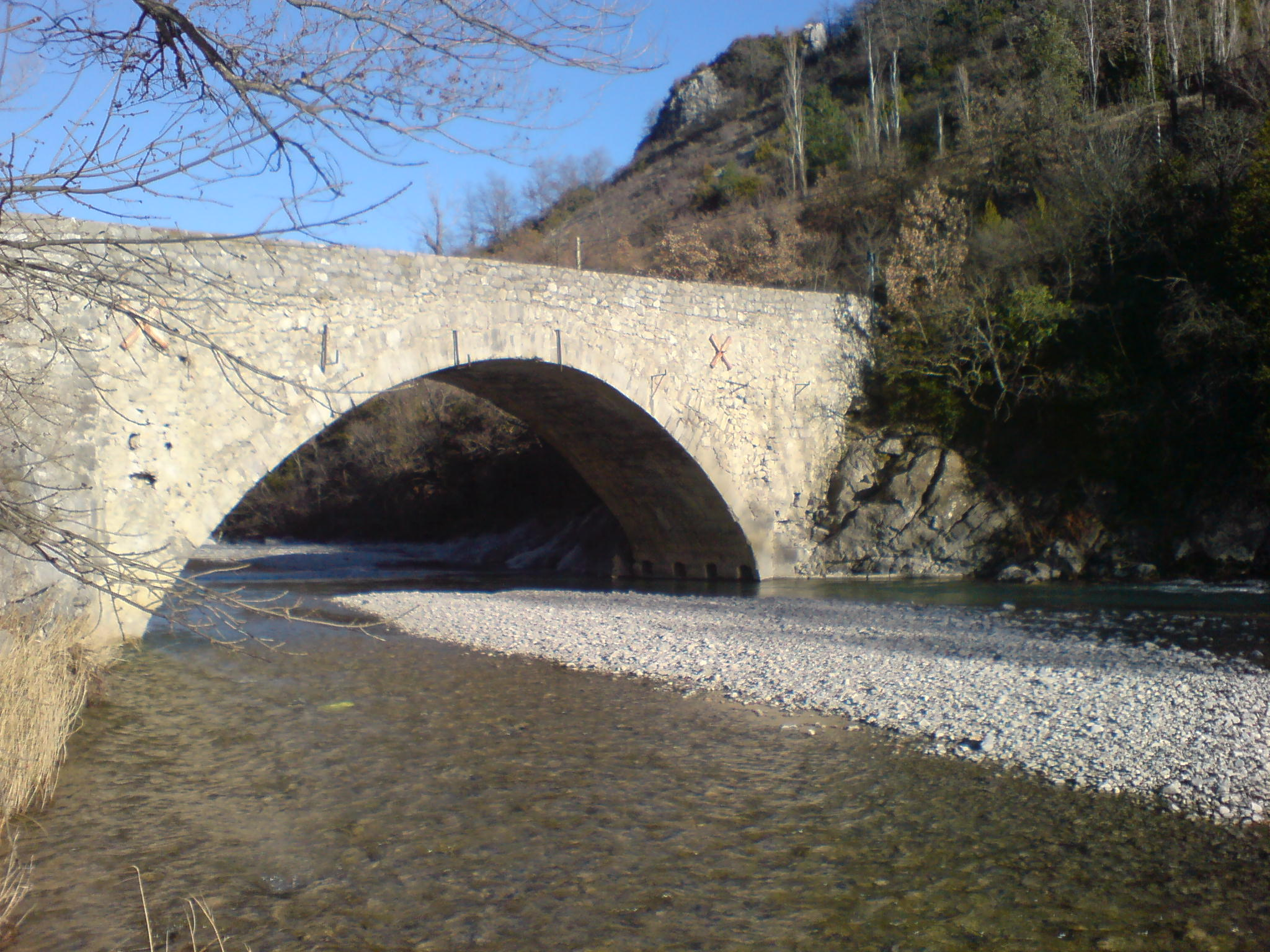
Le Jabron, à Peipin, enjambé par un pont construit en 1666.

La riaille est un ruisseau semi-permanent alimenté par des sources qui coulent au moins au cours de l'hiver. La plus connue est la riaille de Banon qui passe sous le village ruiné de Redortiers, résultat de la confluence du ravin de la Croix et du ravin de Font-Brune alimenté par les sources du même nom. Ce type d'alimentation se retrouve dans quelques affluents de la Laye près de Saumane.

#### Jabron
La vallée du Jabron marque la frontière entre la montagne de Lure et les Baronnies. Elle est orientée ouest/est et le régime de cette rivière est pluvial en dépit de ses affluents dont la majorité descendent de la rive droite que domine la chaîne de Lure. Sur la rive gauche, le torrent coule aux pieds des montagnes de Palle (Les Omergues), du Pé de Muéou (Curel), de Mare (Saint-Vincent-sur-Jabron) et de l’Ubac (Noyers-sur-Jabron).

#### Lauzon, Largue et Laye

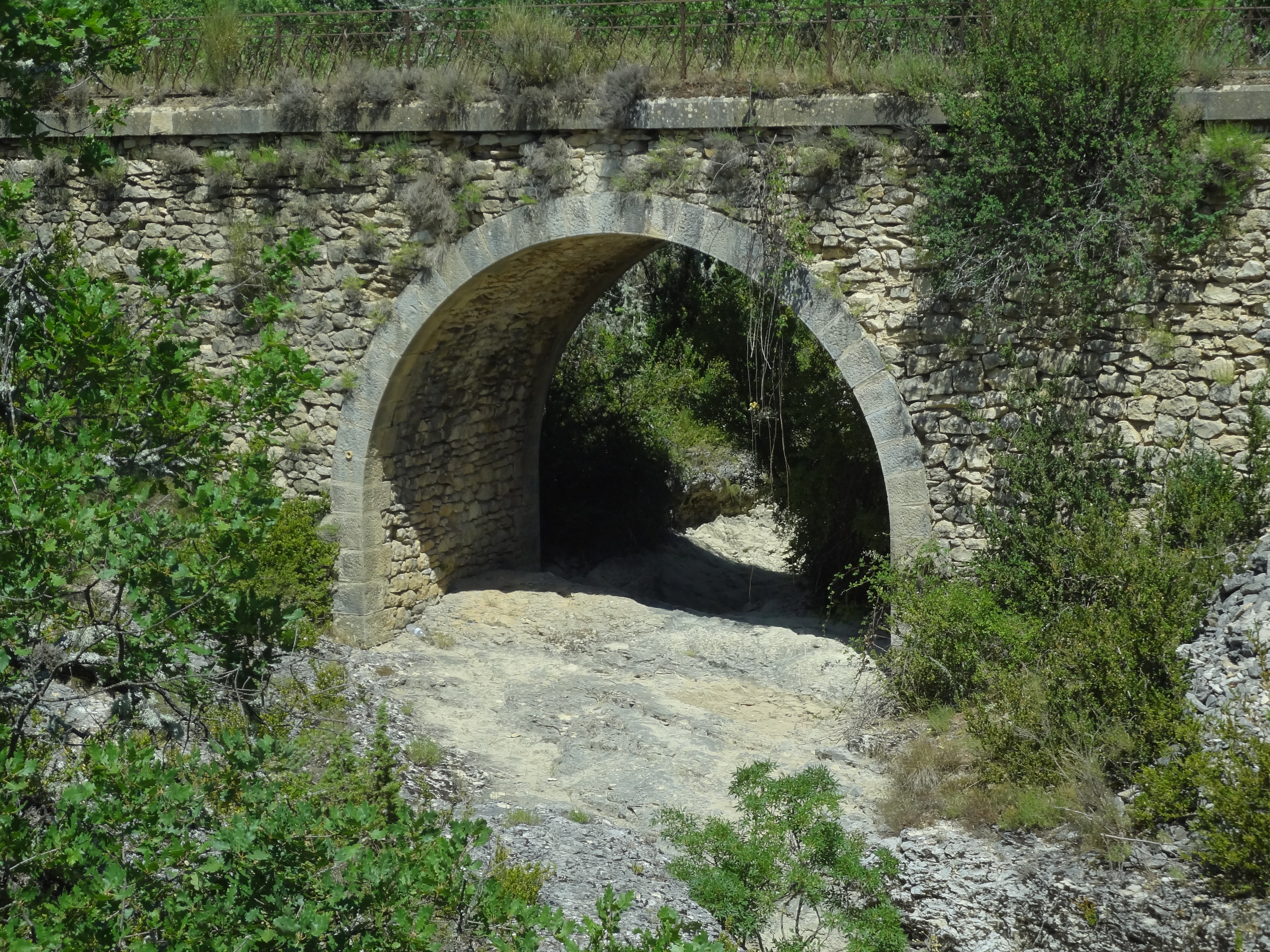
Pont à Banon sur le Largue à sec

Le Lauzon, le Largue et la Laye se situent au sud-est de l'adret de Lure et sont assez semblables. La direction de leurs lits est nord/sud et leur type d'alimentation hydrique est divisé en quatre secteurs successifs identiques. Tout d'abord les vallées sèches de montagne qui ne leur fournissent qu'un apport épisodique. Vient ensuite le bassin de Saint-Étienne/Cruis avec quelques sources, dont les Neuf-Fonts, qui alimentent des riailles. Le seul véritable apport d'eau commence dans le secteur collinaire marno-gréseux du Crétacé aux couches imperméables qui drainent vers leurs lits les eaux de ruissellement puis celui des vallées incisées du bassin oligocène de Forcalquier qui jouent le même rôle. Ces trois rivières sont donc typiques du régime pluvial méditerranéen avec une alimentation hydrique due uniquement aux précipitations automnales et à la fonte des neiges. Ce régime implique de grandes disparités à l'exemple du Lauzon dont le débit moyen est de 0,96 m3/s et qui est passé le 7 janvier 1994 à 73 m3/s.

#### Eau domestique
La domestication de l'eau a été une nécessité pour tous les villages et hameaux de la montagne de Lure.

##### Sources et fontaines

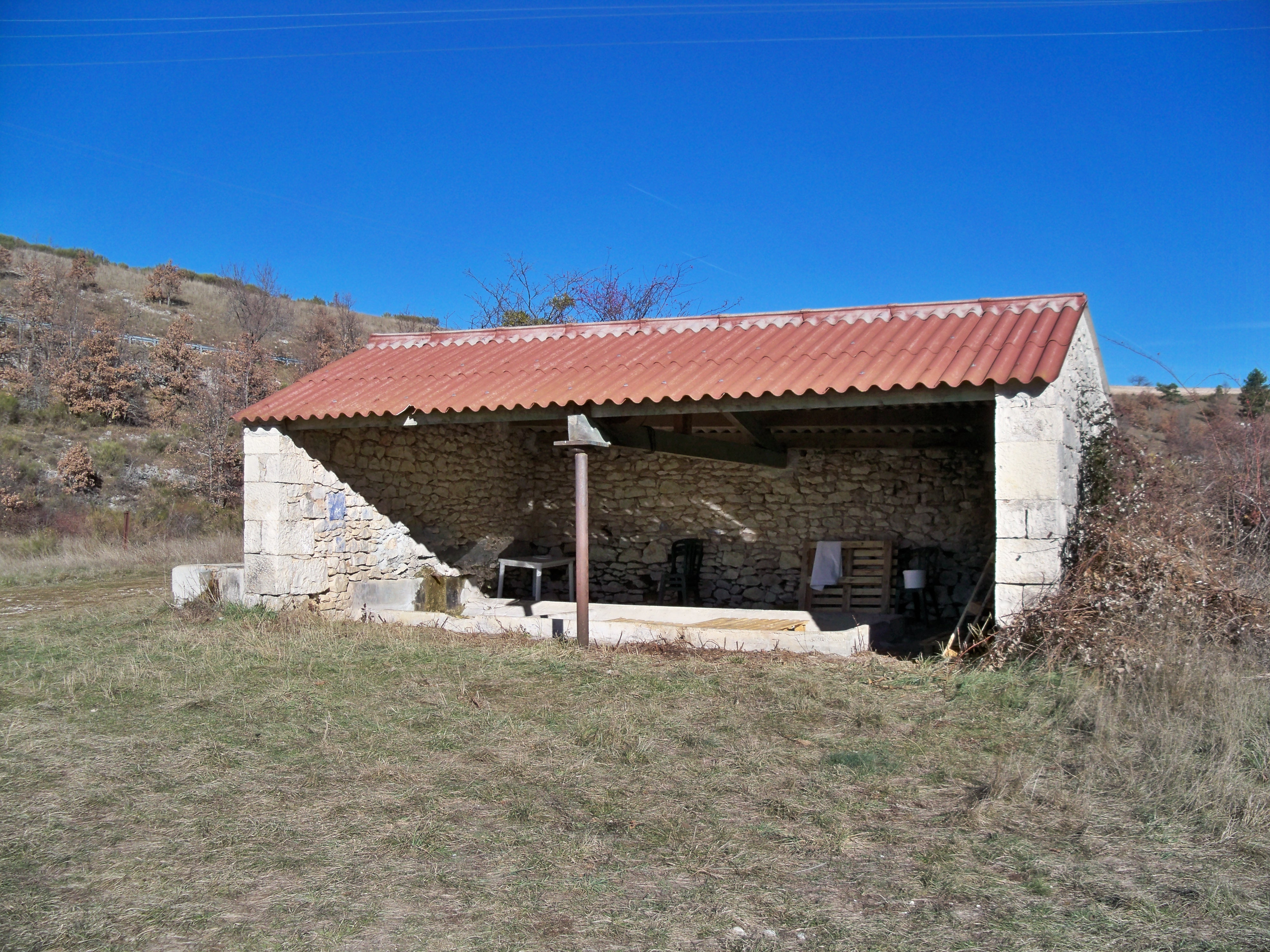
Source captée à la combe du Pommier à 5 km du centre du Revest-du-Bion

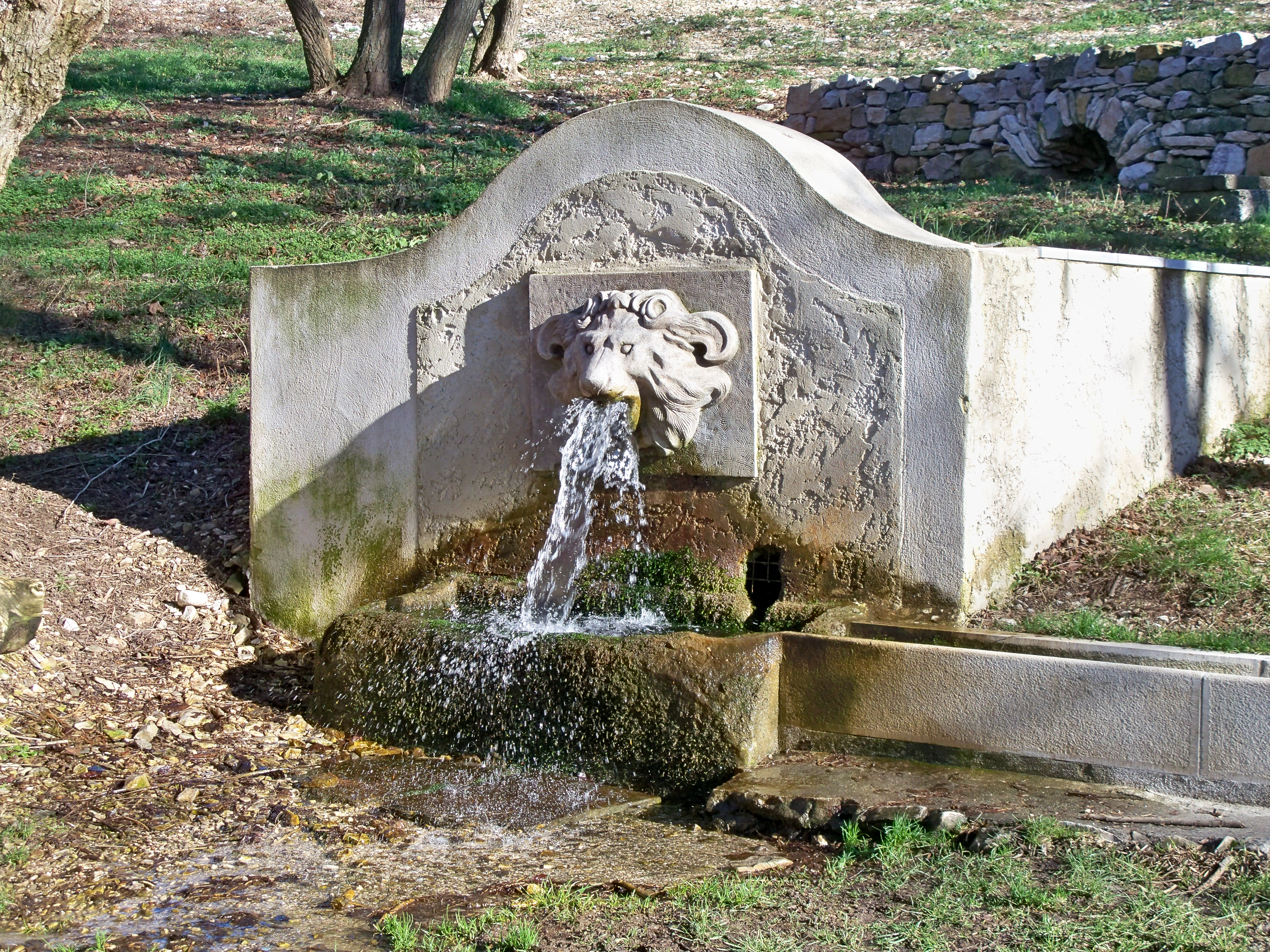
Source captée près de Lardiers faisant office de fontaine et de lavoir.

Les sources sont rares, surtout sur le versant méridional où aucun ruisseau permanent n'existe. Absorbée par le sol fissuré (relief karstique), l'eau de ruissellement resurgit à la fontaine de Vaucluse qui se trouve à 60 kilomètres ou rejoint la Durance et ses affluents. Il existe plus de sources sur l'ubac que sur l'adret de Lure. Certaines sont captées depuis des siècles et ont permis d’alimenter les fontaines et les lavoirs communaux. On trouve aussi des sources non pérennes, généralement sur le versant nord qui sont désignées sous le nom de sorgue. La rareté des sources sur l'adret les a faites soigneusement protéger pour servir à l'usage public. Après captage, elles ont été le plus souvent conduites vers des lieux habités (villages ou hameaux), fréquentés (chapelles) ou de passage (carrefour, draille). Les plus récents aménagements datent du XIXe siècle et comportent toujours une fontaine et un lavoir couvert à double bac.

##### Puits et citernes

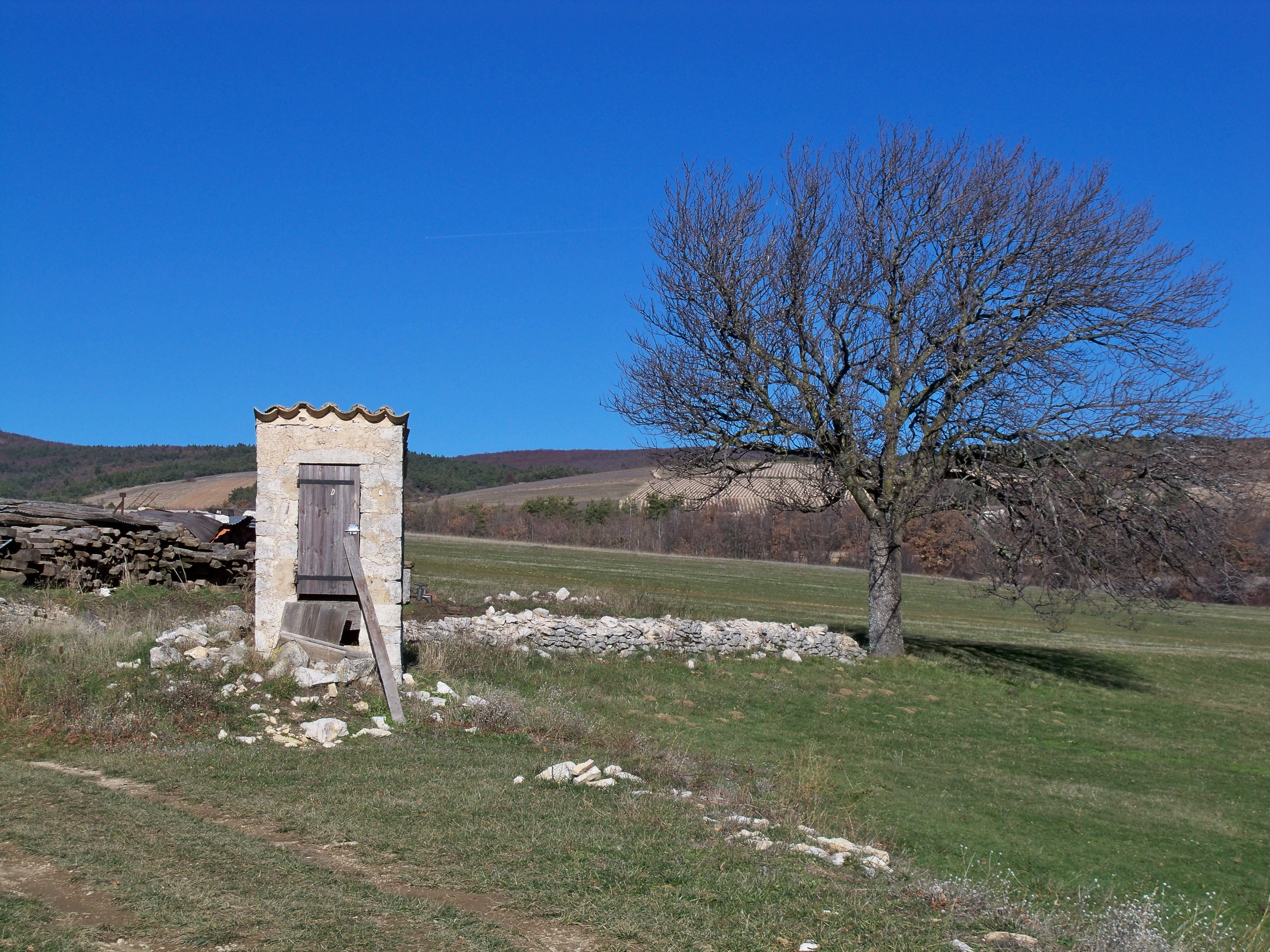
Puits près du château de la Gabelle

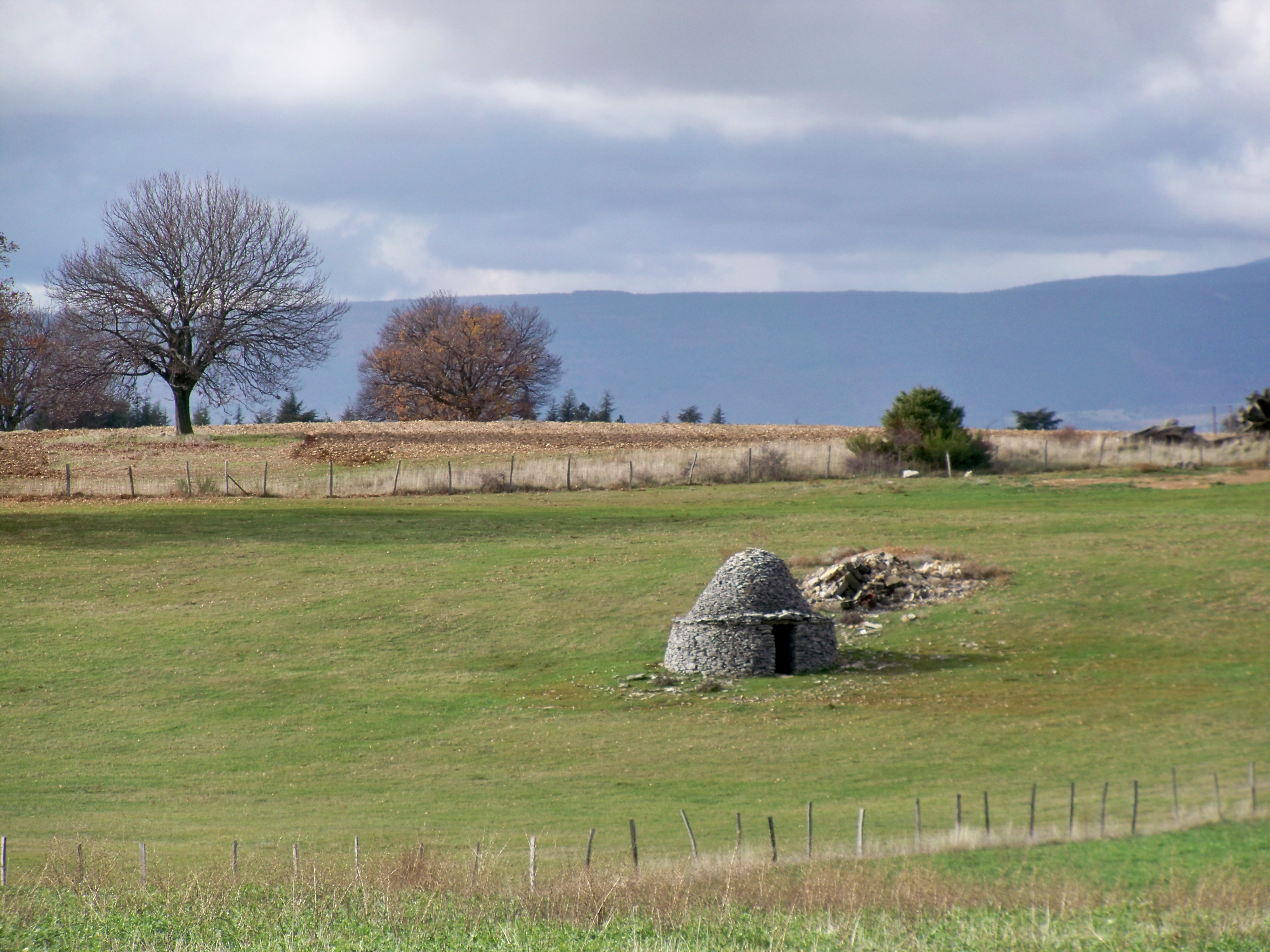
Citerne (aiguier) protégée par un cabanon pointu dans un pâturage à Revest-du-Bion.

Le second problème crucial, spécifique à un pays calcaire, a été celui de la conservation de l'eau potable. Jusqu'au XIXe siècle certains villages ou hameaux devaient se contenter d'un puits communal, creusé dans une nappe phréatique peu profonde – donc rapidement tarissable – et de citernes pour stocker l'eau. Le remplissage de celles-ci était aisé puisqu'elles étaient remplies par la récupération des eaux pluviales par les toitures. Comme il tombe environ 1 000 millimètres d’eau par an sur Lure, cela permettait une large récupération d'eau de pluie qui était d'abord dirigée vers une serve (décantoir) pour se purifier avant d'être stockée dans une citerne maçonnée et généralement recouverte d'une voûte en pierre sèche. Ce n’est qu’à la fin du XIXe siècle que toutes les agglomérations ont pu être desservies par des eaux de sources souvent captées fort loin. Le problème de l'alimentation en eau courante n'a été résolu que dans la seconde moitié du XXe siècle par pompage des eaux de la Durance.

##### Glacières
Un certain nombre de sites dans la montagne étaient aptes à conserver la neige d'hiver toute l'année après tassage dans une excavation qui était ensuite plus ou moins bien isolée au niveau de son ouverture. Ces lieux étaient arrentés à des particuliers qui, par contrat, s'engageaient à fournir, dès le XVIIe siècle, de la glace à la demande des nantis (nobles et bourgeois) d'Apt, de Manosque, de Sisteron, de Forcalquier et de Digne.
Le nom de ces glacières se retrouve dans la toponymie de Lure. Sur la commune de Saint-Étienne-les-Orgues se trouvent à l'ouest de la station de ski, la combe des Glacières et la bergerie ruinée des Glacières (1 355 m), ainsi que le Pas des Glacières et le quartier des Glacières (entre 1400 et 1 450 m). Existent sur celle de Châteauneuf-Val-Saint-Donat, le jas des Glacières et le ravin des Glacières (1 267 m). Sur Montbrun-les-Bains, à l'ubac de Lioure, se trouve également un sommet des Glacières (1 200 m).
Quelques glacières bâties au pied de Lure attestent du stockage de la glace comme à Sisteron où la glacière a été détruite en 1855, à Aubignosc, où il en fut construite une à la bastide du Gravas au cours du XVIIIe siècle, et à Lardiers où elle fut désaffectée à la fin du XIXe siècle.

### Risques majeurs
Plus de 67 % du territoire étant couvert par des landes et une forêt dominée par le chêne, plusieurs incendies ont déjà eu lieu dans la forêt de Lure dont un d'origine criminelle en 1997. Pour faciliter les interventions de lutte contre le feu, la loi impose le débroussaillement dans un rayon de 50 mètres autour des habitations et de 10 mètres de part et d'autre des voies privées d'accès. Pour les phénomènes météorologiques tels que les tempêtes, les chutes de neige exceptionnelles ou les canicules, Météo-France diffuse tous les jours, à l'intention des autorités et des particuliers, une carte de vigilance informant des risques susceptibles de survenir dans les 24 heures.
Les mouvements de terrain à haut risque sont les effondrements de cavités souterraines (gouffre, aven). Ils sont dus à l'importance des calcaires karstifiés sur le complexe plateau d’Albion / montagne de Lure. Ce risque est principalement localisé à l'ouest de la RD951. Pour les séismes, la France est divisée en 5 zones de 0 à III, le secteur de la montagne de Lure est classé en zone à risque faible (1b).

### Climat
Ce massif possède toutes les caractéristiques climatiques des Alpes du Sud, dont il est, avec le mont Ventoux, le chaînon le plus occidental. De méditerranéennes au bas, elles évoluent en fonction de l'altitude vers un climat tempéré puis continental de type montagnard au sommet. Lure ne possédant pas de station météo, l'analyse de son climat a été réalisée à partir des données fournies par des stations de basse altitude comme celles de Saint-Étienne-les-Orgues (687 mètres), Banon (810 mètres) et Châteauneuf-Miravail (660 mètres). Pour obtenir des séries météorologiques plus longues, seule la station de Saint-Auban (457 mètres) permet de mieux appréhender les caractéristiques du climat de la montagne de Lure. L'étude de ces données a permis de déterminer deux constantes. La première indique qu'à 800 mètres d'altitude, la moyenne annuelle des températures est de 10 °C pour un cumul de précipitations de 1 000 millimètres. La seconde concerne la crête qui culmine à 1 825 mètres et où la température moyenne est de 6° pour des précipitations de 1 300 mm/an.
L'importance des précipitations jointe à la rigueur hivernale avaient imposé à la partie sommitale un manteau neigeux qui a commencé à diminuer sous l'influence du réchauffement climatique. Jusqu'à présent celui-ci n'a pas influencé le rythme des précipitations qui reste de type méditerranéen. À la sécheresse estivale succèdent toujours des séquences de pluies torrentielles comme celles des automne/hiver de 1976 et 1994 ou des longues séquences comme celles de 1960 où il a plu pendant 77 jours consécutifs. Le massif a été aussi touché par des vagues de froid intenses. Il reste trace de celle de 1887 où la température n'a pas dépassé −5 °C pendant trois mois, et bien sûr, le gel de 1956 avec ses 20 jours à −26 °C.

#### Orage

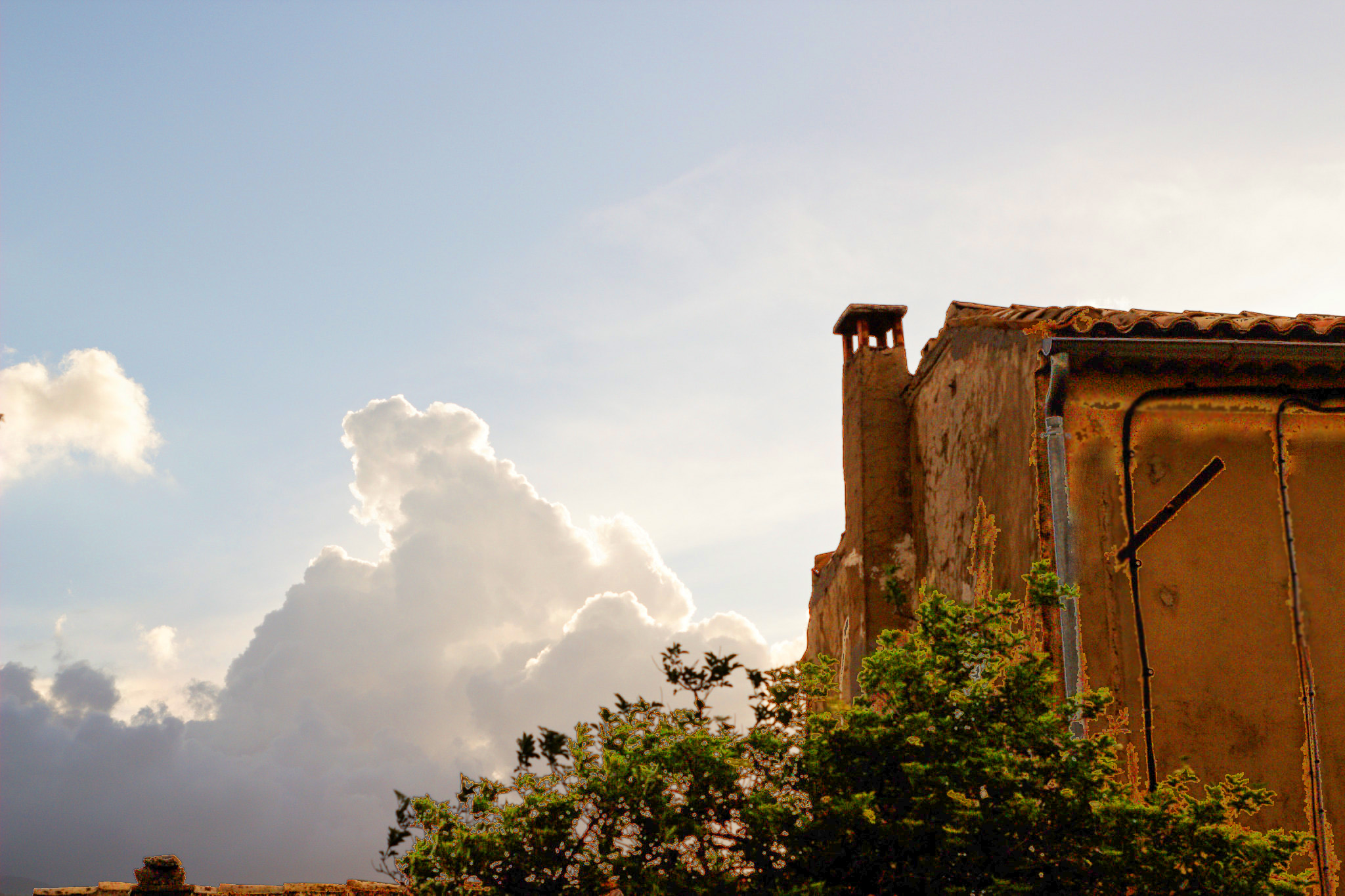
Nuée d'orage à Montbrun-les-Bains

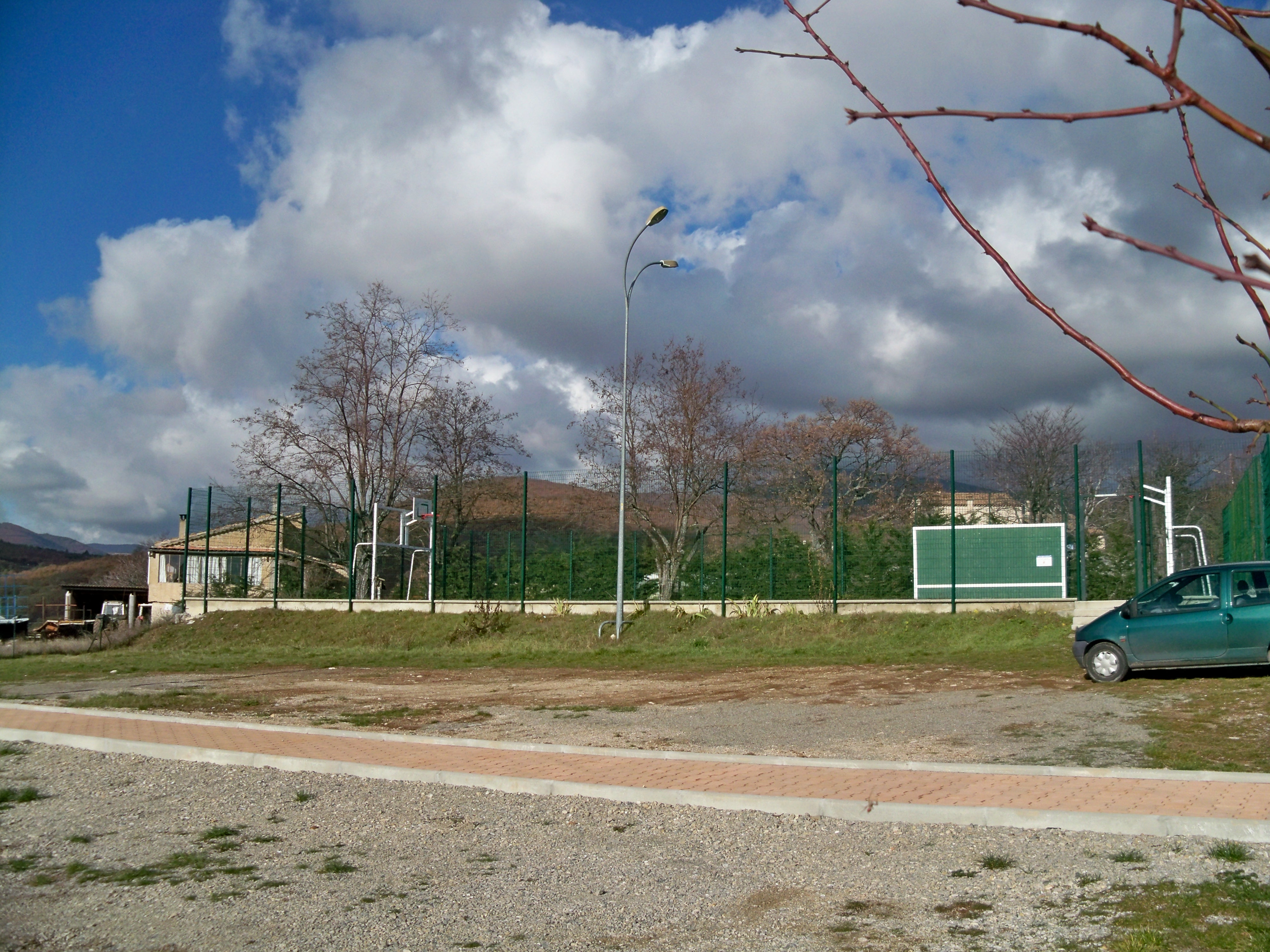
Cumulus sur Lardiers

La montagne de Lure, tout comme le département des Alpes-de-Haute-Provence, est l'une des régions des Alpes où le nombre de jours d'orages est supérieur à la moyenne. On compte plus de 40 jours par an essentiellement réparti sur cinq mois. Le plus orageux est celui de juin, suivent juillet et août, puis mai et septembre. Les précipitations qui s’ensuivent sont d'une grande violence. Il n’est pas rare de relever plus de 100 millimètres d'eau et beaucoup plus localement.
Ces trombes d'eau, très concentrées dans le temps et l'espace, gonflent les rivières et torrents qui enflent en quelques minutes et forment un front qui est un véritable mur d’eau. C’est le morent qui dévale un talweg généralement à sec et qui emporte tout sur son passage. Ce type très rapide de montée des eaux est spécifique de rivières comme le Lauzon, le Largue et la Laye.

#### Vents

##### Mistral

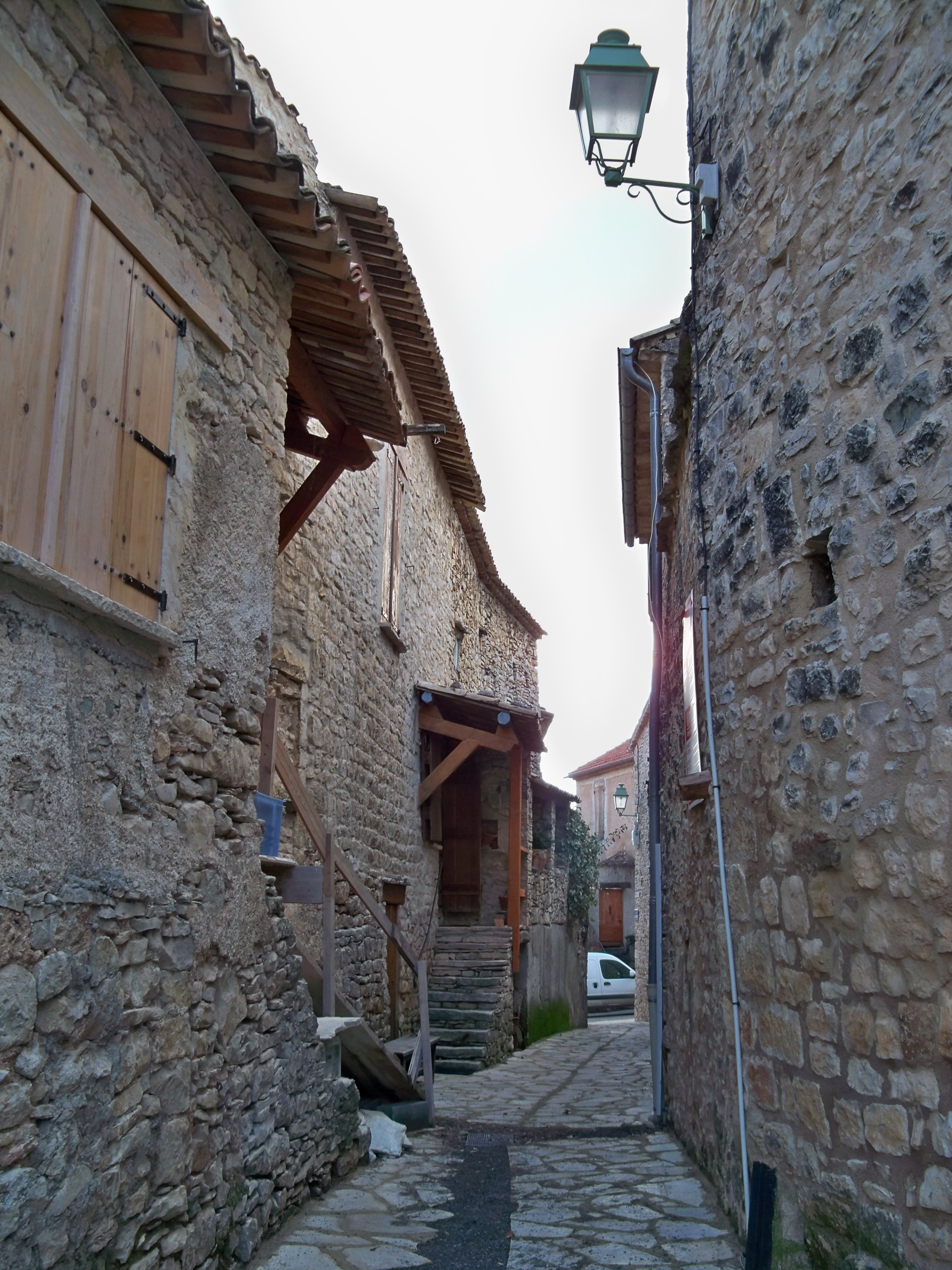
À l'Hospitalet, rue étroite protégeant contre le mistral

Ce vent est le plus fort qui souffle sur Lure où il a des pointes jusqu’à 100 km/h. Glacial en hiver, il provoque en revanche au printemps un effet de foehn qui assèche l’air et induit un réchauffement sur toute la face sud de la chaîne. Il souffle en moyenne 50 jours par an, peu ou prou, puisque ses deux extrêmes sont 10 jours et 90 jours. Si ce vent est courant au cours du mois d'avril, il devient beaucoup plus rare en juin et en octobre.

##### Aura bruna
C’est une sorte de foehn, un vent chaud qui souffle en hiver. Non seulement il ne chasse pas les nuages mais apporte avec lui des nuées noires. Ce vent fantasque, qui souffle aussi bien de l'est que de l'est-nord-est ou du nord, est assez chaud pour faire fondre la neige en particulier à la station de Lure qui peut perdre un mètre de poudreuse en deux jours. Cette rapidité de fonte engorge d'eau les champs et les chemins qui deviennent impraticables à cause de la boue. L'aura bruna est considérée sur place comme le plus mauvais vent de la montagne.

##### Autres vents
Après le mistral et l'aura bruna vient le marin, dit encore marinade, un vent qui vient de la mer Méditerranée et souffle du sud-est. Il apporte toujours la pluie. Deux vents de montagne suivent, la montagnière, qui vient du nord-est et le levant, qui souffle de l'est et uniquement à l'aube. Le seguin est le vent du soleil. Il vient du sud-est et ne souffle que l'été de la fin de la matinée jusqu'à ce que le soleil se couche.
Ces vents, tous plus ou moins bénéfiques, ont leurs pendants en vents plus redoutés. Il existe un mistral bastard. C'est le nom donné à un vent venu du nord-nord-ouest, le vrai mistral soufflant du nord-ouest, et qui produit les mêmes effets que lui. Le long de l'ubac de Lure, dans la vallée du Jabron, descend le rosau, le vent du Rhône, chargé de nuages. Toujours dans la même vallée souffle la traversière, dite aussi mistral de l'ouest. Ces deux vents sont craints pour leur violence. Ultime vent répertorié soufflant sur Lure, la rispa ou cisampa. C’est une bise glaciale d'hiver qui, suivant sa fréquence, peut compromettre les récoltes fruitières.

### Écosystème

#### Flore
En dépit de sa situation sur une dalle de calcaire, plus ou moins rigide et plane, car largement arasée,, la montagne de Lure possède une grande diversité de paysages et d'espèces végétales à travers toute sa chaîne. Sa position méridionale dans les Alpes-de-Haute-Provence lui impose un climat supra-méditerranéen teinté d’influences continentales. Entre 600 et 1 800 mètres, il confine au montagnard supérieur. Une végétation subalpine, variée mais pauvre en quantité, s'est développée au niveau des plus hautes crêtes, dans les situations les plus froides et les plus exposées.
Sur les versants, c'est la forêt qui domine. Il s'agit de grandes forêts domaniales ou privées (forêt de Cruis, bois du Défends, forêt de Saint-Étienne, bois Croumpa, etc.) Elles se composent de chênes pubescents, de pins sylvestres sur l'adret, tandis que l'ubac accueille des hêtres, qui peuvent ponctuellement s'associer au sapin blanc (Abies alba). La chênaie occupe le versant sud jusqu'à 800 à 1 000 mètres et localement monte à 1 100 mètres sur le flanc est. Ponctuellement se rencontrent des zones de pins noirs d'Autriche implantées lors des reboisements.
C'est ici que Natura 2000 a caractérisé une hêtraie acidophile fort rare en Provence. La protection de l'ensemble forestier a permis d'établir un conservatoire de gènes in situ pour le hêtre et le sapin. Pour cette dernière essence, c'est l'écotype de Lure qui a été retenu au niveau national pour le programme forestier européen. De plus le site est d'un intérêt primordial pour sa forêt modérément exploitée. Cette gestion a permis le développement d'une biodiversité importante, tant dans la forêt que sur les écotones et les milieux ouverts associés.
Les hêtres occupent l'étage montagnard, situé entre 1 000 et 1 700 mètres. Au pas de la Graille, jouxtant la partie supérieure de la hêtraie, s'est développée une lande à Genista radiata, rare dans les Alpes françaises. Sur l'ubac, les hêtres ont laissé la place à un reboisement de mélèzes d'Europe. Deux autres essences appartiennent à cet étage, le pin sylvestre, qui pousse mêlé au hêtre et au chêne pubescent, et le sapin blanc. Ce dernier partage le même habitat que le hêtre sur les versants nord et sud dans les zones les plus humides et les plus froides.

Principales essences de la forêt de Lure
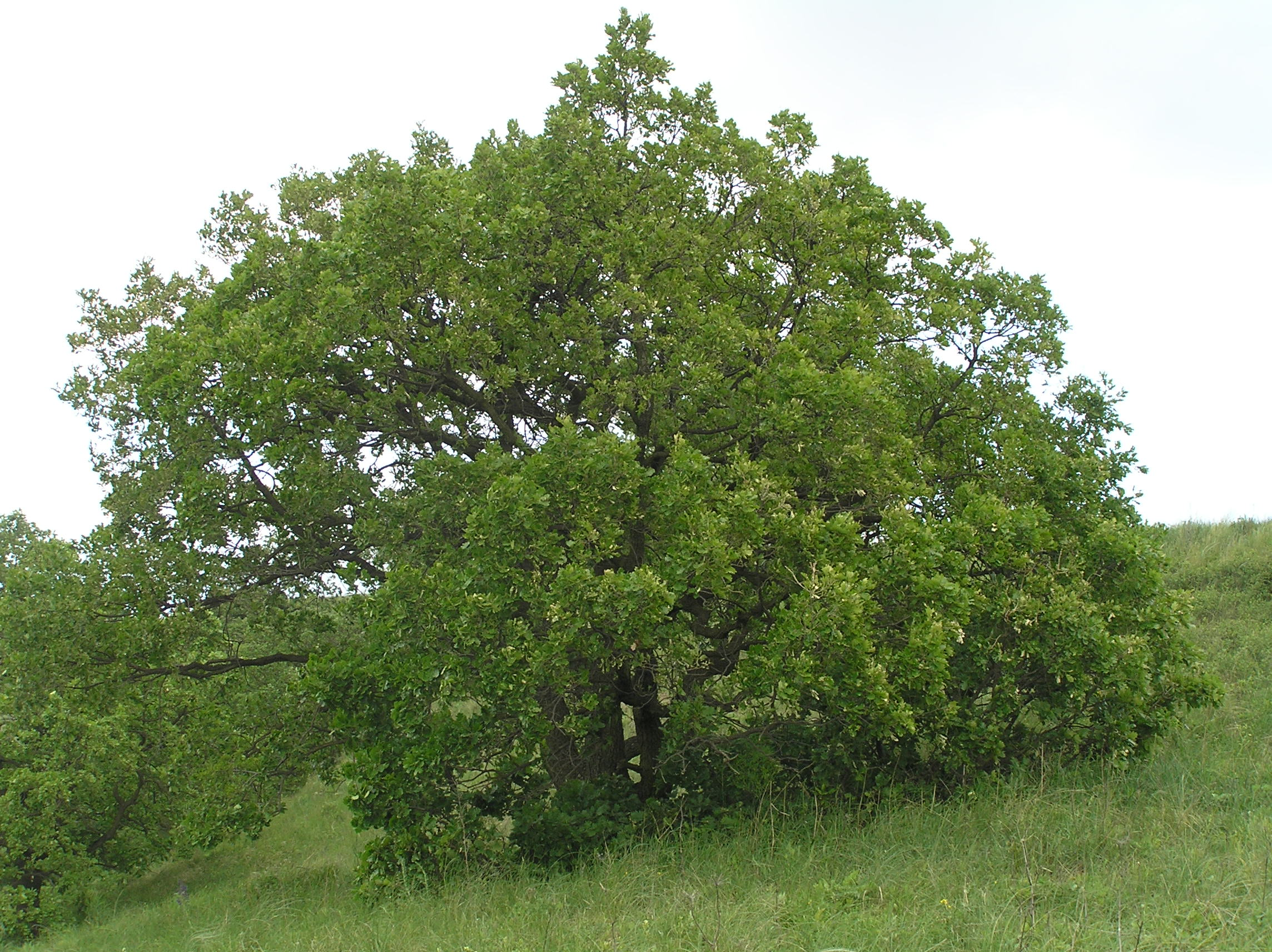
Chêne pubescent
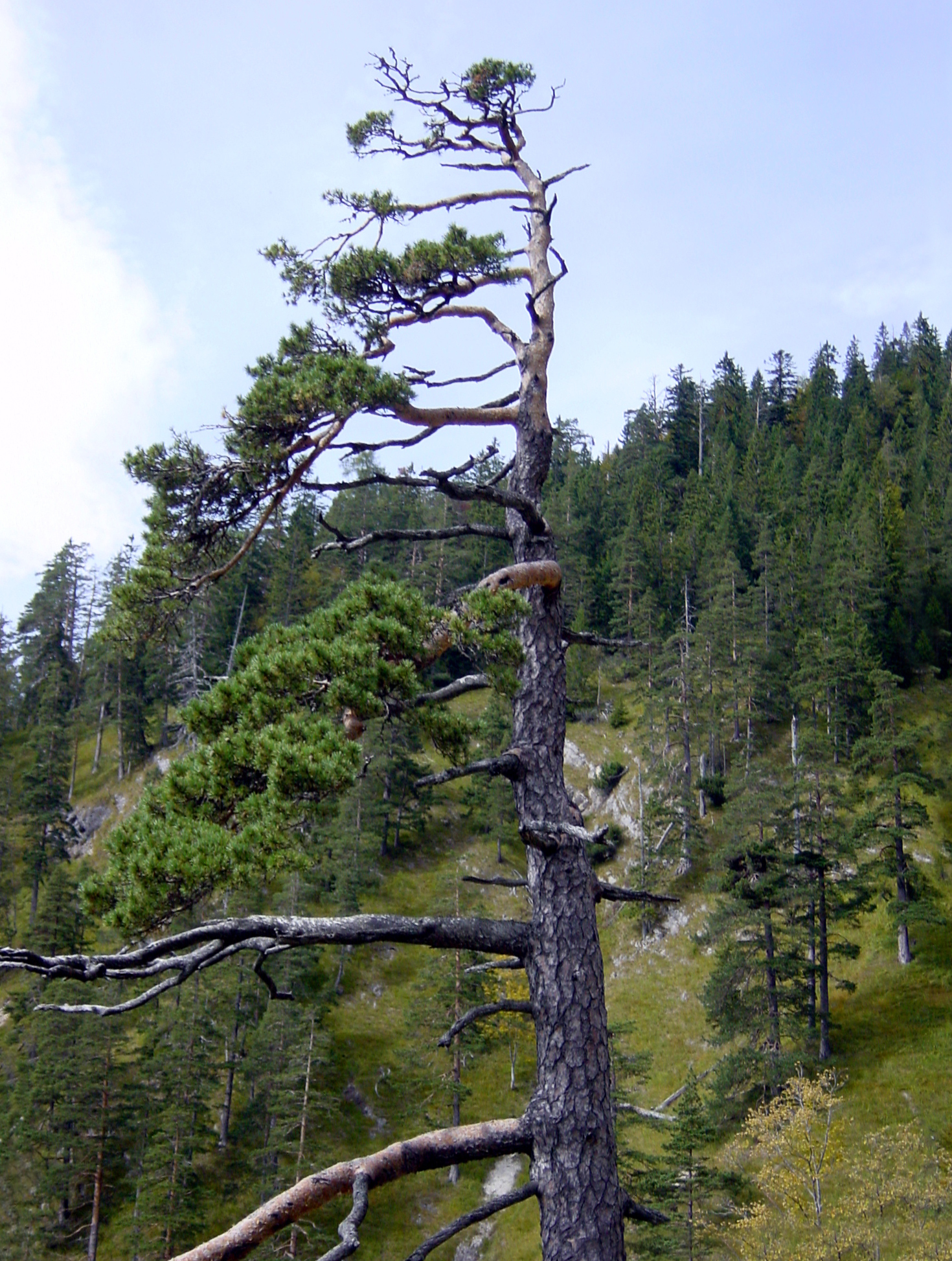
Pin sylvestre
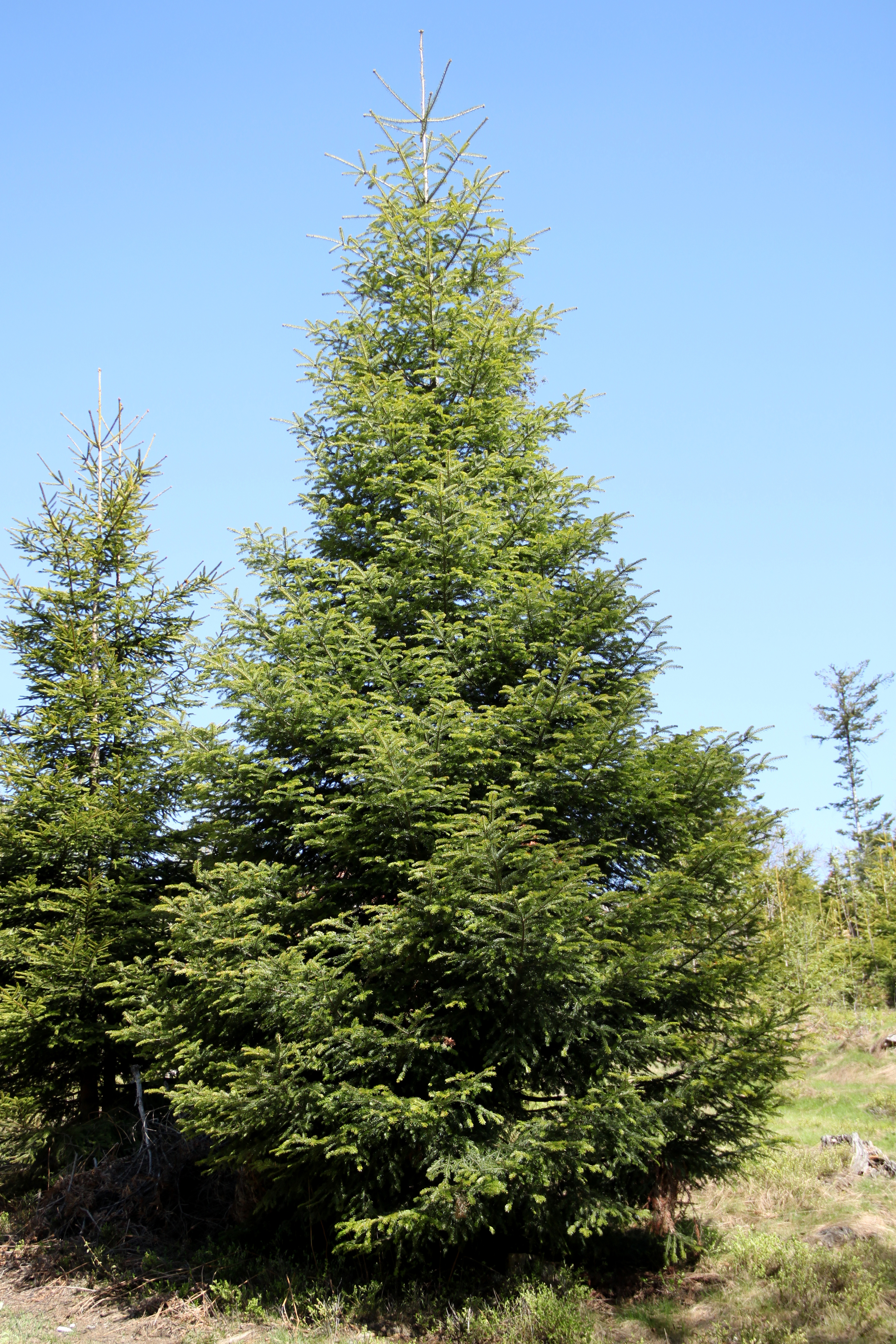
Sapin blanc
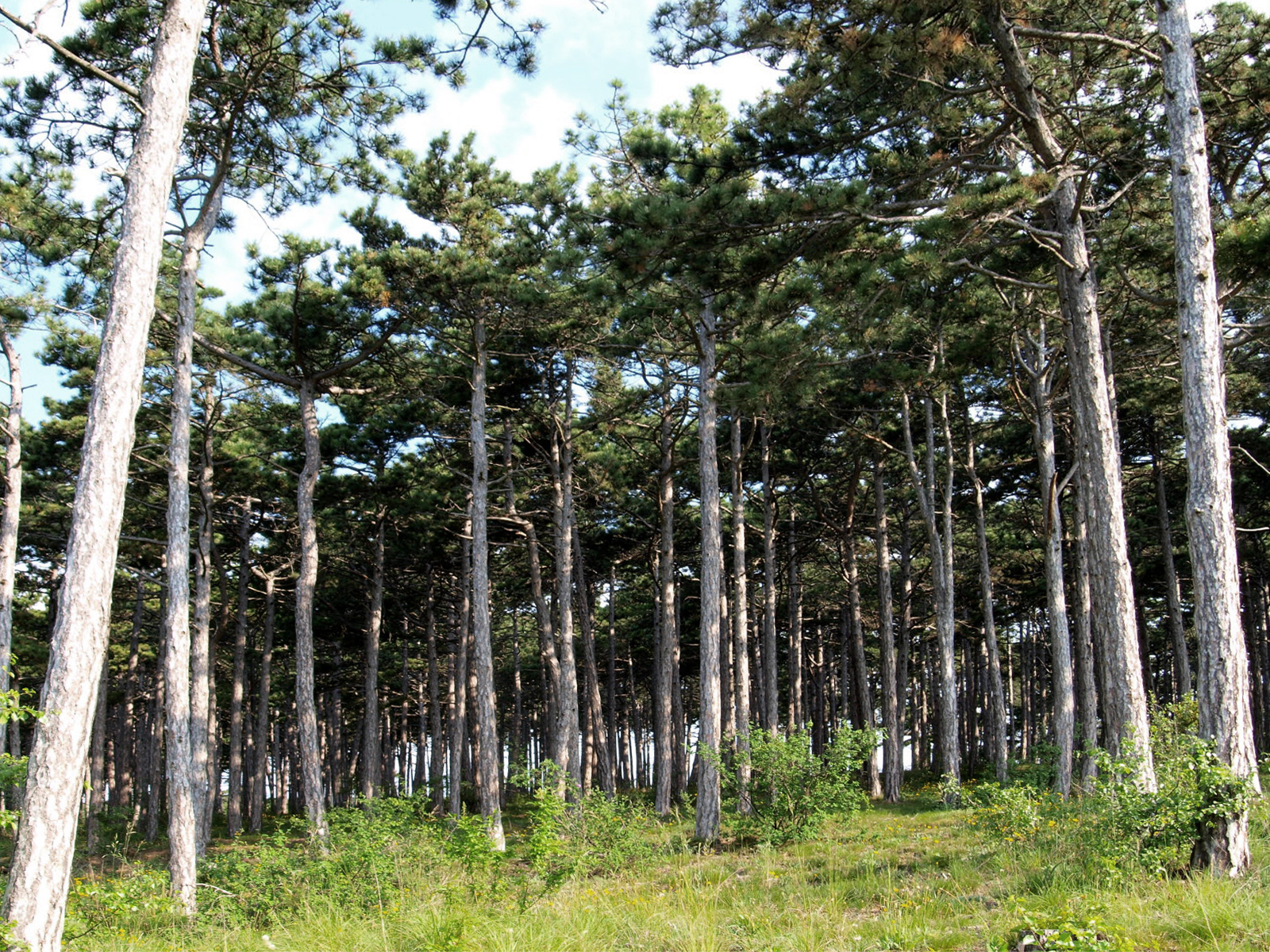
Pin noir

Sur la crête, s'étagent d'abord les essences subalpines telles que le mélèze, l'épicéa et le pin à crochets puis des formations basses où se retrouvent des landes à genévrier nain et des pelouses à brome. Cette végétation se heurte pourtant au développement des loisirs motorisés.
| Type de forêt                                       | proportion |
| --------------------------------------------------- | ---------- |
| Forêt de protection                                 | 9 %        |
| Forêt domaniale                                     | 61 %       |
| Forêt non domaniale bénéficiant du régime forestier | 21 %       |
| Autres (hors protection Natura 2000)                | 9 %        |

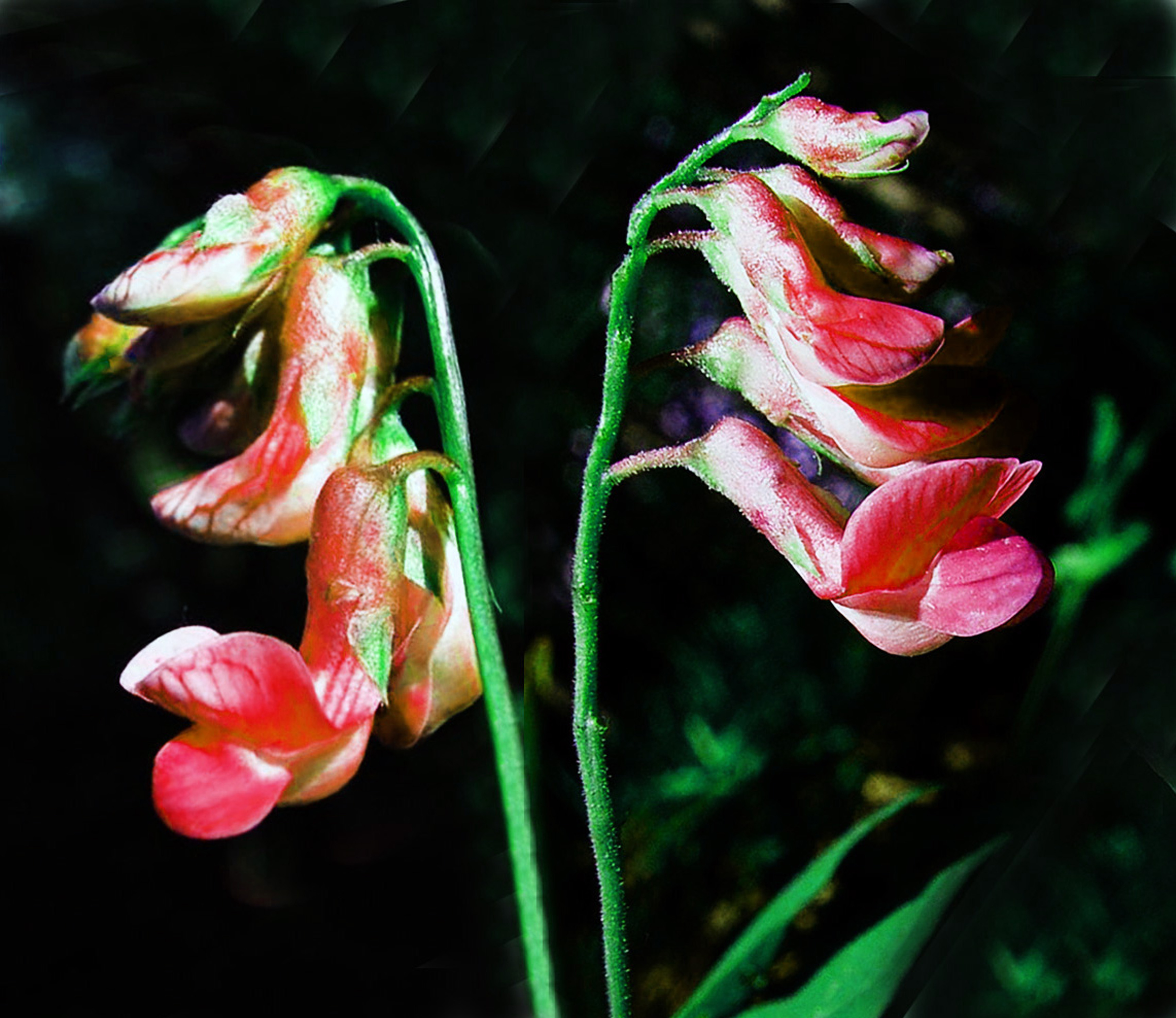
Gesse de Vénitie

La flore, d'une grande valeur patrimoniale, possède vingt-sept espèces végétales déterminantes, dont six sont protégées au niveau national. Il s'agit de l'ancolie de Bertoloni (Aquilegia bertolonii), qui est endémique, de la gagée des prés (Gagea pratensis), de l'orchis de Spitzel (Orchis spitzelii), du Panicaut blanche-épine (Eryngium spina-alba), de la pivoine velue (Paeonia officinalis subsp. huthii) et de la tulipe de l'Écluse (Tulipa clusiana). Huit autres espèces sont protégées en région Provence-Alpes-Côte d'Azur, la lunetière à tige courte (Biscutella brevicaulis), la dauphinelle fendue (Delphinium fissum), l'euphorbe de Loiseleur (Euphorbia seguieriana subsp. loiseleurii), le grand éphédra (Ephedra major), la gesse de Vénétie (Lathyrus venetus), l'orchis très odorant (Gymnadenia odoratissima), le pâturin hybride (Poa hybrida) et le genêt à rameaux rayonnants (Genista radiata). D'autres espèces sont plus spécifiques à l'ubac comme la pivoine officinale et le jasmin ligneux.
De plus, le site abrite 174 autres espèces remarquables. Trois sont protégées au niveau national, la gagée jaune (Gagea lutea), la gagée des champs (Gagea villosa) et la tulipe sylvestre (Tulipa sylvestris). Une espèce est protégée régionalement, c'est le grémil à pédoncule épais (Lithospermum incrassatum).

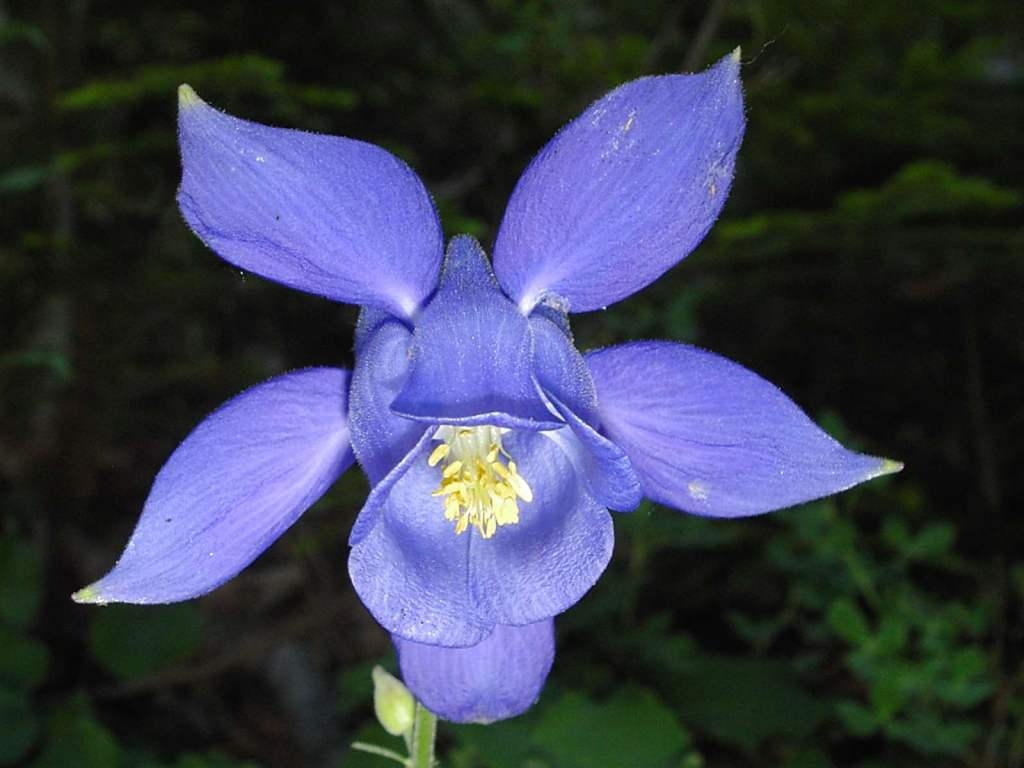
Ancolie de Bertoloni
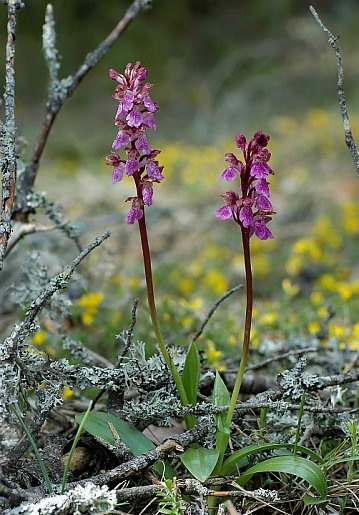
Orchis de Spitzel
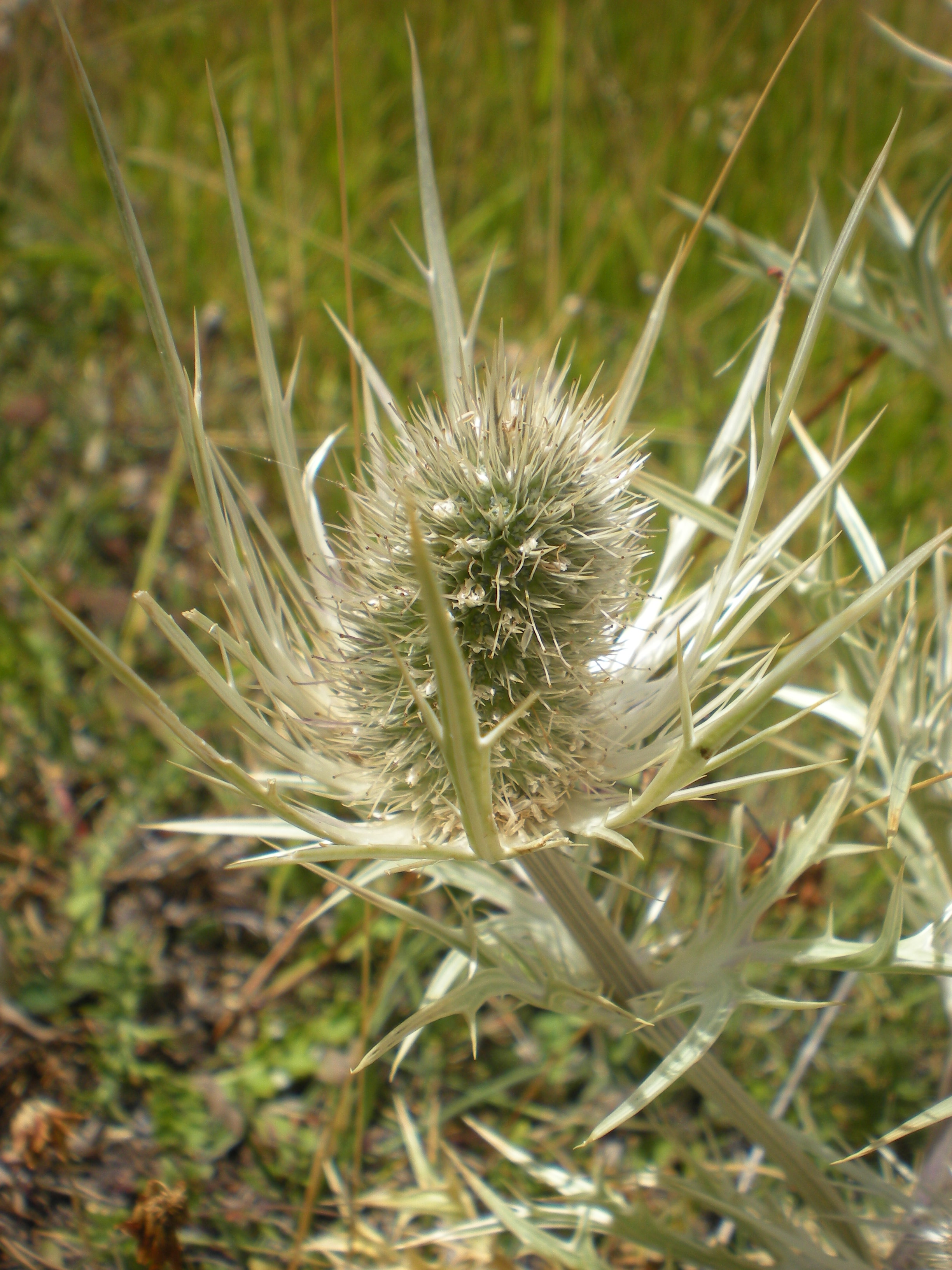
Panicaut épine blanche
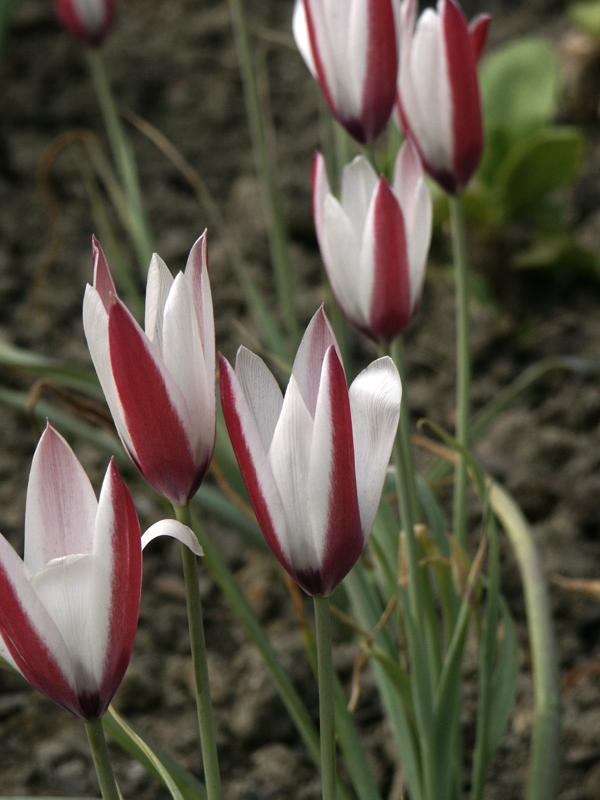
Tulipe de l'Écluse
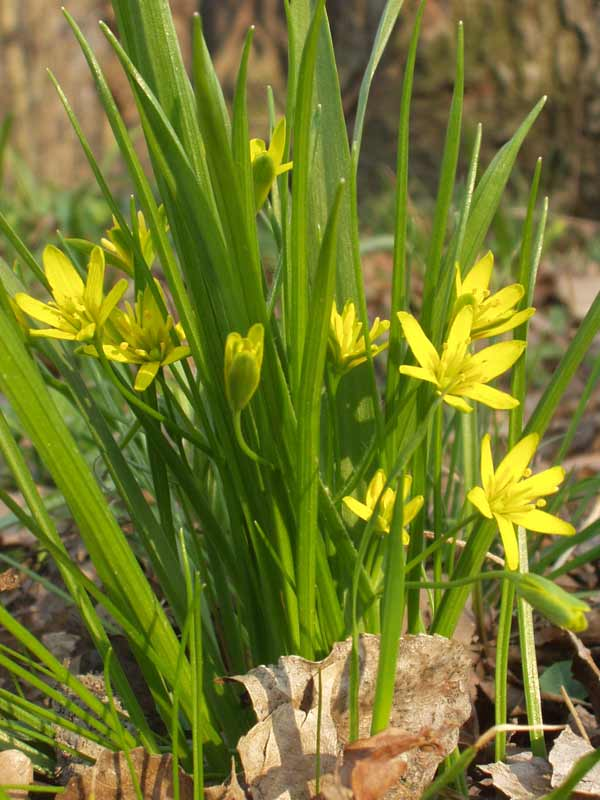
Gagée jaune
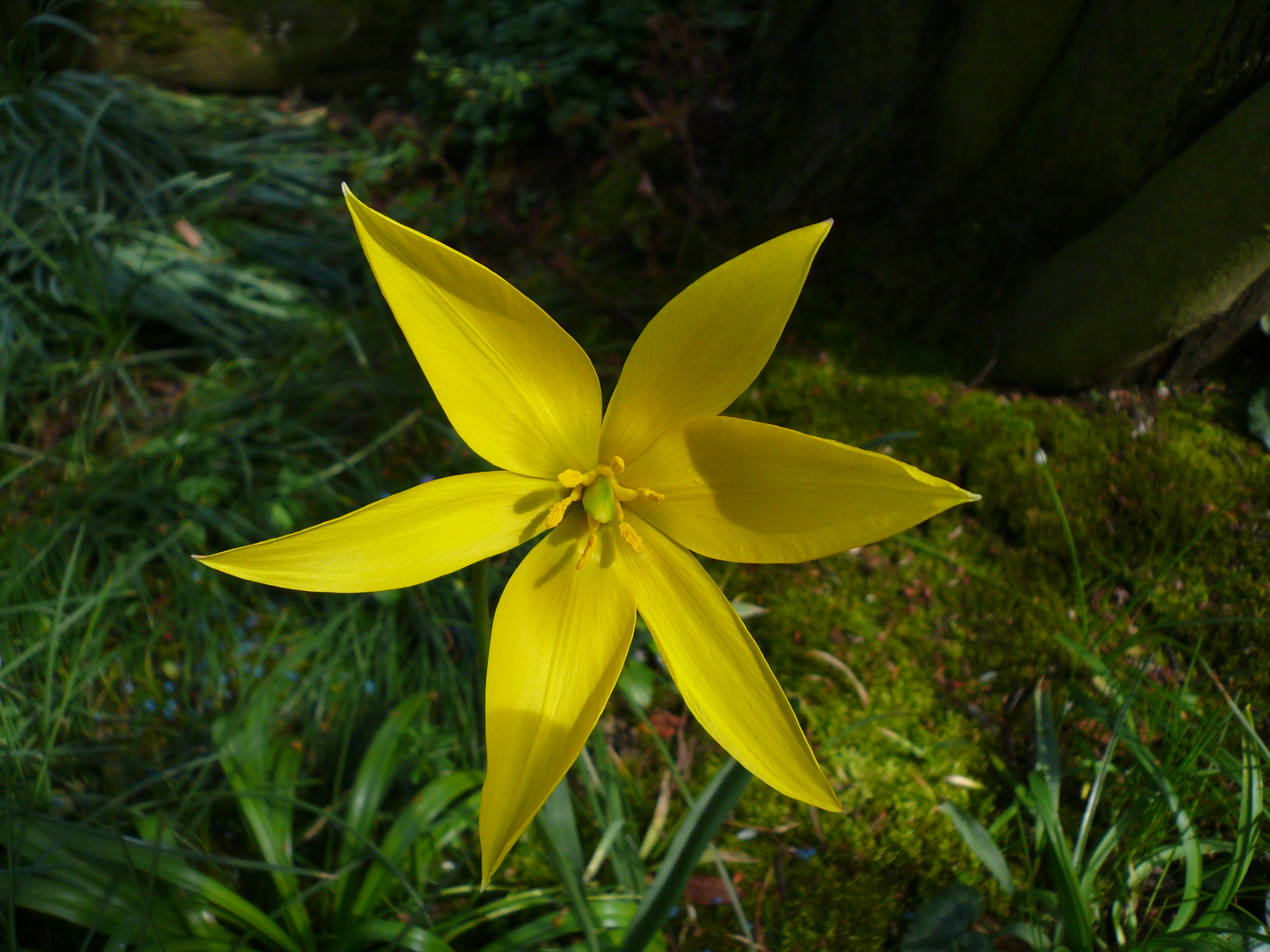
Tulipe sylvestre

#### Champignons
Il y a dans Lure de nombreuses espèces liées aux différents peuplements forestiers et à l'étagement de la forêt entre 600 et 1 800 mètres. Parmi les champignons comestibles, les plus prisés sont :

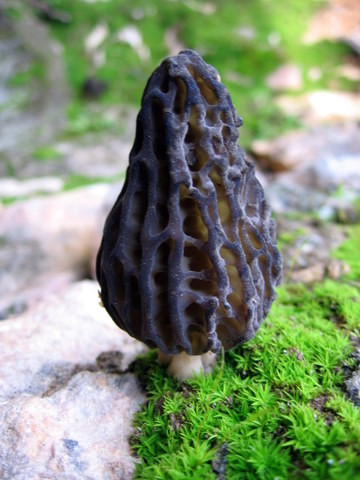
Morille noire
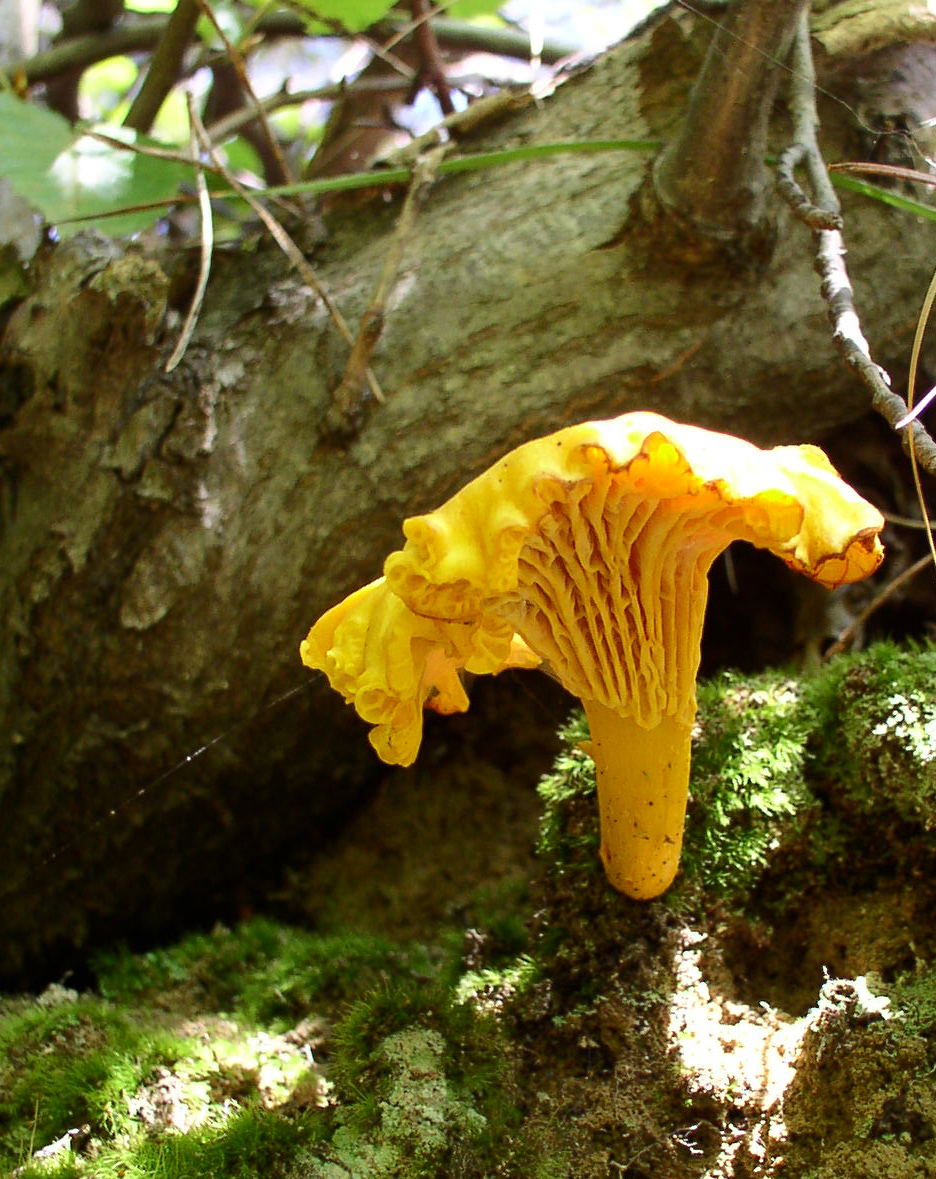
Girolle
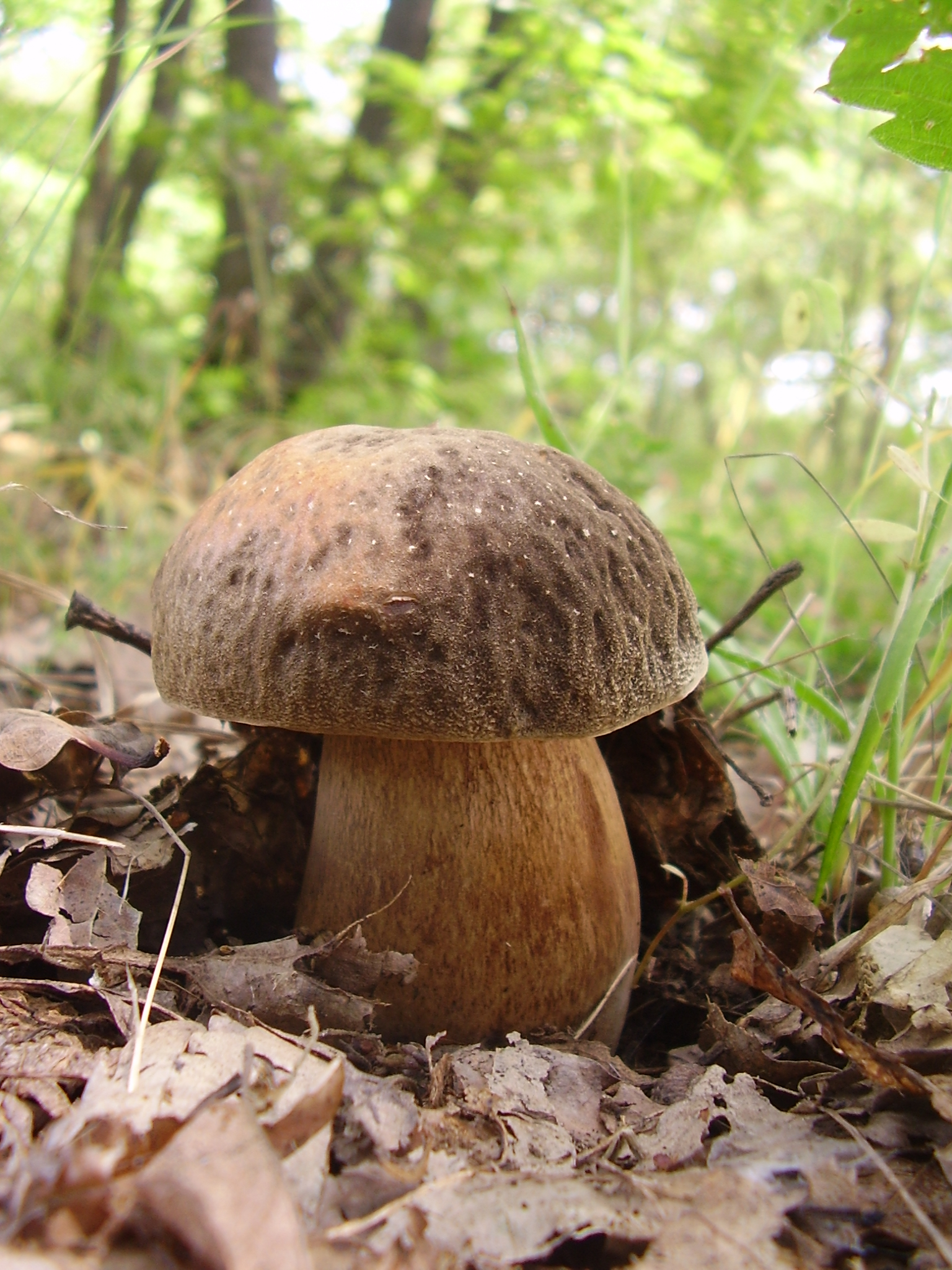
Cèpe
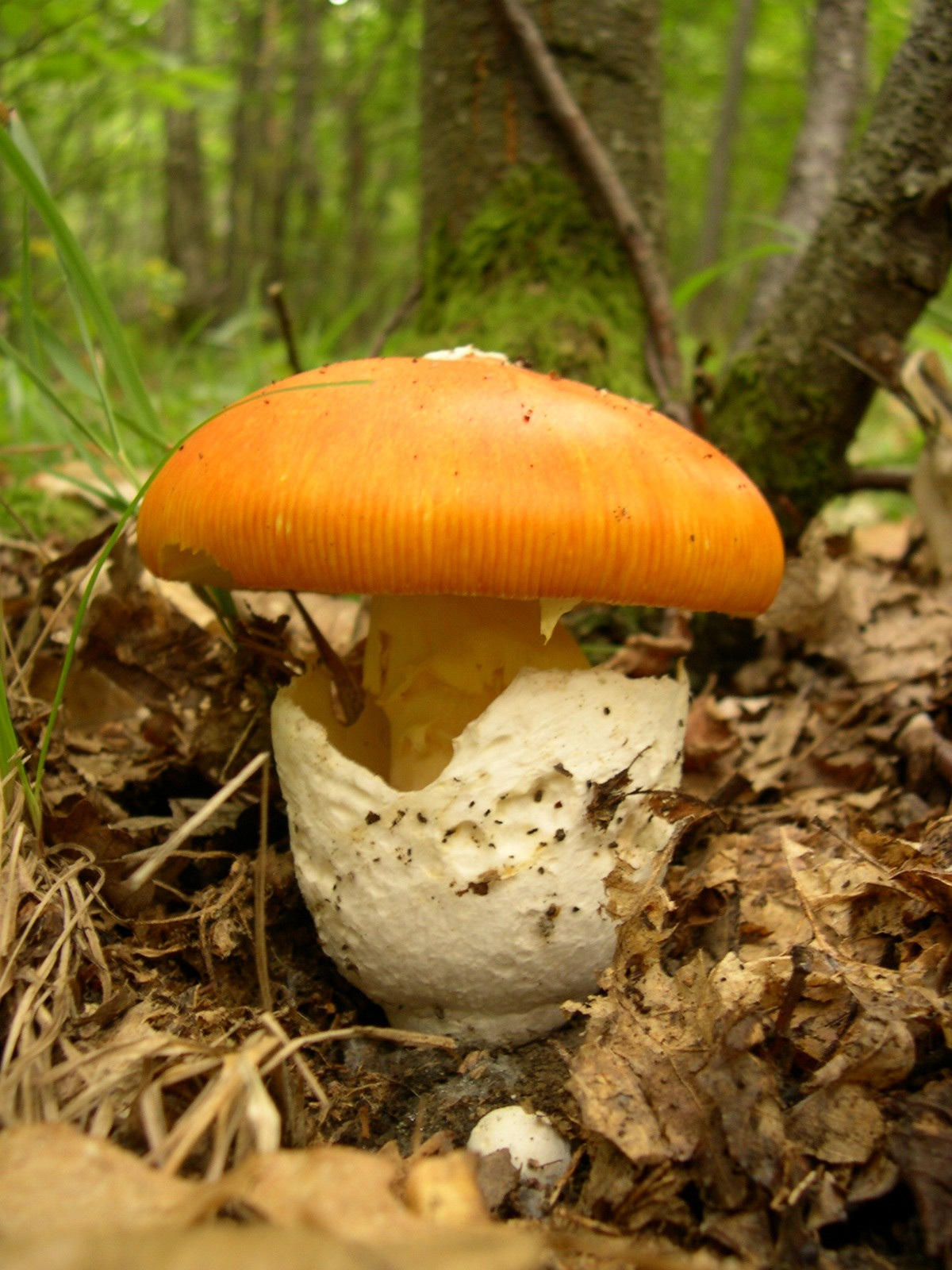
Oronge
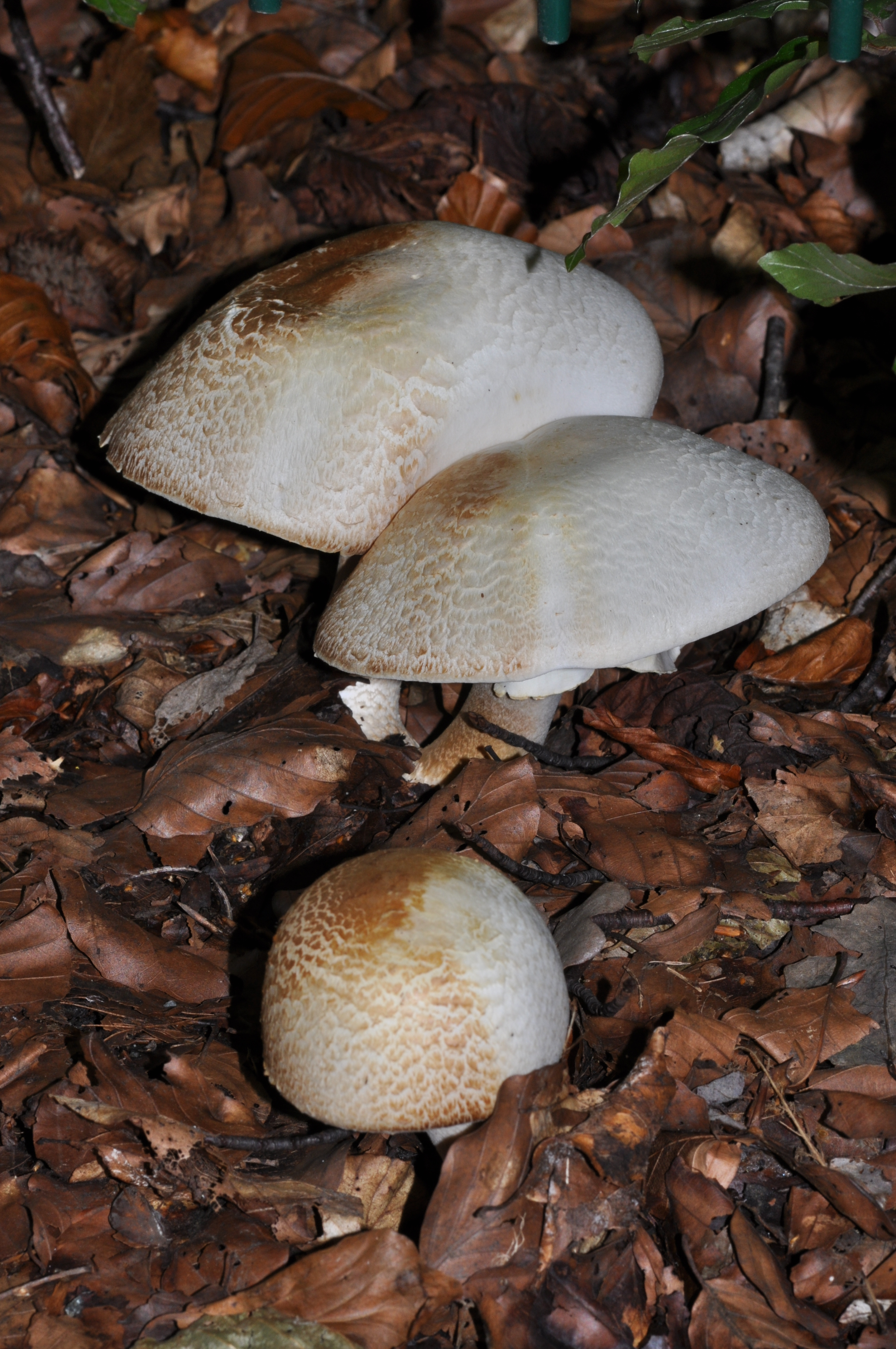
Rosé des prés
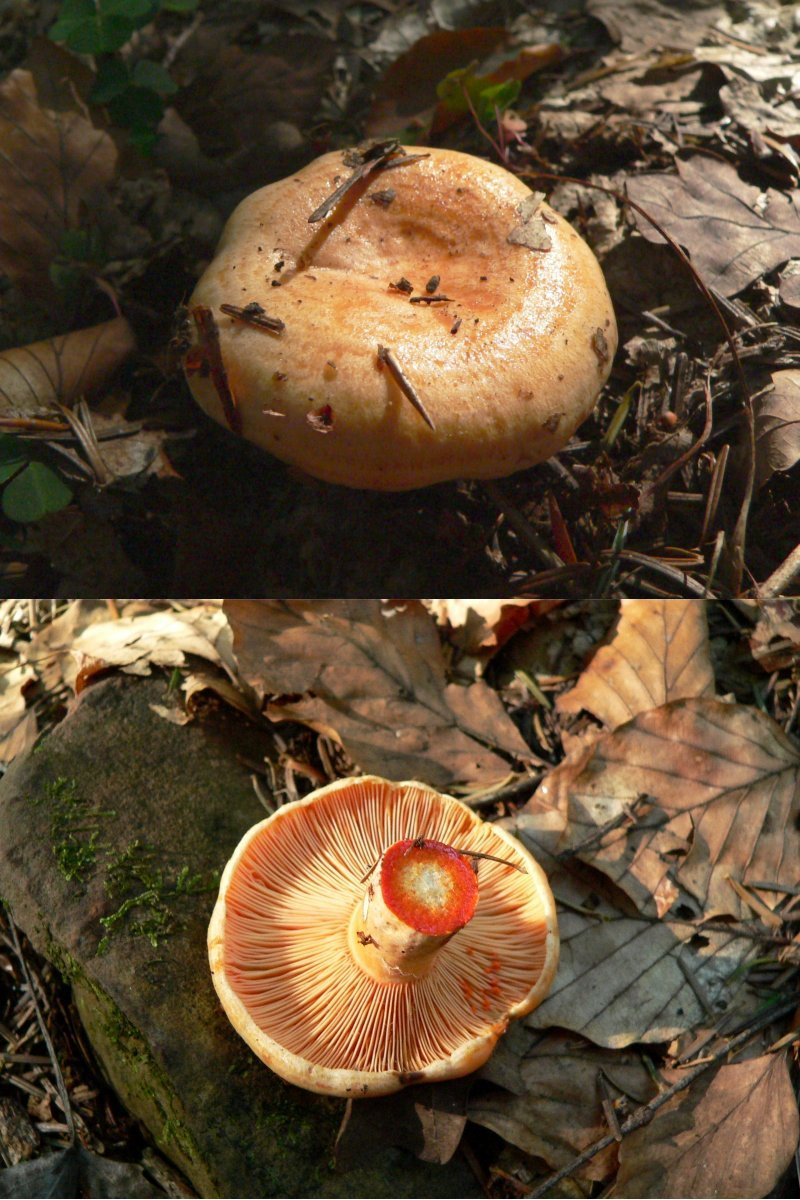
Pinin
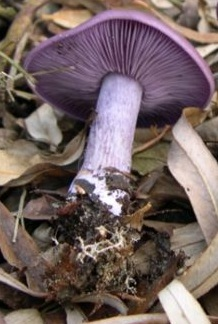
Pied bleu
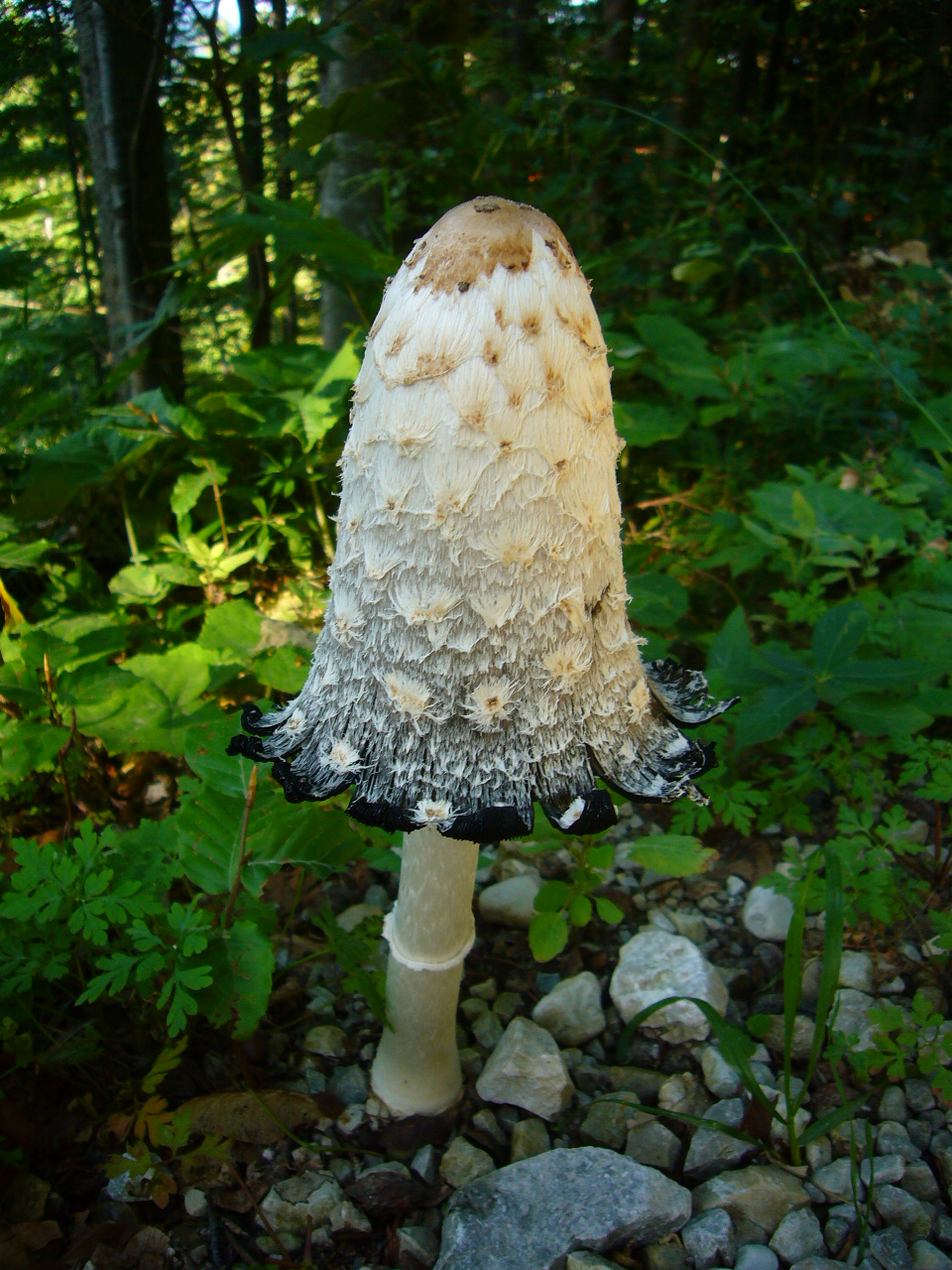
Coprin chevelu

Les morilles ou barigoules, champignons de printemps, qui affectionnent les brûlis ou les passages dégagés à la broyeuse. Ils sont suivis dans le temps, vers la Saint-Jean d'été, par les girolles ou chanterelles qui foisonnent après les pluies aux pieds des hêtres. À la même période, la mi-juin, apparaissent les premiers cèpes et bolets qui poussent en colonies dans les hêtraies et les chênaies. Un mois plus tard, vers la mi-juillet, peut se rencontrer l'oronge ou amanite des césars. C'est un champignon aussi rare que délicieux. Quelquefois, au début août, dans les alpages se trouve un agaric, le rosé des prés, qui est le champignon de Paris à l'état sauvage.

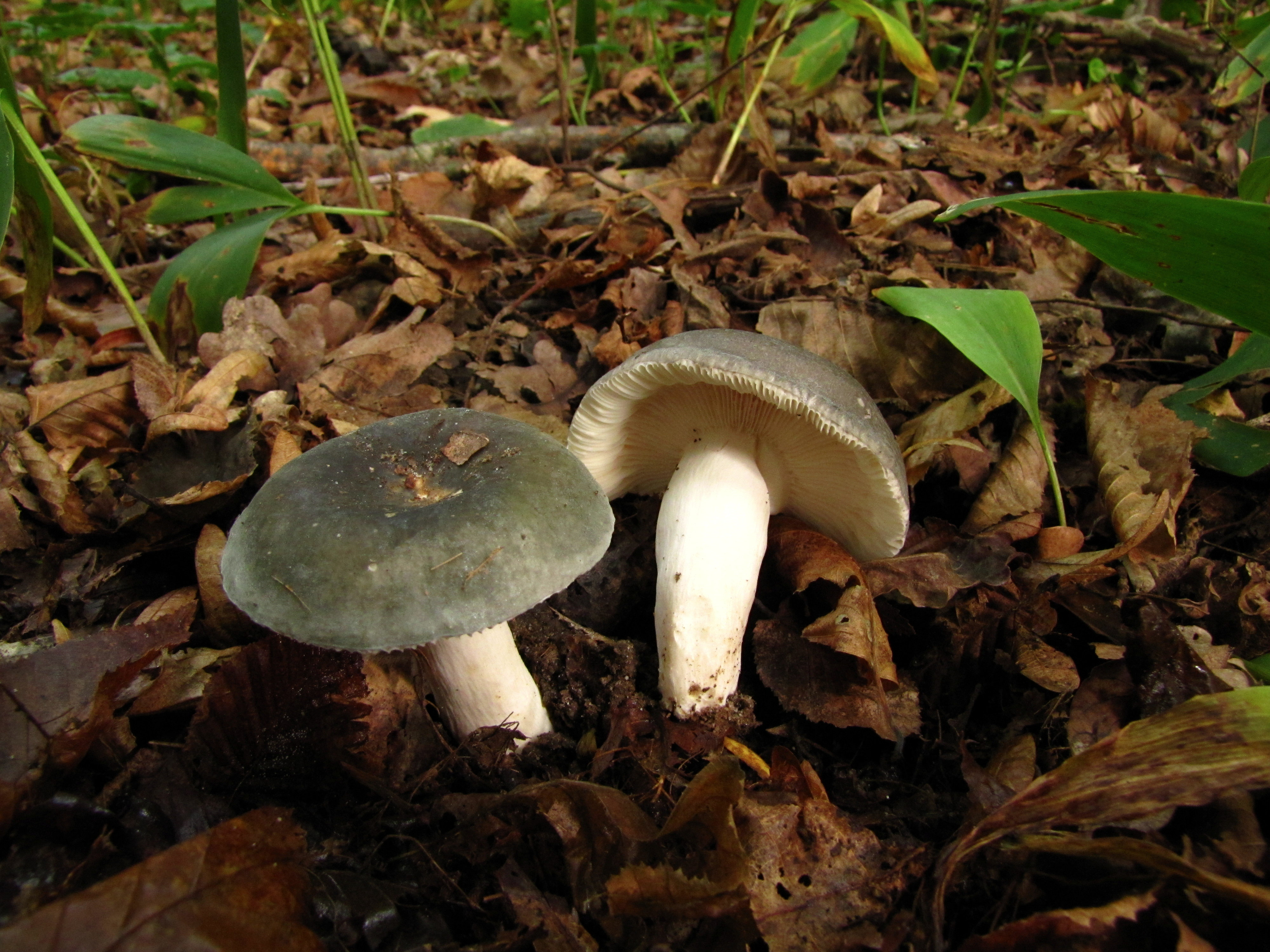
Russule charbonnière
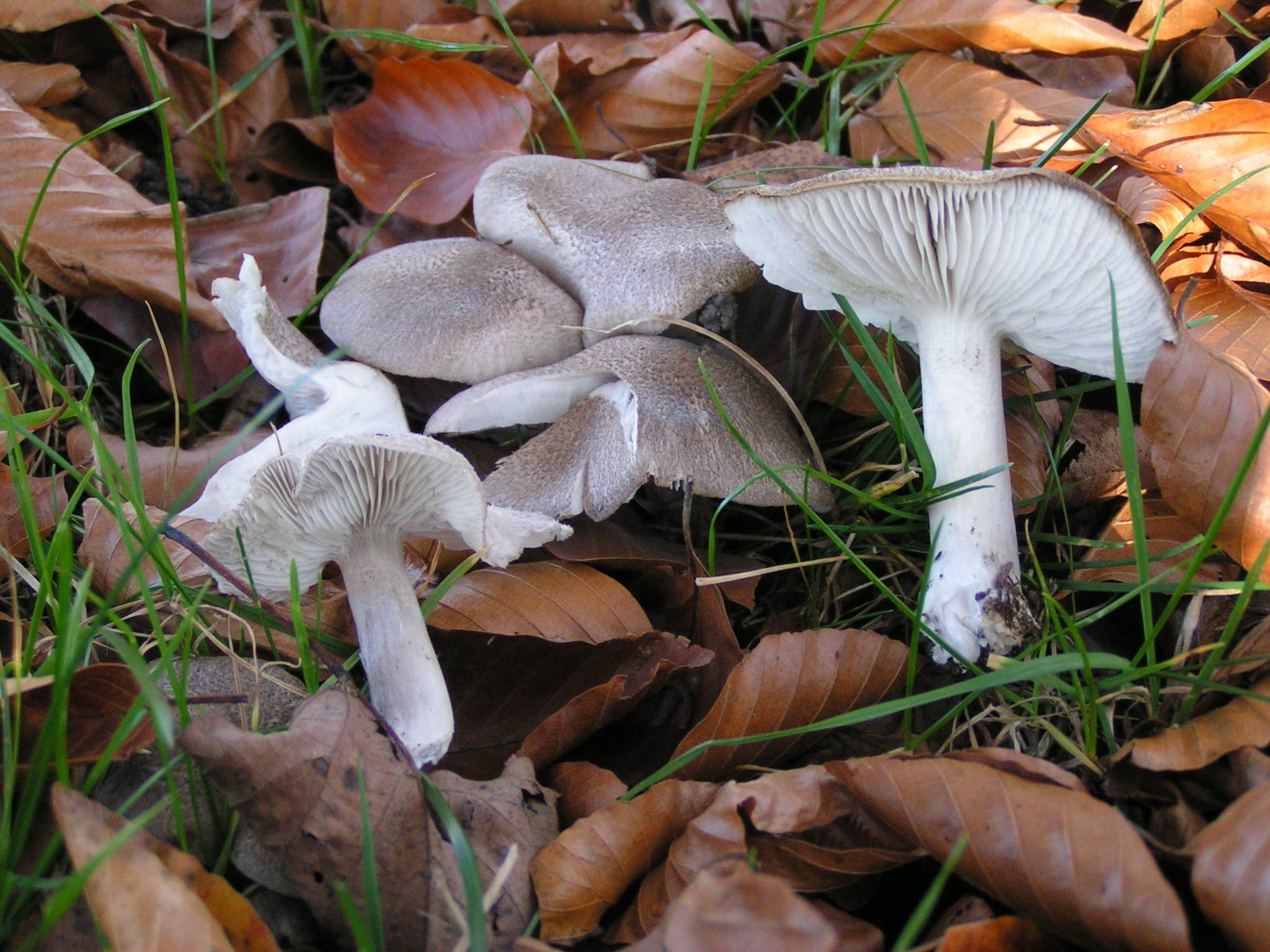
Griset
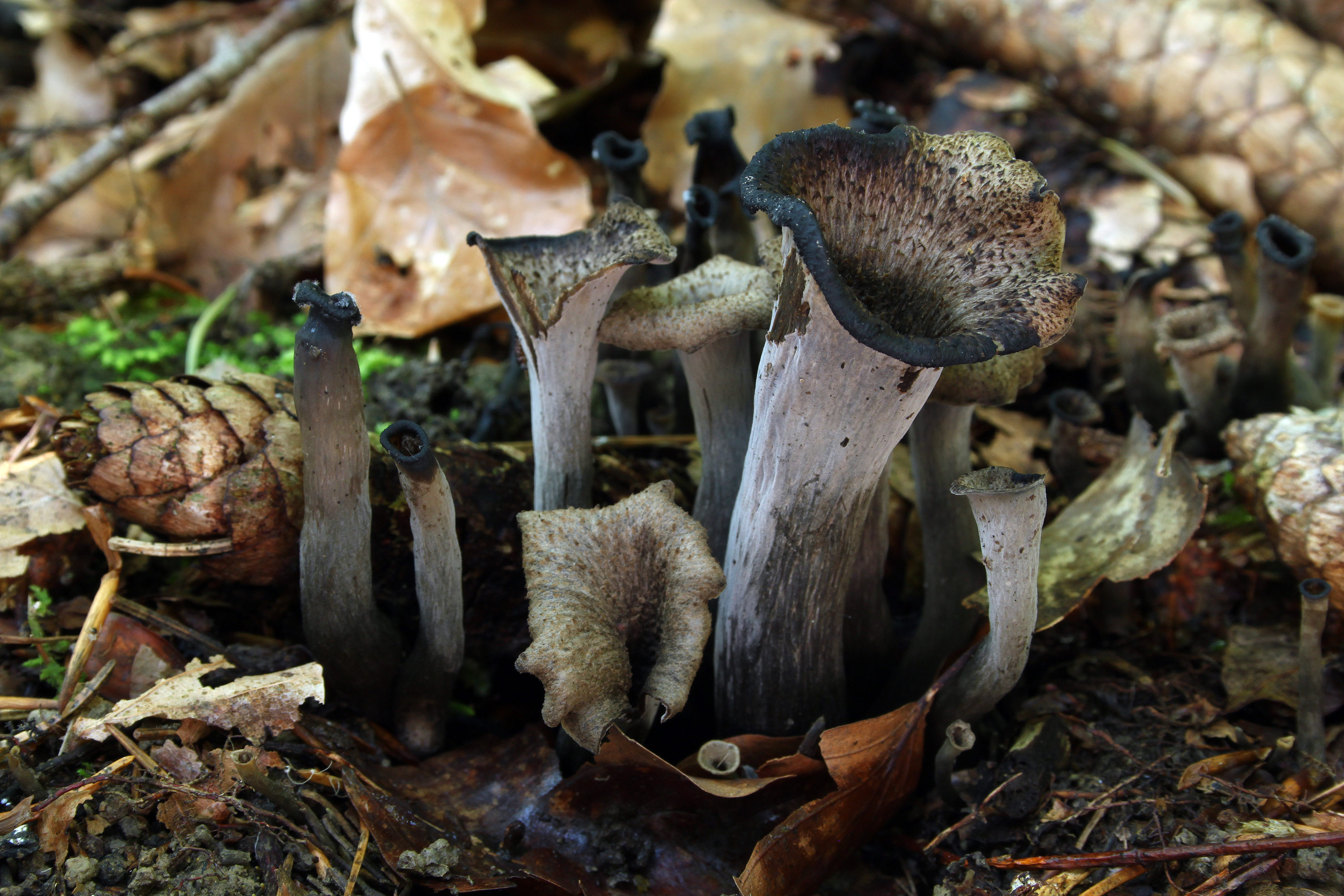
Trompette de la mort
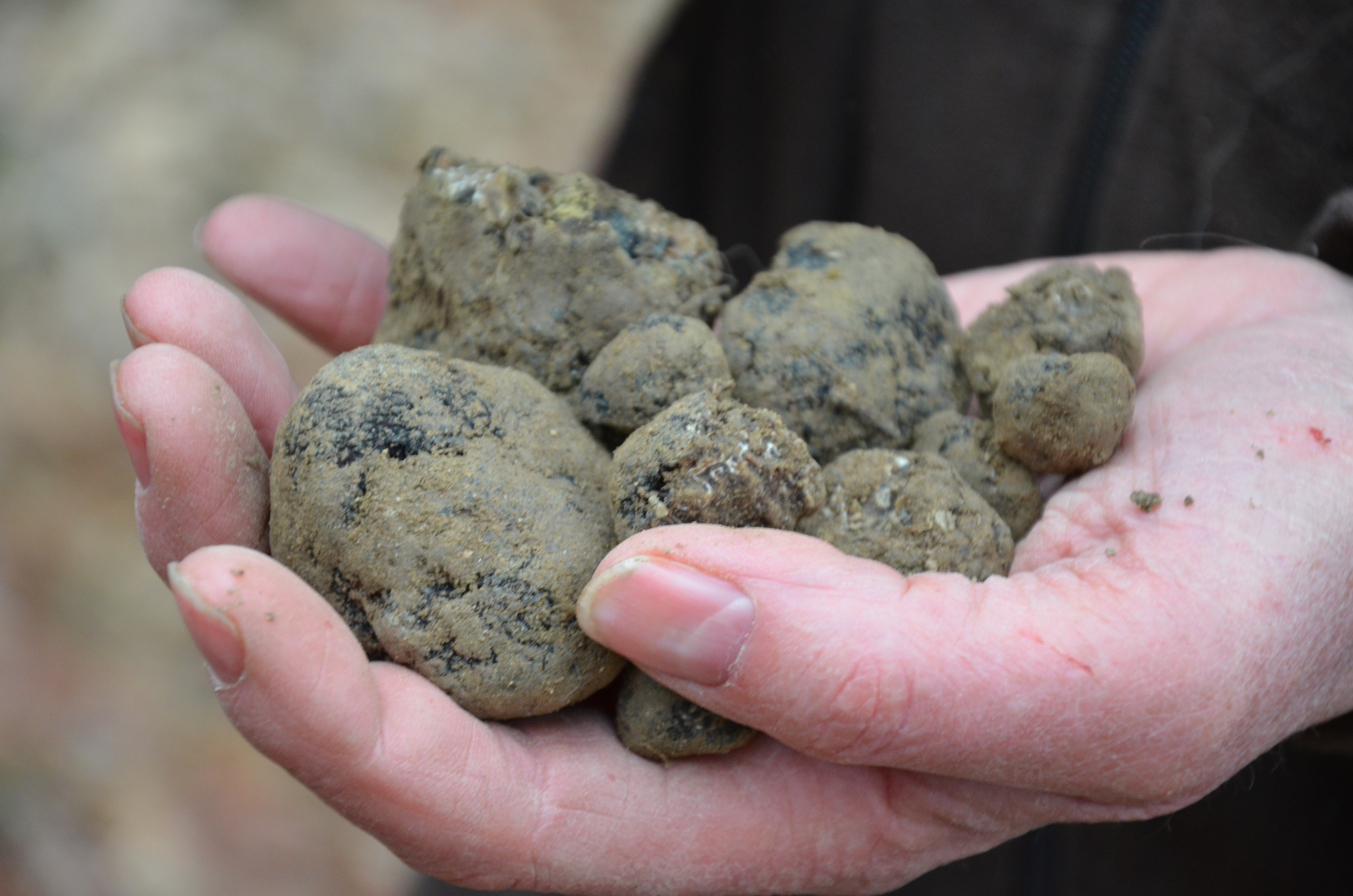
Truffe noire

Après le 15 août et jusqu'aux premières gelées, on assiste à une reprise des girolles et chanterelles ainsi que des cèpes et des bolets, mais en moindre quantité qu'au printemps. En revanche, début septembre, commence la saison d'autres champignons qui arrivent en quantité. Ce sont le lactaire délicieux ou pinin, qui doit être cueilli de bon matin, le pied bleu qui prolifère en rond de sorcière, le coprin chevelu, la russule charbonnière, le griset, champignon emblématique de la chaîne Ventoux/Albion/Lure, la trompette de la mort dont le nom commercial devient de plus en plus la trompette de l'amour. Nombre de ces champignons ne sont pas récoltés par les locaux qui se contentent de trois ou quatre espèces bien identifiées.
En fin arrive le cavage de la truffe noire, ou Tuber melanosporum, qui se fait entre novembre et mars en dessous de 1 100 mètres d'altitude. Sur l'adret, elle se trouve sur les communes de Banon, jusqu'à 800 mètres, et de Redortiers à la limite de 1 000 mètres. Sur l'ubac, où l'on trouve de véritables truffières, dont quelques-unes de plusieurs hectares, elle se récolte entre Saint-Vincent-sur-Jabron et Montfroc, de 600 à 800 mètres d'altitude.

#### Faune
Lure abrite une faune d'un intérêt biologique très élevé. On y a relevé quarante espèces animales patrimoniales, dont vingt-deux espèces déterminantes. C'est un site majeur pour la vipère d'Orsini et d'une très grande richesse en papillons et coléoptères.

##### Mammifères
La montagne est peuplée de grands ongulés, parmi lesquels des cerfs élaphes, des sangliers, des chevreuils et des chamois.
Le site abrite nombre de chauves-souris dont une forte population de barbastelle et trois espèces d'oreillards. Il a été identifié le grand rhinolophe, le petit rhinolophe, la barbastelle d'Europe, le grand murin, le petit murin, le vespertilion de Capaccini, le vespertilion de Bechstein et le minioptère de Schreibers. On y trouve aussi des blaireaux, des renards ou encore, parmi le petit gibier, des lièvres, des lapins, des perdrix, des grives, des bécasses et de rares coqs de bruyère.

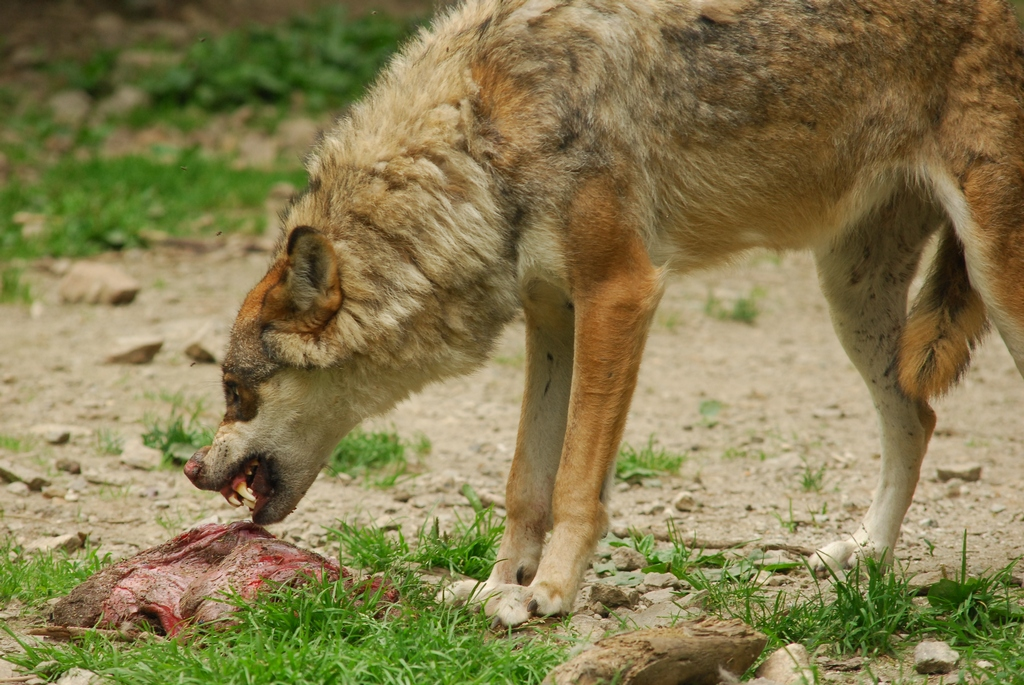
Un loup dans les Alpes du Sud

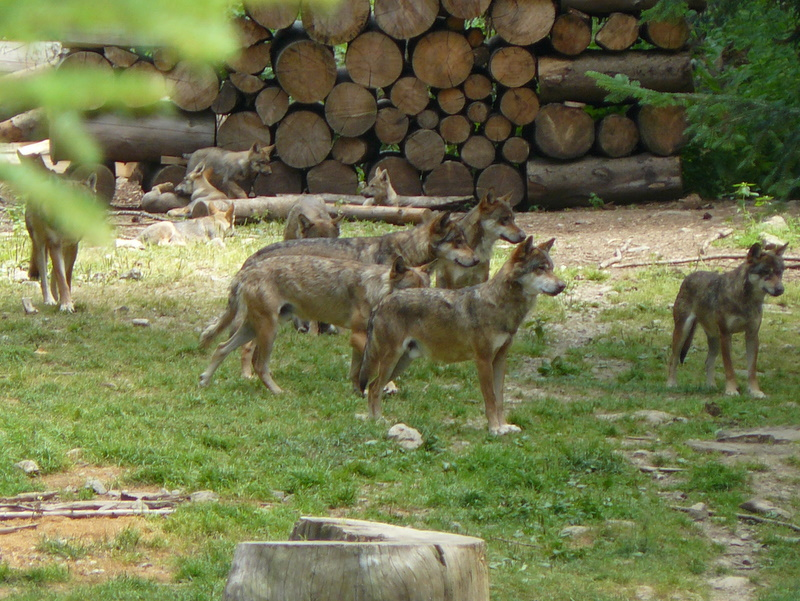
Meute de loups dans les Alpes du Sud

Jean-Paul Clébert rappelle que le loup et l'ours étaient présents dans la montagne de Lure jusqu'à la période moderne. Pour ce dernier, en atteste toujours la combe de l'Ours.
Depuis le milieu des années 1990, les spécialistes prévoyaient le retour du loup en Haute-Provence où cerfs, sangliers, chamois et chevreuils n'avaient aucun prédateur naturel. En 2003, ce furent quarante à cinquante individus tout proches qui furent comptabilisés. La vallée du Jabron fut leur premier lieu de passage. Lors de l'été 2006 puis au cours de l'hiver 2006/2007, des observations visuelles et des carcasses de proies sauvages furent relevées sur l'ubac et l'adret de Lure. La présence du loup fut confirmée par l'analyse d'une crotte relevée en juillet 2006 sur la commune de Saint-Étienne-les-Orgues. Conséquence logique, dans le mont Ventoux, les premiers indices de présence furent détectés durant l'été 2007, par observations visuelles, puis par des carcasses de proies sauvages en 2008 et 2009.
En août 2010, le président de la République en visite chez un éleveur de la vallée du Jabron, demanda au préfet des Alpes-de-Haute-Provence de prendre « sous huit jours » un arrêté autorisant de tuer le loup dans les zones du département « où l’attaque relève d'une intensité exceptionnelle ». Cette année-là cent attaques avaient été dénombrées, soit deux fois plus qu'en 2009, et trois cents brebis avaient été tuées par le loup. Le député-maire de Sisteron commenta : « Il attaque même près du Luberon. Heureusement, le Luberon est habité par toutes les stars de notre pays. On a donc une chance que des mesures soient prises. » Mais à la mi-janvier 2012, une quarantaine de brebis furent égorgées par un loup dans la montagne de Lure. À la suite de ce massacre, les parlementaires du département lancèrent à nouveau un appel aux pouvoirs publics pour autoriser les bergers à tirer sur les loups.

##### Oiseaux

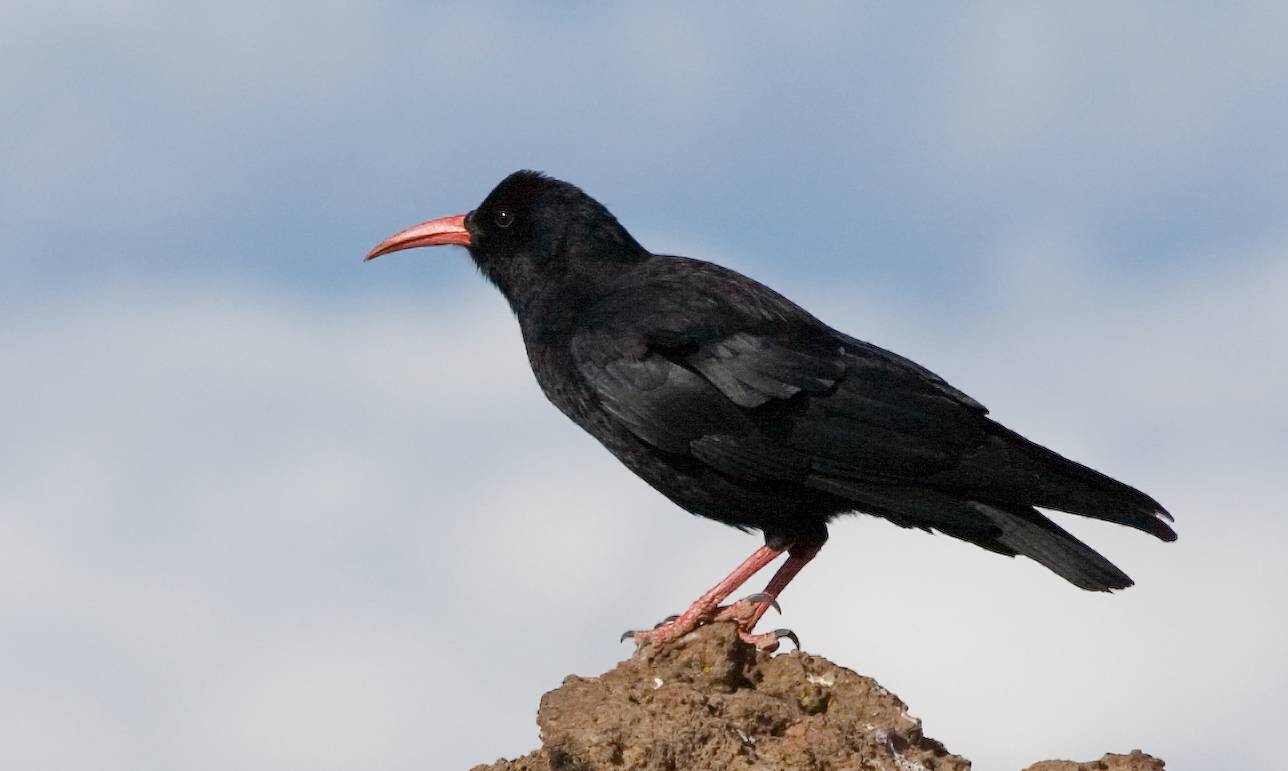
Crave à bec rouge

Couple de guêpiers

L'avifaune est variée. Elle se compose d'oiseaux rupicoles tels que le vautour fauve, le faucon pèlerin, le grand-duc d'Europe, le monticole de roche, le crave à bec rouge et le bruant fou.
Viennent ensuite des espèces forestières comme l'aigle royal, l'aigle botté, le tétras lyre, la gélinotte des bois et la chouette de Tengmalm.
Enfin, on trouve des espèces liées aux milieux ouverts et d'affinité méditerranéenne dont le circaète Jean-le-blanc, le busard cendré, la huppe fasciée, le petit-duc scops et le guêpier d'Europe. D'autres espèces comme le merle de roche, le traquet motteux, le pipit spioncelle, le petit gravelot, l'œdicnème criard, le pic noir et le torcol nidifient plus dans l'ubac.

##### Reptiles
L'herpétofaune est composée de vipères d'Orsini, de vipères aspic, de couleuvres, de lézards verts et de lézards ocellés.

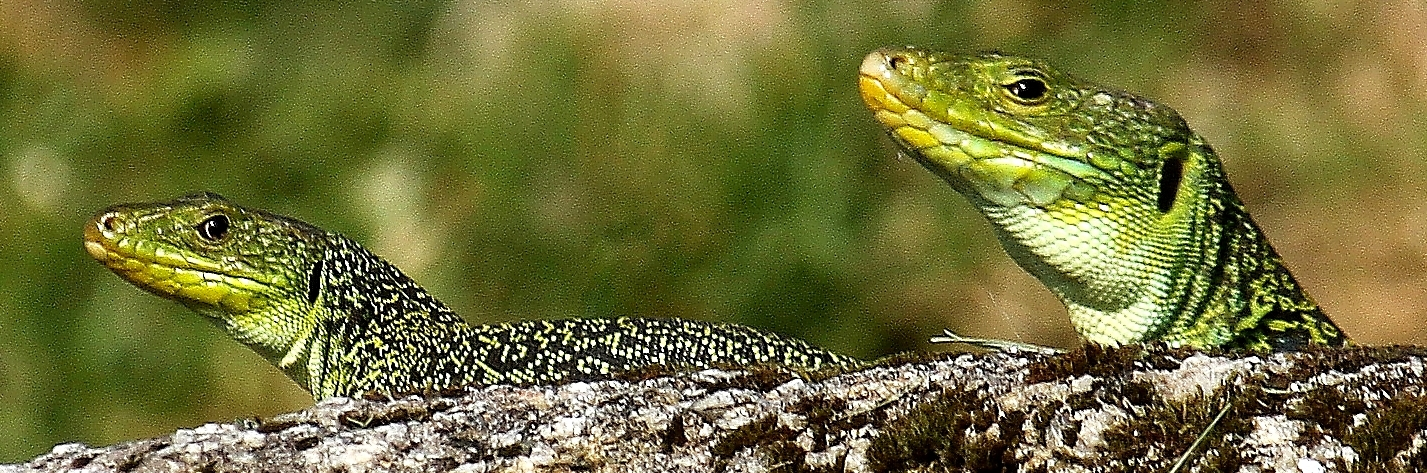
Couple de lézards ocellés, sur un rocher. Le mâle, à droite, présente une tête épaisse et robuste, aux bajoues fortes, celle de la femelle est plus menue

##### Insectes
Les espèces déterminantes de lépidoptères sont représentées par la Laineuse du prunellier, l'Azuré du serpolet, protégé au niveau européen, le Sablé provençal, papillon présent uniquement dans les six départements méridionaux et alpins dont la chenille se nourrit de sainfoin, la Proserpine, espèce en régression qui se retrouve jusqu'à 1 500 mètres d’altitude, la Diane, espèce devenue assez rare, le Semi-Apollon, espèce protégée au niveau européen, dont la chenille vit sur la corydale à bulbe plein, entre 500 et 2 200 mètres d’altitude, la Zygène de la Vésubie, espèce endémique des Alpes du sud franco-italiennes, le Sphinx bourdon, espèce se raréfiant qui se rencontre jusqu'à 2 000 mètres d’altitude.

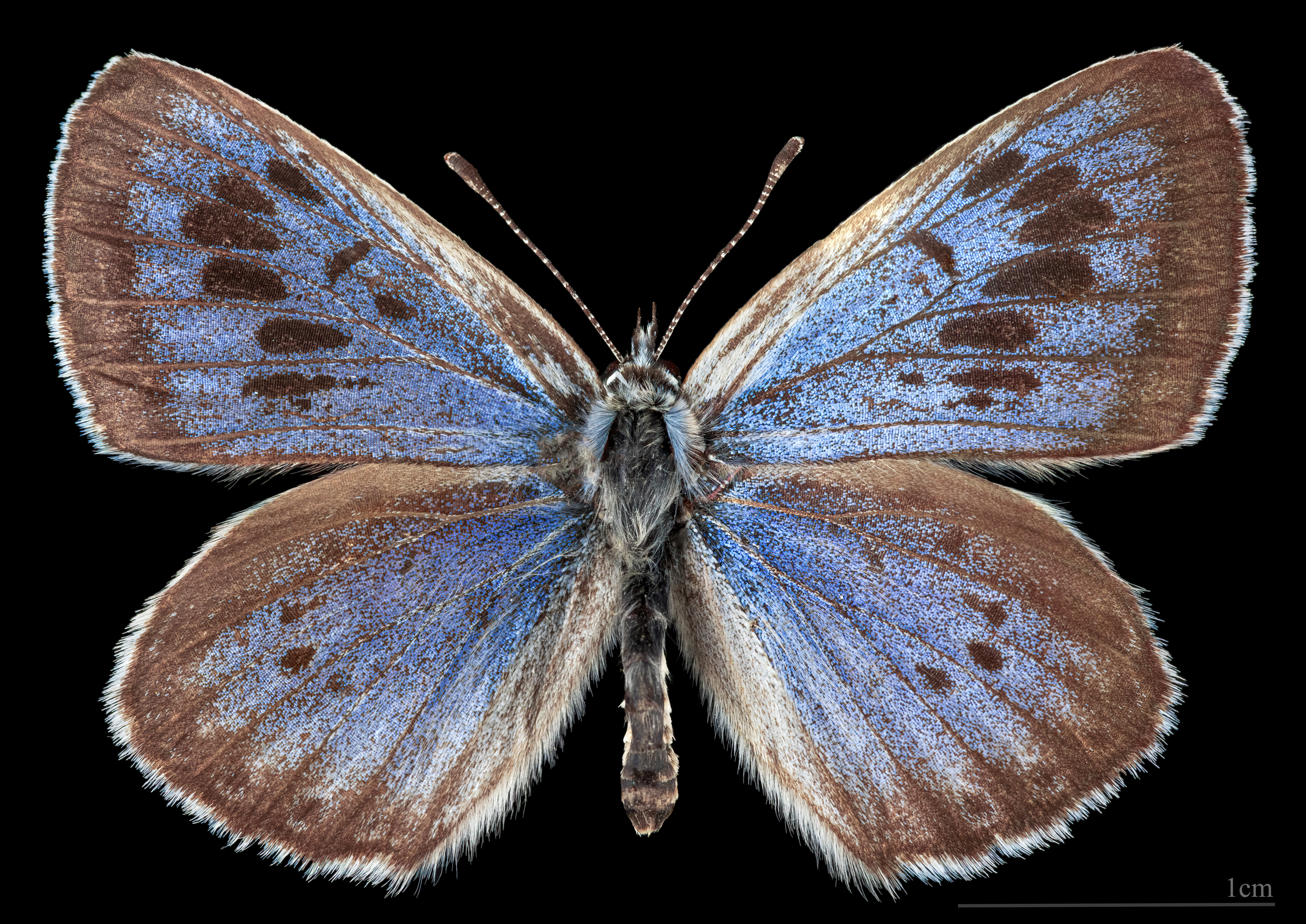
Azuré du Serpolet, male
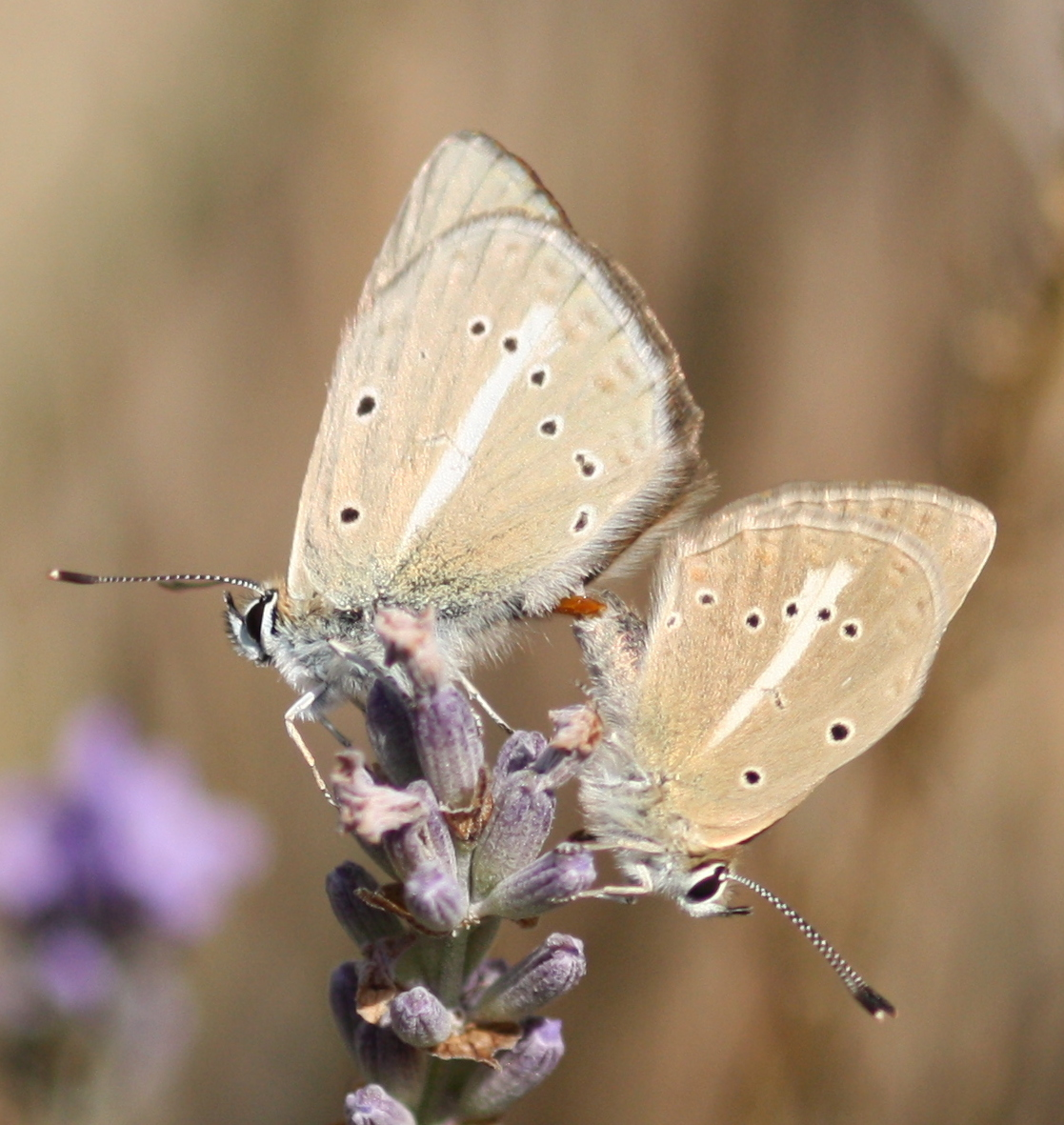
Sablé provençal sur lavande
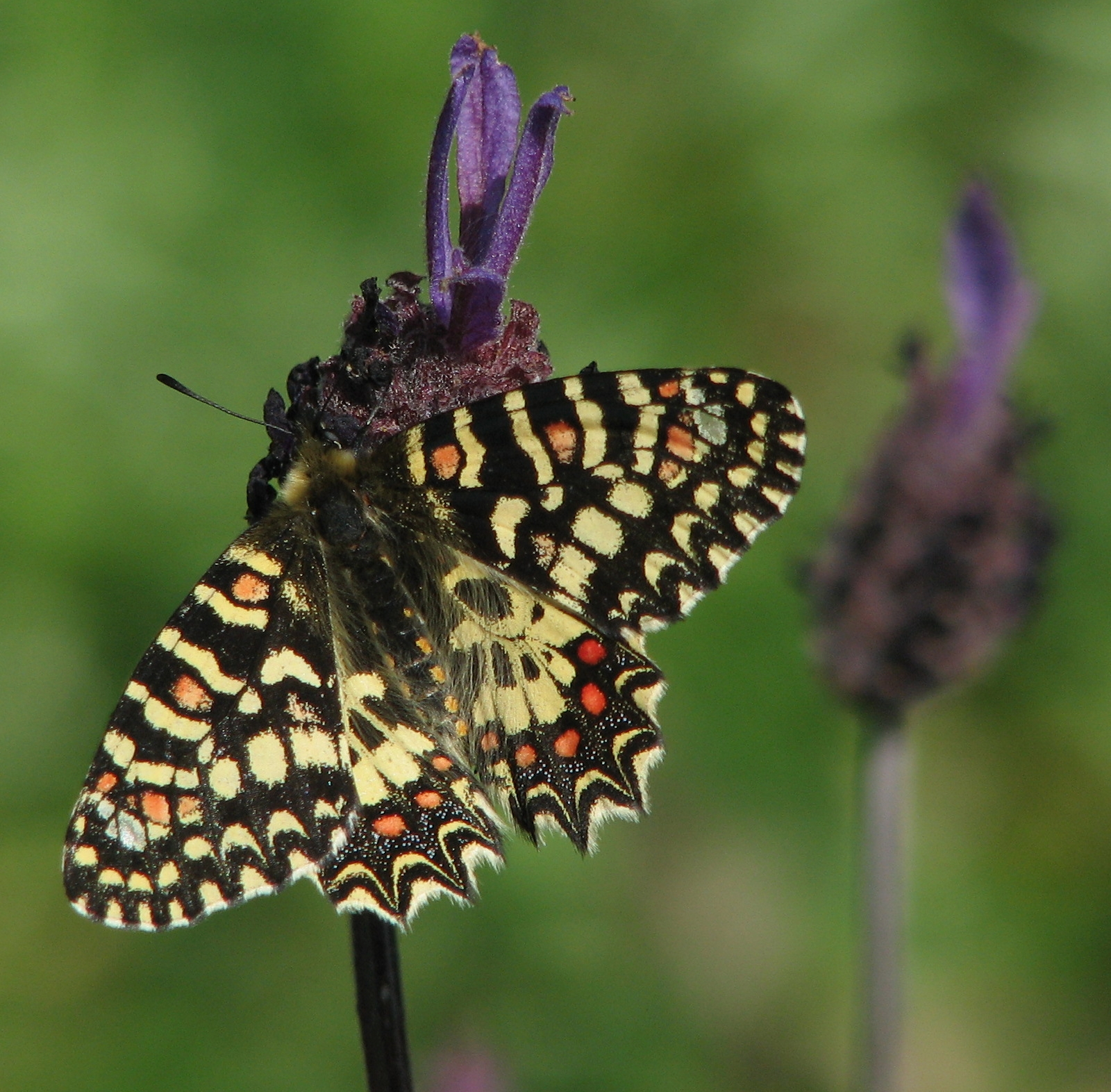
Proserpine sur lavande
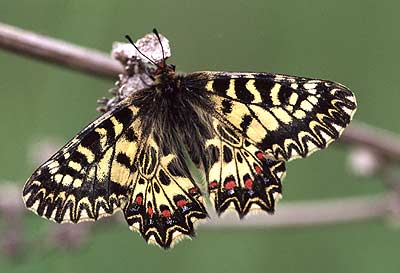
Diane
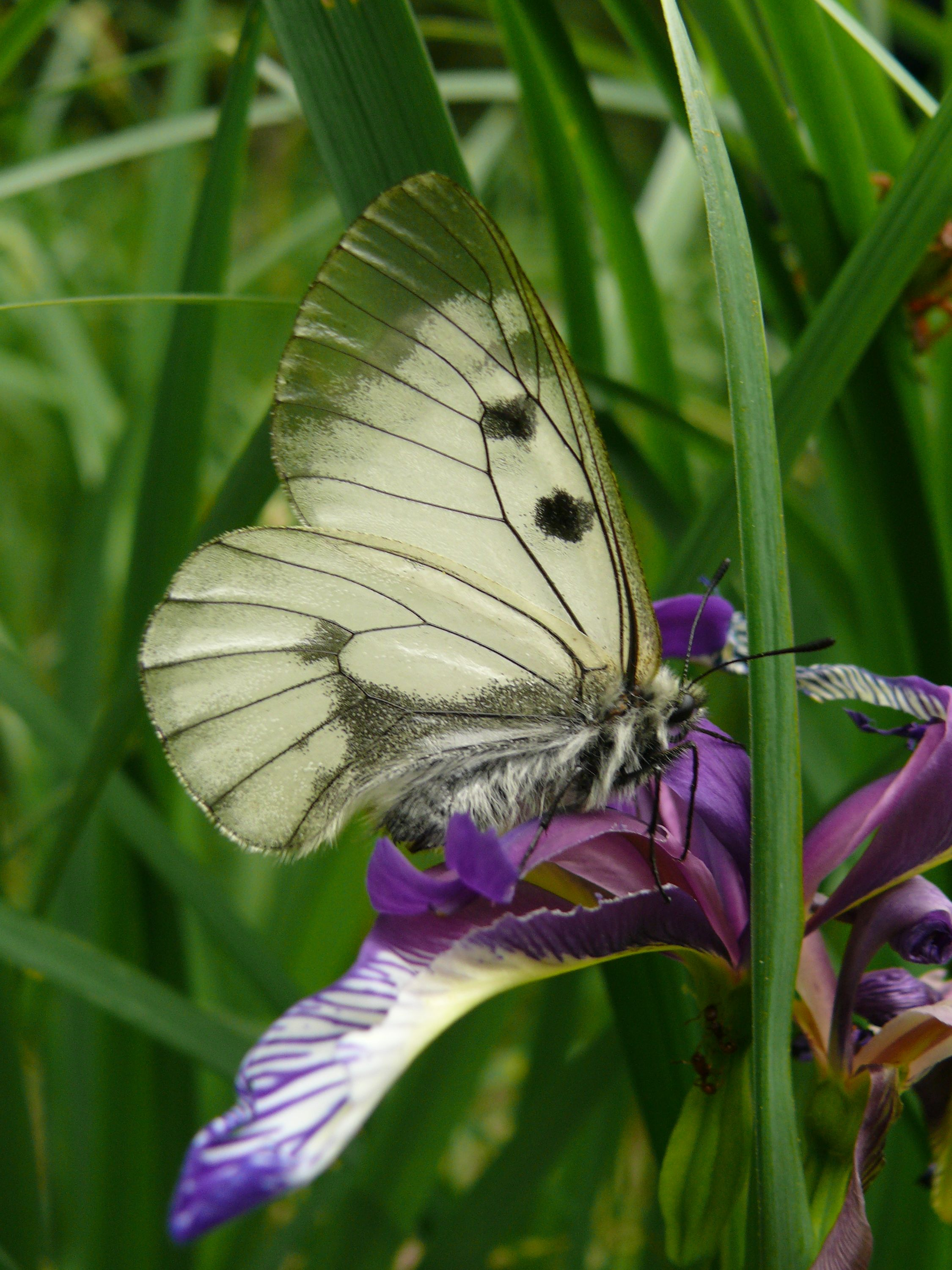
Semi-apollon
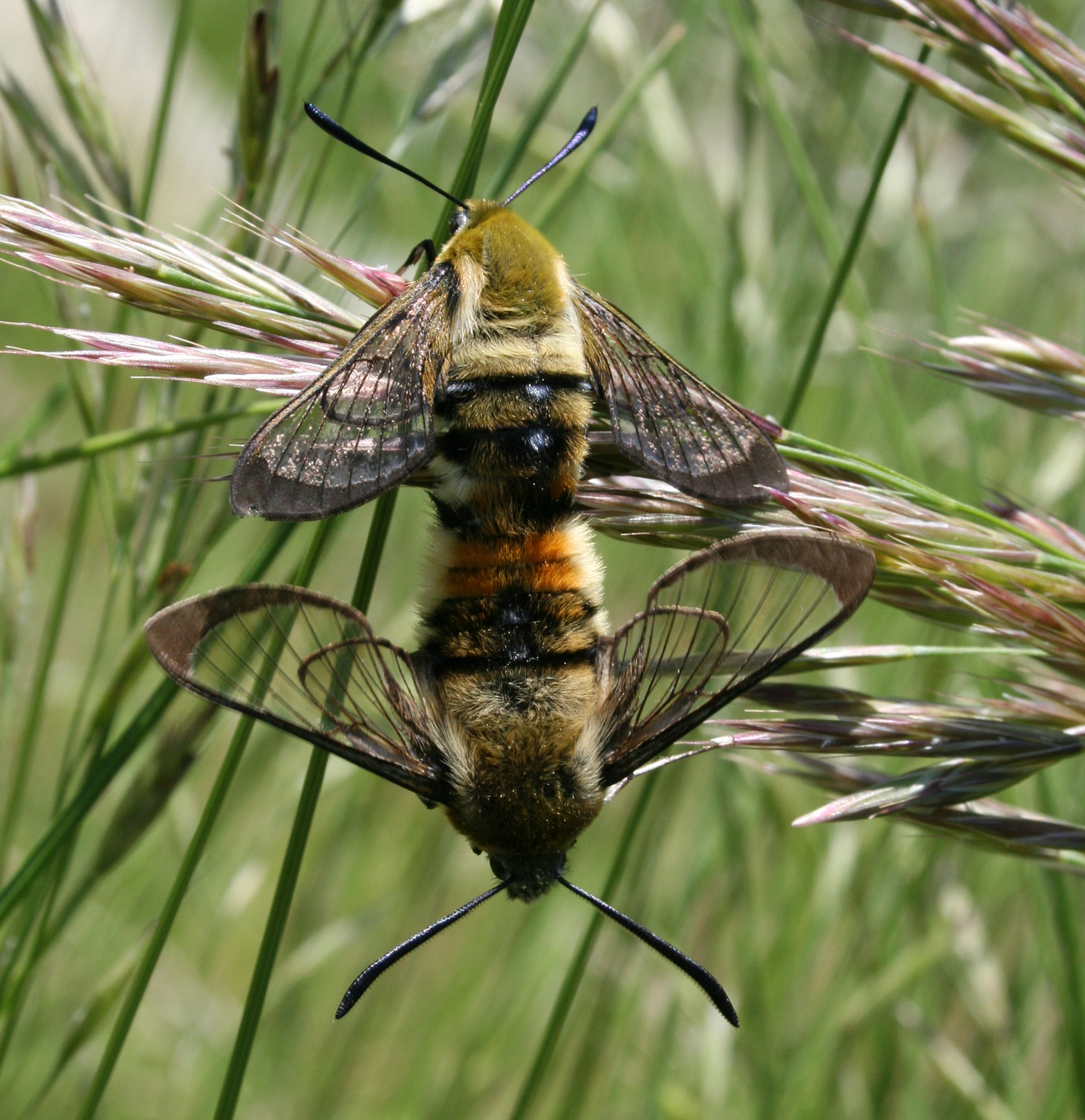
Couple de sphinx bourdon

Toujours parmi les papillons, dans la catégorie des espèces remarquables se placent trois espèces protégées au niveau européen, l'apollon, espèce typiquement alpine, le damier de la Succise, espèce que l'on trouve jusqu'à 2 600 mètres d’altitude, l'écaille chinée, espèce d’affinité méridionale.

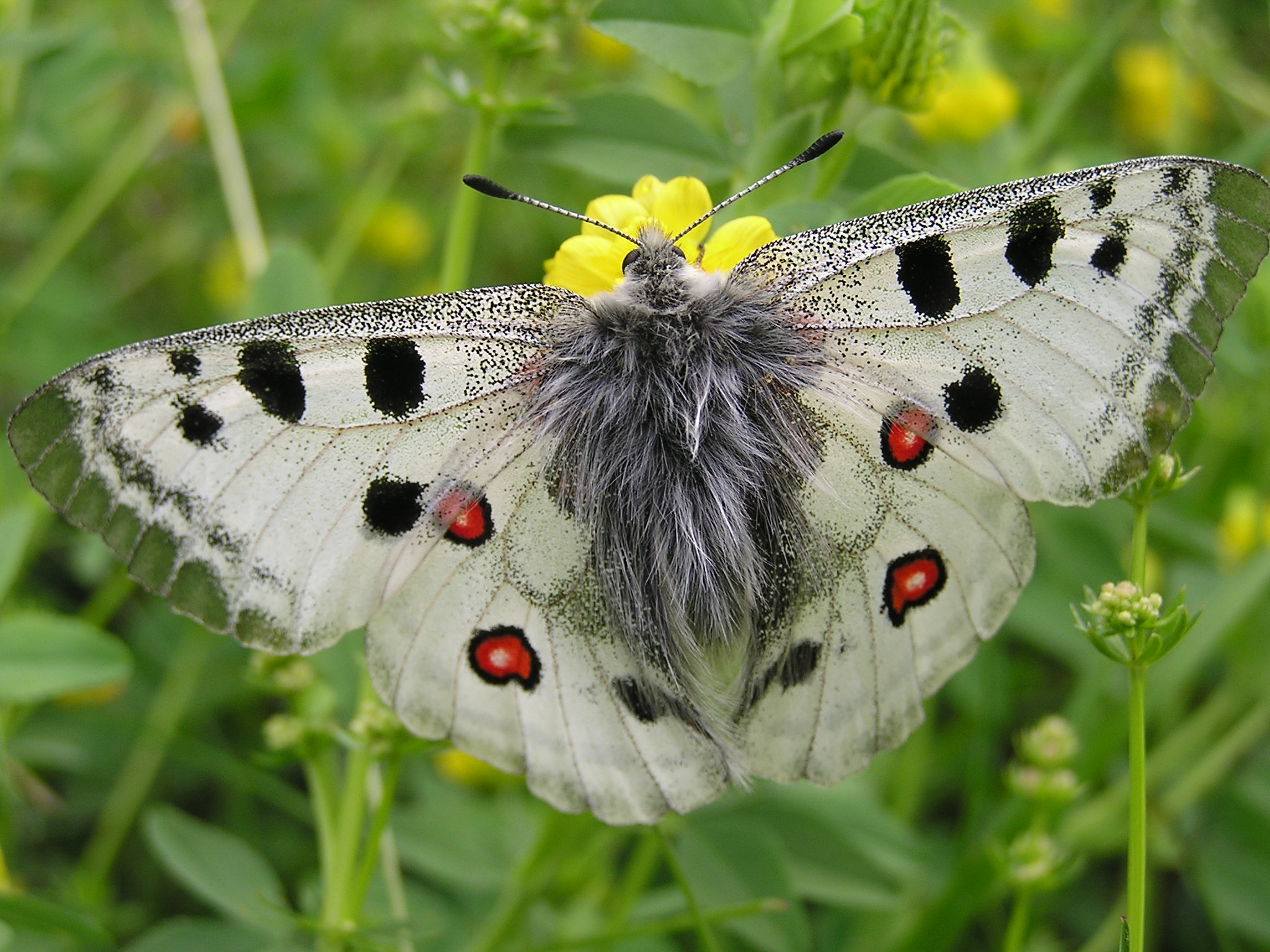
Apollon
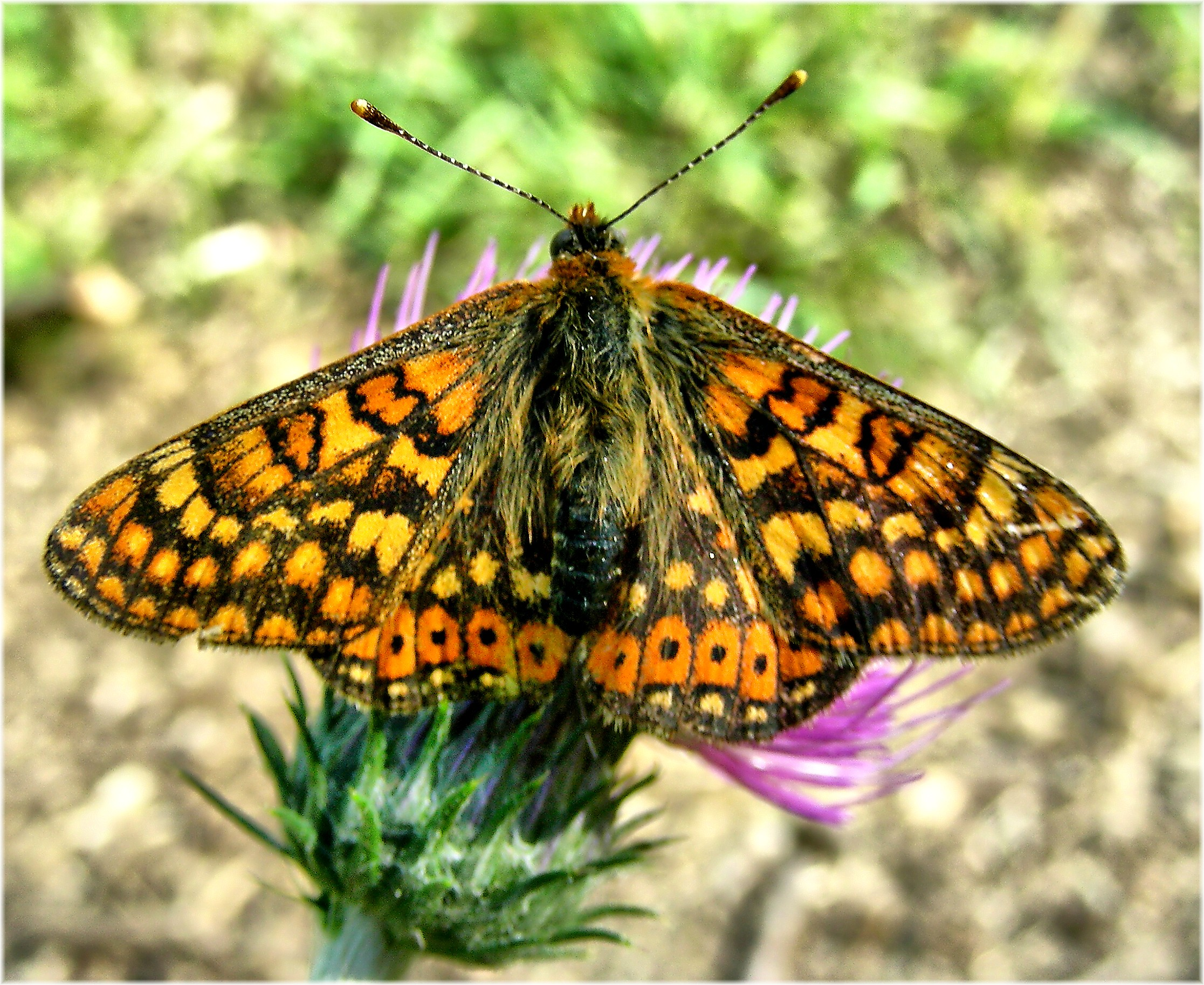
Damier de la Succise
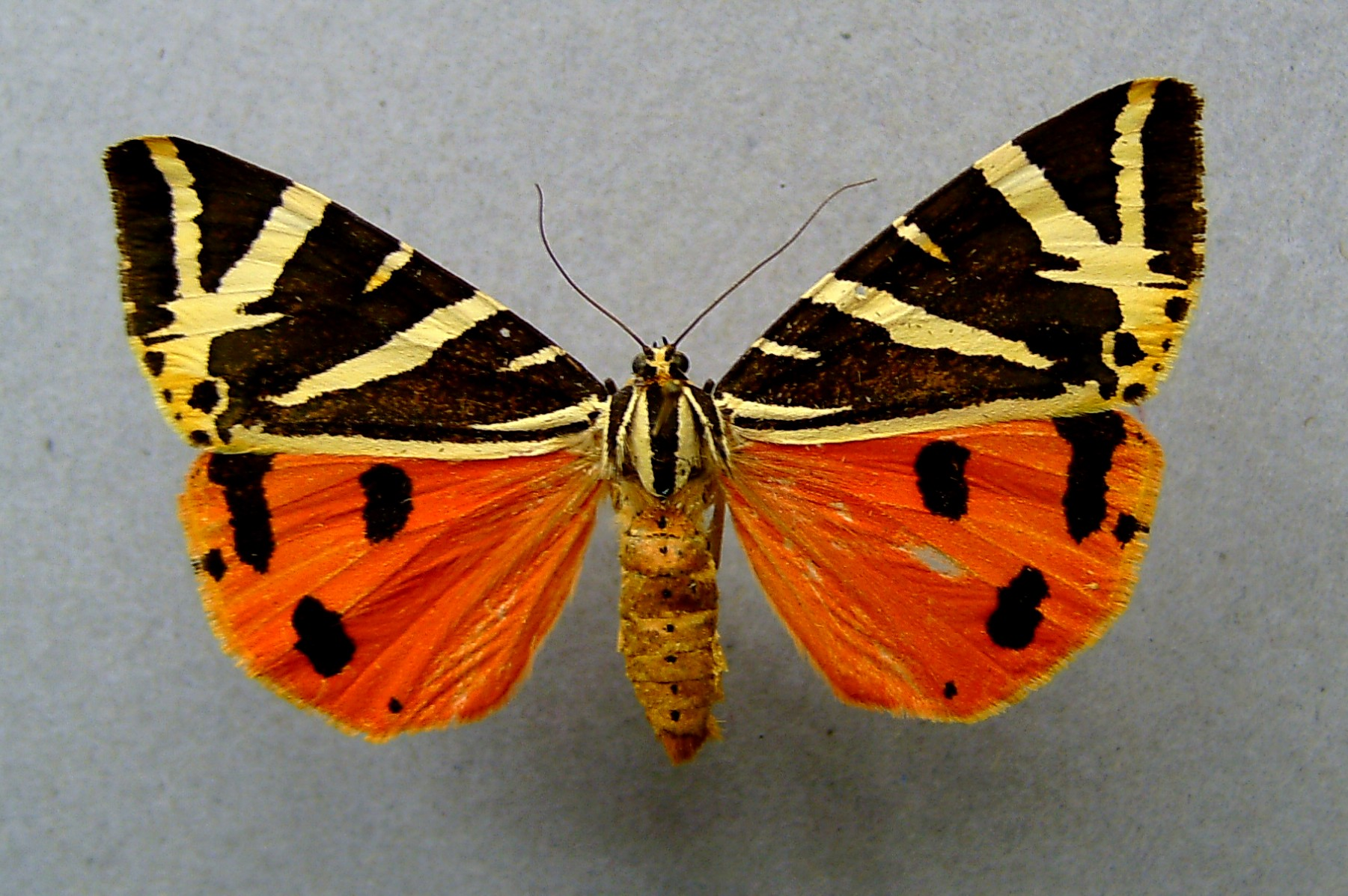
Écaille chinée

Les arachnides sont représentées par le scorpion noir des Carpates (Euscorpius carpathicus).
Parmi les orthoptères figure la Magicienne dentelée, espèce déterminante d’affinité méridionale, protégée au niveau européen. Entomophage, elle se nourrit de sauterelles et criquets.

Sauterelles de la montagne de Lure
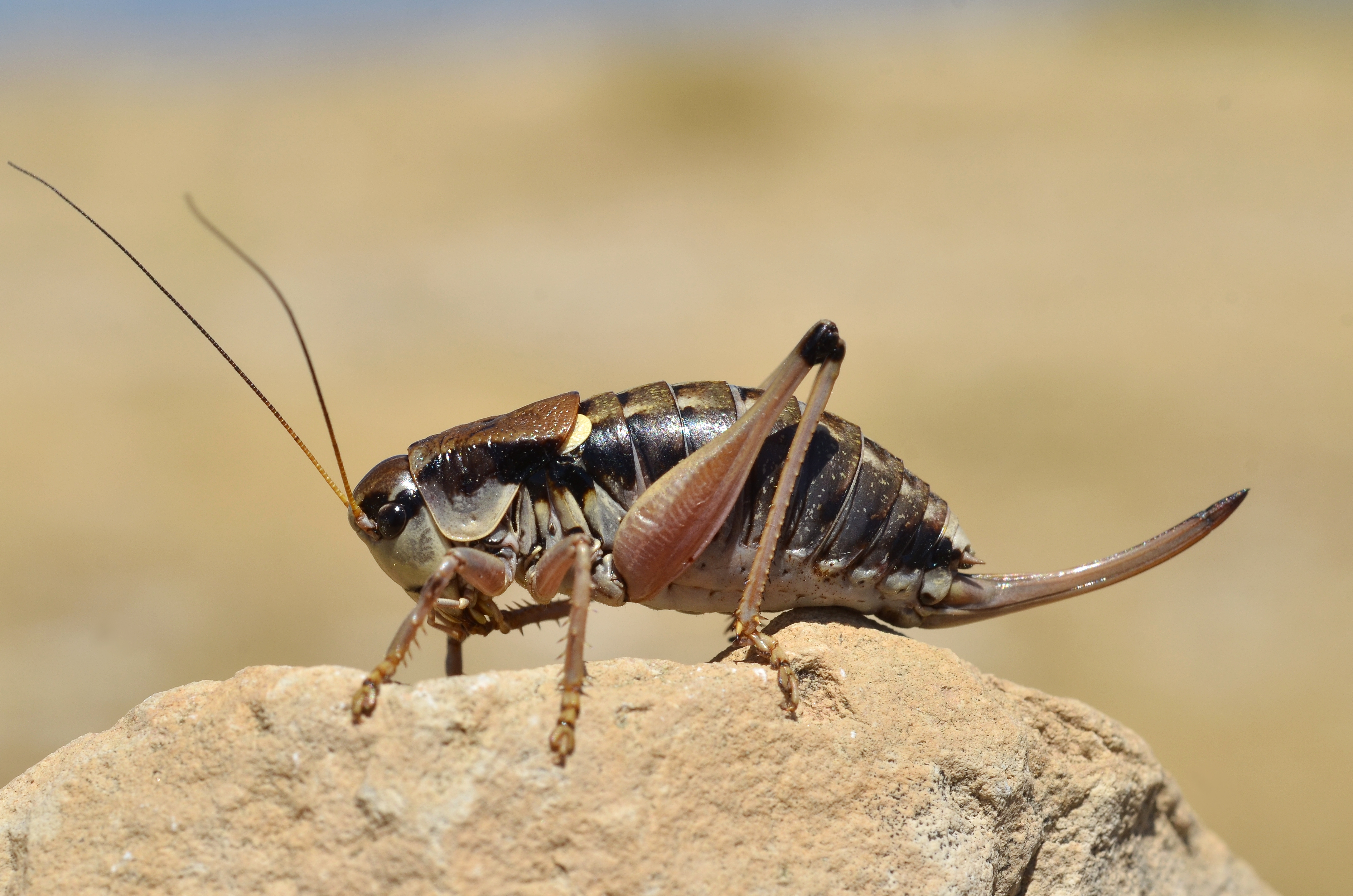
Anonconotus alpinus
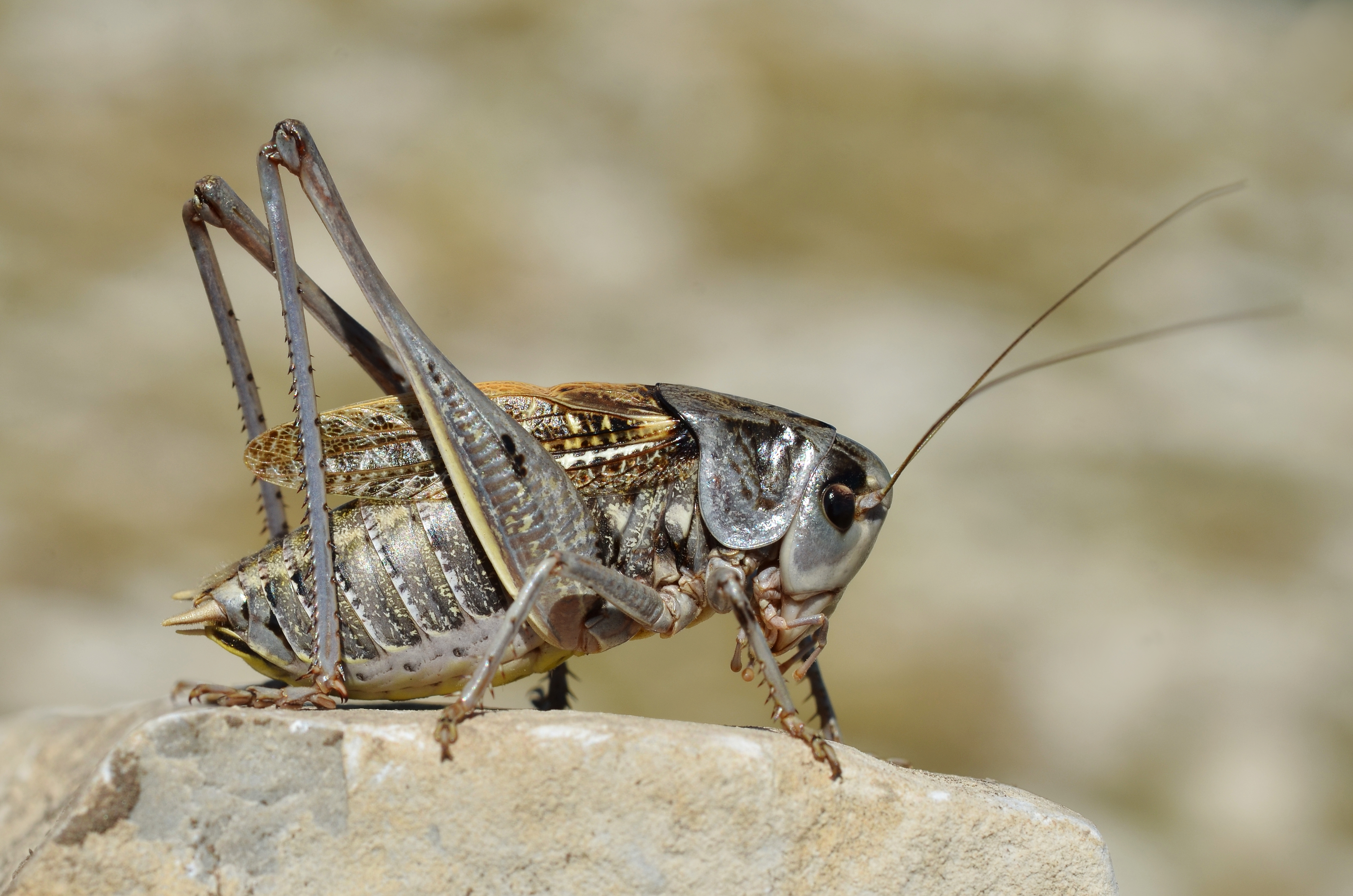
Decticus verrucivorus mâle
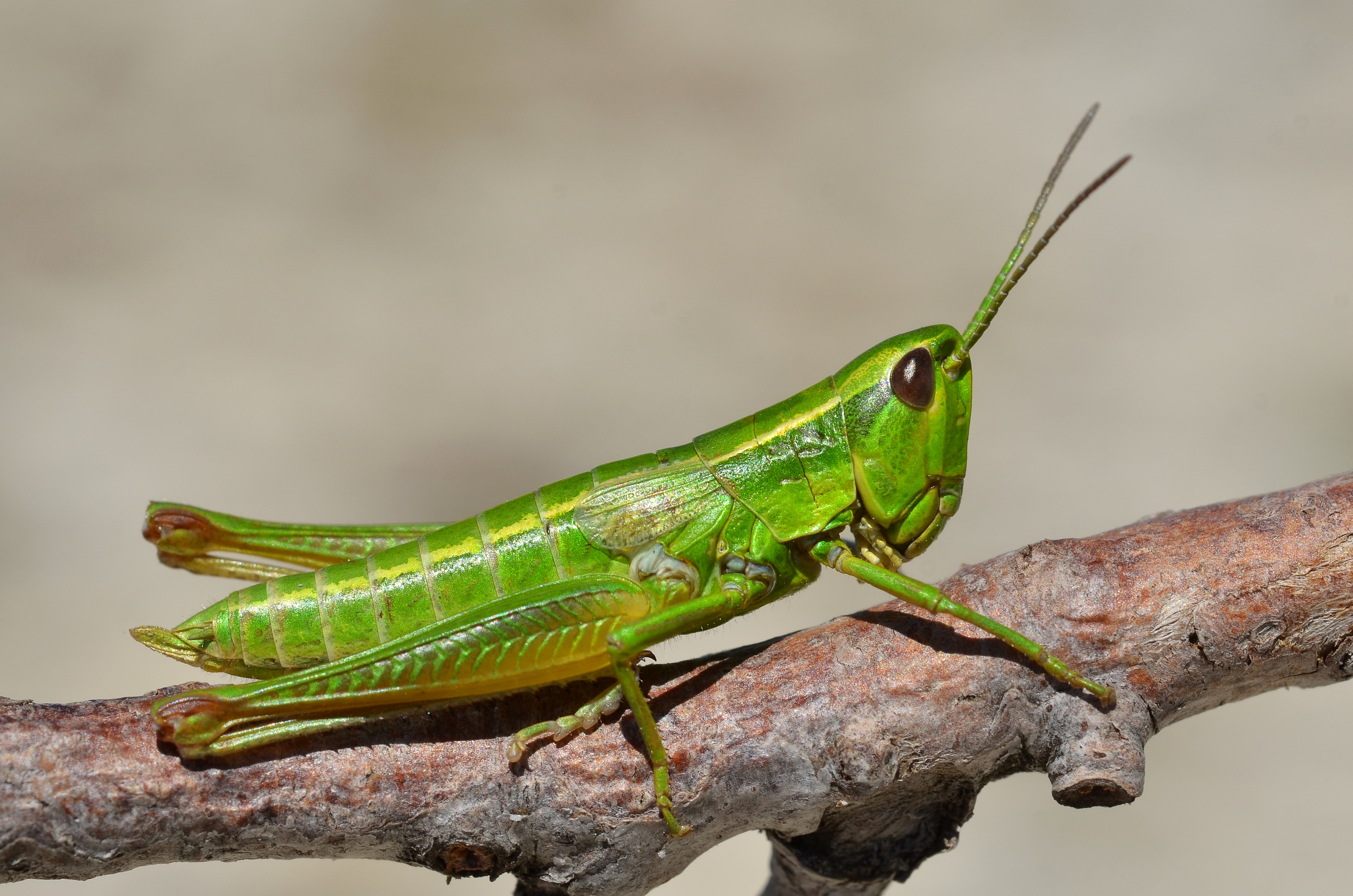
Euthystira brachyptera femelle
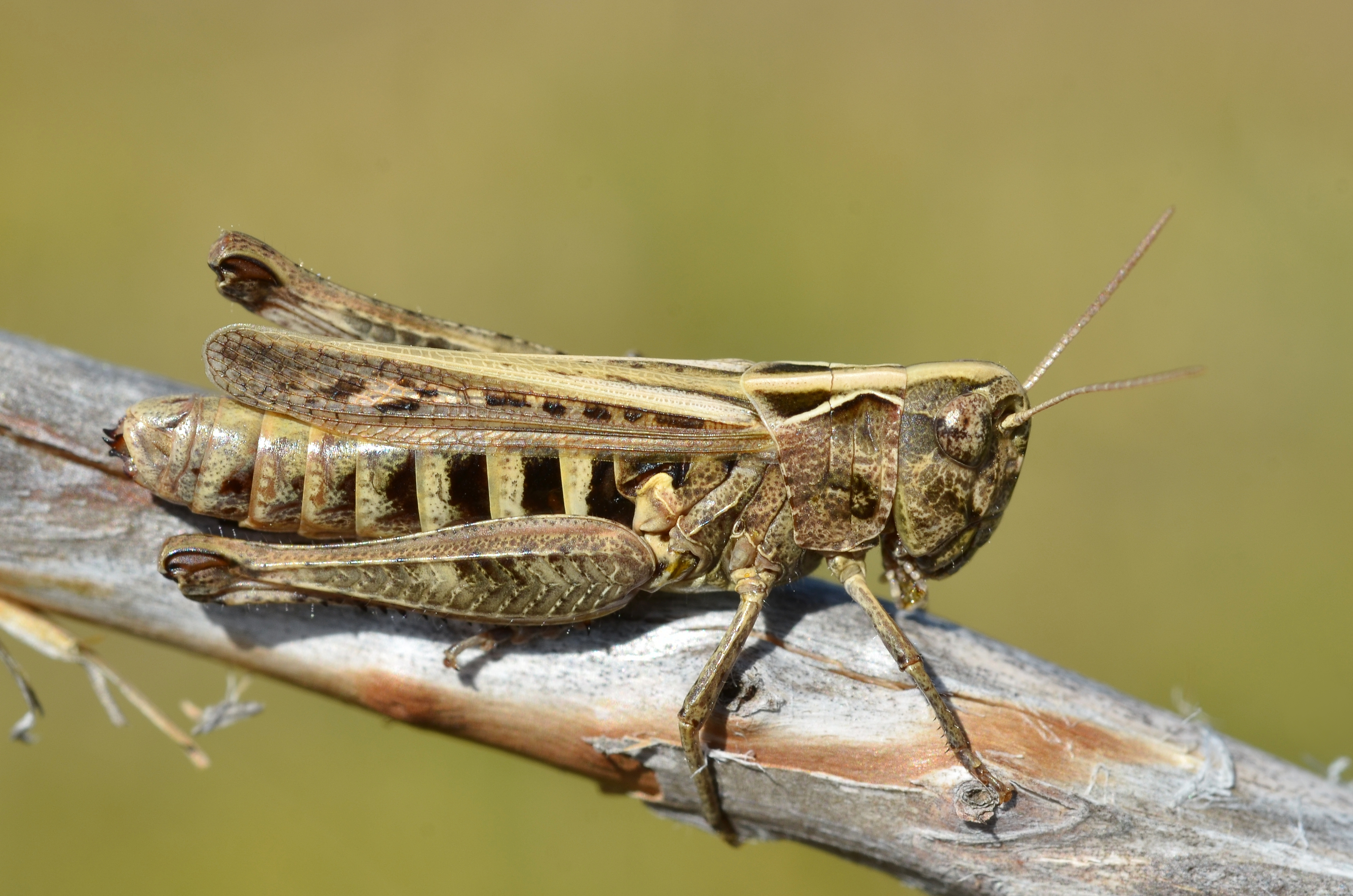
Omocestus haemorrhoidalis femelle

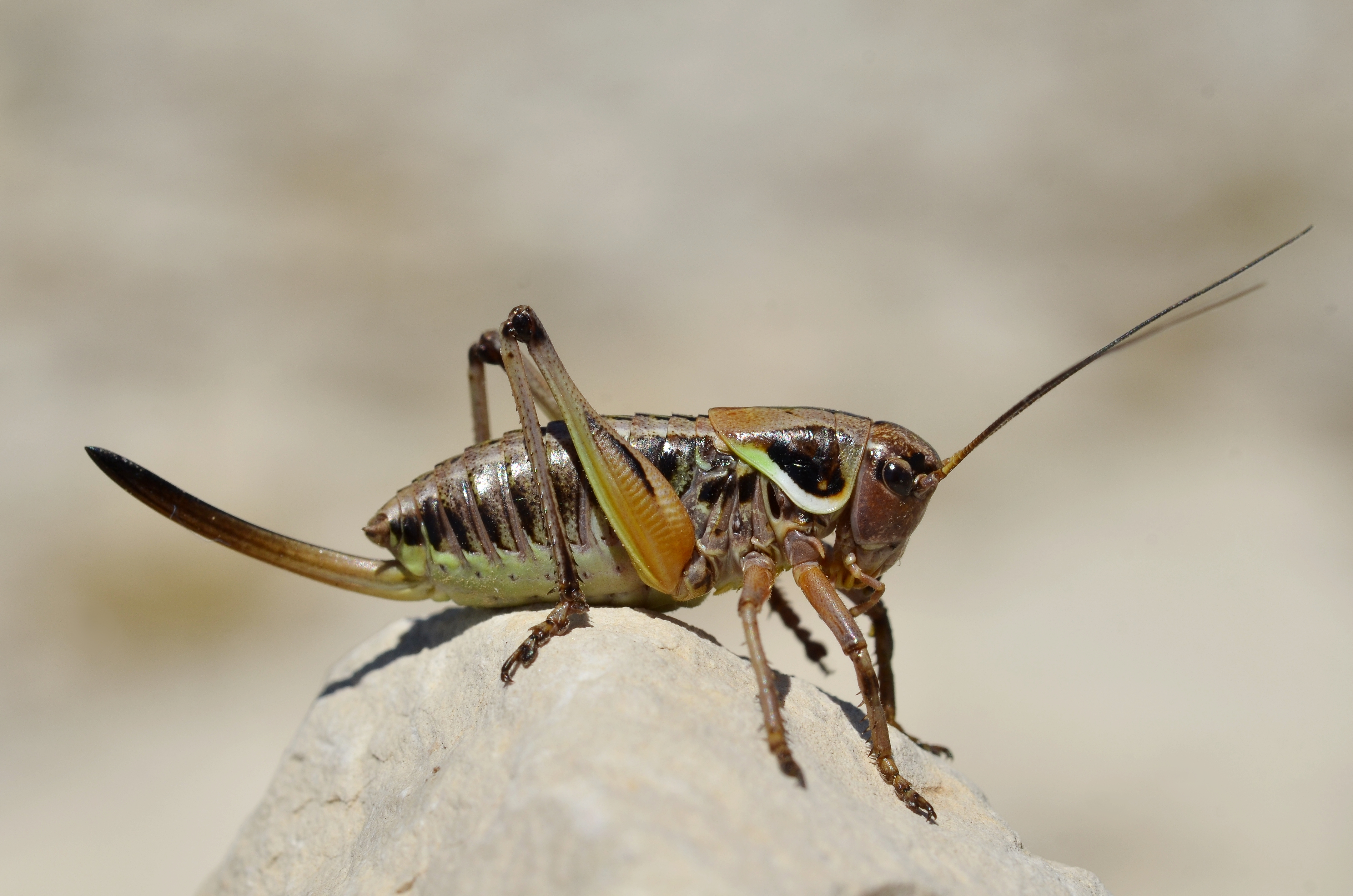
Pholidoptera aptera femelle
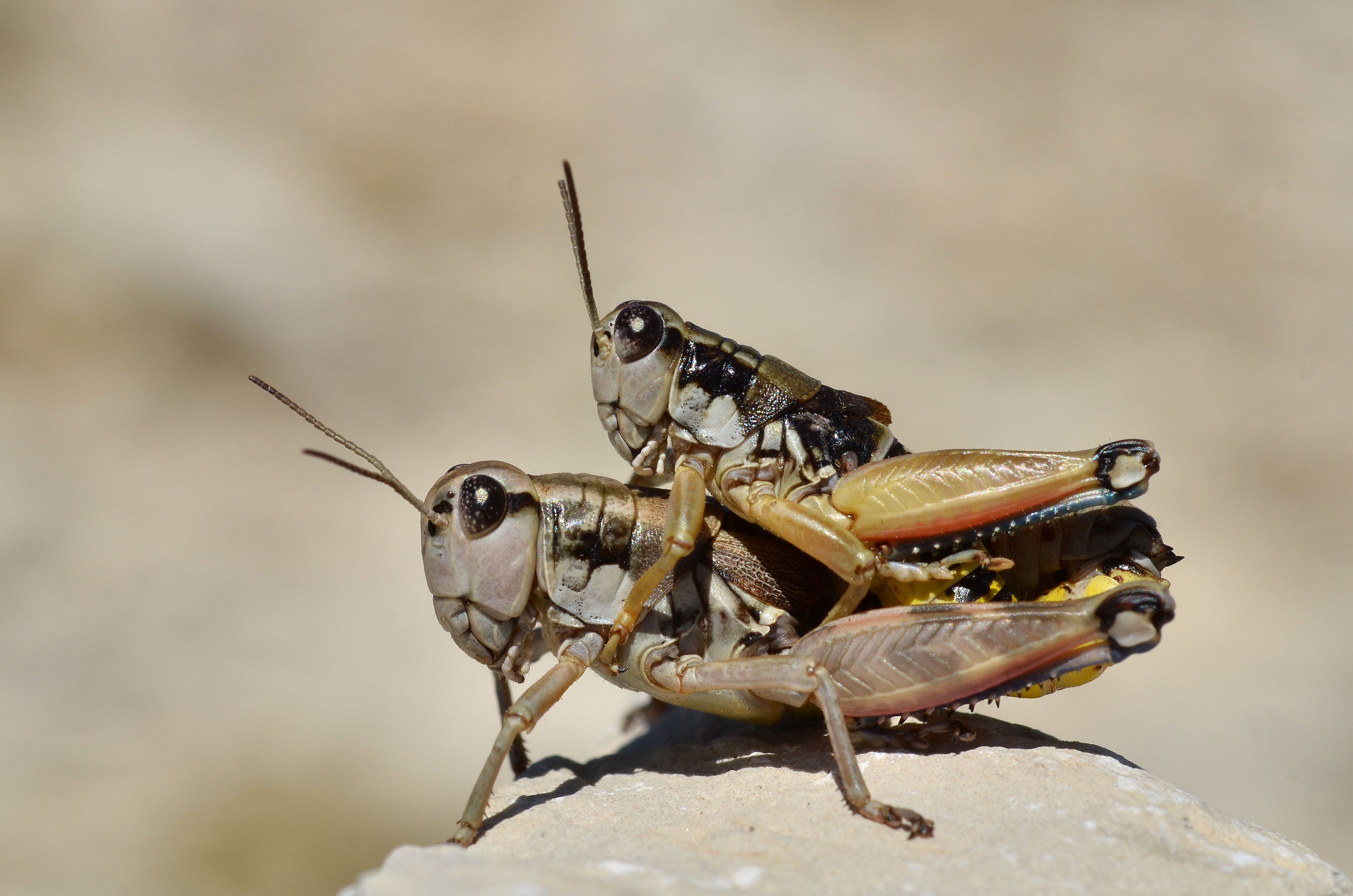
Podisma pedestris
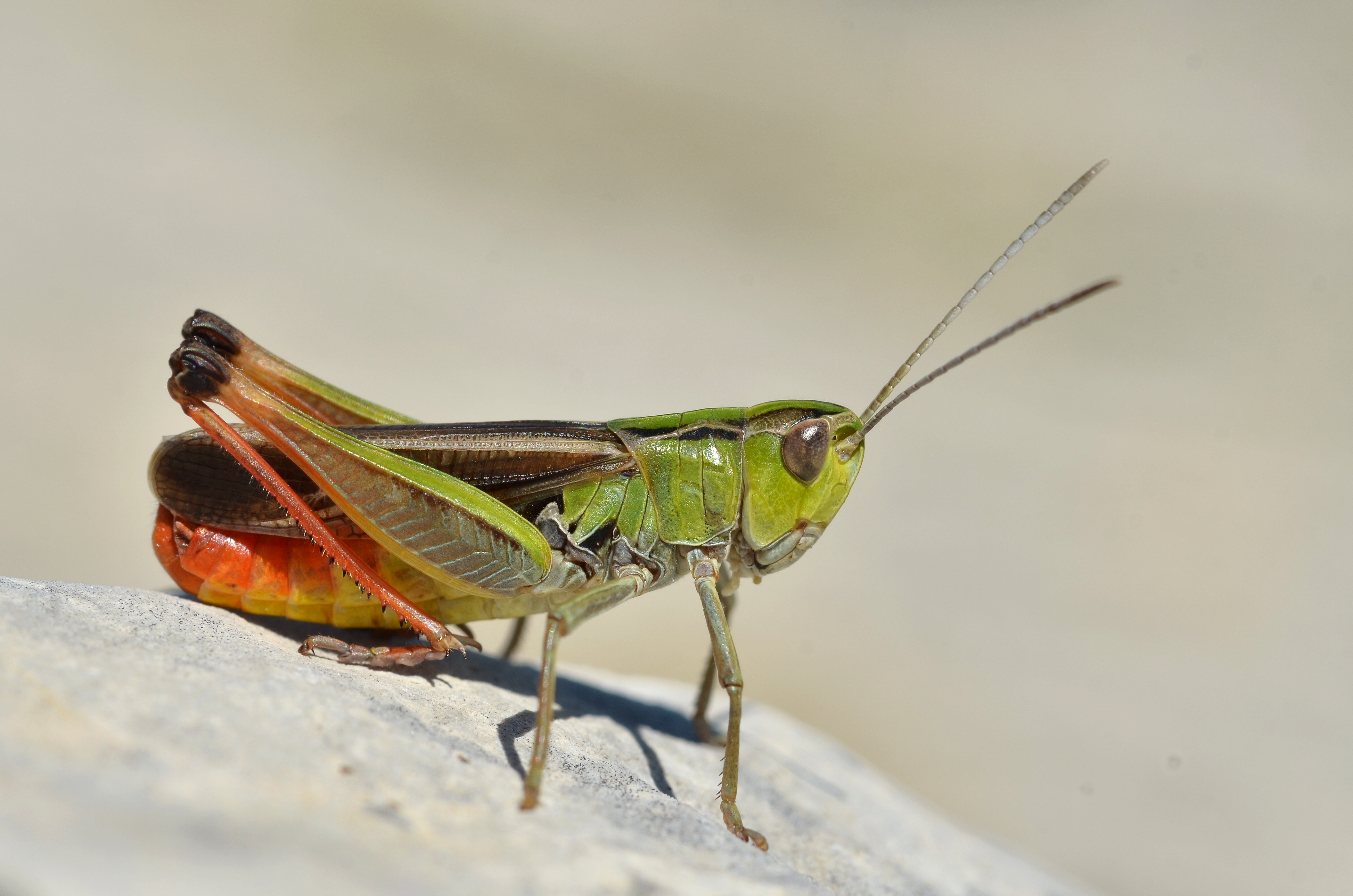
Stenobothrus lineatus mâle
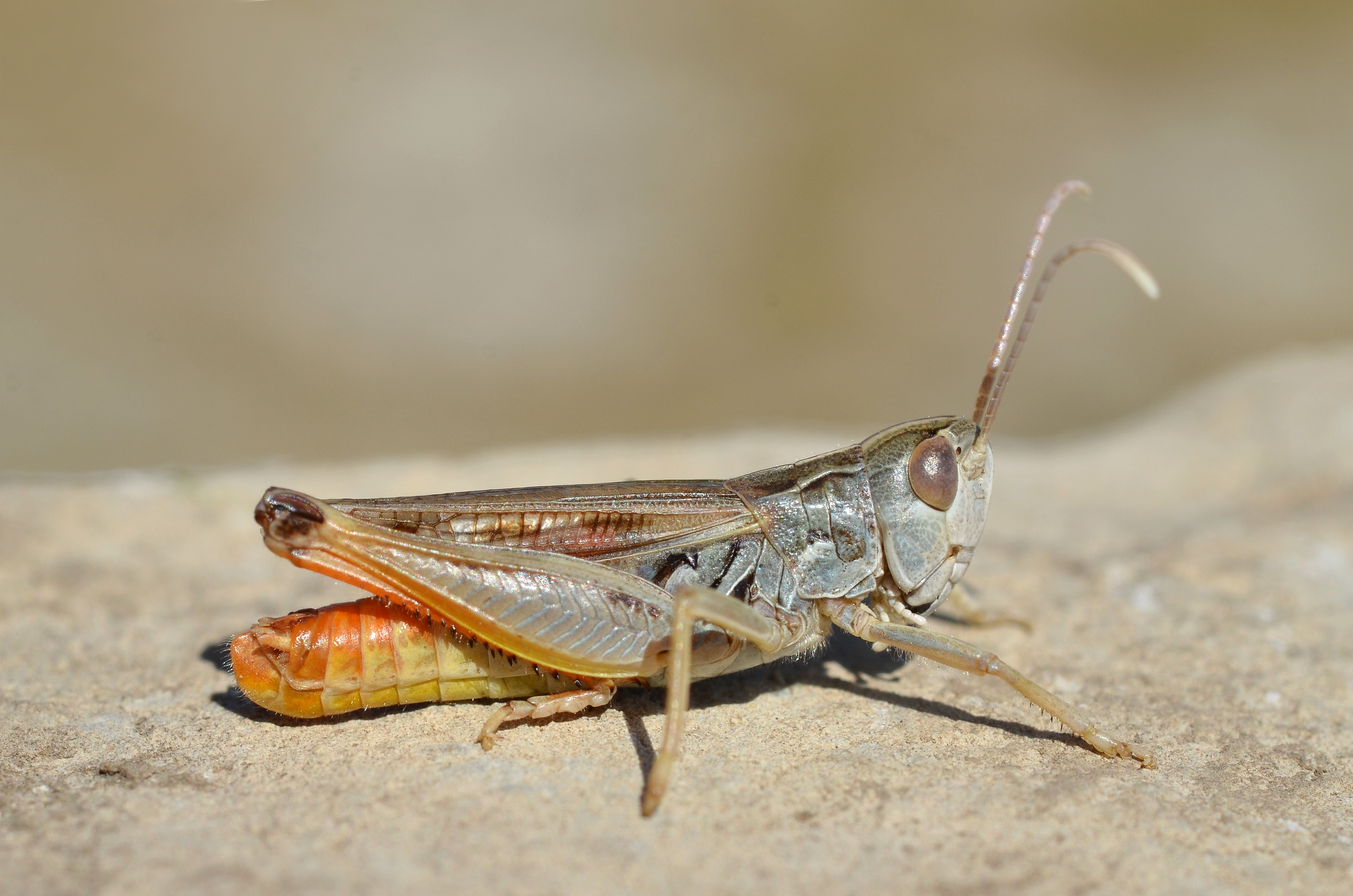
Stenobothrus nigromaculatus mâle

Enfin, chez les espèces déterminantes de coléoptères, sont présents dans la montagne le lucane cerf-volant, le grand capricorne, le carabe doré, espèces protégées en France, Duvalius muriauxi, espèce endémique des Alpes-de-Haute-Provence où on ne le rencontre que sur le versant nord de Lure, la rosalie des Alpes, liée aux hêtraies, l'athous frigide, espèce endémique franco-italienne en limite d'aire, Polydrusus alchemillae, espèce localisée au col de la Cayolle, présente jusqu'à 2 100 mètres d’altitude, Otiorhynchus putoni, espèce endémique du mont Ventoux, au-dessus de 1 400 mètres d’altitude, qui se retrouve dans les Hautes-Alpes et les Alpes-de-Haute-Provence, Otiorhynchus fagniezi, espèce endémique du mont Ventoux où elle est commune au-dessus de 1 600 mètres, Pseudorhinus impressicollis subsp. ventouxensis, espèce endémique des départements des Hautes-Alpes et des Alpes-de-Haute-Provence, l'osmoderme ermite ou barbot ou pique-prune, espèce typiquement forestière.

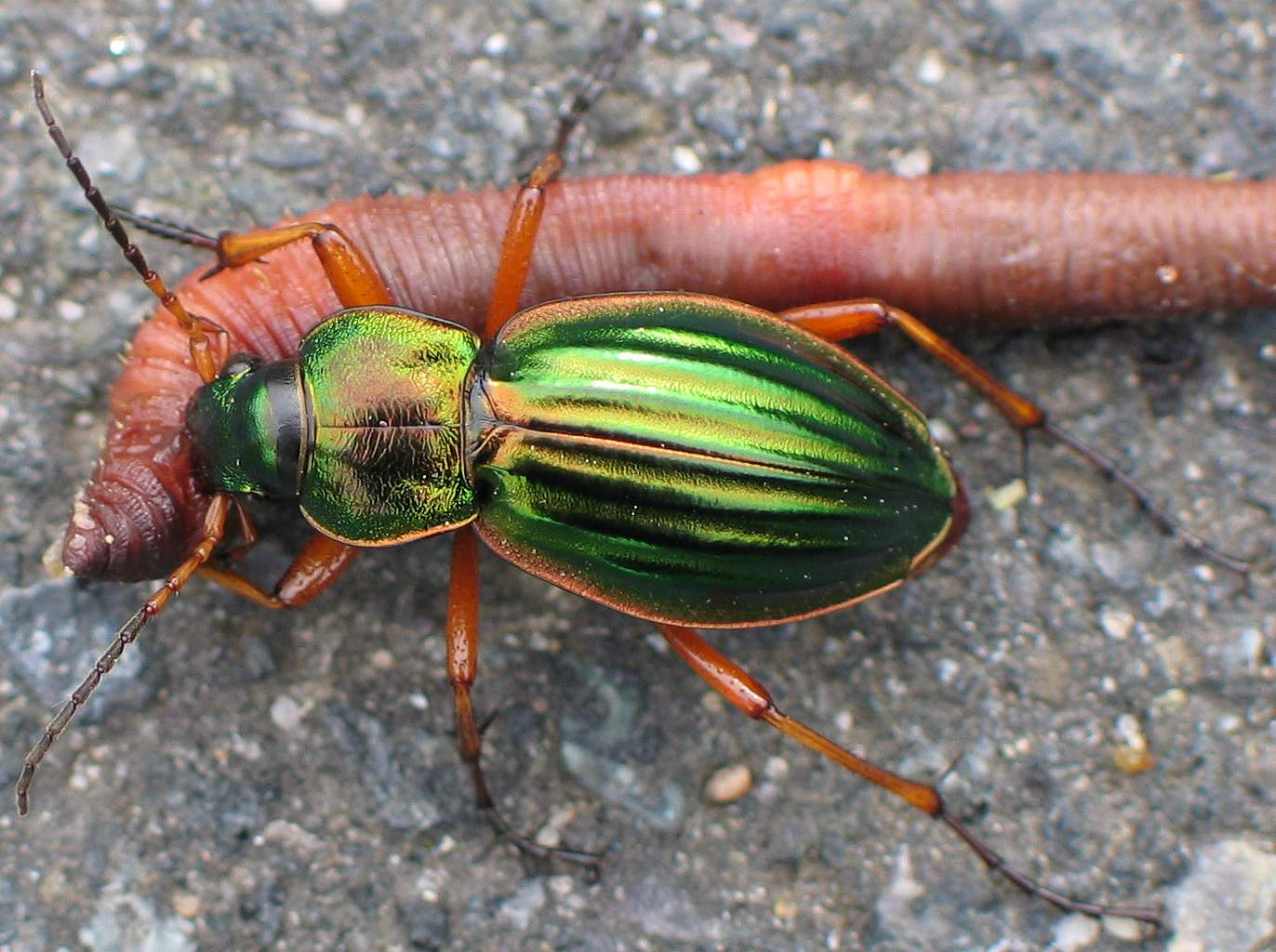
Carabe doré
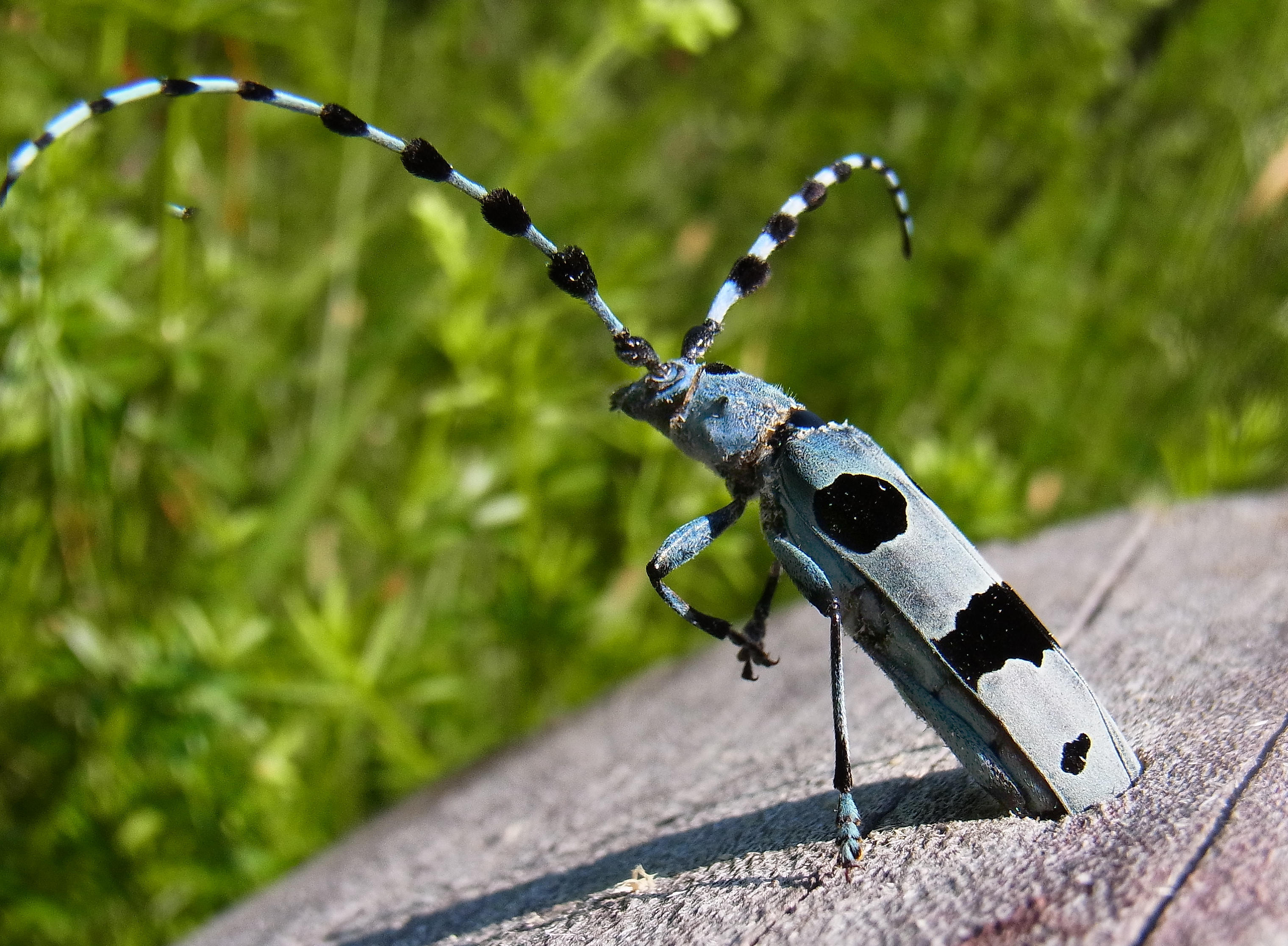
Rosalie des Alpes

### Population

#### Démographie

##### Communes de la montagne de Lure
Elles sont au nombre de 26 situées à cheval sur la Drôme et les Alpes-de-Haute-Provence. Dans la Drôme se trouvent : Barret-de-Lioure, Ferrassières, Montbrun-les-Bains, Montfroc et Séderon. Les Alpes-de-Haute-Provence regroupent Aubignosc, Banon, Bevons, Châteauneuf-Miravail, Châteauneuf-Val-Saint-Donat, Cruis, Curel, Lardiers, L'Hospitalet, Mallefougasse-Augès, Noyers-sur-Jabron, Les Omergues, Ongles, Peipin, Redortiers, Revest-du-Bion, La Rochegiron, Saint-Étienne-les-Orgues, Saint-Vincent-sur-Jabron, Saumane et Valbelle.

##### Pression démographique et flux migratoire
Le milieu forestier de Lure et son évolution sont intimement liés aux hommes et leur histoire. Après une tendance continue à la déforestation due au développement industriel au cours du XIXe siècle, une mutation s'est amorcée, entre 1930 et 1980, avec l'intervention de l'État achetant des terrains boisés ou à boiser, sur l'adret de Lure. Cette initiative jointe à la déprise pastorale s'est traduite par la progression du couvert forestier qui augmente, en ce début de XXIe siècle en moyenne de 165 hectares par an.
| Appartenance                         | pourcentage |
| ------------------------------------ | ----------- |
| Domaine communal                     | 25 %        |
| Domaine privé de l'état              | 64 %        |
| Propriété privée (personne physique) | 10 %        |

C'est dans ce cadre que la chaîne de Lure, située à moins de deux heures de route des centres urbains comme Toulon, Aix-en-Provence, Marseille et Avignon, exerce un pouvoir d’attraction qui se traduit par un nouvel apport de population. Lure a tendance à devenir un arrière-pays à la portée de citadins à la recherche d'un mode de vie différent. Cela se traduit par un renouvellement des populations villageoises.
Cette tendance s'est accélérée par l'urbanisation massive du Val de Durance jointe à une pression foncière dans le pays de Forcalquier. « Les flux migratoires positifs compensent un solde naturel négatif et l'analyse du recensement de 1999 a mis en évidence que plus d'un tiers de la population était constitué de familles venues s'installer sur le territoire au cours des 25 dernières années ». Loin d'être isolé, le territoire de Lure s'est intégré dans un ensemble dont il convient de comprendre la dynamique afin de prévoir son impact sur le milieu naturel du site.

#### Habitat de type traditionnel
La montagne de Lure abrita une population d'agriculteurs, d'apiculteurs, de sériciculteurs, de charbonniers, de bûcherons, de pâtres, de sabotiers, etc. Sa richesse en plantes aromatiques attira les herboristes, les droguistes de Lure. Cette diversité d'activités impliqua une diversité d'occupation des sols qui se traduisit à la fois dans le type de maison nécessaire à l'activité professionnelle et dans l'architecture de celle-ci. Comme l'ont expliqué, dès 2007, Michel Chiappero, urbaniste, et Corine Corbier, paysagiste : « Entre Alpes et Provence : les Alpes de Haute Provence présentent un environnement paysager et patrimonial riche, qui participe pleinement à la qualité de vie des habitants et à l'attrait touristique du département. » Sur ses deux versants, Lure collectionne les villages de caractère, tous d'origine médiévale. Qu'ils soient encore accueillants et en pleine activité, qu'ils soient abandonnés et en ruines, tous permettent de découvrir la structure villageoise et ses différents habitats tels qu'ils étaient il y des siècles et tels qu'ils sont restés.

##### Habitat groupé

###### Habitat perché

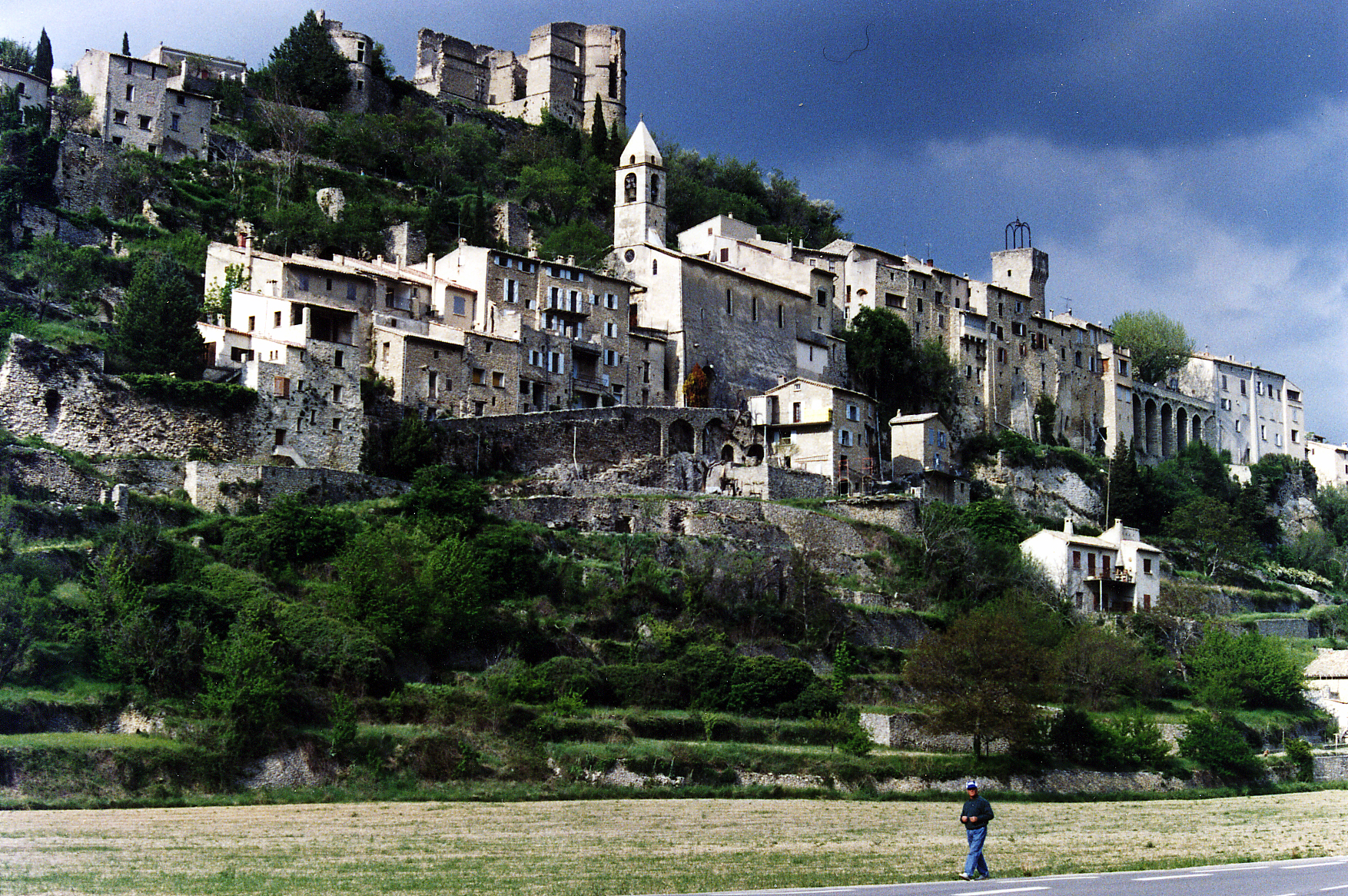
Montbrun-les-Bains, village perché

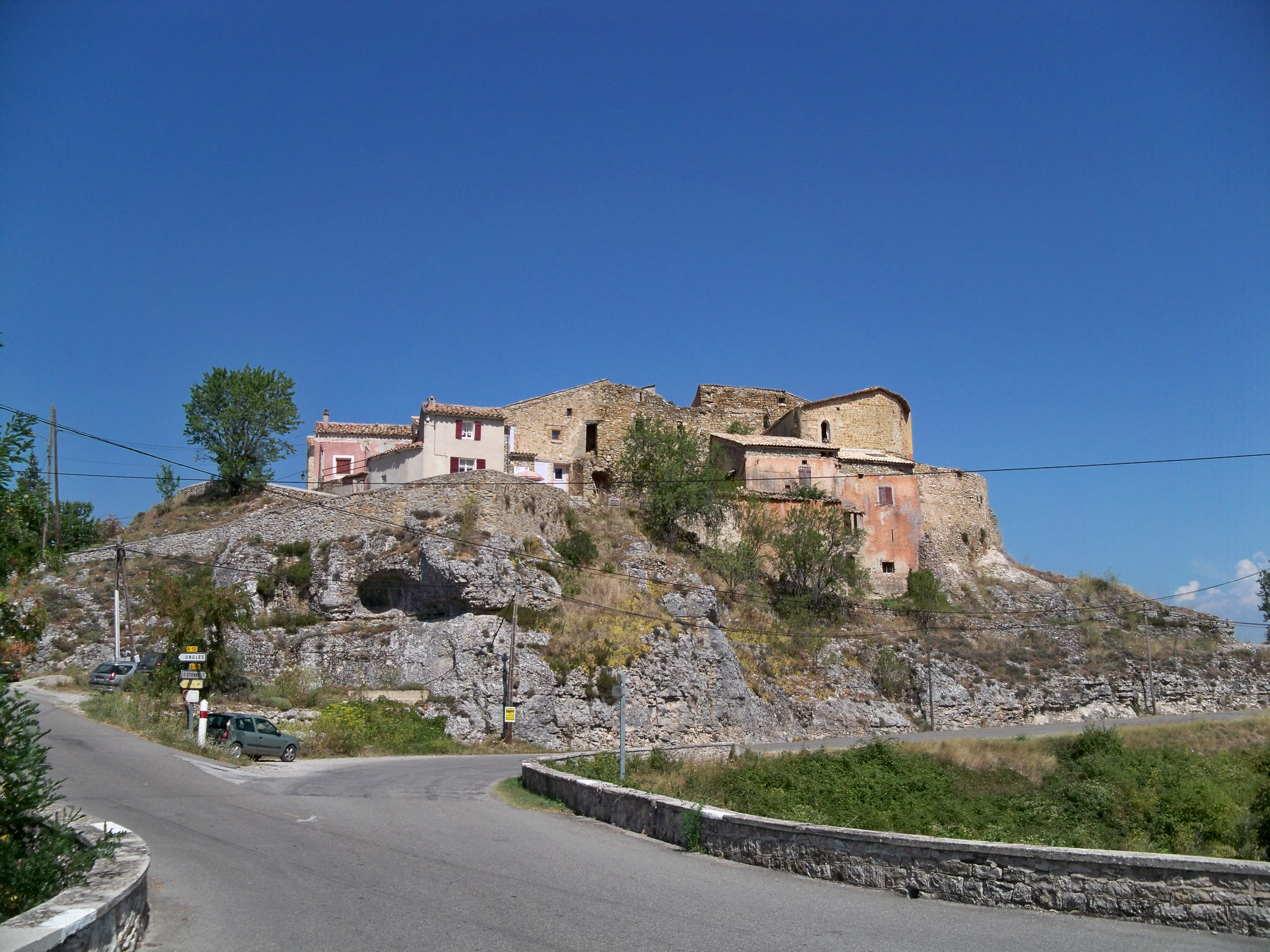
Hameau du Rocher d'Ongles

Ce type d'habitat est considéré comme typiquement provençal, il est surtout typiquement méditerranéen. Ces villages sis sur leur « acropole rocheuse », qui ont gardé leur aspect médiéval, forment par l'orientation des façades de leurs maisons — vers la vallée ou la voie de communication — un véritable front de fortification.
Ces villages perchés se trouvent essentiellement dans les zones collinaires dont le terroir est pauvre en alluvions et où l'eau est rare. De plus ce groupement en communauté refermée sur elle-même correspond à des régions de petites propriétés, où les seules terres fertiles se situent au fond de quelques vallons, et ce regroupement a facilité l'existence d'un artisanat rural indispensable aux villageois (charron, forgeron, etc.). A contrario, l'habitat dispersé implique de grands domaines qui tendent à vivre en autarcie. D'où la loi émise par Fernand Benoit « La misère groupe l'habitat, l'aisance le disperse. »

###### Maison en hauteur

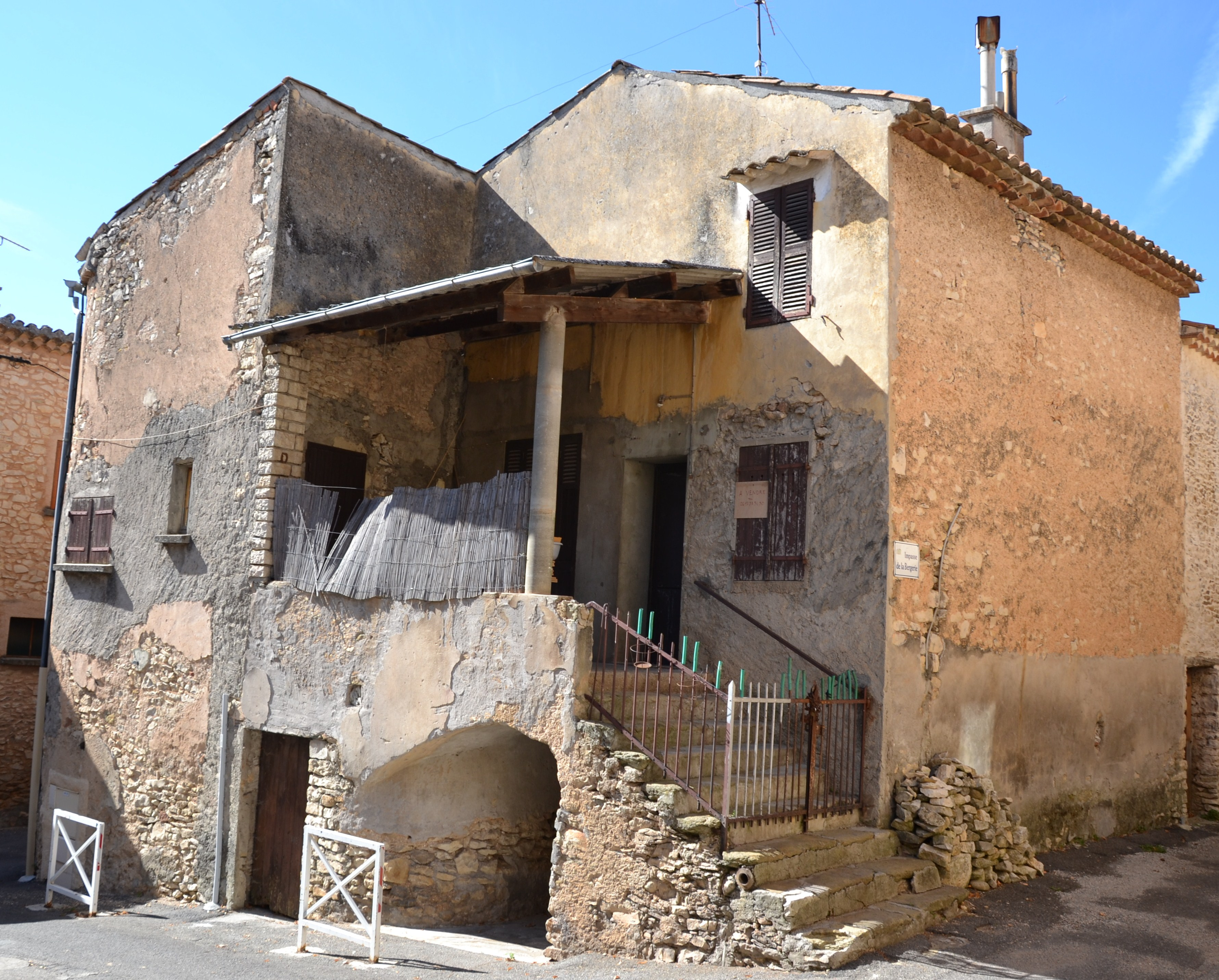
Typique maison en hauteur dans le village de Mallefougasse

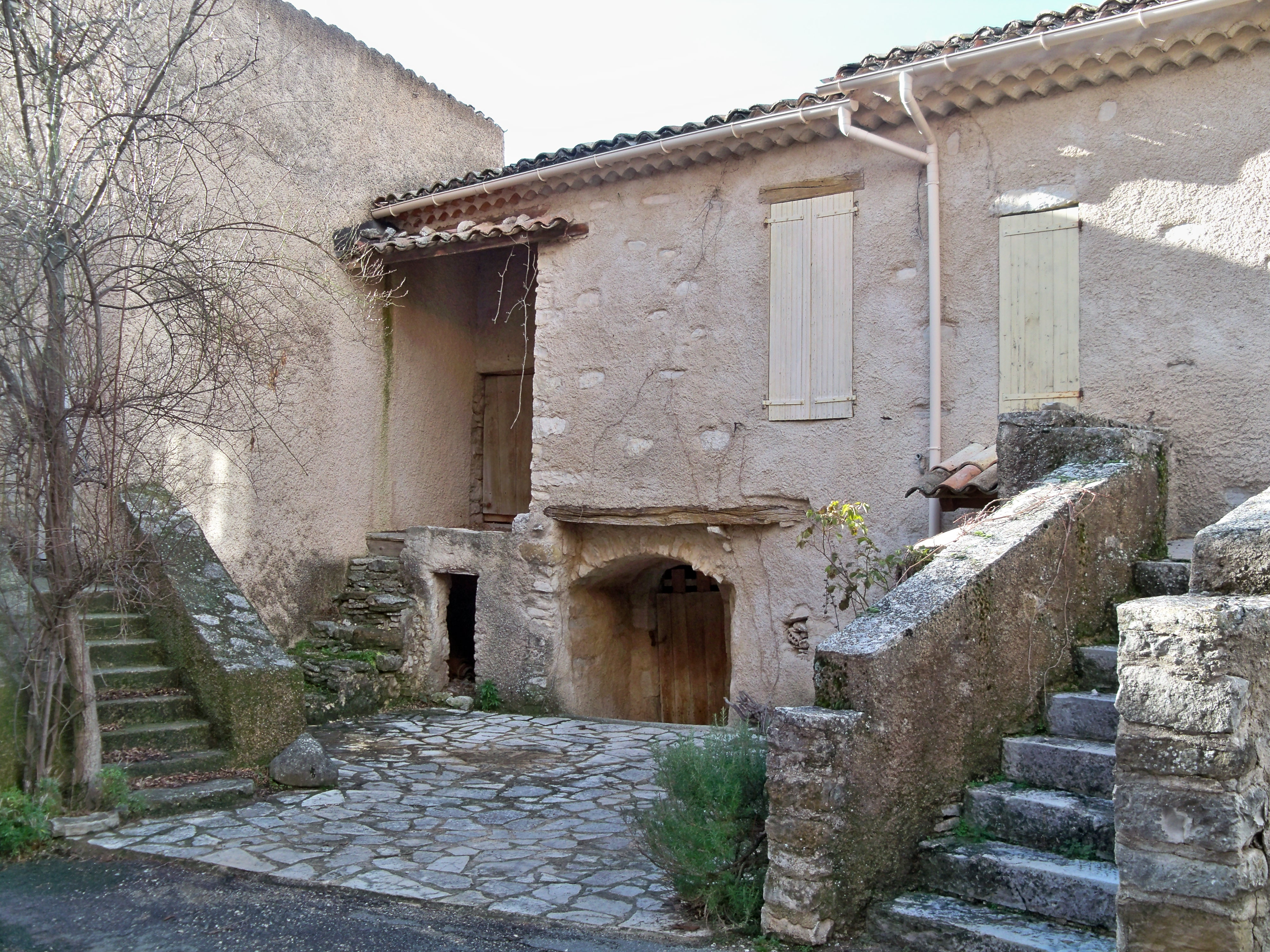
Trois pontins donnant accès à trois maisons en hauteur à Lardiers

Fernand Benoit explique que « son originalité consiste à placer les bêtes en bas, les hommes au-dessus ». Effectivement ce type d'habitation, qui se retrouve essentiellement dans un village, superpose sous un même toit, suivant une tradition méditerranéenne, le logement des humains à celui des bêtes. La maison en hauteur se subdivise en une étable-remise au rez-de-chaussée, un logement sur un ou deux étages, un grenier dans les combles. Elle était le type de maison réservée aux paysans-villageois qui n'avaient que peu de bétail à loger, étant impossible dans un local aussi exigu de faire tenir des chevaux et un attelage.
Ces maisons datent pour la plupart du XVIe siècle, période où les guerres de religion imposèrent de se retrancher derrière les fortifications du village. Celles-ci finies, il y eut un mouvement de sortie pour établir dans la périphérie de l'agglomération des maisons à terre, plus aptes à recevoir des bâtiments annexes. En effet, ce type d'habitation, regroupant gens et bêtes dans un village, ne pouvait que rester figé, toute extension lui étant interdite sauf en hauteur. Leur architecture est donc caractéristique : une façade étroite à une ou deux fenêtres, et une élévation ne pouvant dépasser quatre à cinq étages, grenier compris avec sa poulie extérieure pour hisser le fourrage. Pour celles qui ont été restaurées avec goût, on accède toujours à l'étage d'habitation par un escalier accolé à la façade.

##### Habitat dispersé

###### Maison à terre ou bastide

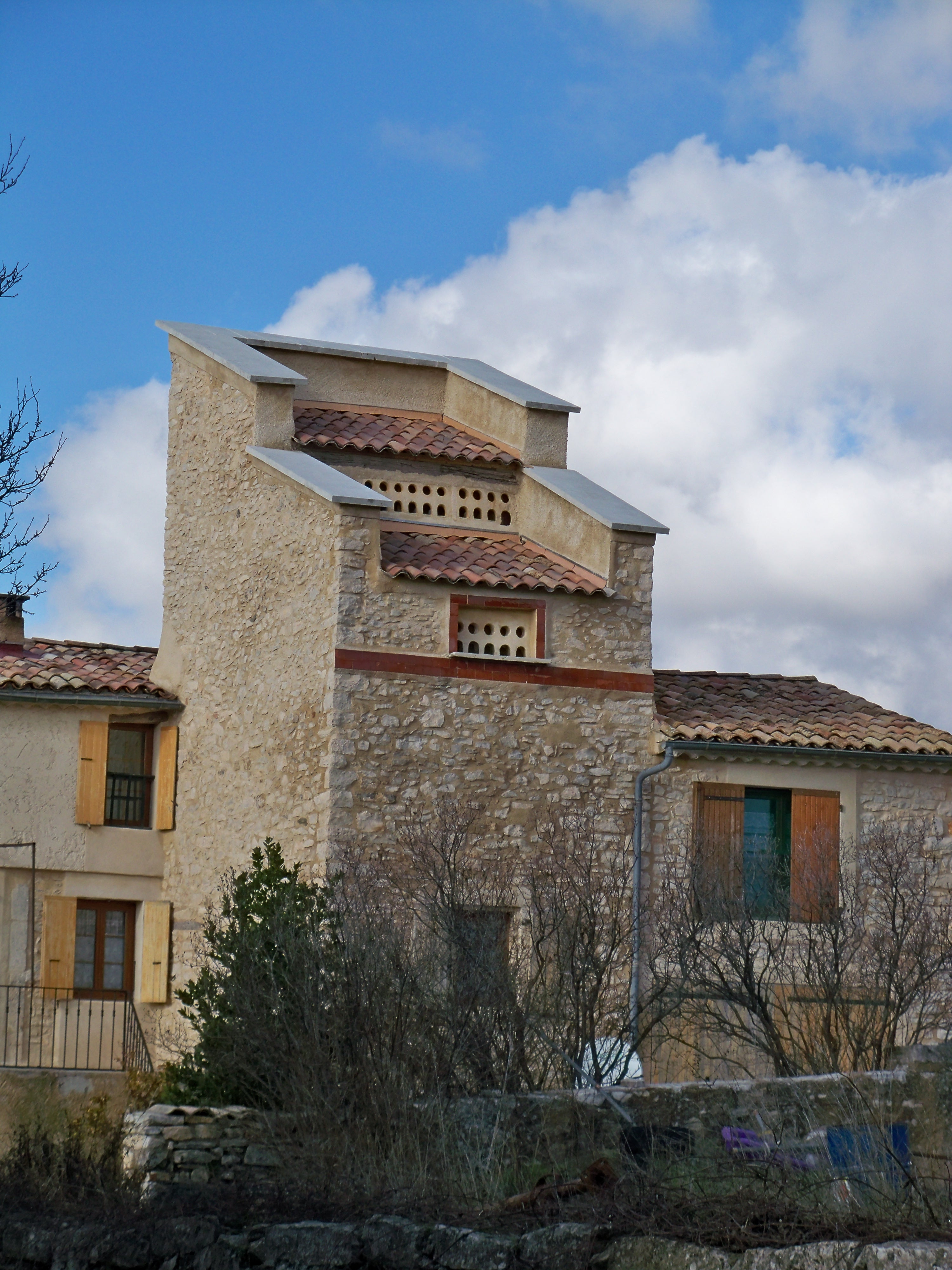
Pigeonnier en forme de tour carrée séparant en deux une bastide

Compartimenté dans le sens de la longueur, ce type de maison représente un stade d'évolution plus avancé que la maison en hauteur. Il est caractéristique de l'habitat dispersé. C'est l'habitation traditionnelle des pays de culture extensive.
Ce type de maison est divisé en deux parties très distinctes dans le sens de la longueur. Le rez-de-chaussée est occupé par une salle commune dans laquelle est intégrée la cuisine. Très souvent se trouve à l'arrière un cellier contenant la réserve de vin et une chambre. Un étroit couloir, qui permet d'accéder à l'étage, sépare cet ensemble de la seconde partie réservée aux bêtes. Celle-ci se compose d'une remise qui peut servir d'écurie et d'une étable. L'étage est réservé aux chambres et au grenier à foin qui correspond par une trombe avec l'étable et l'écurie.
À cet ensemble, s'ajoutaient des annexes. Une des principales était la tour du pigeonnier, mais la maison se prolongeait aussi d'une soue à cochons, d'une lapinière, d'un poulailler et d'une bergerie.
La construction d'un tel ensemble étant étalée dans le temps, il n'y avait aucune conception architecturale préétablie. Chaque propriétaire agissait selon ses nécessités et dans l'ordre de ses priorités. Ce qui permet de voir aujourd'hui l'hétérogénéité de chaque ensemble où les toitures de chaque bâtiment se chevauchent généralement en dégradé.
Chaque maison se personnalisait par son aménagement extérieur. Il y avait pourtant deux constantes. La première était la nécessité d'une treille toujours installée pour protéger l'entrée. Son feuillage filtrait les rayons de soleil l'été, et dès l'automne la chute des feuilles permettait une plus grande luminosité dans la salle commune.

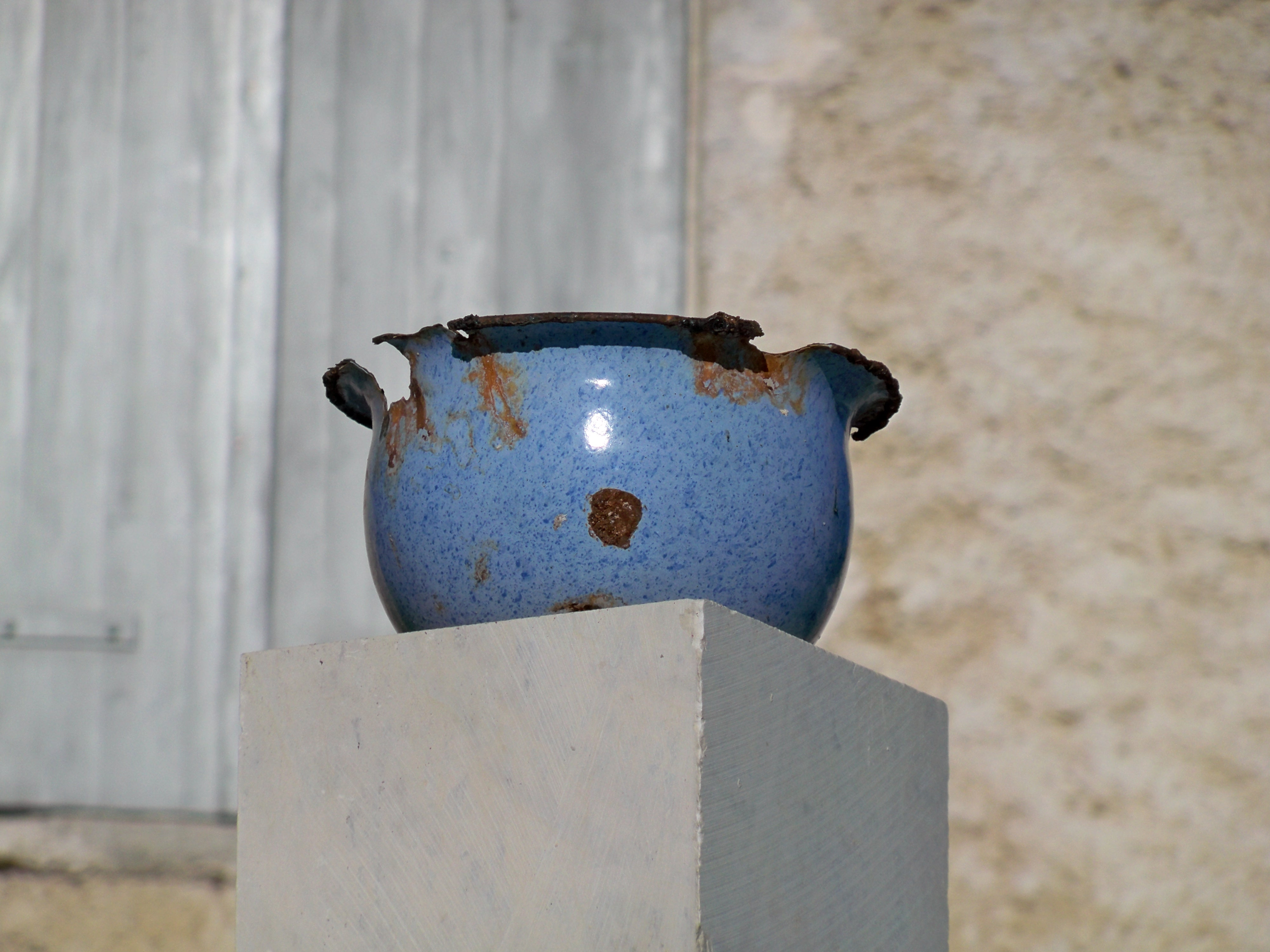
Les lieux d'aisance ont été installés, symboliquement le pot de chambre est exposé aux regards de tous

La seconde était le puits toujours situé à proximité. Il était soit recouvert d'une construction de pierres sèches en encorbellement qui se fermait par une porte de bois, soit surmonté par deux piliers soutenant un linteau où était accrochée une poulie permettant de faire descendre un seau. L'approvisionnement en eau était très souvent complété par une citerne qui recueillait les eaux de pluie de la toiture.
Alors qu'aucune maison en hauteur ne disposait de lieu d'aisance, même en ville, la maison à terre permet d'installer ces lieux à l'extérieur de l'habitation. Jusqu'au milieu du XXe siècle, c'était un simple abri en planches recouvert de roseaux (canisse) dont l'évacuation se faisait directement sur la fosse à purin ou sur le fumier.
Le pigeonnier devint, après la Révolution la partie emblématique de ce type d'habitat puisque sa construction signifiait la fin des droits seigneuriaux, celui-ci étant jusqu'alors réservé aux seules maisons nobles. Il était soit directement accolé à la maison mais aussi indépendant d'elle. Toujours de dimension considérable, puisqu'il était censé ennoblir l'habitat, il s'élevait sur deux étages, le dernier étant seul réservé aux pigeons. Pour protéger ceux-ci d'une invasion de rongeurs, son accès était toujours protégé par un revêtement de carreaux vernissés qui les empêchait d'accéder à l'intérieur.

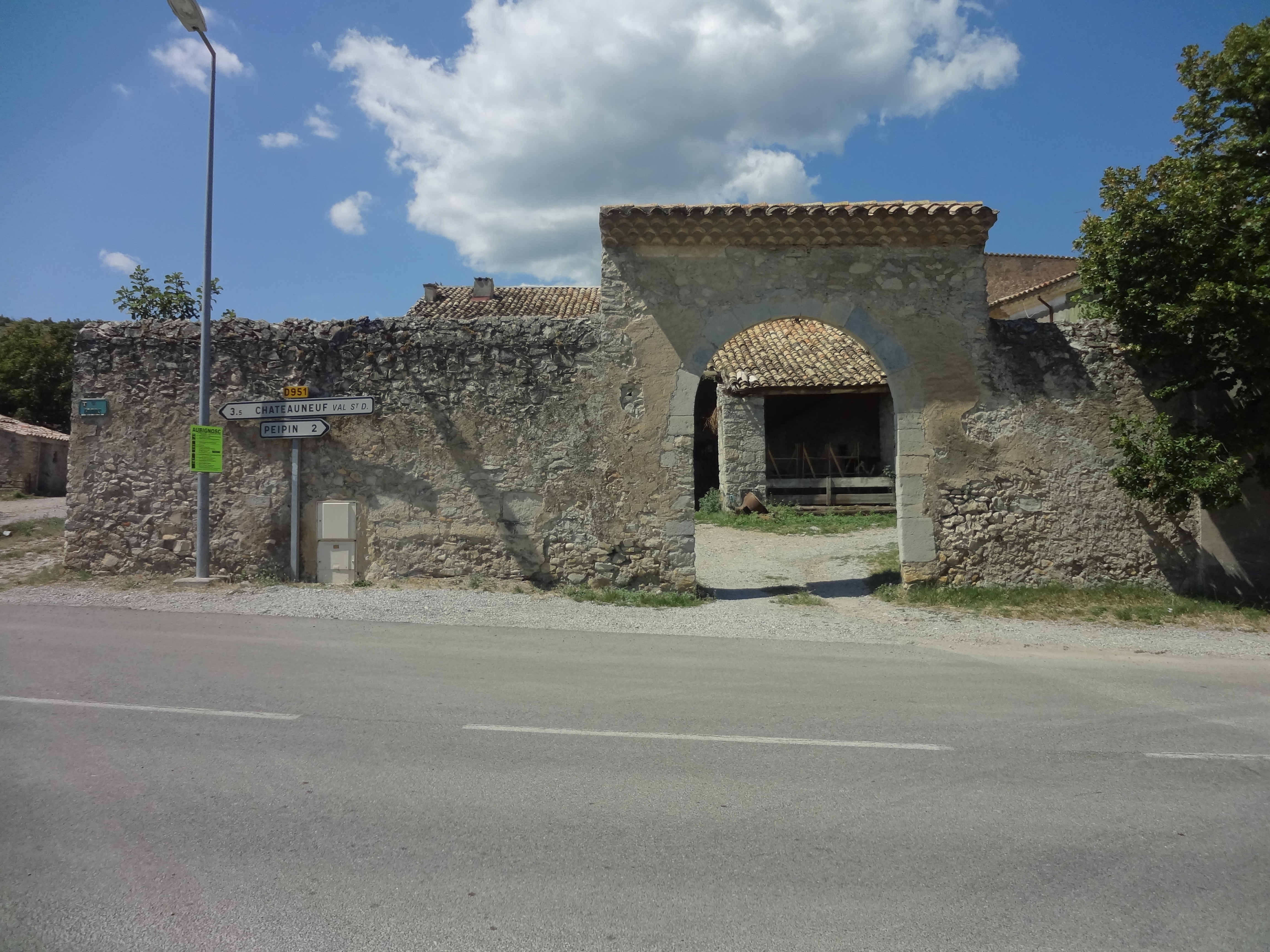
Le Gravas, maison à cour d'Aubignosc

###### Maison à cour
Ce type d'habitation est composé de bâtiments et de dépendances ordonnés autour d'une cour centrale. Cet ensemble est caractéristique des grands domaines céréaliers et prend souvent l'aspect d'un château avec des murs flanqués d'échauguettes et des tours d'angle. Il est adapté à une vie agricole où le climat n'impose pas une grange pour engranger les javelles de blé avant le dépiquage, celui-ci ayant lieu aussitôt les gerbes coupées sur l'aire de terre battue. Dans ce mode culturel, les grains sont entrés en sacs dans une remise tandis que les moissonneurs élèvent les meules de paille avec comme seule protection contre la pluie un mélange de poussier et de terre glaise. Seul est rentré le fourrage. Cette structure agraire est rare en Provence.

###### Maison à tours

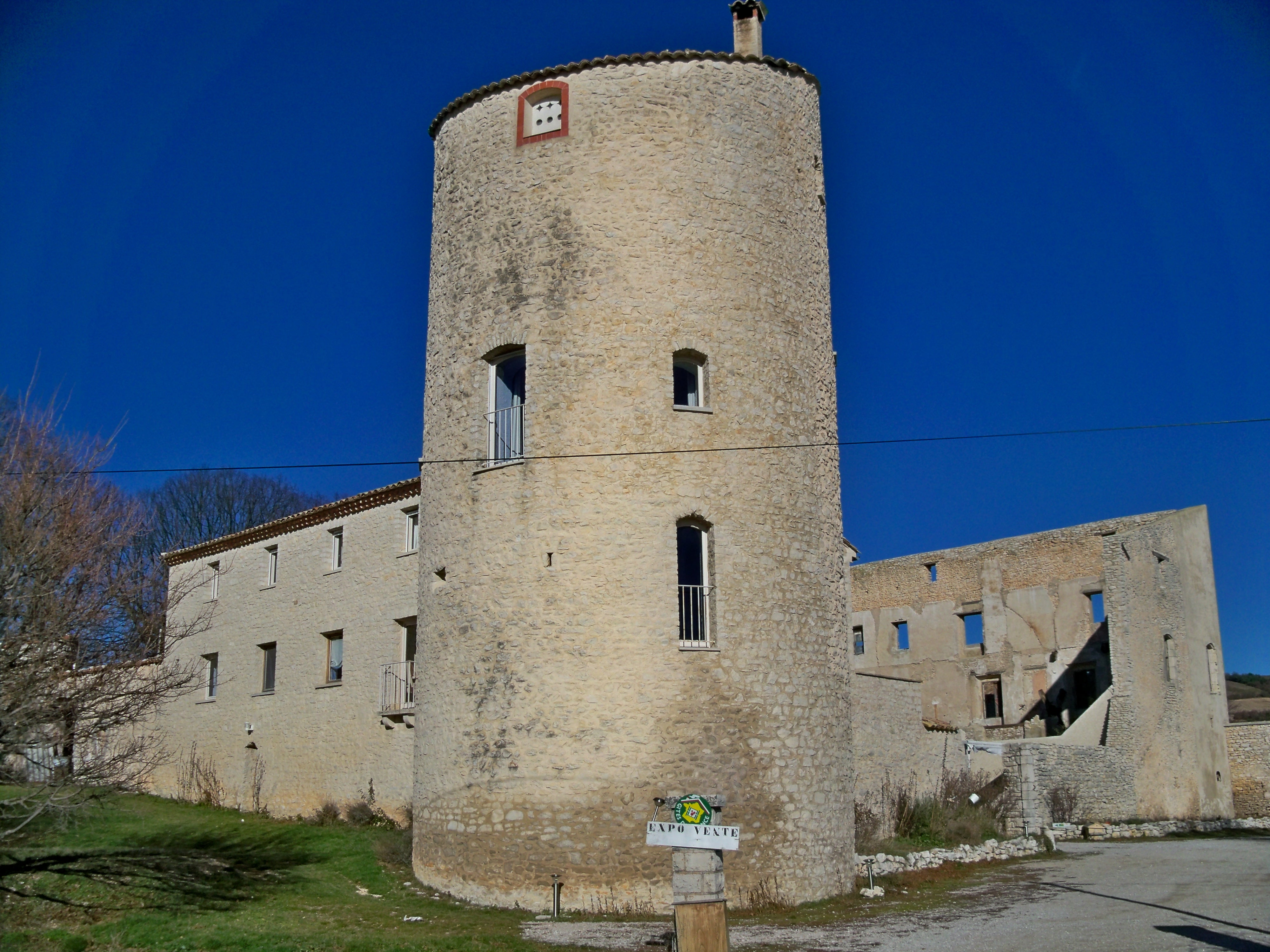
Château de la Gabelle et sa tour-pigeonnier

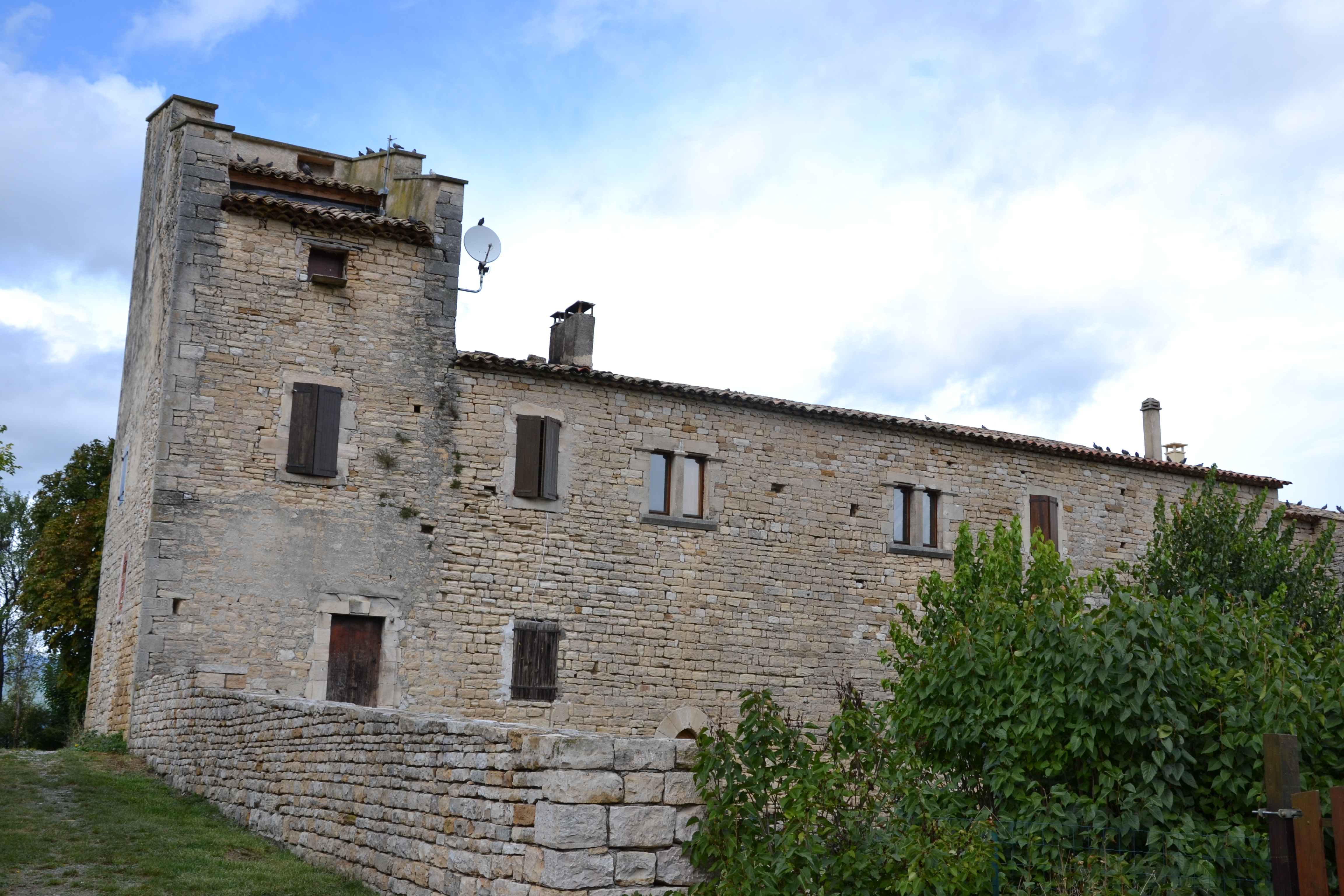
Ferme fortifiée du hameau des Ybourgues

C'est le style des grandes maisons seigneuriales qui va traverser les siècles même après la Renaissance. Il s'agit de bâtisses isolées, avec ou sans cour intérieure, dont la façade est flanquée de tours d'angle.
La fortification des maisons de campagne est une pratique fort ancienne. Elle se retrouve, dès le haut Moyen Âge, avec le castellum dont celles de Provence reprennent le plan avec ses tours d'angle. C'est un héritage romain puisque nombre de villæ rusticæ furent protégées par des tours.

###### Cabanon

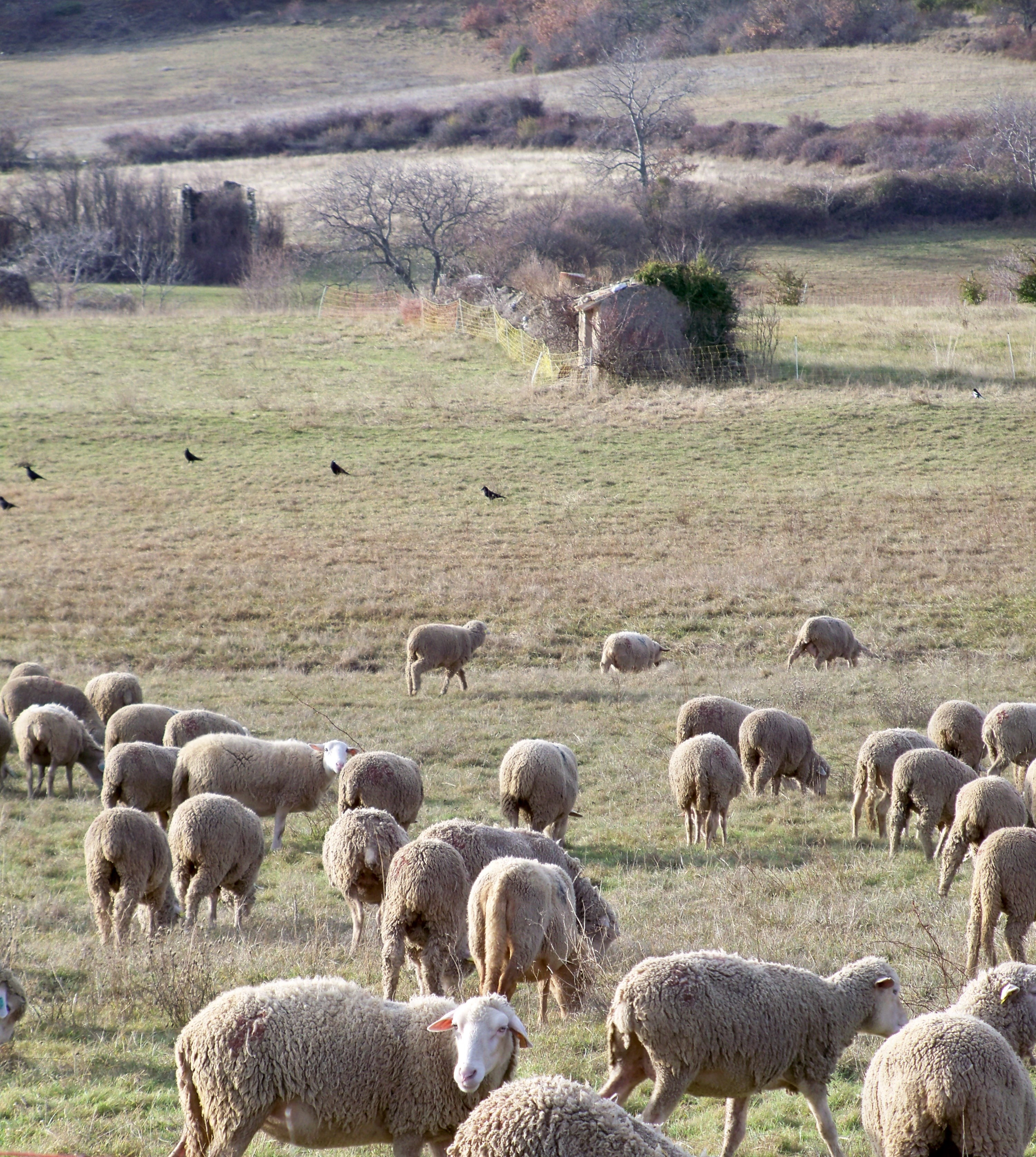
Cabanon au milieu d'un champ à Saumane

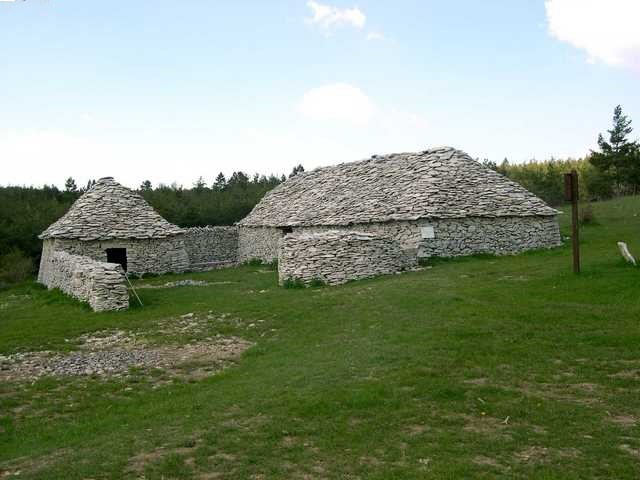
Le Jas des Terres du Roux à Redortiers, fin du XIXe siècle

L'existence de cette maisonnette des champs est toujours liée à une activité agricole qui contraint le paysan à rester éloigné de sa résidence habituelle. Dans son étude sur l'habitat rural, Fernand Benoit envisage à la fois le cas du pastoralisme et celui de la sédentarité. Pour le premier, la transhumance, qui permet aux troupeaux d'estiver dans les alpages, implique l'usage d'un habitat sur place de type élémentaire pour le berger. Suivant le lieu, il prend l'aspect d'un jas en pierre sèche ou d'une cabane édifiée en matériaux composites. Ce refuge lui sert à la fois d'abri et de laiterie.
Pour le paysan sédentaire, c'est l'éloignement de ses cultures qui impose un habitat aménagé près de son champ. Dans ce dernier cas, le cabanon correspond à un véritable habitat saisonnier qui est utilisé lors des travaux de longue durée.
Ces cabanons, qui se trouvent à l'orée ou au centre du champ, avaient aussi un rôle d'affirmation sociale pour le paysan. Ils étaient considérés comme « le signe de la propriété sur une terre qu'il entendait distinguer du communal ».

###### Cabanon pointu
La dénomination vernaculaire cabanon pointu désigne, dans les Alpes provençales (région de Forcalquier), la cabane bâtie à pierre sèche de plan généralement circulaire, parfois carré, couverte d'un toit conique ou pyramidal couvert de lauses (d'où son nom). Le cabanon pointu permettait au paysan de serrer ses instruments agraires, de protéger sa récolte ou plus spécifiquement sa réserve d'eau et, au besoin, d'y passer la nuit. C'était donc une annexe de l'habitat permanent,.

Cabanons pointus de la montagne de Lure
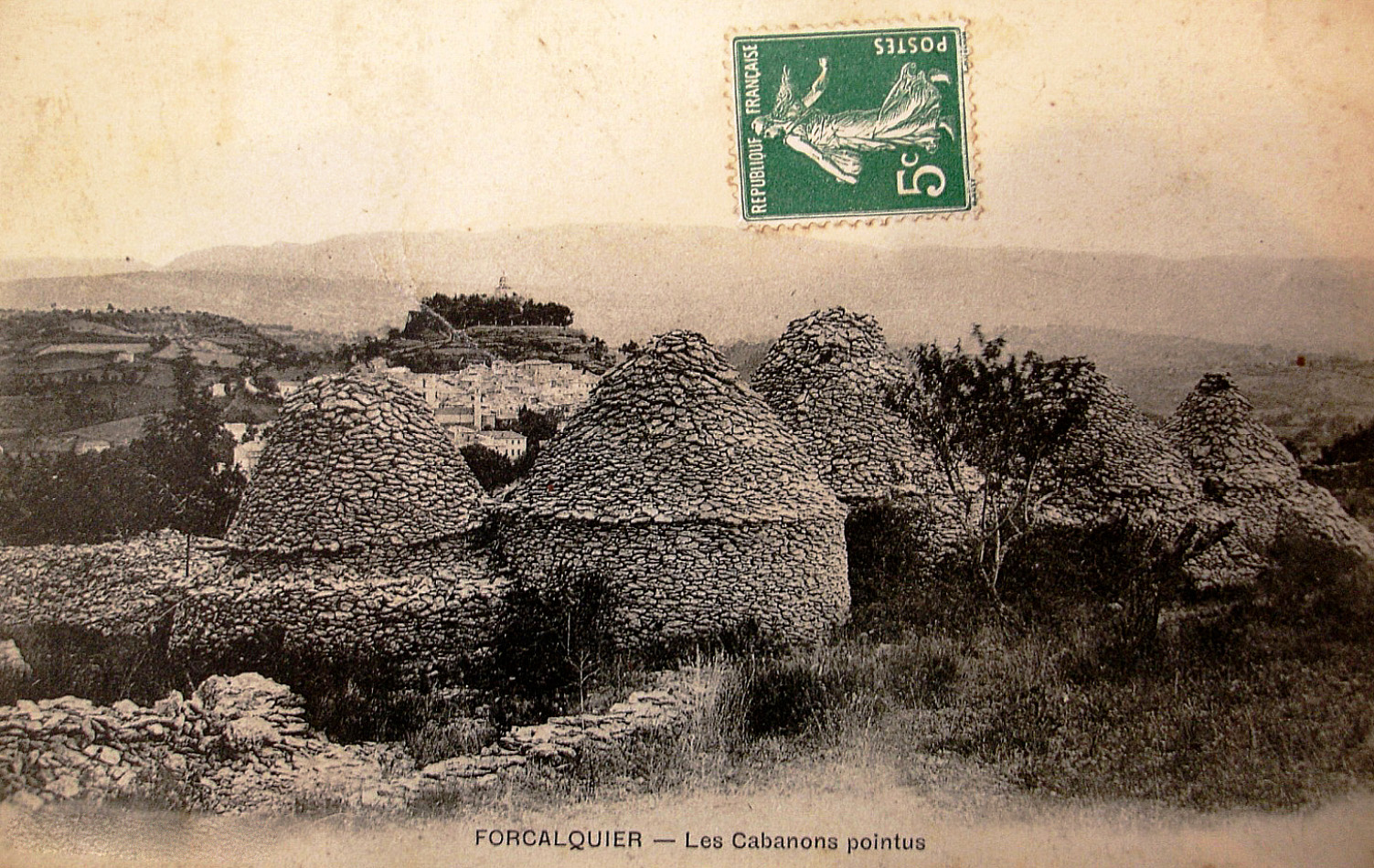
Les cinq cabanons pointus de Forcalquier au début du XIXe siècle
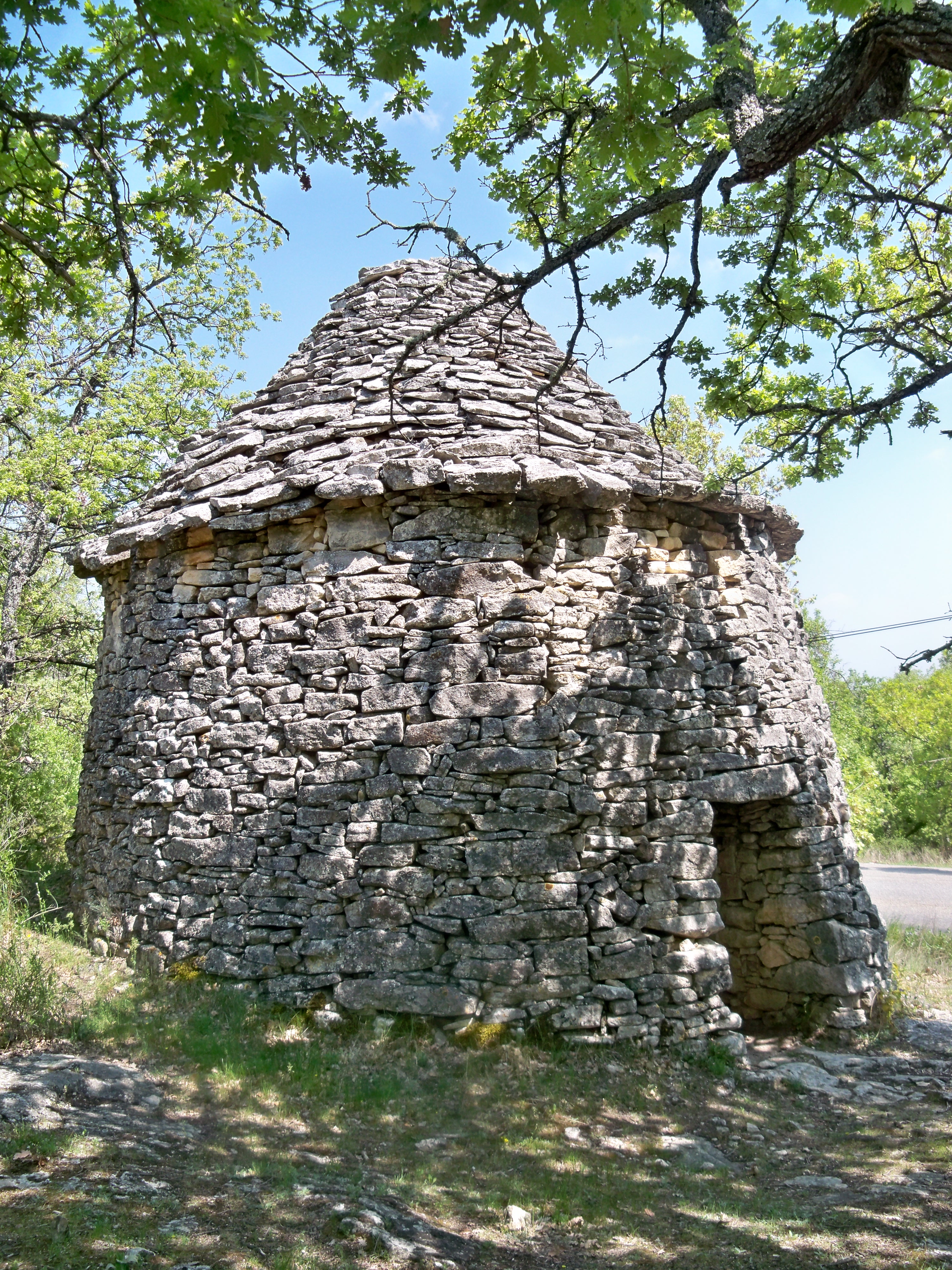
Cabanon pointu

##### Couverture: toit en lause

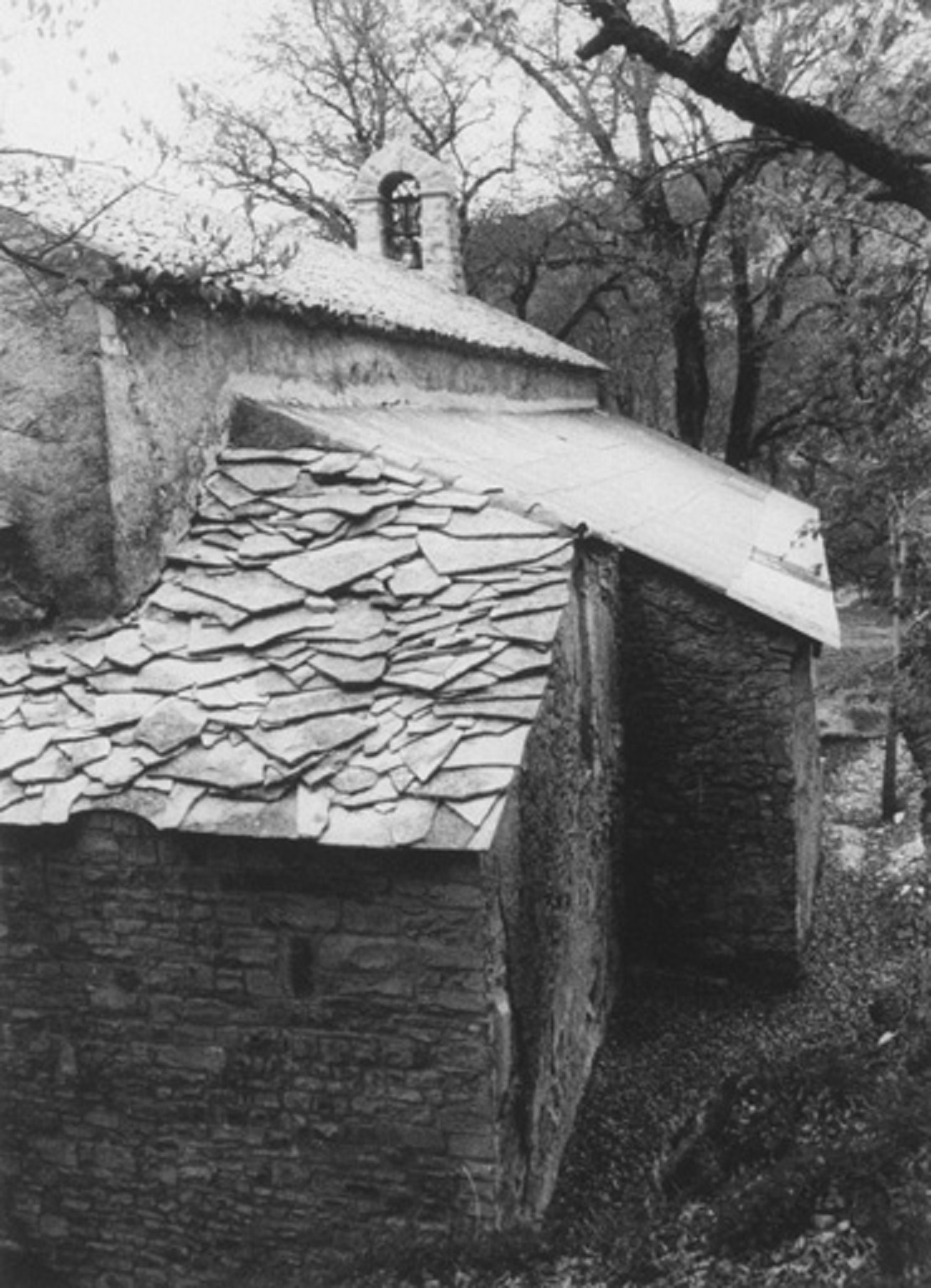
Toit en lauses à Notre-Dame de Lure

Dans la montagne de Lure, comme sur le plateau d'Albion ou le mont Ventoux voisins, la lause, éclat de calcaire plat et dur, est un matériau courant et solide. En dépit de son poids, elle a l'avantage d'être sur place et de donner une excellente couverture, résistante aux intempéries, et de permettre une bonne isolation thermique.
Dans la montagne de Lure, des bergeries en pierre de la fin du XIXe siècle possèdent une couverture de lauses sur voûte clavée en berceau. Afin d'éviter que le bout apparent des claveaux ne vienne poinçonner les lauses qui les recouvrent, la technique des couvreurs consistait à répandre sur l'extrados une couche de petites pierres et d'argile mêlées, obtenant ainsi une meilleure répartition du poids des lauses sur les claveaux tout en assurant à celles-ci une assise stable.

Bergeries de la montagne de Lure entre l'Hospitalet et Lardiers
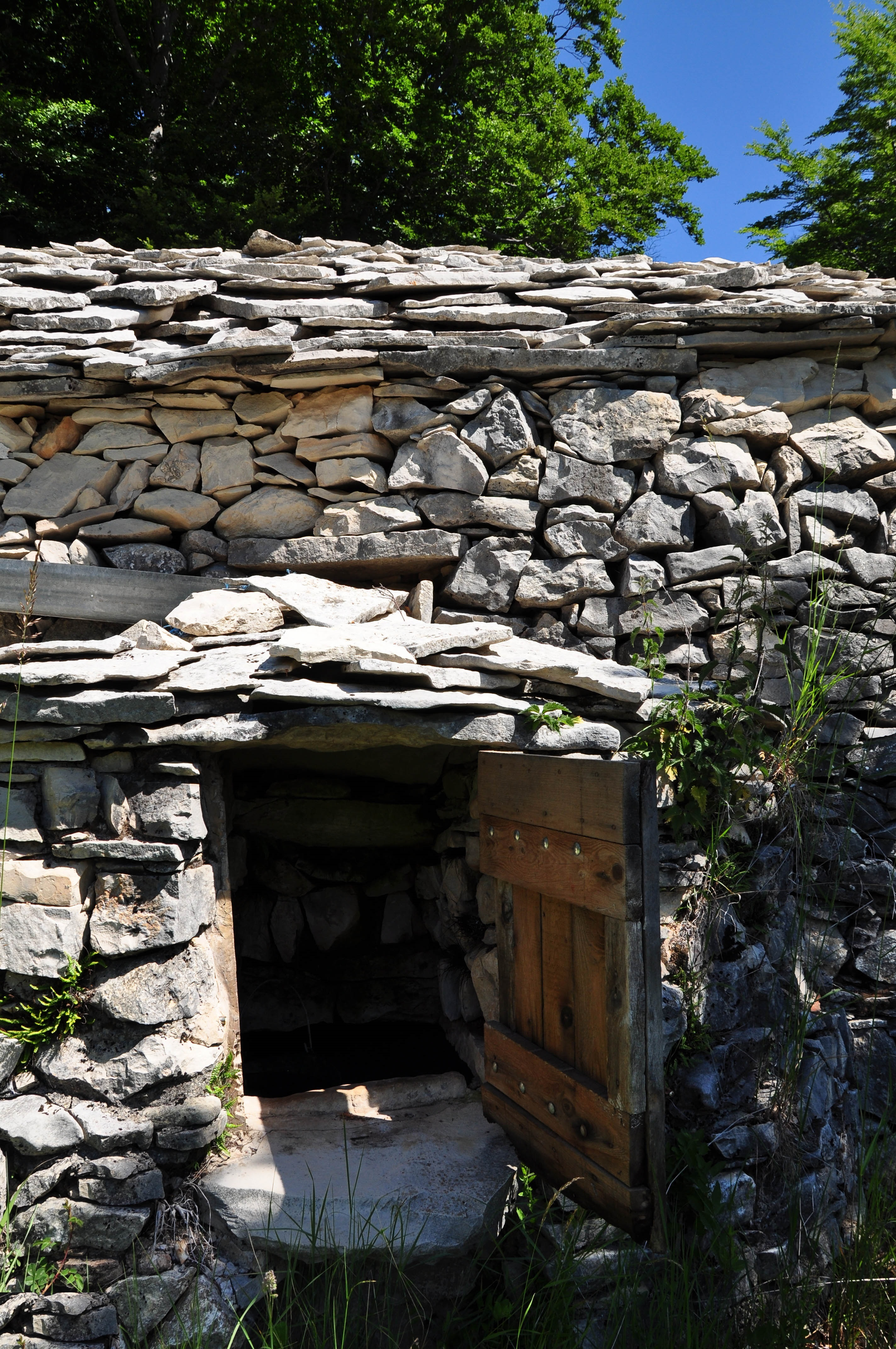
Bergerie au toit et à l'auvent en lauses
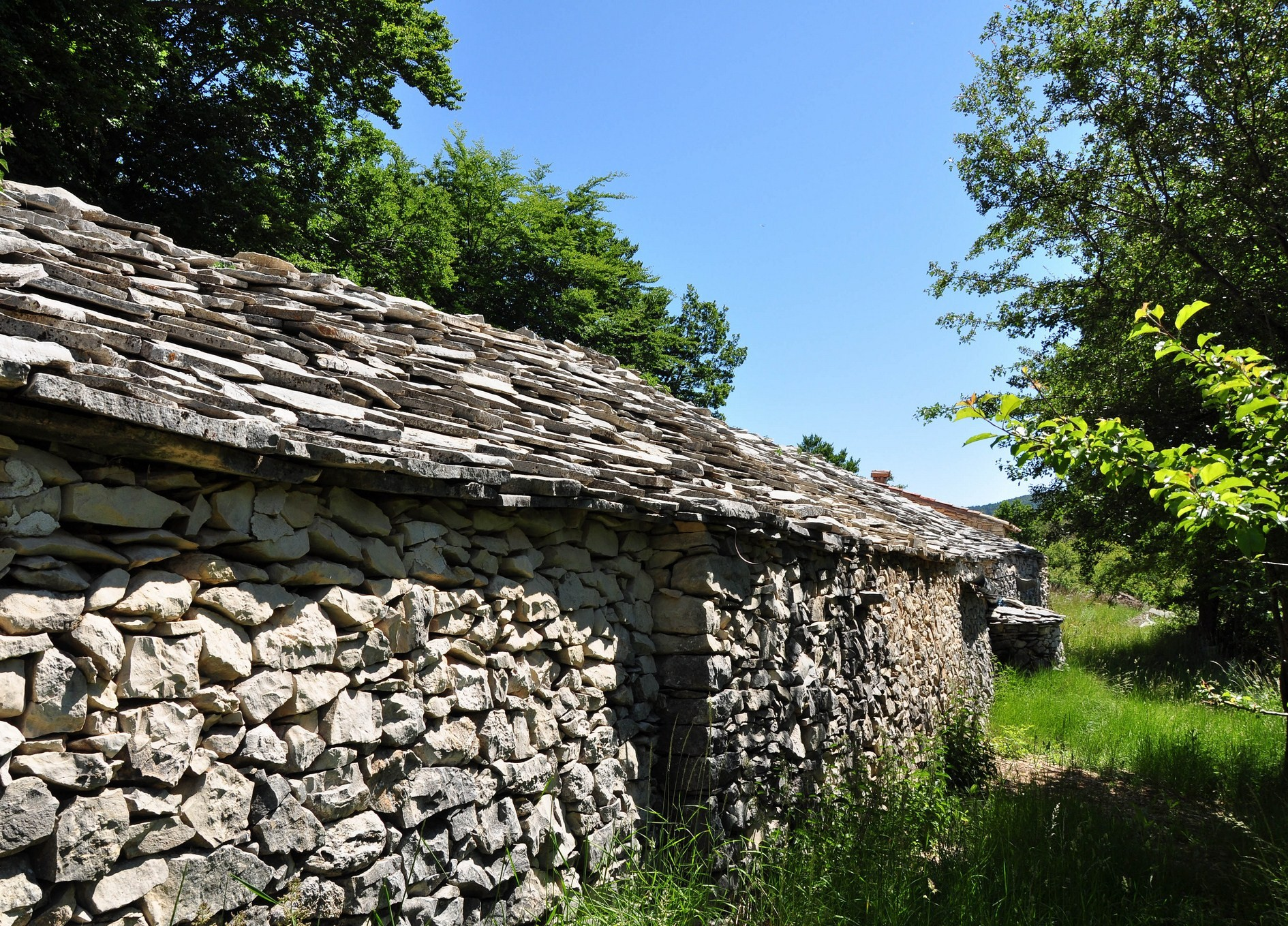
Jas recouvert de lauses près de Lardiers
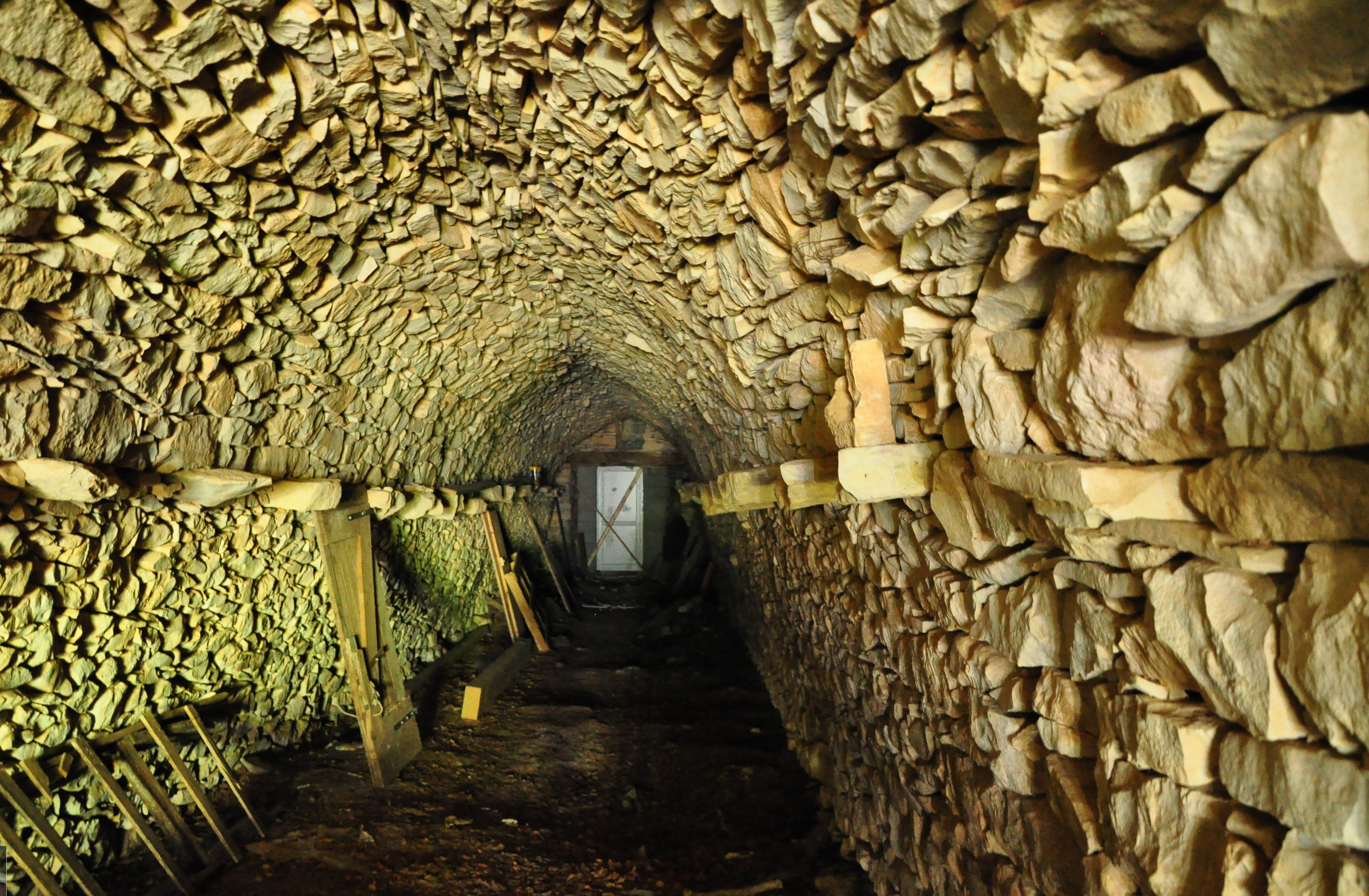
Voûte en berceau brisé d'une bergerie ; de chaque côté, les supports du cintre de construction
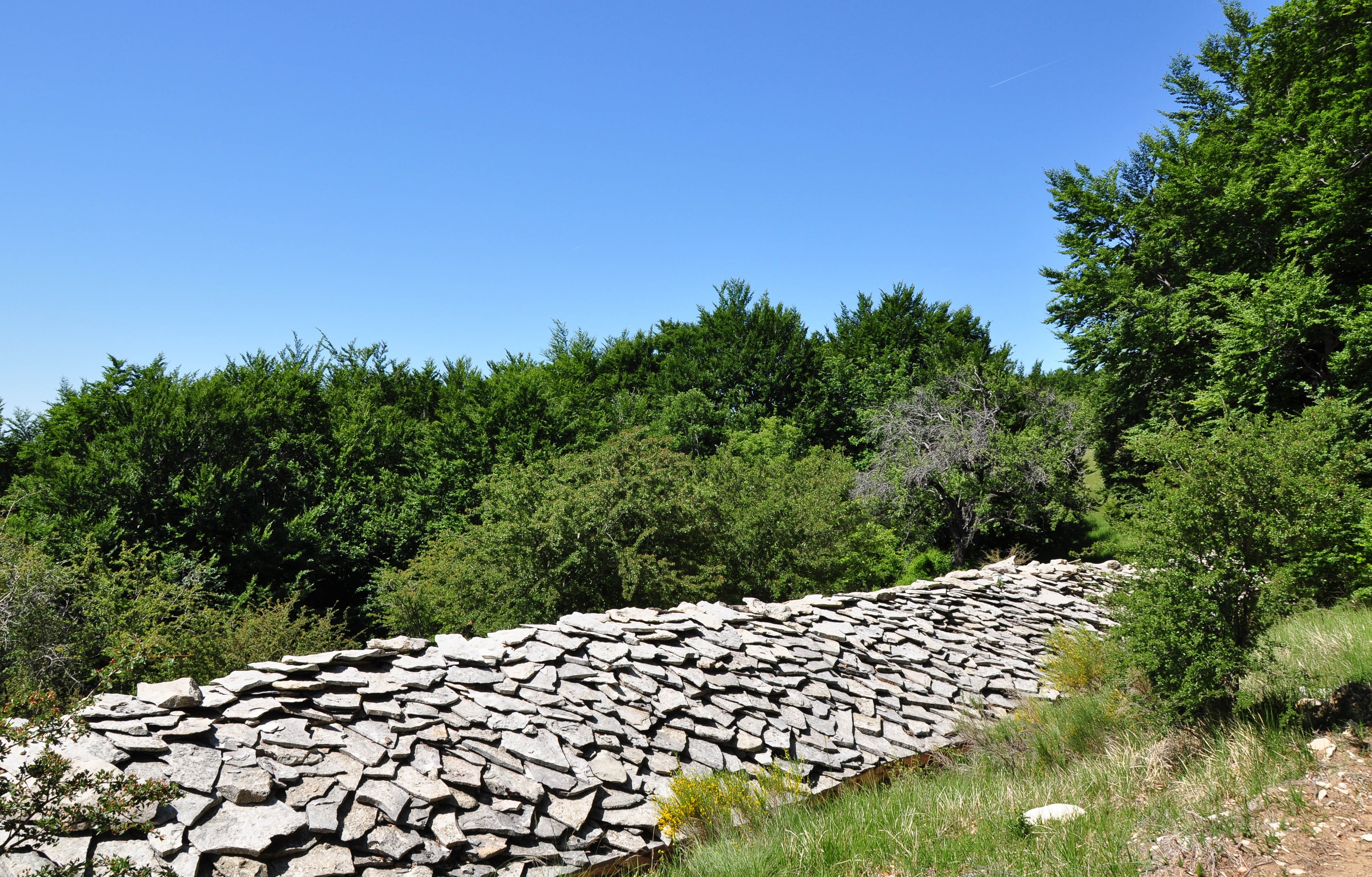
La même bergerie et sa couverture en lauses
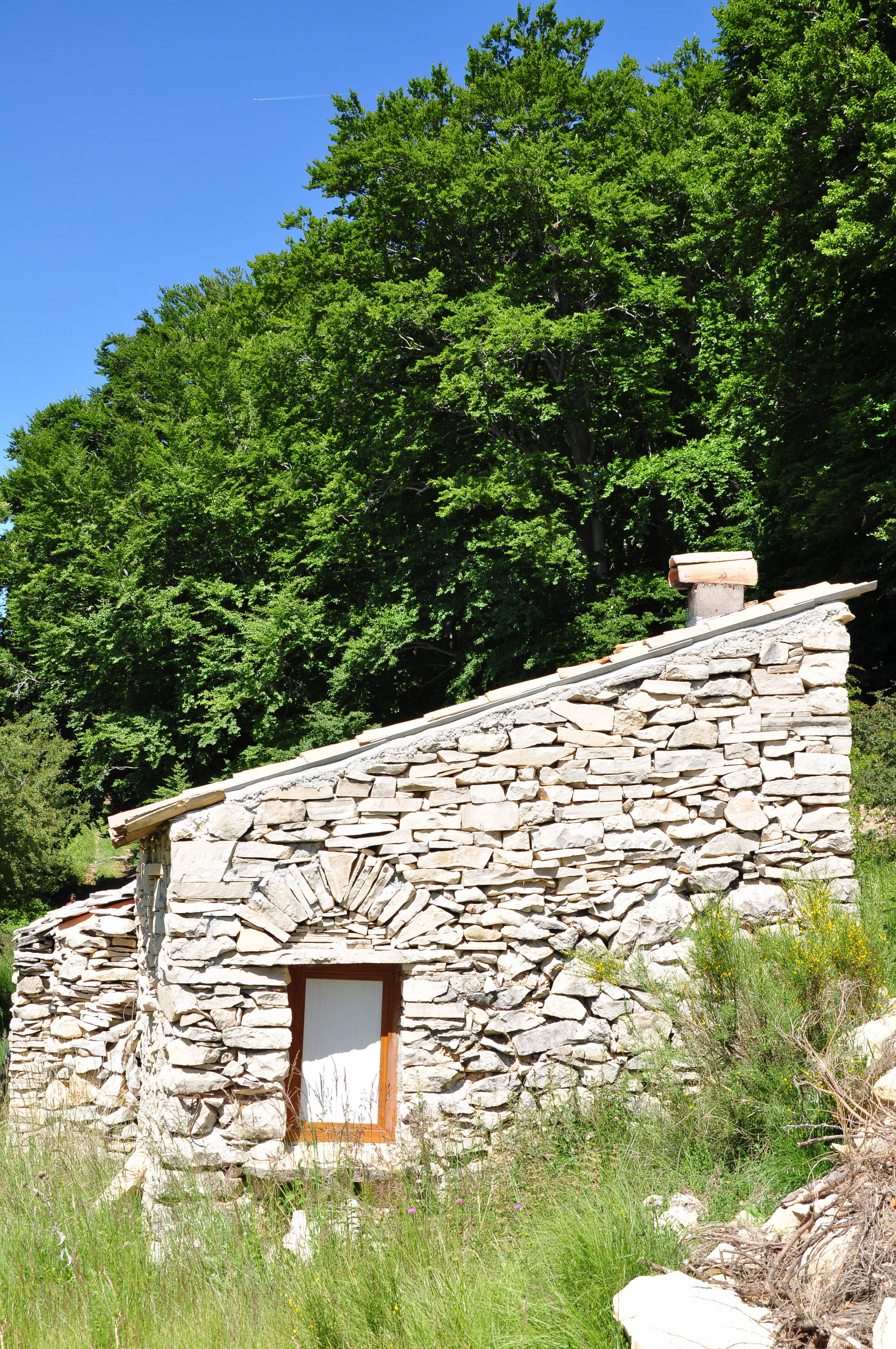
Bergerie restaurée avec toit en tuiles

## Histoire

### Préhistoire
Des outils typiques du Gravettien faits en silex du Stampien et utilisés comme offrande ont été retrouvés dans plusieurs sépultures des grottes de Grimaldi (Bauma Grande, Baousso da Torre et Grotte des Enfants). Ce matériel lithique provient du pied méridional de la montagne de Lure, dans une zone où se trouvent également les ateliers d'extraction du Néolithique final de la vallée du Largue. De récentes fouilles ont mis en évidence une exploitation importante de silex à cette période sur plusieurs sites. Ceux-ci confirment sa diffusion, en tant que matériau de prestige, dès le protoaurignacien.

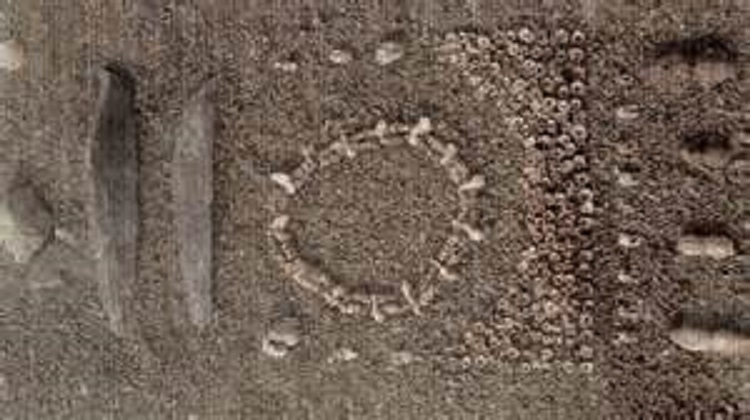
Outillage lithique des grottes de Grimaldi Grandes lames de la vallée du Largue
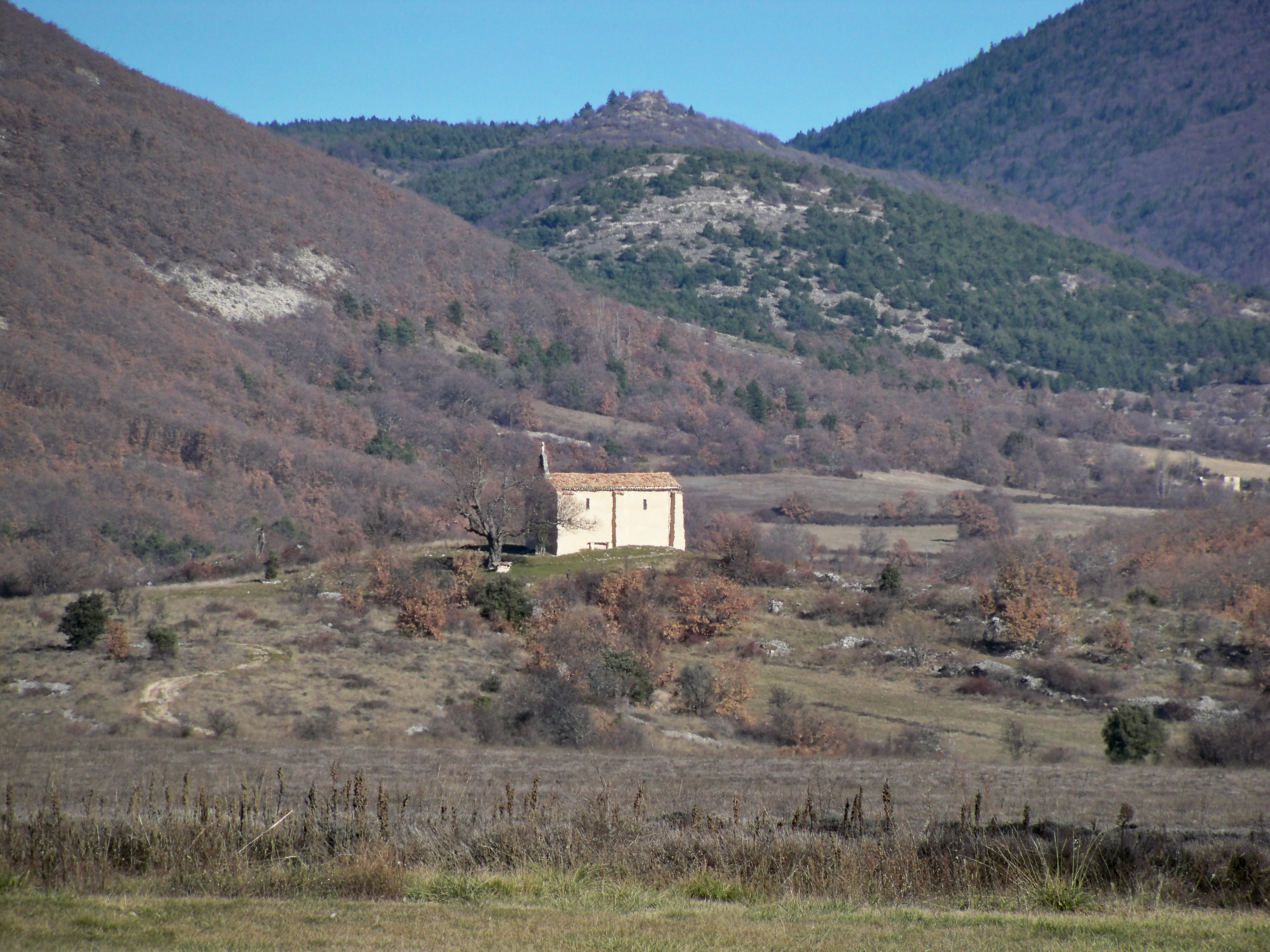
Le Chastelard dominant la chapelle Saint-Michel de Bertranet

Le chastelard de Lardiers, sis sur la commune de Lardiers, fut habité de la fin du premier âge du fer et jusqu'à l’Antiquité tardive (fin de l’époque gallo-romaine) où il devint un sanctuaire. Dans l’Antiquité, il fut d'abord l'oppidum des Sogiontiques (Sogiontii), qui peuplaient la montagne de Lure, en étant fédérés aux Voconces. Après la campagne de 125-122 av. J.-C., ils furent rattachés avec eux à la province romaine de Narbonnaise.

### Antiquité
Des fouilles archéologiques ont permis d'exhumer un grand sanctuaire gallo-romain dont les vestiges, essentiellement des lampes votives, sont conservés au musée archéologique d'Apt. Ce lieu, surnommé le Lourdes des Gaulois, ne semble pas avoir été christianisé. C'est une fois l'habitat descendu dans la vallée, que les constructions de l'oppidum furent détruites et remplacées par ce complexe cultuel. Les murailles conservées délimitaient une enceinte à laquelle menait une voie sacrée. Un grand pèlerinage se mit en place, à partir des premières années de l'ère chrétienne. Les différents dons attestent de l'importance du complexe, qui connut son apogée au IIe siècle : plus de 11 000 lampes entières ont été retrouvées dans des fosses (chiffre qui atteint peut-être 50 000 en comptant les lampes brisées), 10 000 anneaux de bronze, dont certains brisés, 5 000 plaques de bronze percées votives. Au IIe siècle, les Sogiontiques furent détachés des Voconces et formèrent une civitas distincte, avec pour capitale Segustero (Sisteron). La fréquentation du sanctuaire diminua au IIIe siècle, avant de s'éteindre à la fin du IVe.
La montagne de Lure est franchie de manière régulière à l'époque romaine au pas de Redortiers, au col de Saint-Vincent et à la baisse de Malcor, comme l'attestent les sites archéologiques situés sur les voies y menant au Contadour, à Jansiac et au Jas de madame.

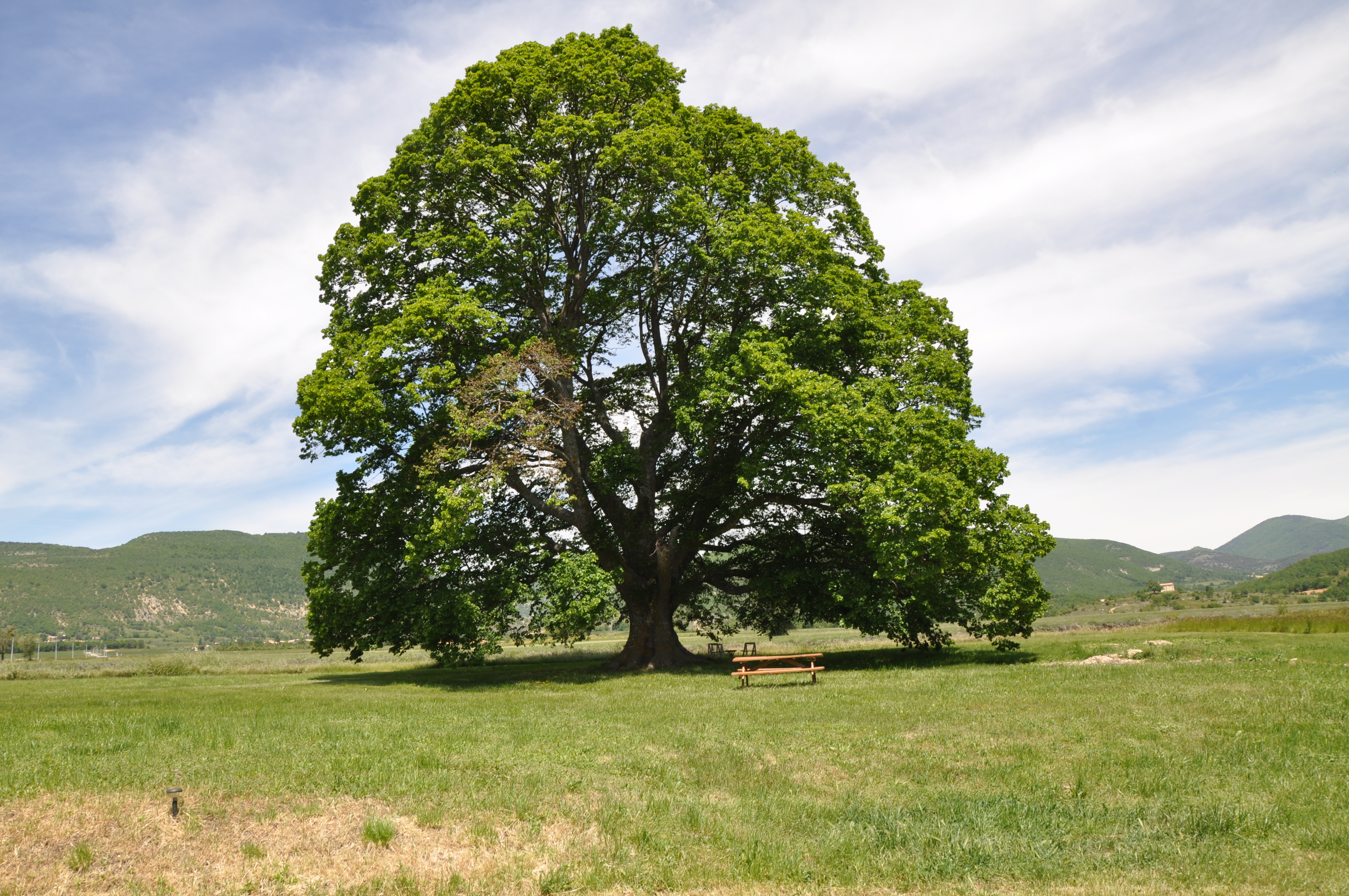
Le gros tilleul marquant le site des fouilles de Font-Cremat à La Rochegiron

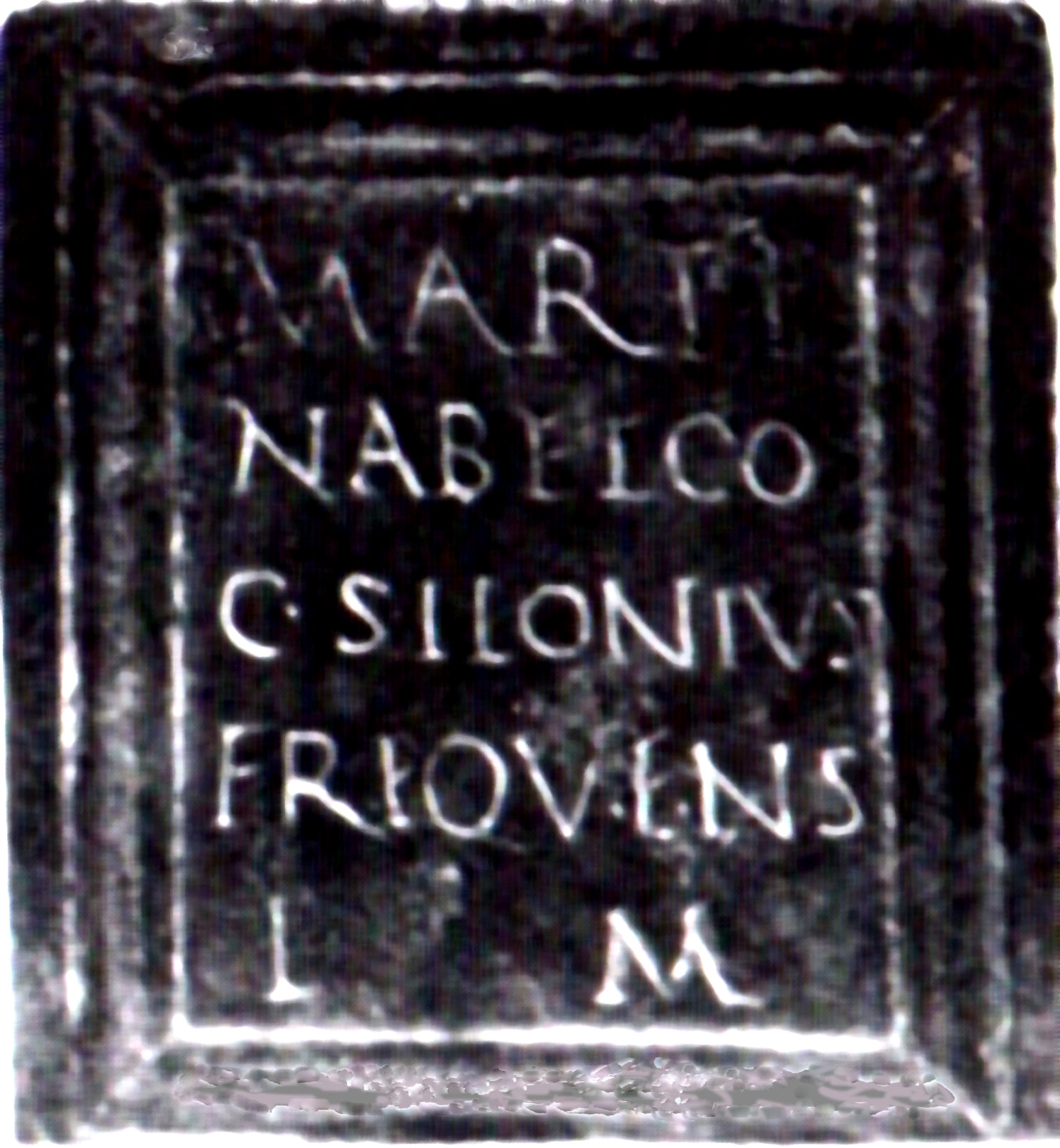
Inscription sur bronze à Mars Nabelcus

Les vestiges de l'Antiquité romaine correspondent à des établissements agricoles et artisanaux ainsi que, ponctuellement, à des sépultures à incinération ou à inhumation le long des axes de communication. Ils sont denses dans les zones fertiles. Sur le versant sud, ils ont été trouvés à Cruis, Saint-Étienne-les-Orgues, Ongles, Banon et sa vallée, à l'ubac, aux thermes de Montbrun-les-Bains, Bevons et dans la vallée du Jabron.
Entre Banon et le Chastelard de Lardiers, au quartier de la Font-Crémat de La Rochegiron, se trouvait un petit hameau agricole. Il a été fouillé entre 1955 et 1960. Ce qui a permis de situer sa période d'activité qui s'est étendue du Haut-Empire jusqu'au IIIe siècle, date à laquelle il fut incendié, puis il fut ponctuellement réoccupé jusqu'à la fin du IVe siècle.
Sur la commune de Bevons, des fouilles faites en 1960, ont permis d'identifier un habitat rural qui fut occupé du IIe au IIIe siècle. Il dut être assez important comme en témoigne son mausolée (4,5 × 4,5 mètres) qui contenait dix tombes. Quelques inscriptions renseignent sur le culte des dieux. À Aubignosc une se rapportait à Sylvanus, à Noyers-sur-Jabron, une autre à Mars, tout comme à Châteauneuf-Miravail, où en 1909, fut découverte, au quartier de Lange, une stèle épigraphique en l'honneur de Mars Nabelcus.

### Moyen Âge
Au Moyen Âge, à partir du XIe siècle, la montagne de Lure constitue une frontière interne au diocèse de Sisteron : en effet, son évêque Géraud Chabrier ne peut prendre possession de son siège en 1060, et doit se retirer à Forcalquier. Il crée une institution originale, la concathédralité : l'évêché possède deux cathédrales, desservies chacune par son chapitre de chanoines. Chaque chapitre administre une partie du diocèse : celui de Sisteron, au nord de Lure ; celui de Forcalquier, au sud.

#### Villages abandonnés
Louis Stouff, en 1960, a réalisé une étude qui a pu mettre en évidence l'importance du peuplement de la montagne au cours du Moyen Âge et la disparition de nombre d'habitats depuis cette période. C'était, le plus souvent, des petits villages regroupés autour d'un castrum. Leur abandon se situe généralement entre les XIIIe et XIVe siècles.

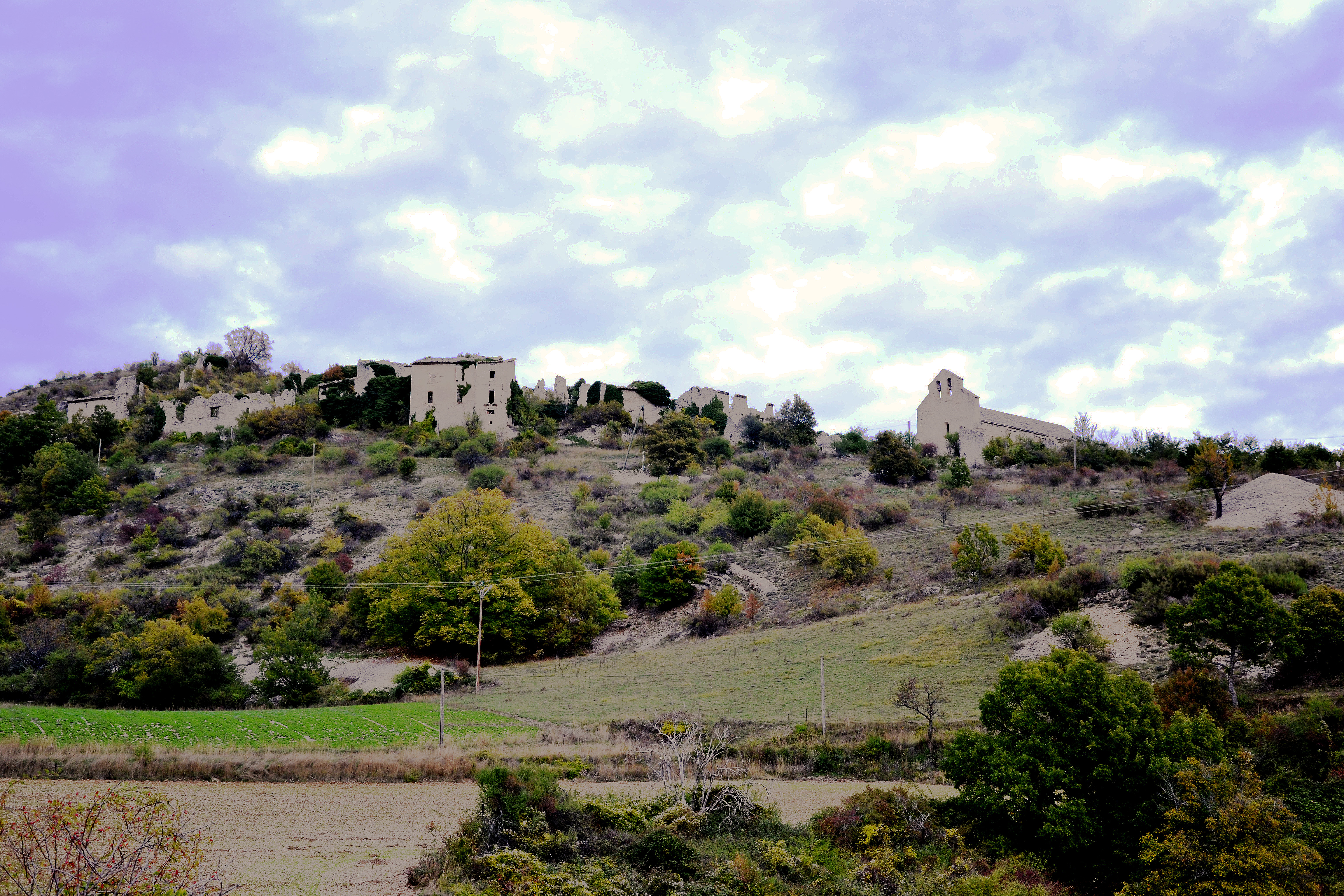
Le Vieux-Noyers, à Noyers-sur-Jabron
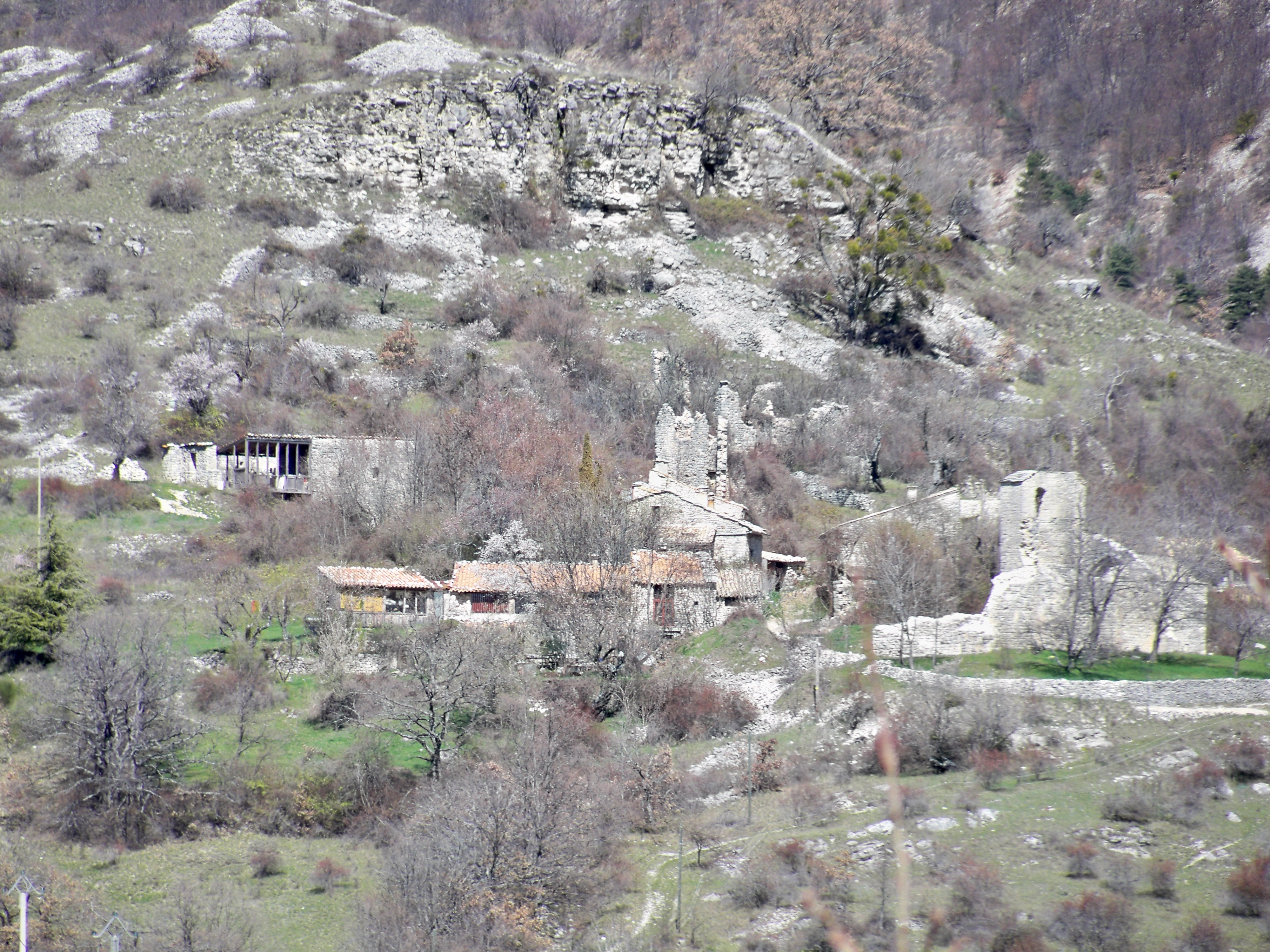
Hameau de Vière, en partie réhabité, à La Rochegiron
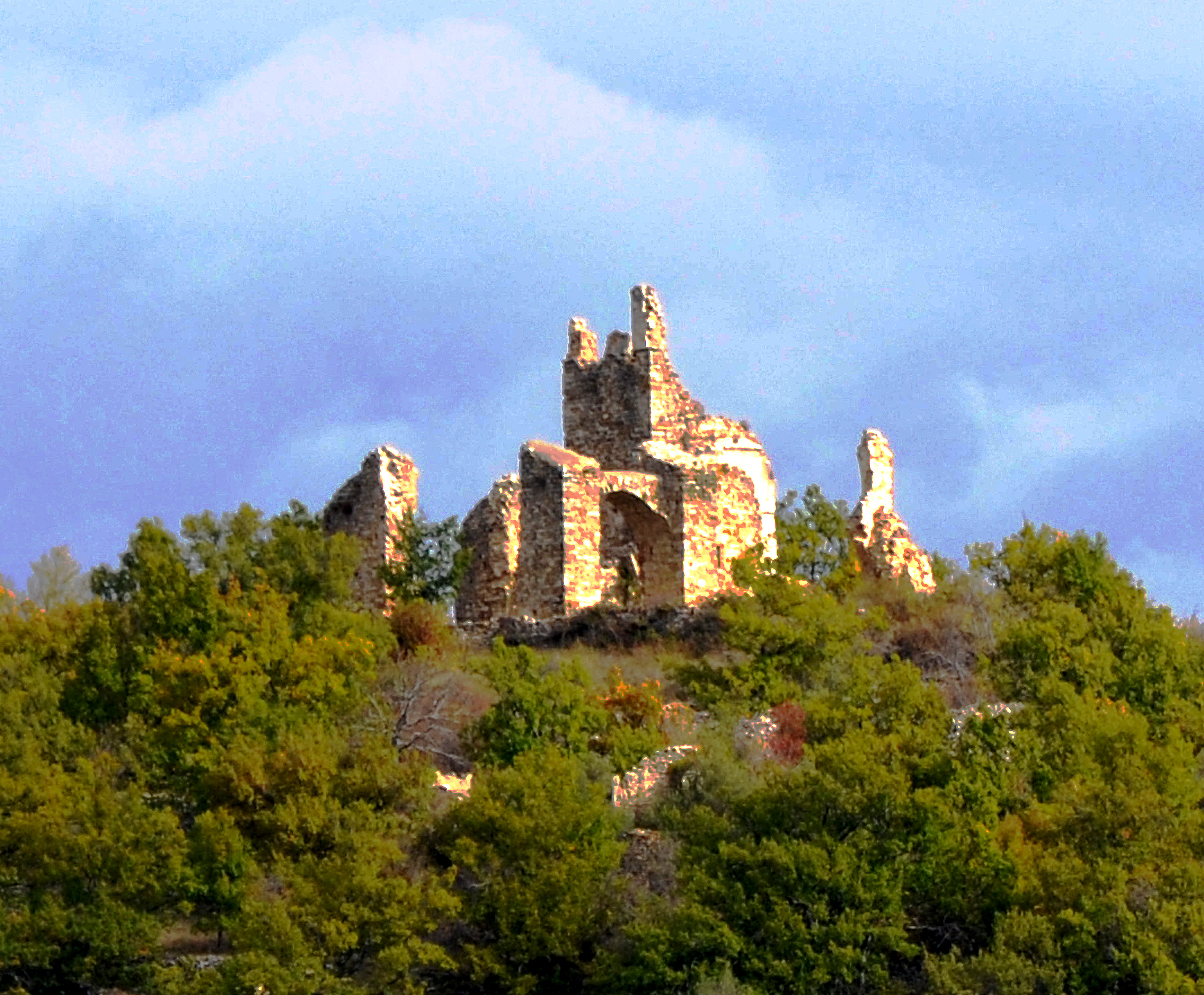
Le Vieil-Ongles, à Ongles

Sur le versant nord, il y eut Vière aux Omergues, Villevieille à Montfroc, Jansiac à Châteauneuf-Miravail, Montaigne au nord-ouest de Noyers-sur-Jabron, Saint-Pansier, près de Bevons et Quinson à l'est de Valbelle.
Sur le versant sud, on compte Consonoves, près de Mallefougasse, les Orgues et Courtine sur la commune de Saint-Étienne, Malcor près de Lardiers, Giron, au nord de Saumane, Vière, près de La Rochegiron, les Crottes et Saint-André-de-Villesèche au nord du Revest-du-Bion et l'Aye au nord des Ferrassières.

#### Abbaye Notre-Dame de Lure

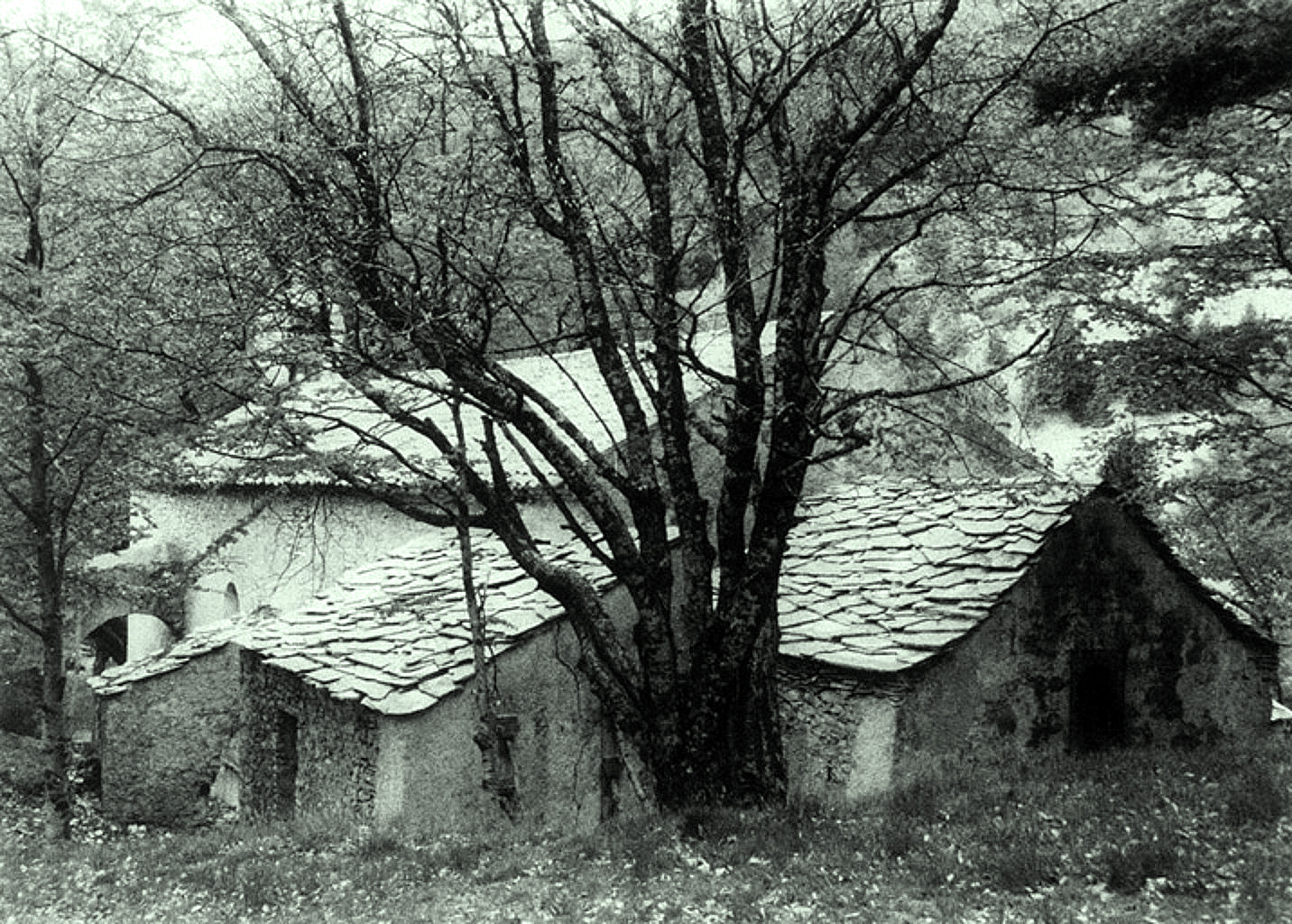
Vue d'ensemble de l'abbaye de Notre-Dame de Lure

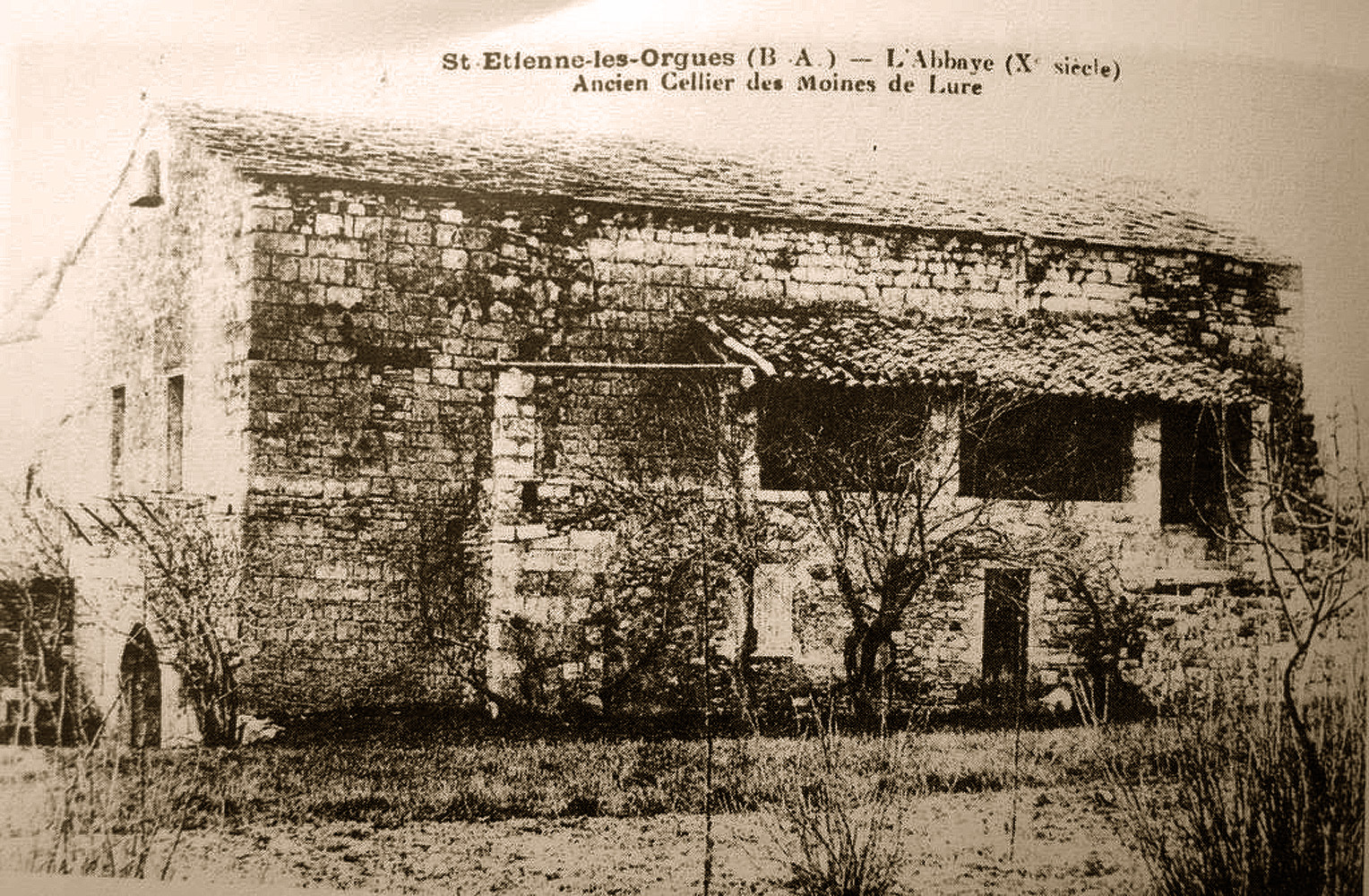
L'abbadié de Saint-Étienne-les-Orgues, ancien cellier de l'abbaye de Lure

L'abbaye Notre-Dame de Lure est située, à 1 220 mètres d'altitude, dans une doline de 20 mètres de large sur 15 mètres de profondeur. Elle a été fondée par l'abbaye de Boscodon, fille de l'abbaye Notre-Dame-de-Chalais, et construite, dès 1166, sous la responsabilité de Guigues de Revel. L'acte de donation fut confirmé en 1207. Il y était fait mention, entre autres, d'un cellier, sis près de Saint-Étienne-les-Orgues, donné par Guillaume IV de Forcalquier, en novembre 1191. S'y ajoutaient les prieurés donnés à l'abbaye dans le pays d'Aigues, la région de Manosque et la vallée du Jabron.
Comme en 1303, l'abbaye de Chalais avait intégré l'ordre des cisterciens, celle de Lure demanda d'être rattachée aux dominicains d'Aix. Ce fut Jean XXII qui régla son sort, en 1317. L'abbaye fut rattachée au chapitre de la cathédrale Notre-Dame des Doms d'Avignon. Dès lors, la règle se relâcha et il y eut de moins en moins de moines qui restèrent l'hiver à l'abbaye. Ils préféraient descendre à leur cellier qui fut désormais rebaptisé l'Abbadié (l'abbaye). En 1481, sous le pontificat de Sixte IV, Notre-Dame de Lure fut sécularisée.

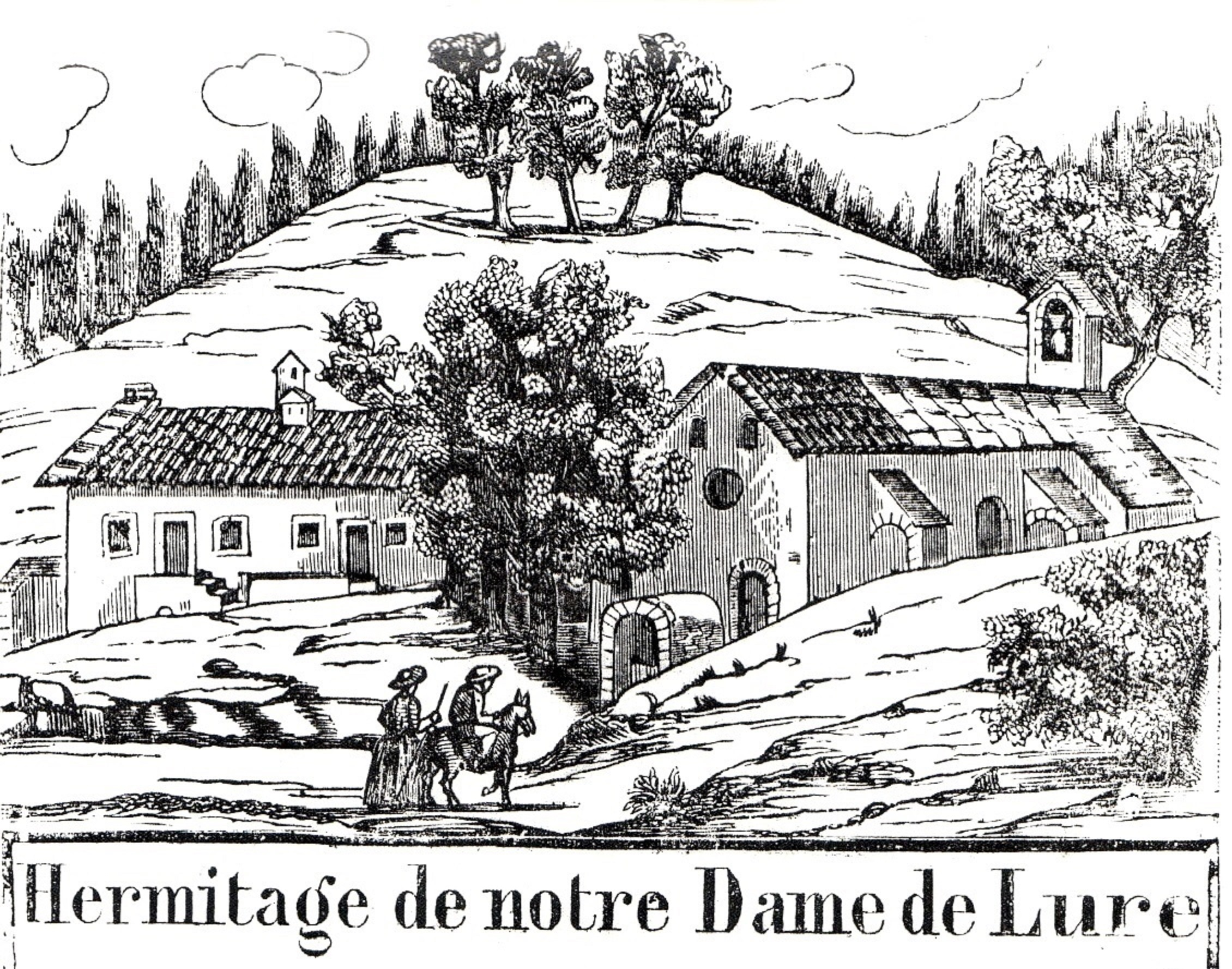
Abbaye Notre-Dame de Lure en 1858

Placée désormais sous l'autorité d'un abbé commendataire qui ne résidait pas, l'abbaye périclita. Elle fut brûlée, en 1562, au cours des guerres de religion, le même sort fut réservé à l'Abbadié, en 1578. En cette fin de XVIe siècle, Lure était en ruines et ne servit plus que de refuge aux bergers et aux bûcherons. Mais en 1636, le conseil de ville de Saint-Étienne et le clergé local décidèrent de faire restaurer les lieux. Des travaux furent entrepris tant sur l'abbatiale, que sur l'ermitage, la fontaine et la citerne. Ils s'achevèrent en 1659.
En 1790, l'abbé commendataire se vit dépouiller de ses ressources par la vente des terres agricoles de Lure. Le conseil municipal de Saint-Étienne, quant à lui, se porta acquéreur, le 4 avril 1791 de l'abbaye et de ses communs ainsi que de la source. Petit à petit les abords furent aménagés par la plantation de vingt-deux tilleuls, en 1824, la restauration de l'ermitage, en 1828, et celle de la façade en 1879. Une nouvelle campagne de restauration s'est ouverte en 1975.

### Période moderne

#### Observatoires de Godefroy Wendelin

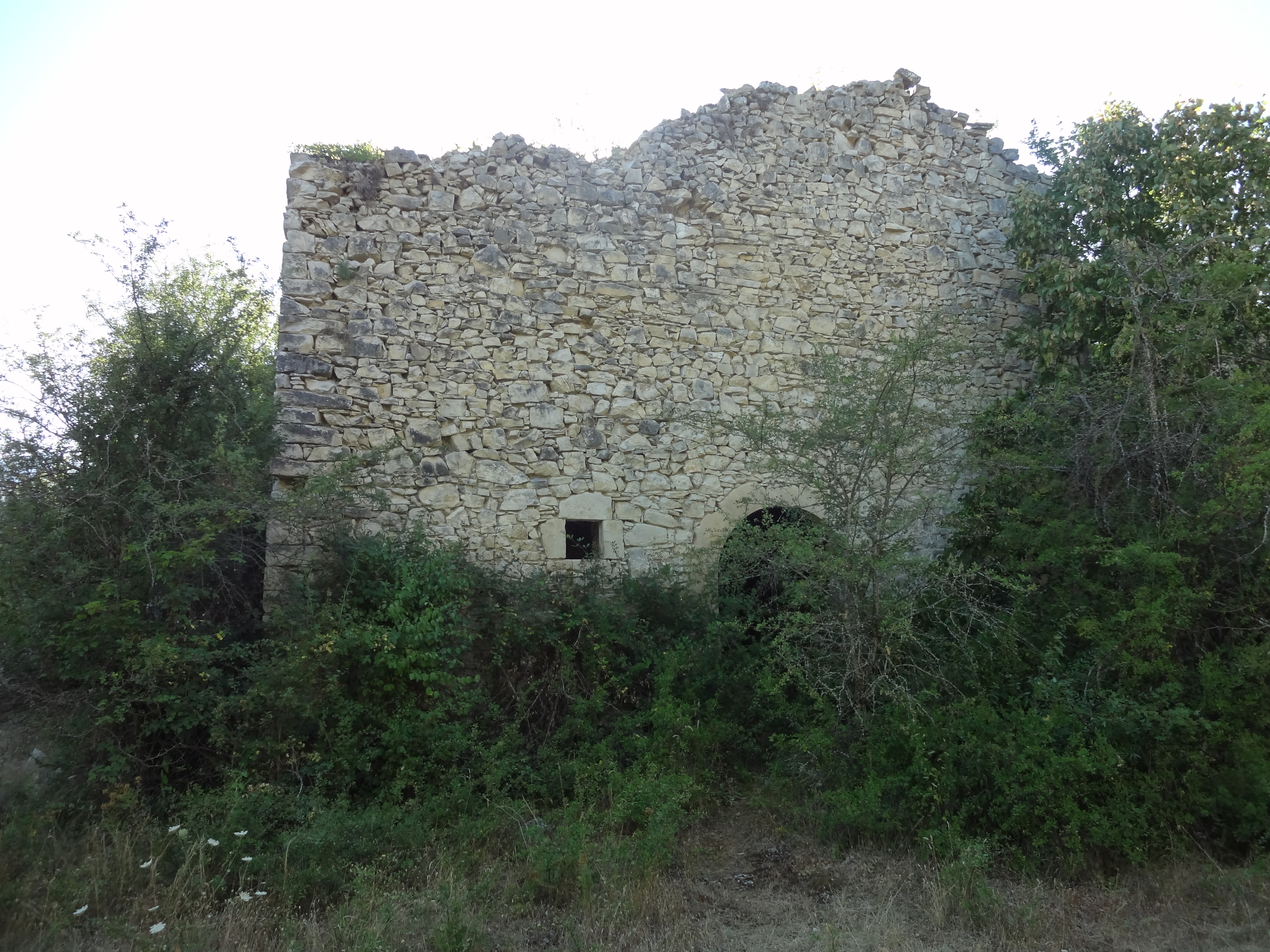
Château des Graves, premier observatoire de Godefroy Wendelin

En 1605, l'astronome belge Godefroy Wendelin fut témoin d'une éclipse à Forcalquier. Grâce à la protection d'André d'Arnaud, lieutenant général de la sénéchaussée, dont il était le précepteur des enfants, il put s'installer au château des Graves, à Châteauneuf-Miravail puis continuer ses observations météorologique et astronomique sur la montagne de Lure. Il les fit dans son observatoire au sommet du Contras (1 614 mètres) en 1604 puis en 1612, date à laquelle il retourna en Belgique.

#### Protestants d'Ongles

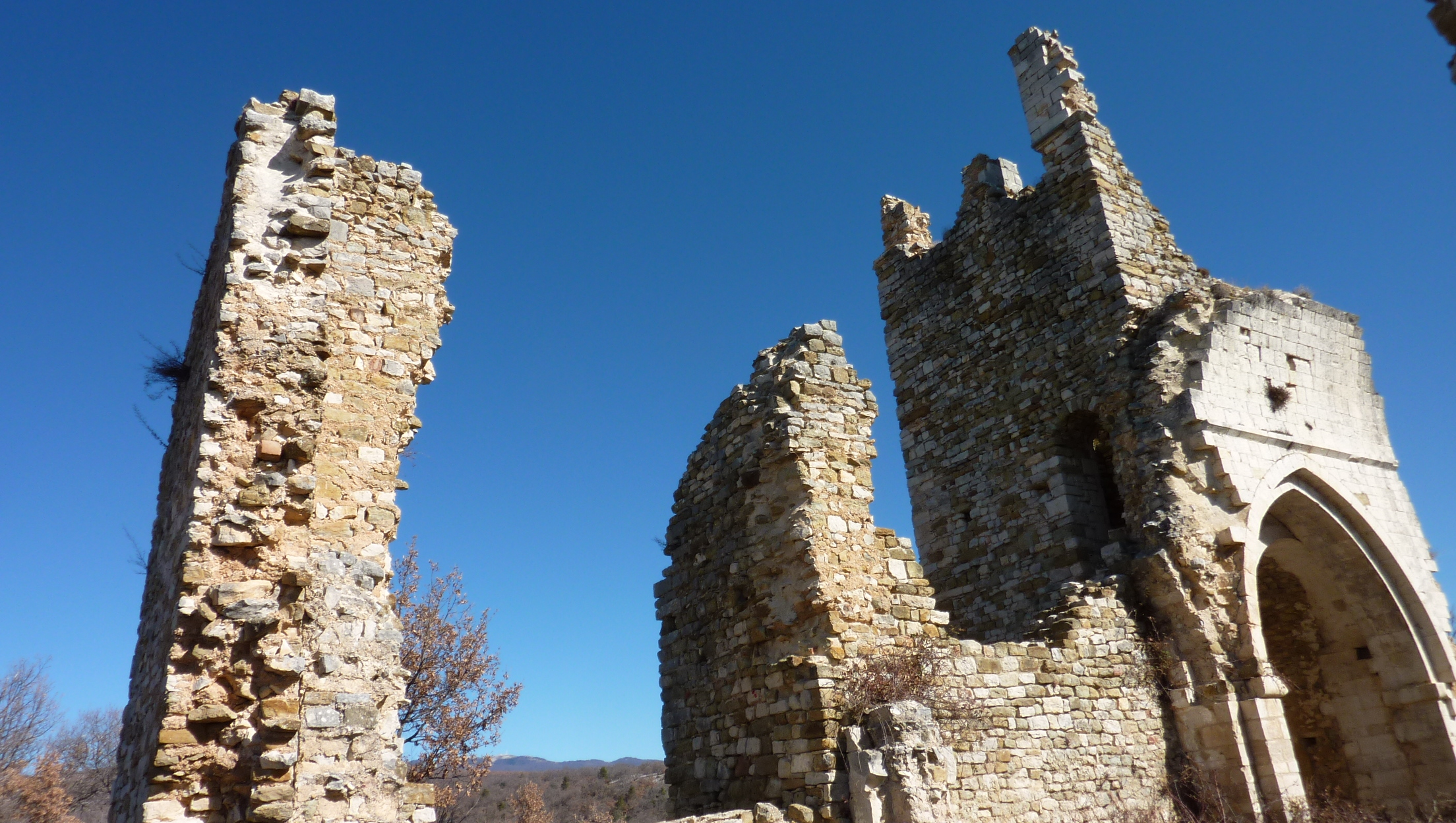
Ruines du château d'Ongles

Les villages d'Ongles, l'actuel et celui qui est abandonné et dit le Vieil-Ongles, furent une place-forte du protestantisme en Haute-Provence de 1575 à 1685, année de la révocation de l'édit de Nantes. Lors des guerres de religion, en 1575, le village du haut fut pris par les huguenots commandés par le baron de Consonoves,. Il s'y retrancha, tout en permettant aux catholiques de continuer à pratiquer leur culte. Le baron en fut pourtant chassé en 1576 après plusieurs escarmouches entre ses troupes et la garnison catholique de Forcalquier,. En 1586, ce fut l'armée royale qui mit Ongles à sac. Puis, dix ans plus tard, les fortifications et le temple protestant furent détruits et le village dut descendre dans la plaine.
Les habitants s'installèrent au hameau de Fontaine qui devint le nouveau centre villageois. Convertis majoritairement à la Réforme, ils établirent leur temple dans une bastide du hameau des Verdets, au sud du nouvel Ongles, grâce à la liberté que leur accordait l'édit de Nantes promulgué en 1598. Mais celui-ci fut investi, le 28 avril 1660 par ordre du procureur du roi, siégeant à Forcalquier. Ce fut Jean d'Arnaud, lieutenant général de la sénéchaussée, qui intervint en plein culte ce qui lui permit de ficher les noms de douze hommes et de neuf femmes, la plupart appartenant à une même famille, les Verdet.
Un juge leur signifia alors, au nom du procureur du roi, que l'exercice de la religion prétendue réformée était injuste et insupportable. Puis il adjoint aux consuls d'Ongles, les sieurs Poncet Bernard et Gaspard Turin, ainsi qu'à son lieutenant de police Laurent Roux, de veiller à ce que ces assemblées ne se tiennent plus sous peine d'être coupables de connivence.
Au début des années 1670, Jacques Bibaud de Lignonet, trésorier de la marine à Toulon, fit construire sa résidence dans le village du bas, ce qui accéléra l'abandon du Vieil-Ongles. Mais, en 1688, l'édit de Fontainebleau, abolissant l'édit de Nantes, fut fatal à la communauté protestante, qui disparut, ses membres émigrant ou étant convertis de force.

#### Gestion de la forêt
En 1770, l'édition de la carte Cassini laisse apparaître une forêt peu importante. Sur l'adret, il n'y a que deux massifs, le premier s'étend d'Aubignosc à Cruis, le second de Lardiers à Saint-Étienne-les-Orgues. Sur l'ubac, l'exploitation forestière a été aussi forte puisque ne subsistent que quelques sapinières dans des lieux inaccessibles.
Au XIXe siècle, la forêt de Lure n'occupait toujours que les pentes escarpées sur le versant nord. Un peu plus importante sur le versant sud, elle fournissait pâturages dans les clairières et alpages au sommet, permettait le ramassage du bois, la cueillette des champignons, des baies des bois ou des faînes, ainsi que l'exploitation des charbonnières. Ses principales essences étaient le chêne pubescent sur les parties basses et le sapin sur les hauteurs de la montagne.
Son aire déclina avec l'essor démographique et les besoins industriels (forgerons, faïenciers, verriers, tuiliers, fondeurs, chaufourniers, etc.). L'exode rural de la seconde moitié du XIXe siècle, entre 1840 et 1850, est aussi consécutif à cette forte déforestation qui provoqua en plus lors des épisodes méditerranéens des crues des torrents et des inondations catastrophiques, des glissements de terrain et la dégradation des terres agricoles.

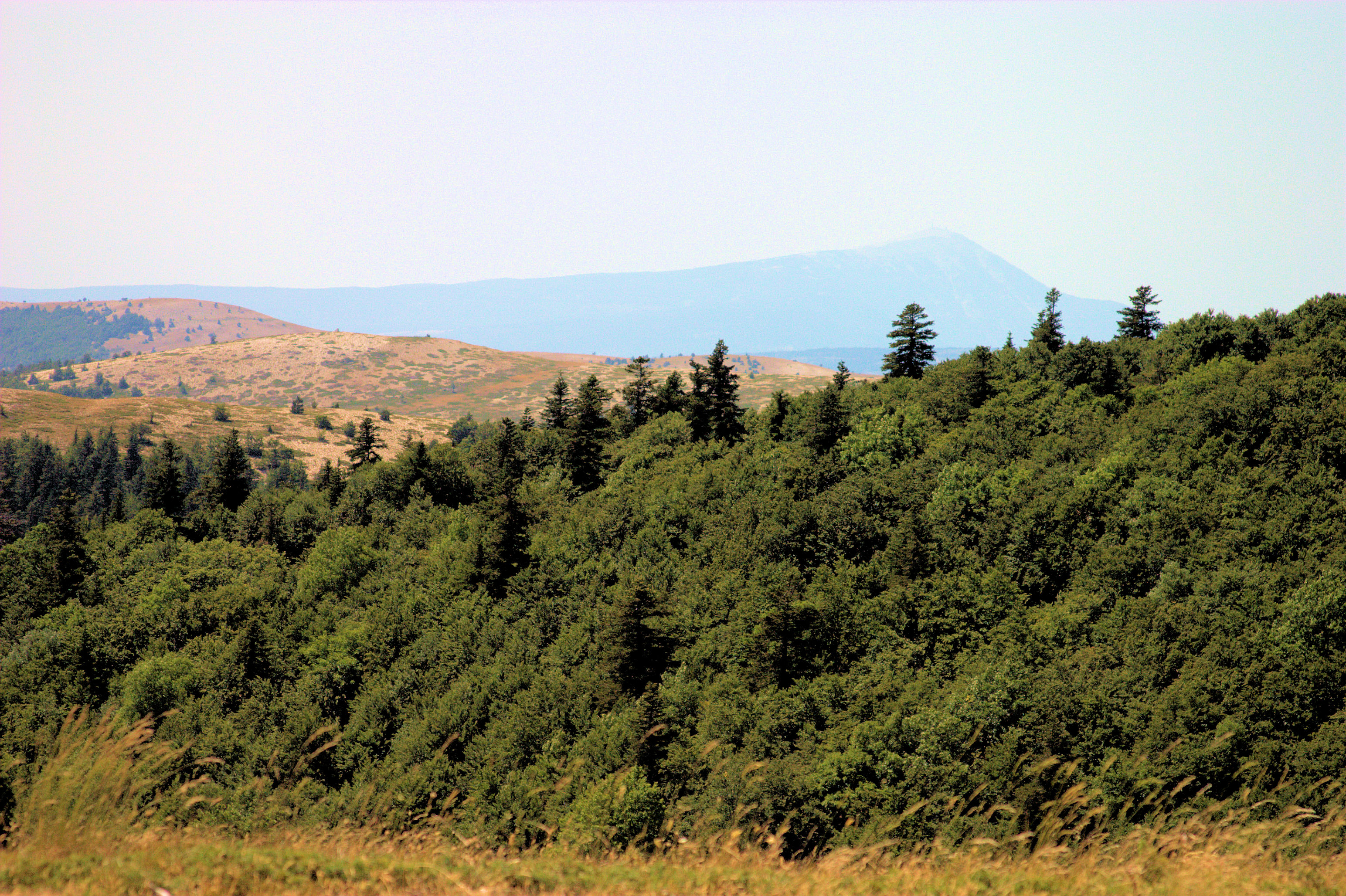
Forêt sur l'adret de la montagne de Lure

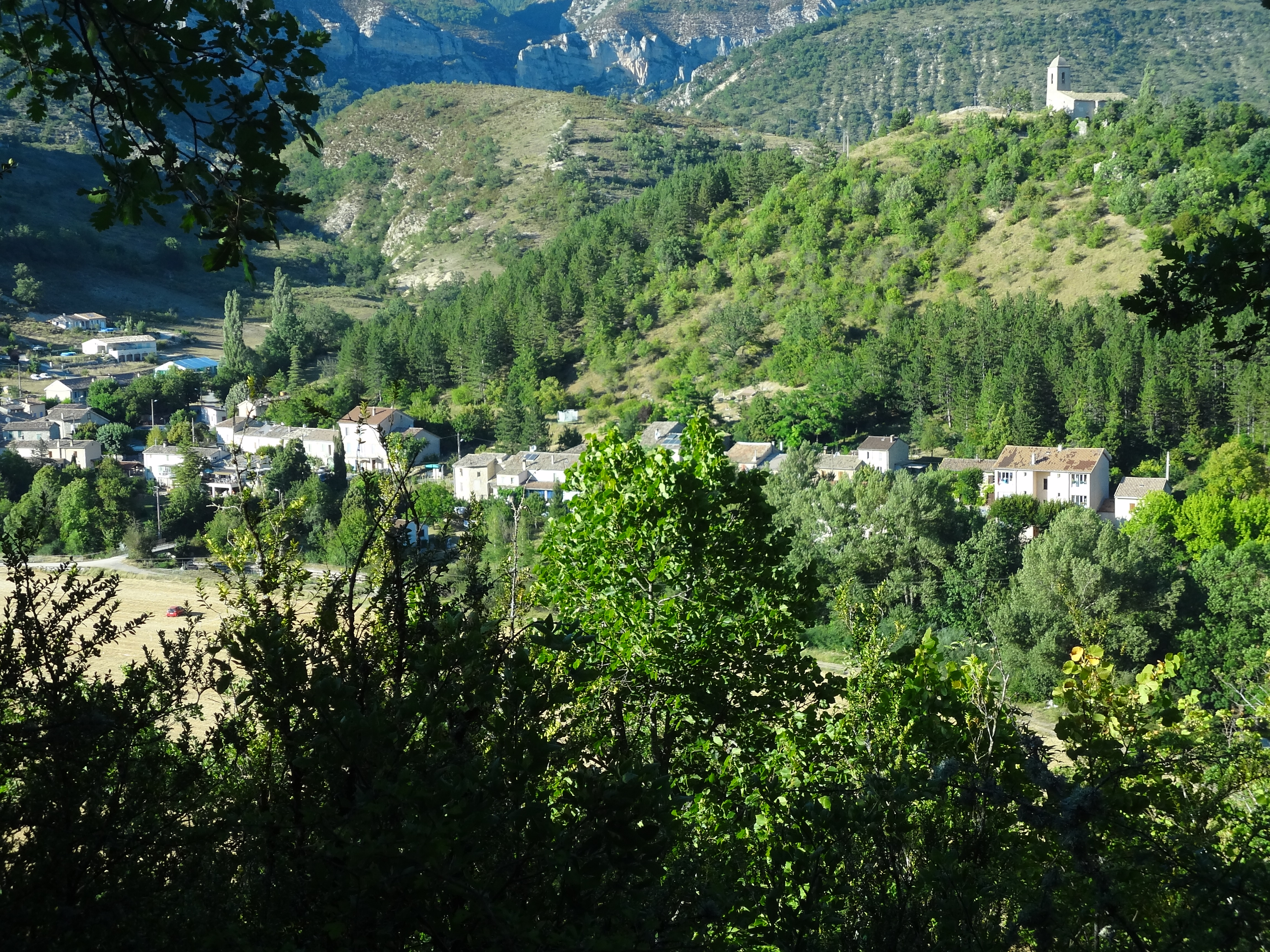
Forêt sur l'ubac de la montagne de Lure

Le reboisement de zones instables, la régénération naturelle et l'exode rural inversèrent la tendance. À partir de 1868, le reboisement de la montagne fut dirigé par Prosper Demontzey et le pin noir fut l’espèce privilégiée. Bien que la forêt de pin noir ne soit pas autochtone, cette essence a été retenue pour ses capacités de pousse rapide et pour retenir les sols. Elle a ainsi permis dans un second temps la pousse d’érables, d’alisiers, de sorbiers, de merisiers, et sur le versant nord, de hêtres.
Face à ce succès, cinq cents autres hectares de pins noirs d'Autriche et de mélèzes furent plantés au début du XXe siècle, sur le versant nord. Cette Restauration des Terrains de Montagne (RTM) fut une réussite d'ailleurs accentuée par le déclin rural qui suivit la fin de la Première Guerre mondiale. Abandonnées, les terres pâturées ou cultivées furent reconquises par la forêt.
Les harkis de Sisteron semèrent de sapins les hêtraies à partir de 1960, puis une forêt fut créée de toutes pièces dans la commune des Omergues entre 1950 et 1980. Les principales essences que l'on rencontre à présent sont le chêne blanc, le pin d'Alep, le pin sylvestre, le sapin, le cèdre et le hêtre à l'adret ; le chêne vert, le frêne, le hêtre, le mélèze, le sapin, le pin noir d'Autriche, le sureau et le peuplier à l'ubac.

##### Scieurs de long

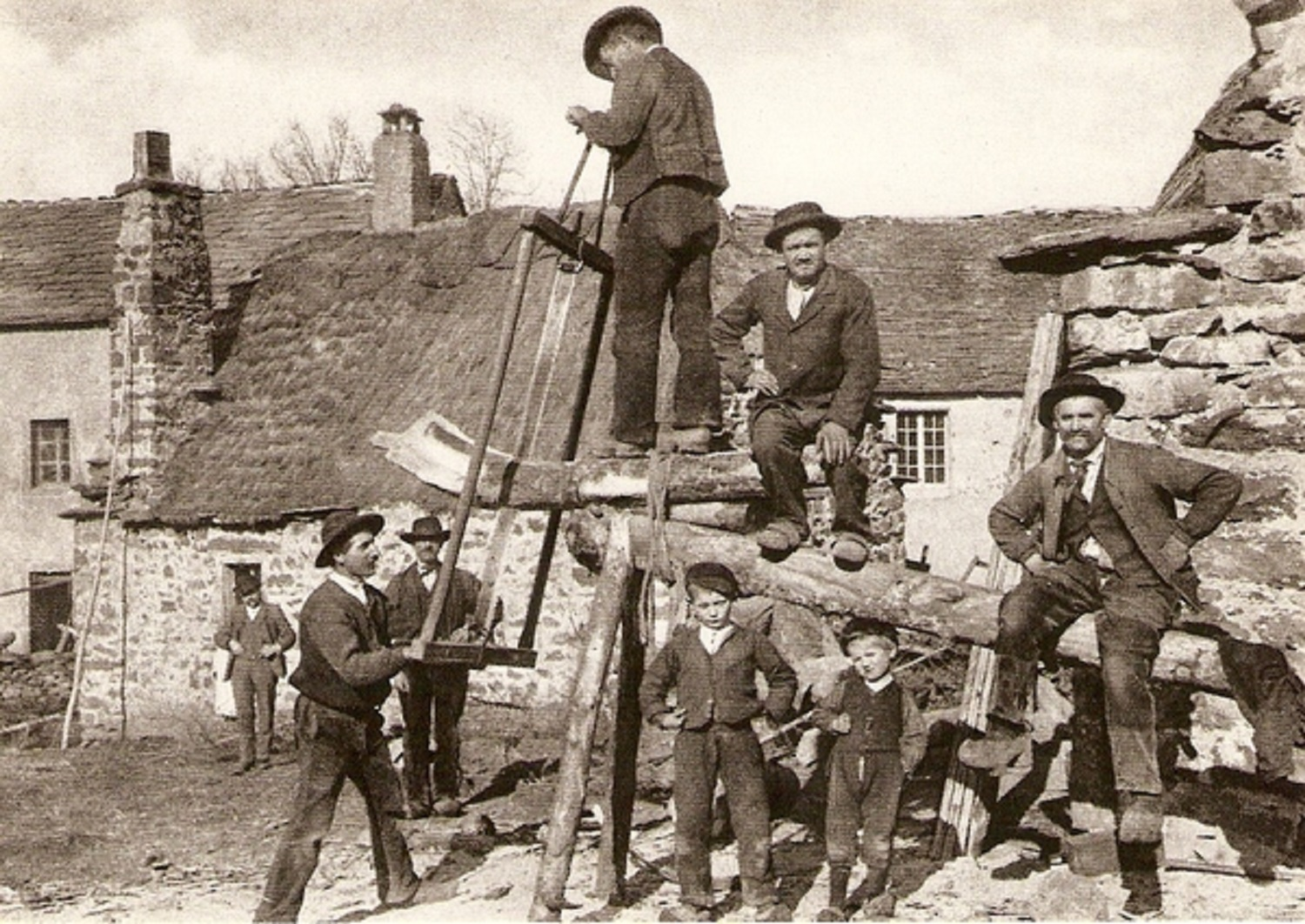
Scieurs de long du Forez vers 1900

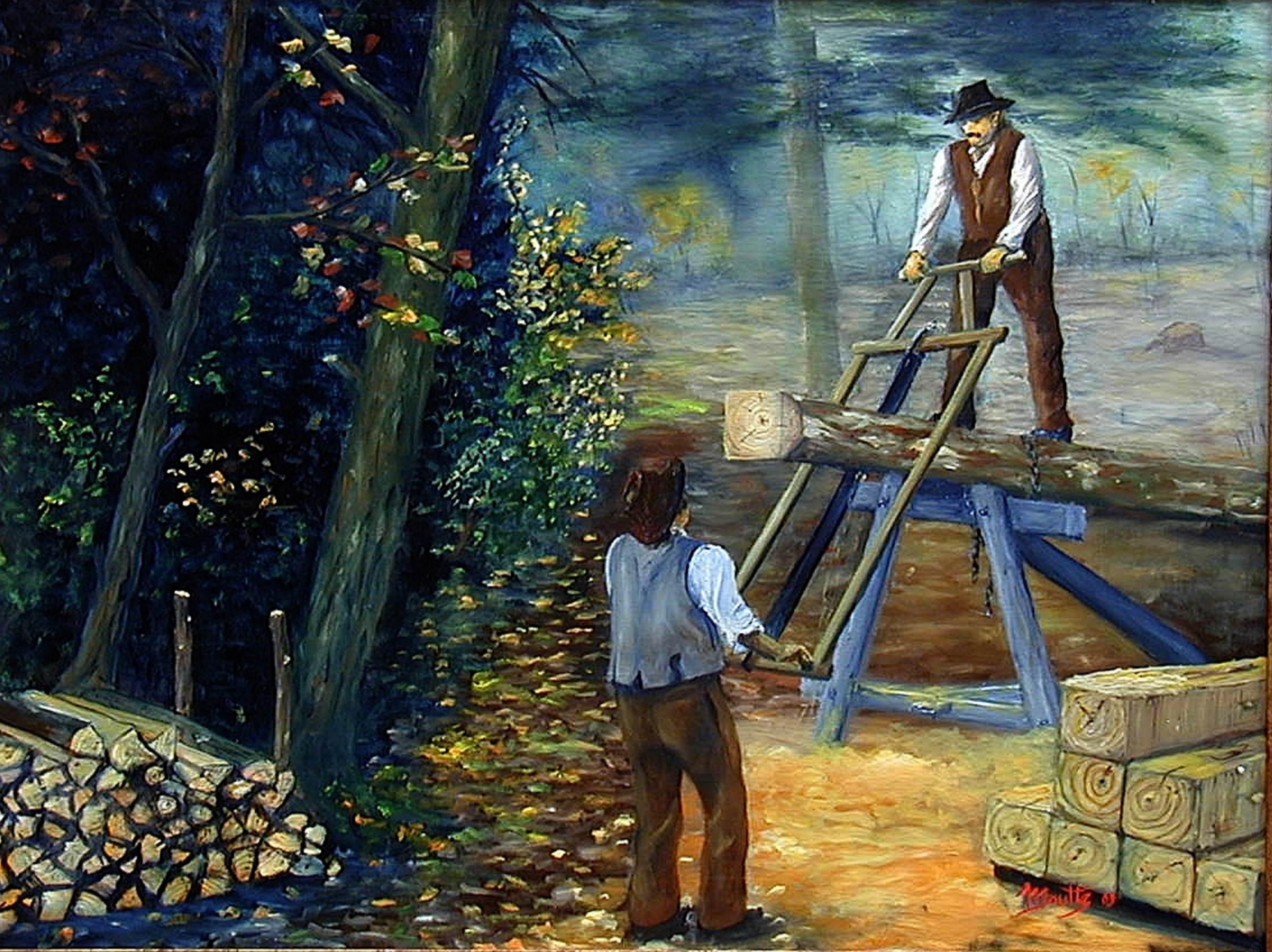
Scieurs de long dans la montagne de Lure

Venus des monts du Forez, ils partaient à la scie de la Saint-Michel à la Saint-Jean vers des climats plus méridionaux. La montagne de Lure, suivie du mont Ventoux fut un de leurs lieux de prédilection. Organisés en brigades, venant du même village et souvent parents, ils apportaient leurs scies pour débiter les troncs des hêtres en planches. Même si quelques-uns avaient fait le voyage au cours du XVIIIe siècle, le gros de leur contingent vint travailler dans les forêts de Lure à partir du premier Empire, où à Saint-Étienne-les-Orgues la population passa de 700 habitants, en 1806, à 1 326, en 1836. Leurs livrets d'ouvrier, obligatoirement visés par les autorités, ont permis de connaître leurs noms et leurs lieux d'origine. Ils arrivaient de Saillant, Usson-en-Forez et Saint-Julien-Chapteuil. Ils se nommaient Allivot, Savinel, Courveille, Jouvet, Bouillon ou Faveral et leurs patronymes se retrouvent encore sur place quand ils ont fait souche. Installés, ils devenaient marchands de bois ou de vin.

##### Charbonniers

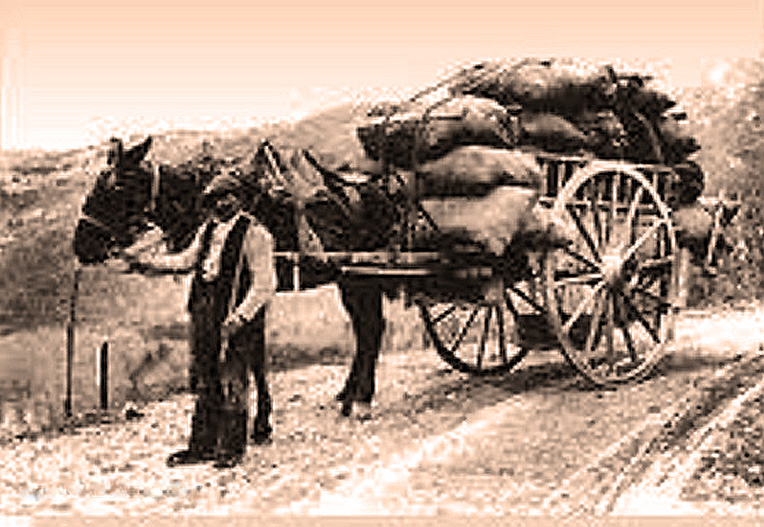
Charbonnier de la montagne de Lure

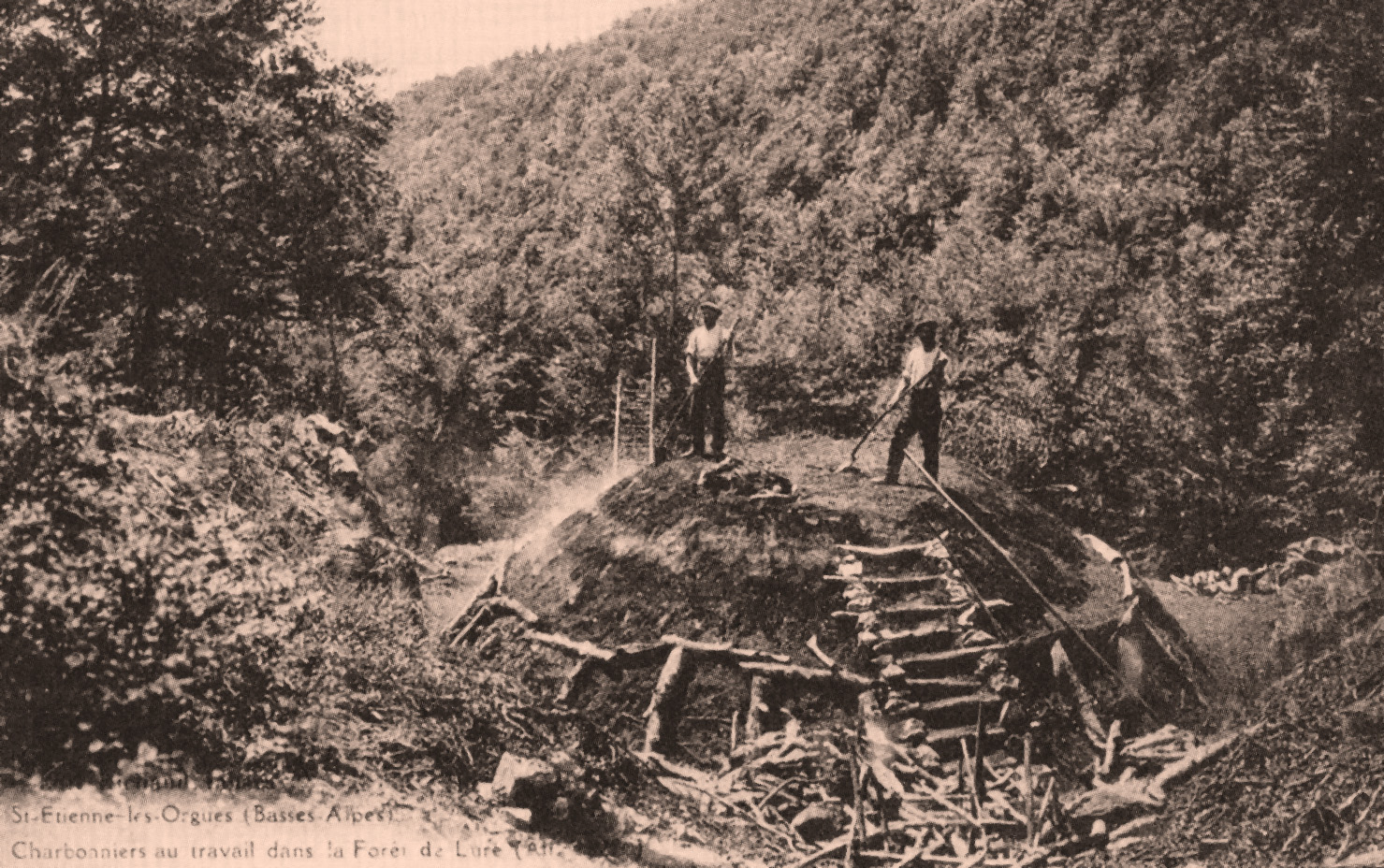
Charbonniers dans la montagne de Lure au début du XXe siècle

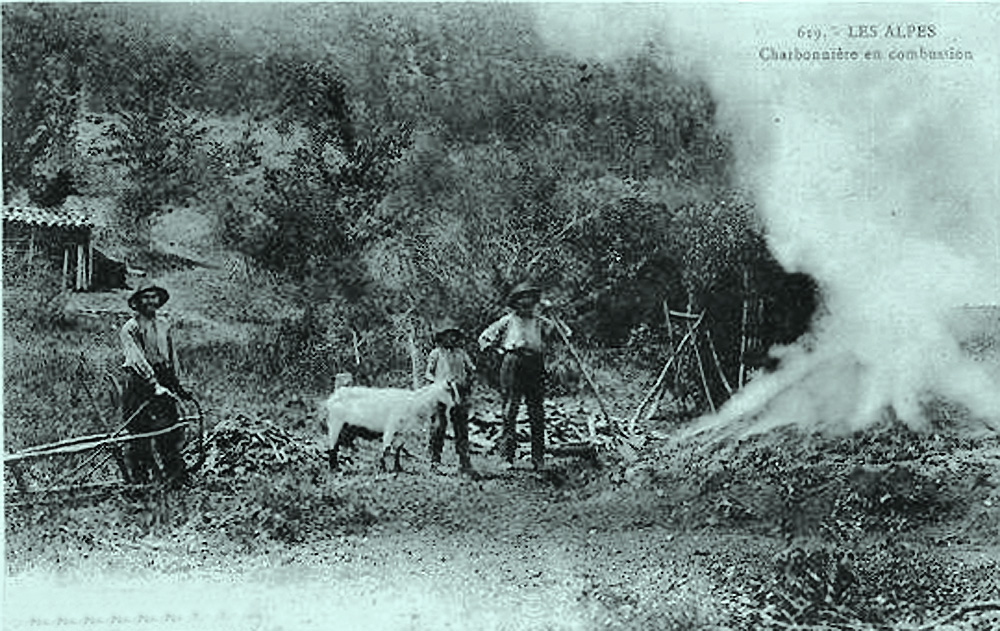
Charbonniers et leur chèvre

Mais le principal de la déforestation fut dû aux charbonniers qui durant une grande période et jusqu'au milieu du XXe siècle, occupèrent et rasèrent les forêts de Lure. Certaines charbonnières peuvent dater du Moyen Âge. Les sites étaient réutilisés dès la repousse soit environ tous les vingt-cinq ans. Il y avait avantage à réoccuper ces lieux car le nivelage du sol était réduit et la charbonille de la meule précédente facilitait l'allumage de la nouvelle. Cette activité s'étendait de mai à novembre.
Menant en forêt la vie précaire des tâcherons, ils élevaient des chèvres pour leur lait. Mais celles-ci, considérées comme un facteur de déboisement, les gardes-forestiers n'en toléraient qu'une pour un couple de charbonniers, deux s'il y avait des enfants. Outre le lait et le fromage, quelques poules, des pommes de terre troquées contre des travaux dans les champs, de la polenta, des produits de la chasse et de la cueillette composaient le quotidien.
Produire cinq tonnes de charbon de bois exigeait d'une famille un mois de travail. Ces couples venus tout d’abord d’Auvergne cédèrent leur place, au milieu du XIXe siècle, à ceux originaires du Piémont ou de Lombardie. Encrassés par le charbon, ces étrangers furent toujours assez méprisés des autochtones. Beaucoup se firent naturaliser avant la Seconde Guerre mondiale pour échapper aux lois limitant l'emploi des immigrés.

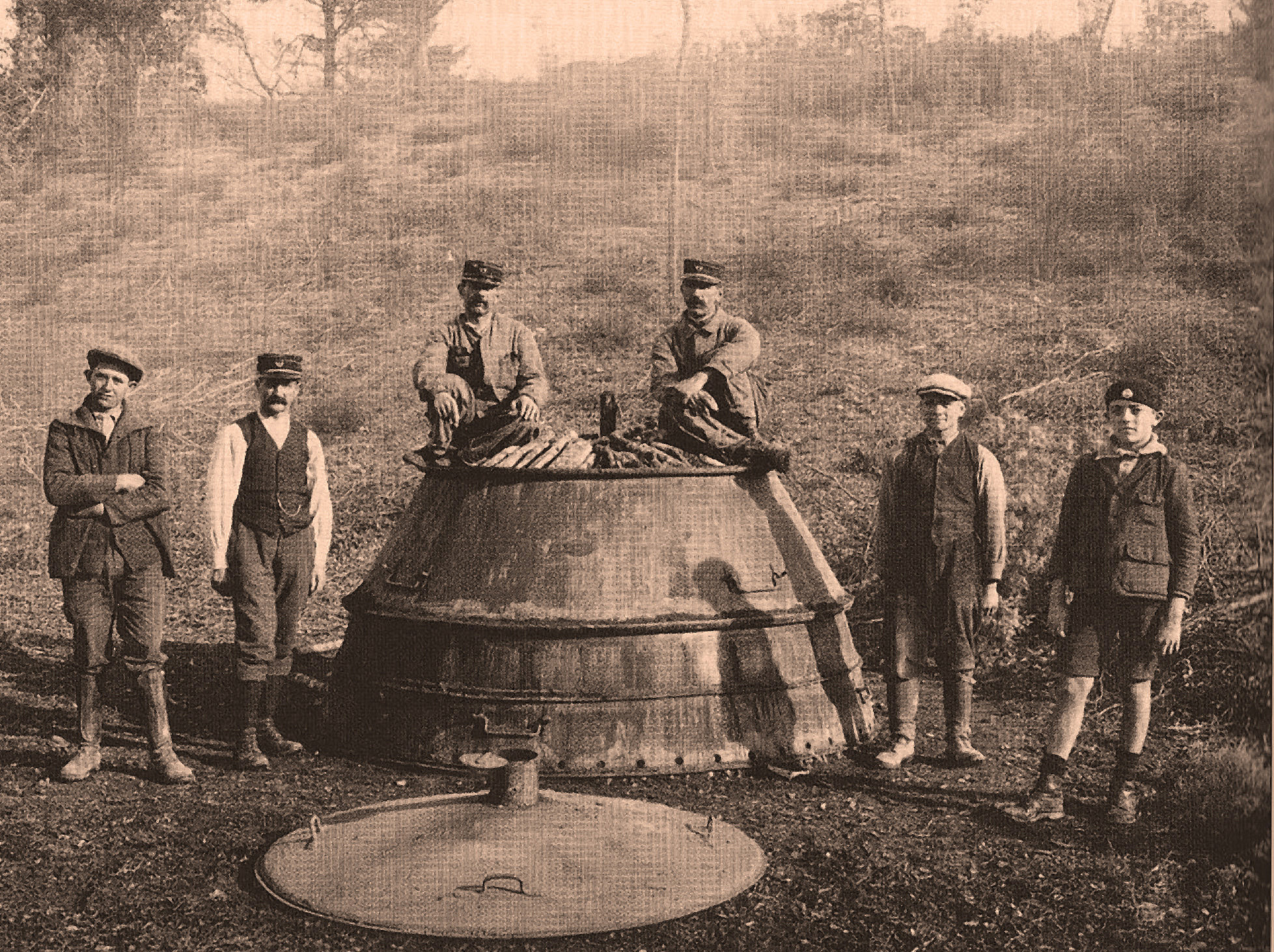
Gardes forestiers sur une charbonnière métallique, vers 1930, dans la montagne de Lure

Les charbonniers de Lure avaient fort mauvaise réputation. Dans Regain de Marcel Pagnol, Arsule (Orane Demezis) qui suit le rémouleur Gédémus (Fernandel) a été violée par eux. Quant à Pierre Magnan, dans son roman Les charbonniers de la mort qui se déroule en 1910, il narre l'histoire d'un charbonnier qui arrive à Combe-Madame, dans Lure, où son frère Attilio, lui aussi charbonnier, arrondit son pécule en vendant un aphrodisiaque Il lui apporte un adjuvant qui doit rendre plus digeste la drogue proposée aux notables du village. Mais leur fête galante de la Saint-Pancrace approche et le petit Rosito est déjà parti livrer les cornets de poudre. Au cours de ces ripailles il va y avoir des morts. L'enquête qui s'ensuit mène sur la piste d'« un enfant sur un âne, qui portait dans sa main comme un bouquet de cornets gris, et laissait derrière lui une odeur de souris. »
Le dernier charbonnier de Lure fut Second Usseglio, piémontais né en 1920 dans la province de Turin. Devenu orphelin de mère, il vécut toute son enfance sur le lieu de travail de son père, une cabane de charbonnier. Scolarisé à Saint-Étienne-des-Orgues, il lui fallait trois heures de marche aller-retour pour se rendre en classe. Ce ne fut qu'après le certificat d'études qu'il quitta l'école, afin de pouvoir travailler avec son père. Devenu charbonnier à treize ans, il fut chargé d’abattre les arbres. Une charbonnière nécessitait deux cent-cinquante stères de bois. Il apprit le métier en se blessant trois fois avec sa hache et s'y rompant le dos. Pendant la guerre, Usseglio fut réquisitionné par le STO dans le Nord de la France d'où il s'échappa pour revenir se cacher dans la montagne de Lure. Après 1945, il changea de métier et entra en apprentissage chez un boucher charcutier. Ayant obtenu la nationalité française, il ouvrit sa propre boucherie à Ménerbes, dans le Luberon. Il y exerça pendant trente-quatre ans avant de venir prendre sa retraite à Saint-Étienne.

### Période contemporaine

#### Résistance au coup d'État de 1851

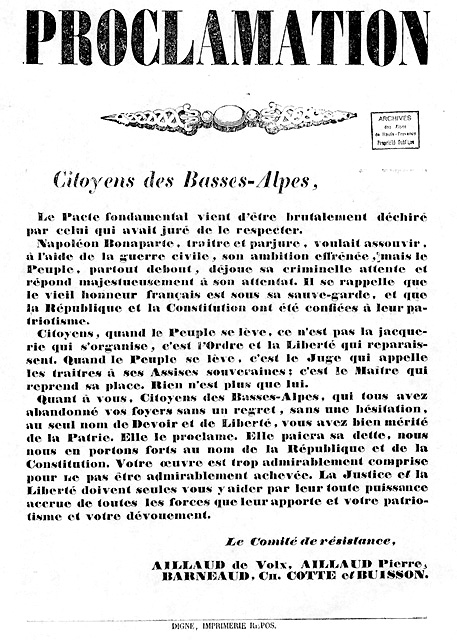
Proclamation contre le coup d'État de 1851 dans les Basses Alpes

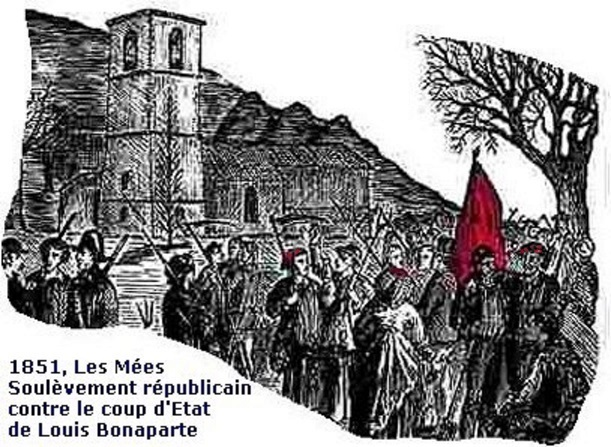
Les Mées, soulèvement contre le coup d'État de 1851

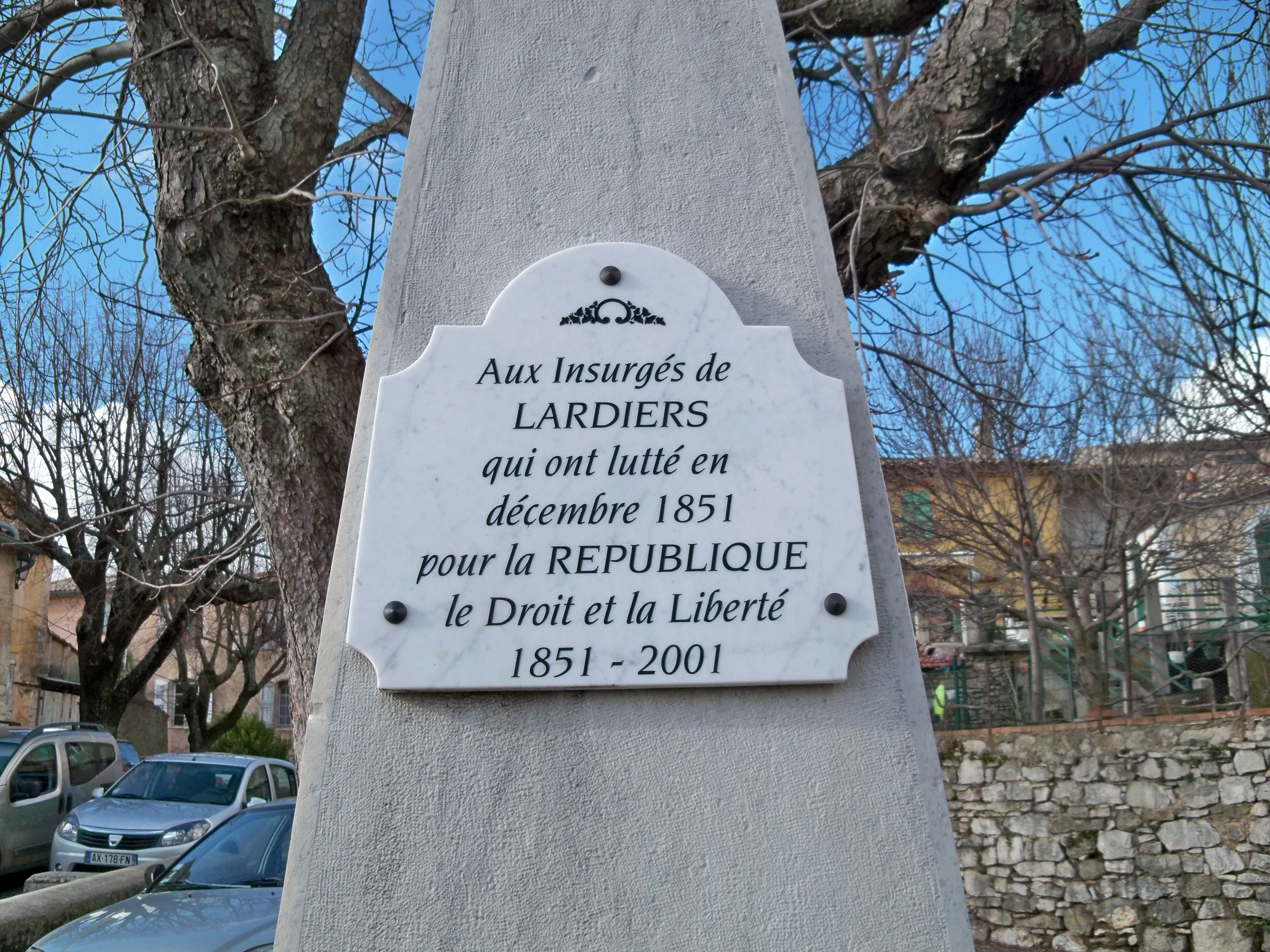
Stèle élevée à Lardiers en 2001 à la gloire de l'insurrection des républicains de la commune contre le coup d'État de Napoléon III

L'avènement de la deuxième République en 1848, en instaurant le suffrage universel souleva un véritable espoir en France. Mais, Louis-Napoléon Bonaparte, prince-président, pour conserver le pouvoir après 1852, fomenta un coup d'État qu'il réalisa le 2 décembre 1851. Certains s'en doutaient. Déjà, le 8 janvier 1850, André Ailhaud, un républicain convaincu, s'était rendu à Saint-Étienne-les-Orgues, pour un mariage. Sa venue déclencha une manifestation anti-gouvernementale. Au cours du banquet, debout sur une table, il exhorta les convives à la défense de la République et de ses valeurs. Les applaudissements furent nourris.
Dès que la nouvelle du coup d'État fut connue, le 4 décembre, ce fut André Ailhaud qui proclama l'insurrection contre celui-ci. Les Basses-Alpes se soulevèrent pour marcher sur Digne. À chaque village traversé, les républicains, armés de fusils et de faux, formaient de nouvelles colonnes grossissant l'armée qui devait investir la préfecture. De Saint-Étienne-les-Orgues, un groupe fort de trente-quatre hommes et deux femmes partit le 5 au matin rejoindre les autres colonnes. Quand elles arrivèrent aux portes de Digne, les républicains comptaient 10 000 hommes.
Ce fut là que les insurgés apprirent qu'un bataillon bonapartiste remontait la vallée de la Durance. Lors de la rencontre des Mées, la troupe gouvernementale battit en retraite face aux républicains commandés par Ailhaud. Les Basses-Alpes étant le seul département insurgé, le comité de résistance donna l'ordre de dispersion. Ce fut pour Ailhaud le repli sur Saint-Étienne-les-Orgues, commune qui devient le dernier bastion de la résistance républicaine.
Ailhaud préféra alors se réfugier dans la montagne de Lure. Pour ce faire, il se rendit à Lardiers, où il savait trouver une vingtaine de républicains actifs. La majorité étaient des petits propriétaires terriens, mais il y avait surtout son ami l'aubergiste Moutte. Avec l'aide de six montagnards, fils et petits-fils des droguistes de Lure, il le cacha. Puis le groupe le prit en charge pour lui permettre d’échapper aux recherches. Il resta quelque temps dans Lure avant de gagner Marseille où, arrêté et jugé, il fut condamné à la déportation au bagne de Cayenne. La commune de Saint-Étienne-les-Orgues, quant à elle, subit la vengeance de son maire-notaire-usurier dont la maison avait été pillée par des insurgés du village le 4 décembre. Il intenta un procès à ses concitoyens et le gagna en appel. La commune fut donc contrainte de lui payer pendant quarante ans des dommages et intérêts.

#### Résistance durant la Seconde Guerre mondiale

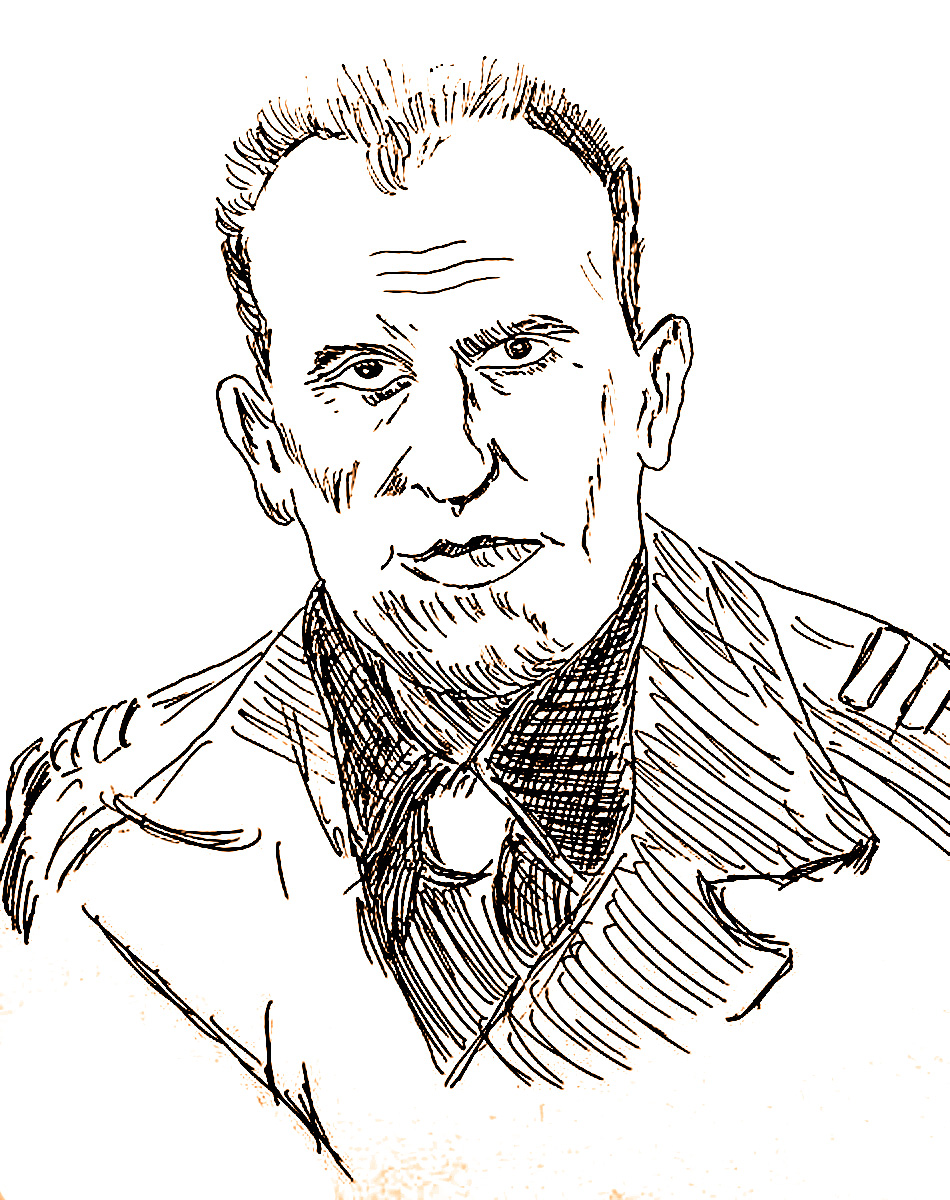
René Char, dit Capitaine Alexandre

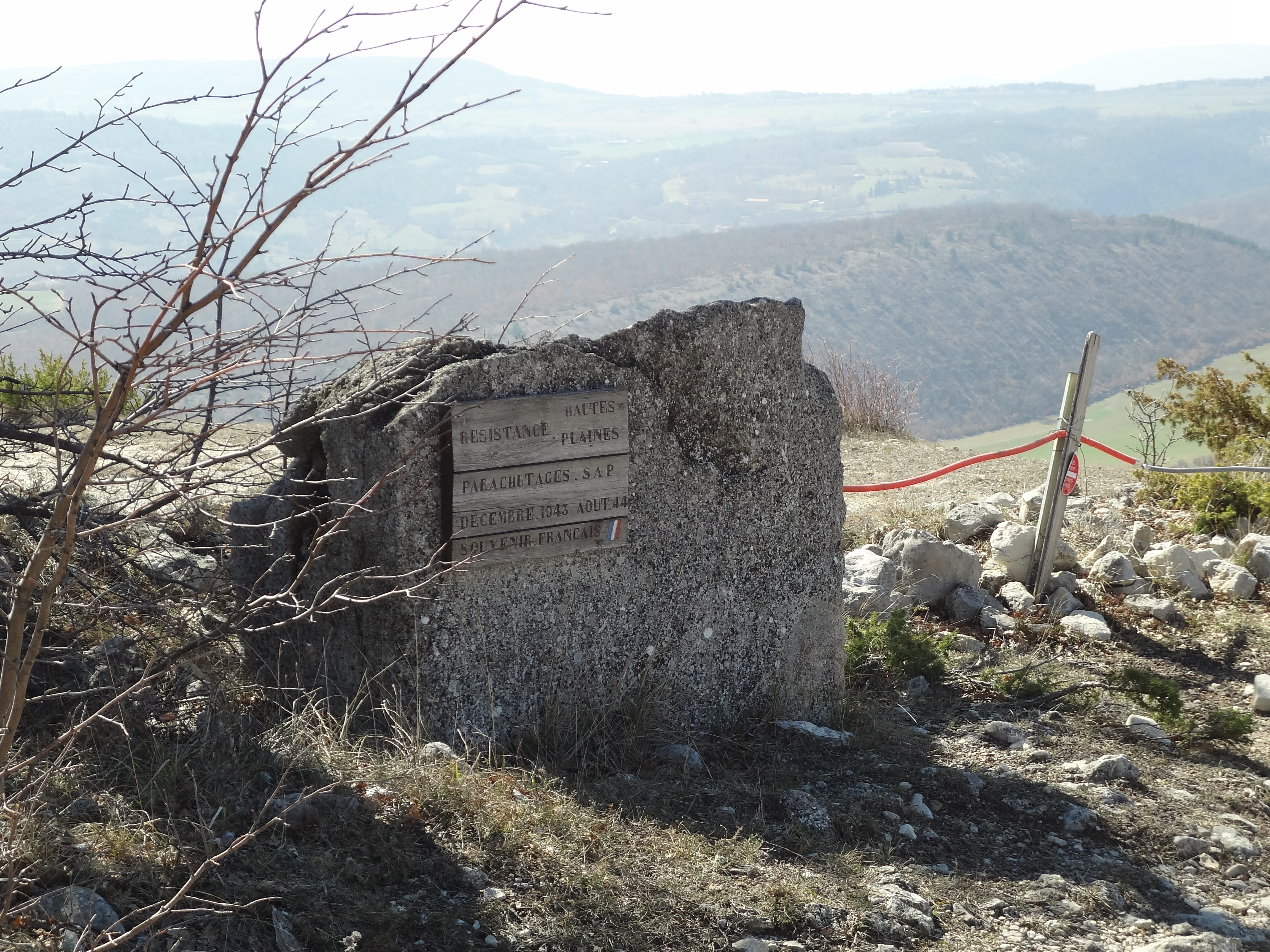
Les Hautes-Plaines, à Mane, terrain d'atterrissage du SAP de René Char

La montagne de Lure, dès le printemps 1943, fut en Haute-Provence l'un des refuges de jeunes gens qui voulaient échapper au STO en Allemagne. La réquisition visait les jeunes nés entre 1920 et 1922. Ils furent à la base des maquis organisés par les différents groupes de la résistance et furent opérationnels dès les premiers parachutages d'armes au début 1944.
René Char, dit capitaine Alexandre, dont le QG était à Céreste, chargé du Service atterrissage parachutage (SAP) des FFI dans la zone Durance des Basses-Alpes, joua un rôle essentiel. Ses maquisards contrôlaient les différents terrains de parachutage connus de Londres, réceptionnaient puis cachaient les armes. Lors d'un transfert, un de ses hommes ayant été pris par l'ennemi, le poète n'hésita pas à tendre une embuscade et à le libérer.

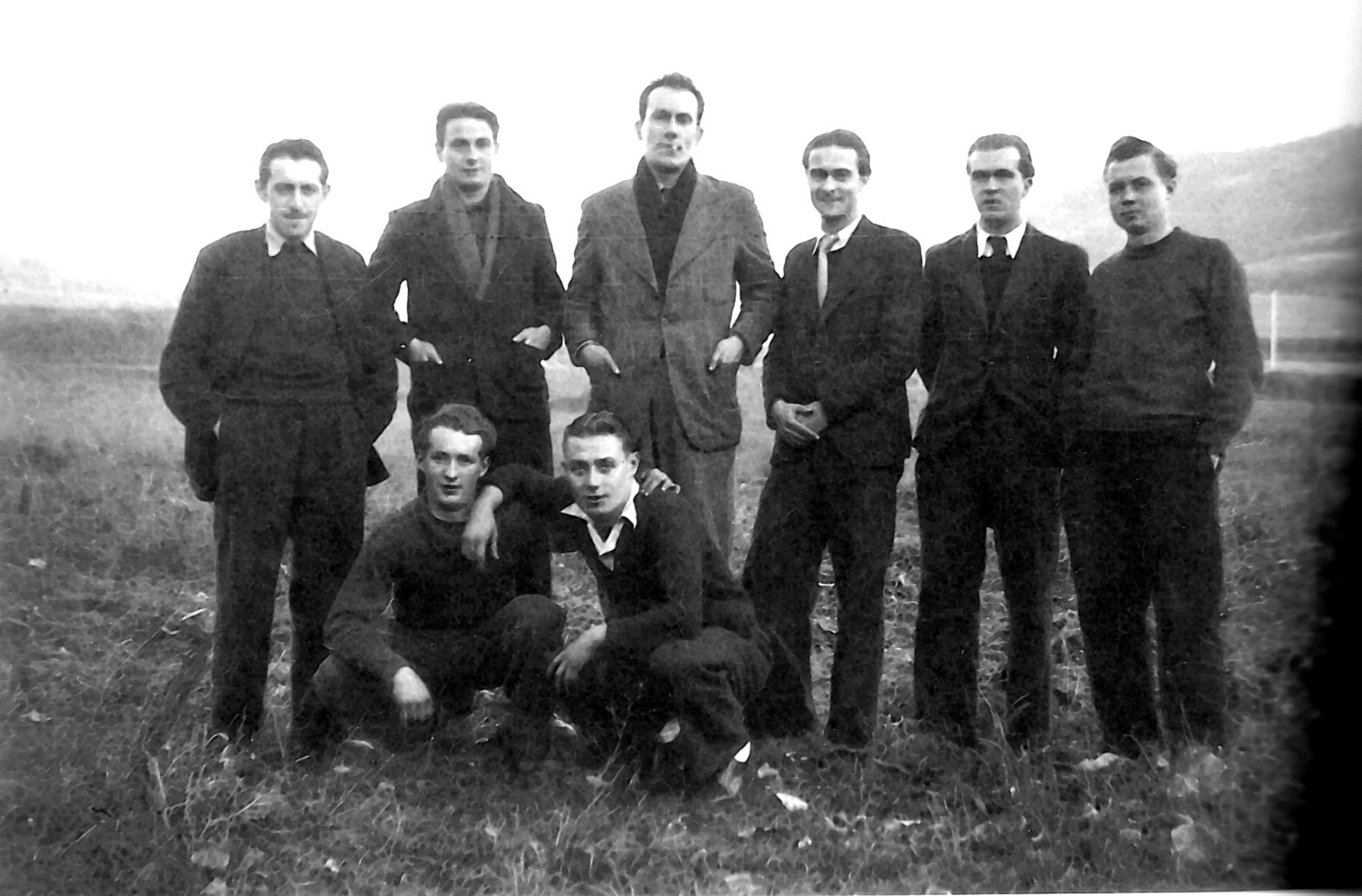
Maquisards dans la montagne de Lure en 1944

Certains parachutages étaient à haut risque comme celui qui eut lieu dans la nuit de 27 au 28 décembre 1943. La dispersion des quatorze parachutes entre Banon et l'Hospitalet n'était pas prévue et parue suspecte. Un seul container put être récupéré par un maquisard de l'Hospitalet. Il contenait 71 mitraillettes Stern, 9 000 cartouches, 231 grenades et 200 kilos d'explosifs. Le SAP ne tarda pas à être informé que ce sabotage était à mettre au compte des gendarmes locaux qui avaient déplacé les repères de largage après les révélations faites par un réfugié lorrain de soixante-quatre ans. Le délateur fut fusillé trois semaines plus tard devant l'église Saint-Jean-Baptiste de l'Hospitalet. Un même type de sabotage avait eu lieu près de Forcalquier, quelque temps plus tôt, dans la nuit du 3 au 4 décembre et le groupe de René Char avait mis plusieurs jours à tout récupérer. Son service atterrissage et parachutage, entre novembre 1943 et août 1944, réceptionna près de cent largages d'armes.

## Montagne de Lure: frontière linguistique

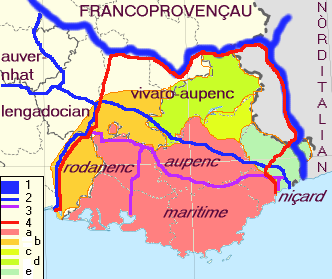
Frontières linguistiques dans la Provence historique

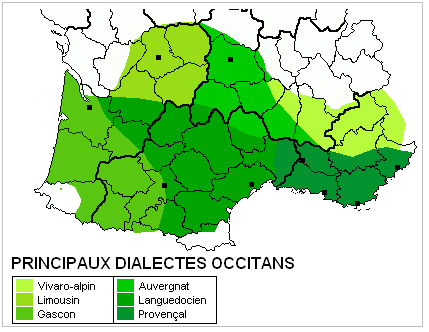
La montagne de Lure, frontière linguistique entre le provençal et le vivaro-alpin

La montagne de Lure et le mont Ventoux marquent une frontière linguistique entre deux variétés de la langue occitane. Celle-ci traverse d'ailleurs toute la langue d'oc de la frontière italienne jusqu'à l'Atlantique. C'est une prononciation différente du C et du G devant la voyelle A qui détermine ces deux grands ensembles linguistiques : le nord-occitan et le sud-occitan.
Le nord-occitan correspond aux parlers vivaro-alpin, auvergnat et limousin, le sud-occitan au provençal, languedocien et gascon. Le tableau ci-dessous montre quelques exemples de cette palatalisation dans le langage courant.
| Français | Sud-occitan | Nord-occitan |
| chanter  | cantar      | chantar      |
| chèvre   | cabra       | chabra       |
| coq      | gau         | jau          |
| charger  | cargar      | charjar      |

Ces différences de prononciation se retrouvent aujourd'hui essentiellement dans les toponymes. Sur les thèmes latins capra-, on trouve un Cabrières dans le Vaucluse, et un Chabrillan dans la Drôme ; campus-, donne un Campredon, quartier de L'Isle-sur-la-Sorgue et un Champtercier au centre des Alpes-de-Haute-Provence ; canta-, Cantarel, à Avignon, et Chantemerle, dans la Drôme, et castrum- se décline en Castellane, dans le sud des Alpes-de-Haute-Provence, et Chastel-Arnaud, dans la Drôme. Sur un thème prélatin garg- (pierre) a formé Gargas, dans le Vaucluse, et son équivalent Jarjayes, dans les Hautes-Alpes.

## Une commune de la montagne de Lure vue par des ethnologues
En 1971, des étudiants en ethnologie dans le cadre du CERESM, mis en place par l’Université de Provence d'Aix-en-Provence, étudièrent le village du Revest-du-Bion au point de vue de ses spécificités tant environnementales qu'économiques.

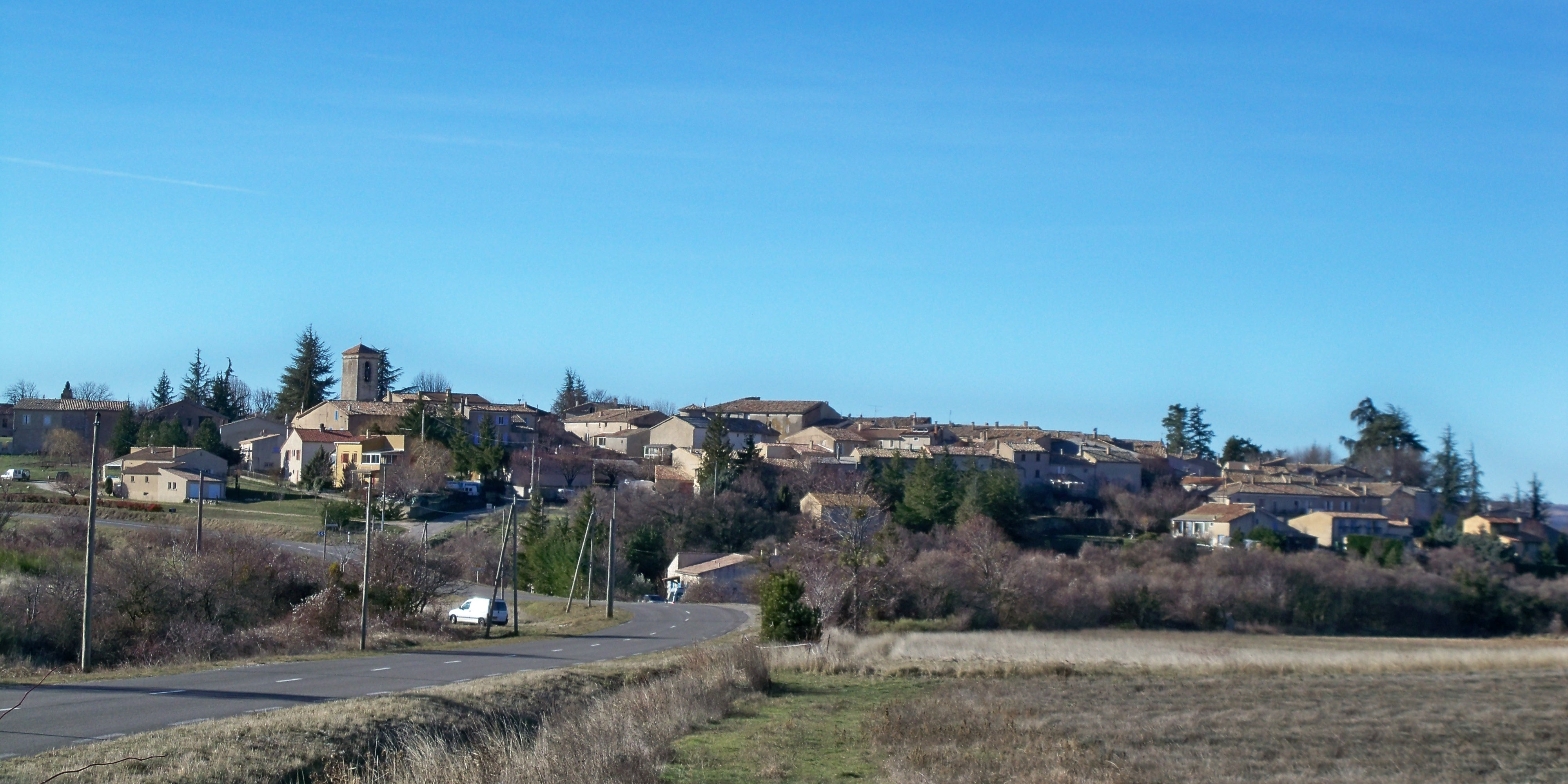
Le village du Revest-du-Bion

Établi sur une butte, au centre de la commune, le village est le carrefour vers lequel convergent chemins, drailles et routes qui desservent ses exploitations agricoles dispersées ou qui le relient à l'extérieur. Cette structuration oblige même de passer par le village pour se rendre d'une exploitation à l'autre. Cette « attraction du centre » a son revers puisque les chemins partant d'une exploitation et pouvant permettre de rejoindre une autre commune, en particulier dans la partie septentrionale du Revest, sont rarement entretenus et praticables.
Elle a déterminé aussi un sentiment identitaire fort : « Je suis Revestois », qualification signifiant « Je suis du Revest et de vieille souche ». Ce sentiment de longue appartenance communautaire, s'est traduit par des définitions originales de celui qui est étranger à la commune. S'il est originaire du plateau, entre Ventoux et Lure, il est qualifié d'estrangié du dedans, s'il vient de la région c'est un estrangié du dehors, et tout autre origine le fait considérer comme un estrangié pas d'ici. Il existe même un clivage dans la population communale entre ceux qui résident dans le village et ceux qui vivent à l'extérieur. Il marque le contraste, sans ostracisme, entre la paysannerie qui vit en quasi-autarcie dans son quartier, et l'urbanité des villageois qui ont à leur disposition sur place espaces et services publics, commerces et lieu de culte.

Commerces du Revest-du-Bion autour du Portissol
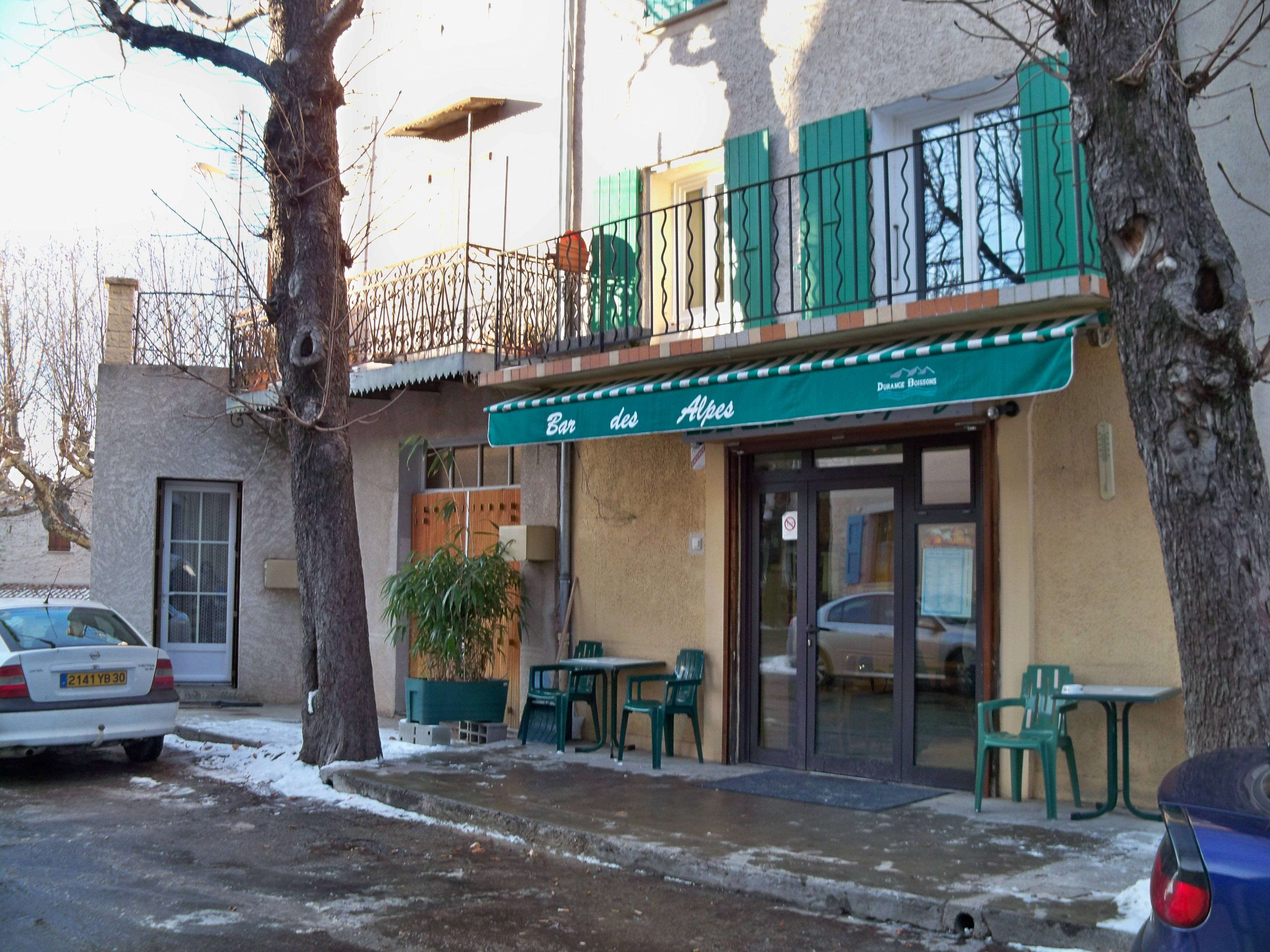
Bar
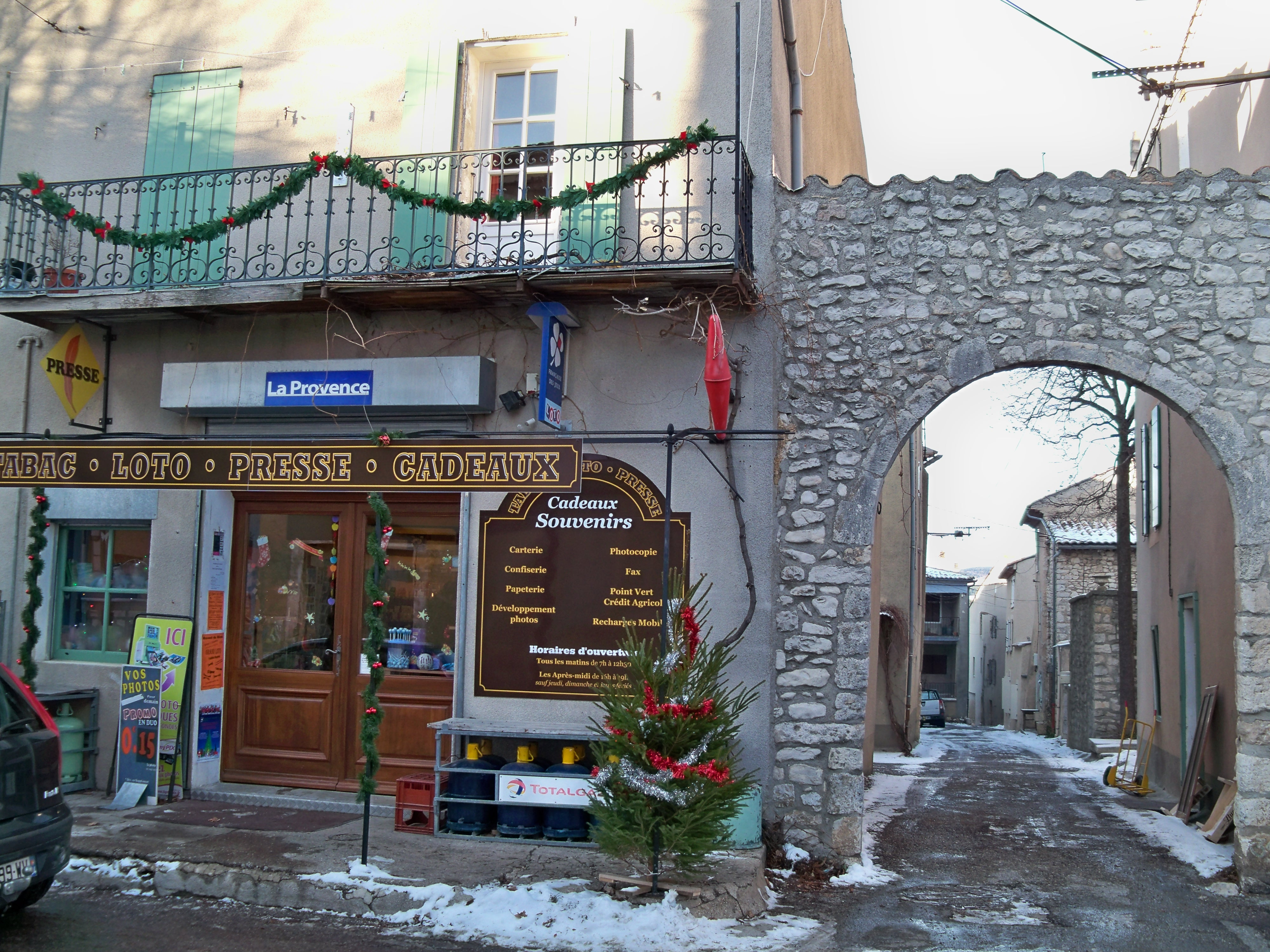
Buraliste
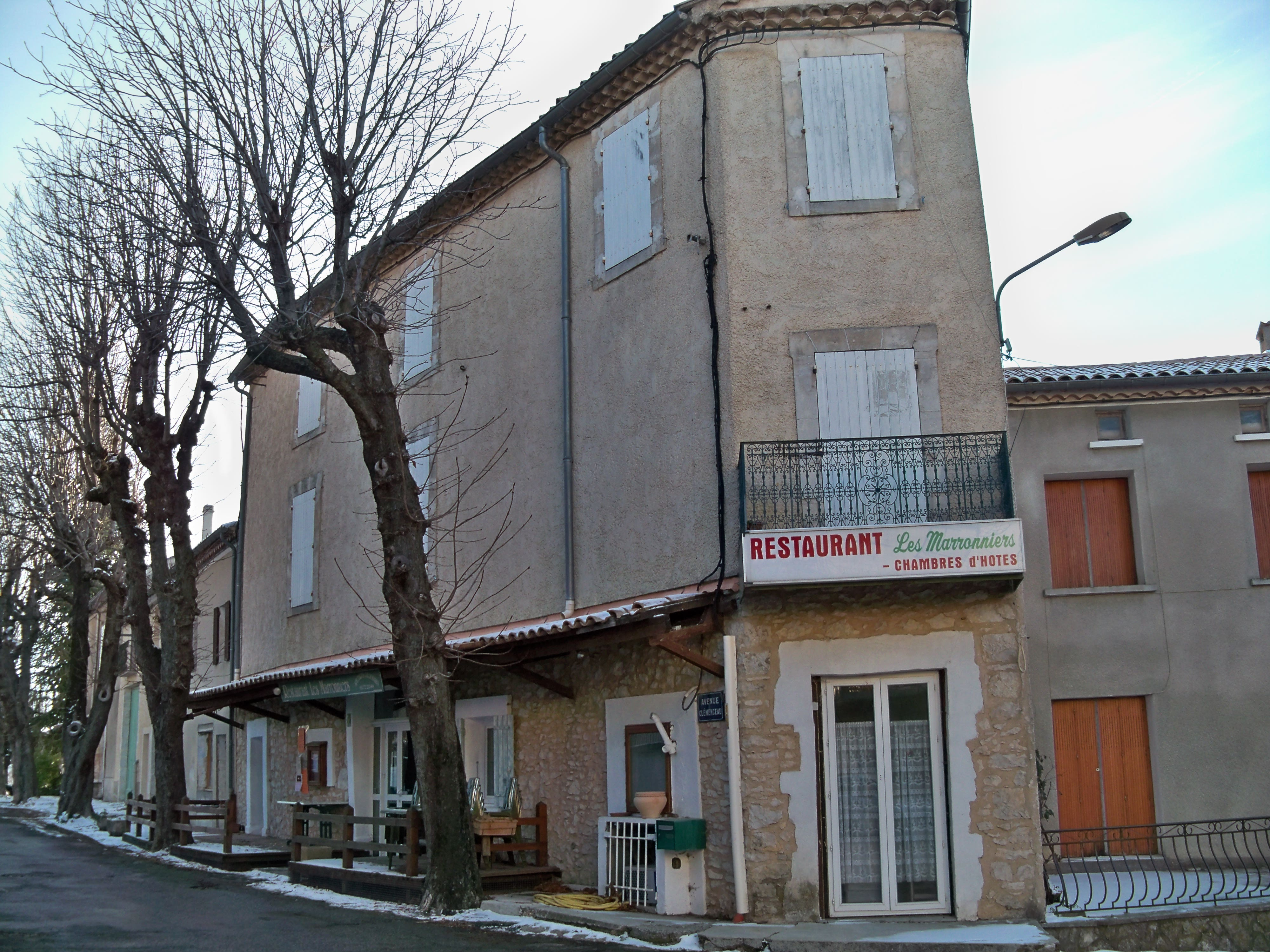
Restaurant

Jusqu'au milieu du XXe siècle, ceux qui vivaient dans ces écarts devaient, trois fois par semaine, descendre au village pour faire leurs courses et prendre leurs pains chez le boulanger à qui ils avaient fourni la farine. Dès le début du XXe siècle, la place du Portissol joua un rôle économique. C'est là que se tenaient les quatre foires du Revest, qu'était commercialisée la lavande et que furent répartis les commerces de détail qui permettaient l'approvisionnement domestique ainsi que la vente de la production ou de la cueillette des paysans.

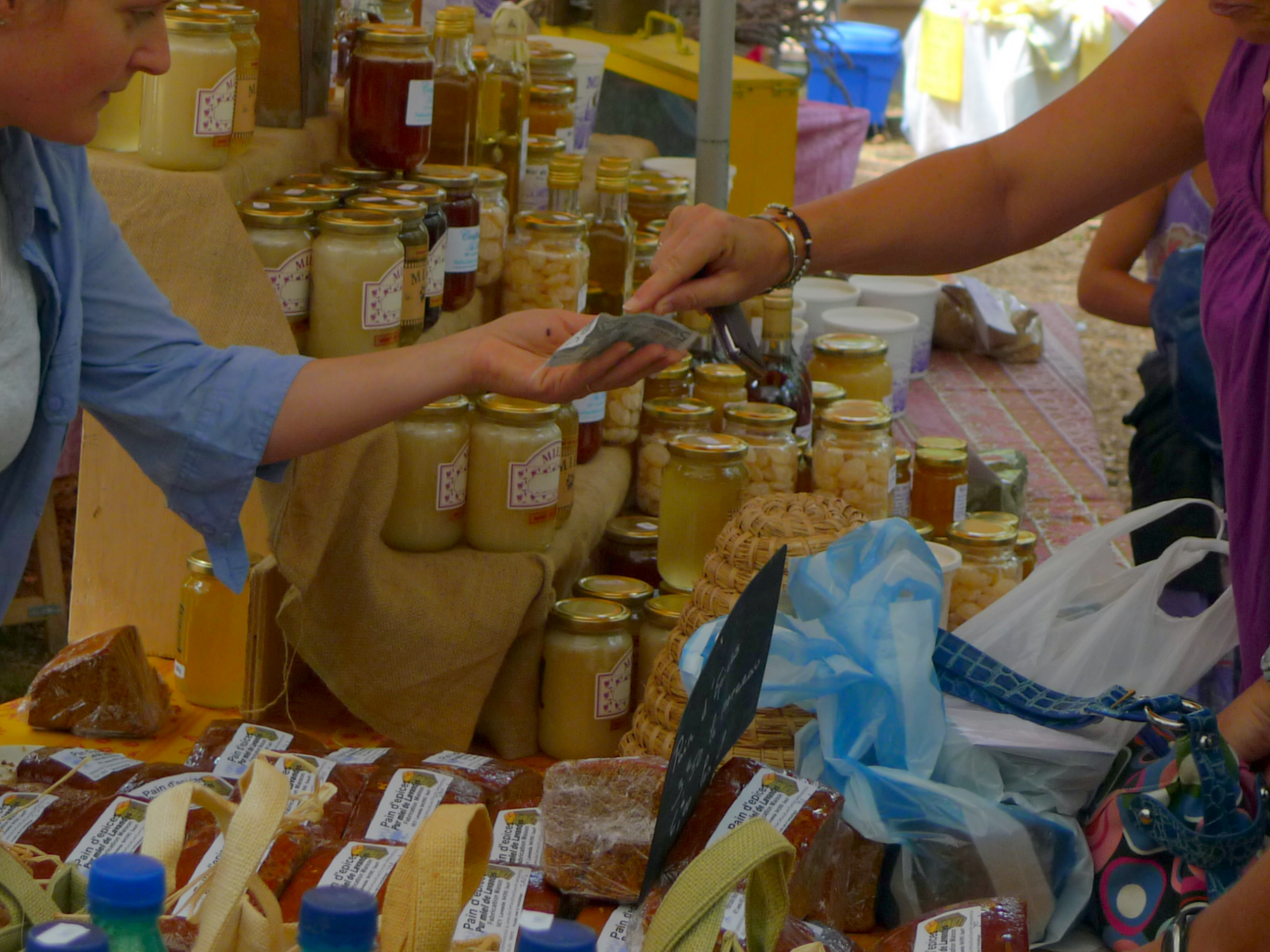
Foire à Sault

Sur les communes voisines, à la fin du XIXe siècle et au début du XXe siècle, se déroulaient nombre de foires, mais les Revestois ne fréquentaient quasi exclusivement que celles de leur village. Les seules exceptions étaient celles de Sault (Rameaux, Saint-Jean, Notre-Dame et Sainte-Catherine), celle des Tommes qui se tenait à Banon pour la Saint-Pierre ainsi que la foire aux chevaux de Barret-de-Lioure. Même si le village est montagnard par son altitude (950 mètres), il est situé sur un piémont permettant des communications faciles avec ses voisins. La centralité du Revest entre Ventoux et Lure lui permettait d'avoir quatre foires par an, dont la plus importante était celle des Machottes, au début juillet. Les foires attiraient paysans et bergers du Contadour, de Banon, de Sault, des Ferrassières et de Saint-Christol. Elles jouaient un rôle important pour l'achat des chevaux et la vente des agneaux ; en ces occasions, un notaire de Banon venait au Revest pour enregistrer les transactions.
Au Revest, où règne majoritairement la grande propriété, compte tenu des rigueurs du climat et des différences de fertilité des sols, les terres agricoles se sont réparties sur les différents terroirs communaux (landes, bois, prés, terres labourables). Ce partage des différents finages est le corollaire du droit ancestral à l'eau et aux parcelles irrigables. Toutes les sources, puits, aiguiers et fontaines sont des propriétés communales.
Les landes et les bois — pour la chasse et la cueillette (champignons et châtaignes) — ainsi que les drailles ont une gestion originale, compte tenu de leur importance économique. Pour la chasse, par exemple, cela se traduit par des cotisations progressives imposées par les associations gestionnaires. Les propriétaires des terres communales ne payent qu'un minimum, tandis que les chasseurs n'ayant aucun lien avec la commune versent les plus grosses cotisations. Entre, existent des gradations de tarif pour le résident non-propriétaire, pour ceux qui sont originaires du Revest mais non-résidents ou pour la parentèle d'un propriétaire. Il en est de même pour la cueillette des châtaignes et des champignons.
| Revest-du-Bion | Total mariages | Mariages endogamiques | Mariages exogamiques |
| -------------- | -------------- | --------------------- | -------------------- |
| 1853-1862      | 75             | 32                    | 43                   |
| 1883-1898      | 94             | 41                    | 53                   |
| 1921-1941      | 74             | 11                    | 63                   |
| 1963-1970      | 45             | 1                     | 44                   |

L'examen des aires matrimoniales a démontré qu'en un siècle il y a eu un bouleversement des rapports des habitants de la commune avec l'extérieur. Le mariage endogamique (entre un couple du Revest ou des communes voisines) a cédé le pas à l'exogamique avec des conjoints résidant à plus de 30 kilomètres. Jusqu'en 1940, les « aires matrimoniales » collaient parfaitement à une zone de relations économiques limitée aux environs. Après la Seconde Guerre mondiale cette limitation a commencé à voler en éclats pour atteindre une autre ampleur avec l'arrivée massive de la main-d'œuvre nécessaire à la création des infrastructures de la base et silos à missiles.

## Activités

### Agriculture et productions

#### Céréales

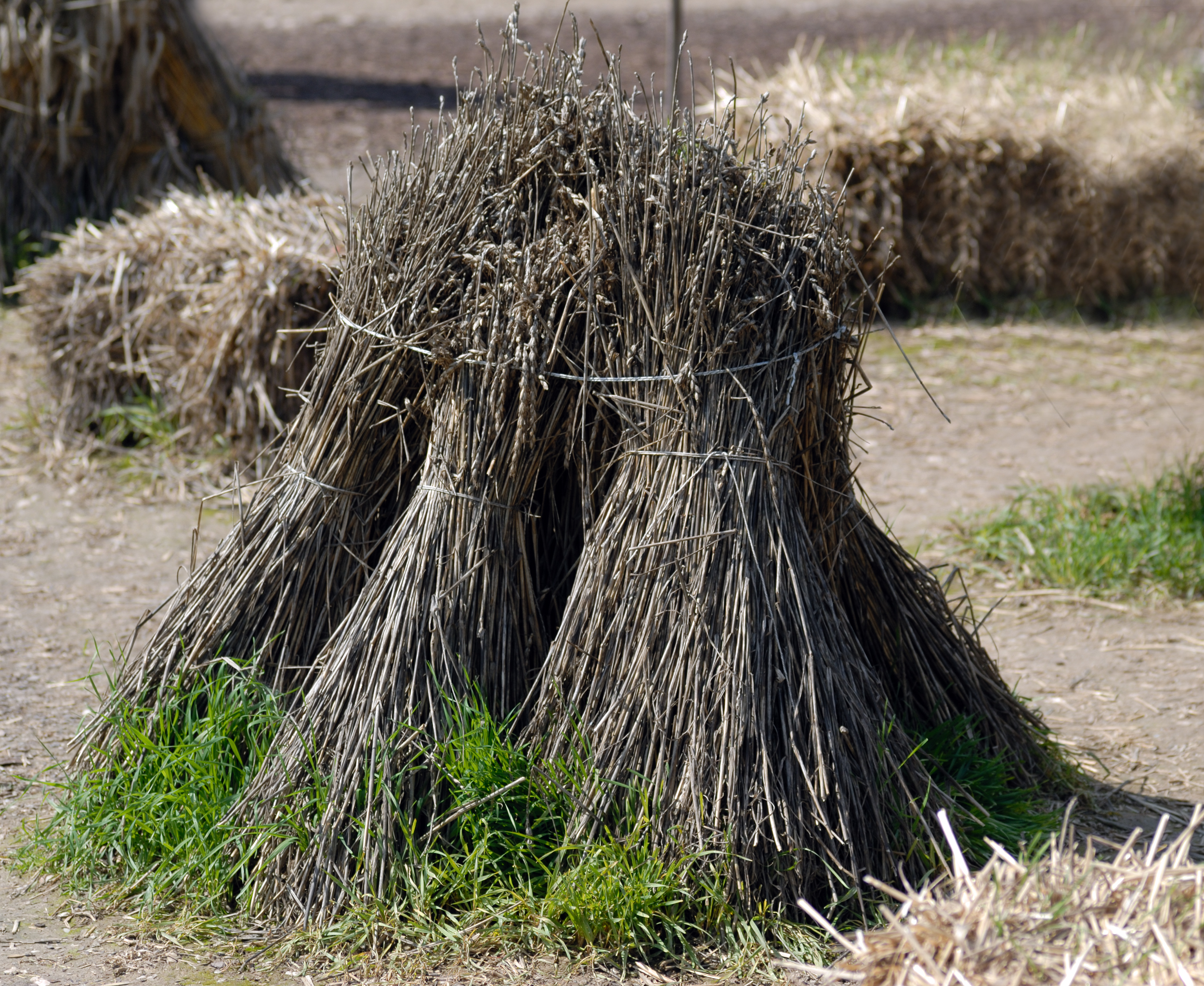
Gerbes d'épeautre

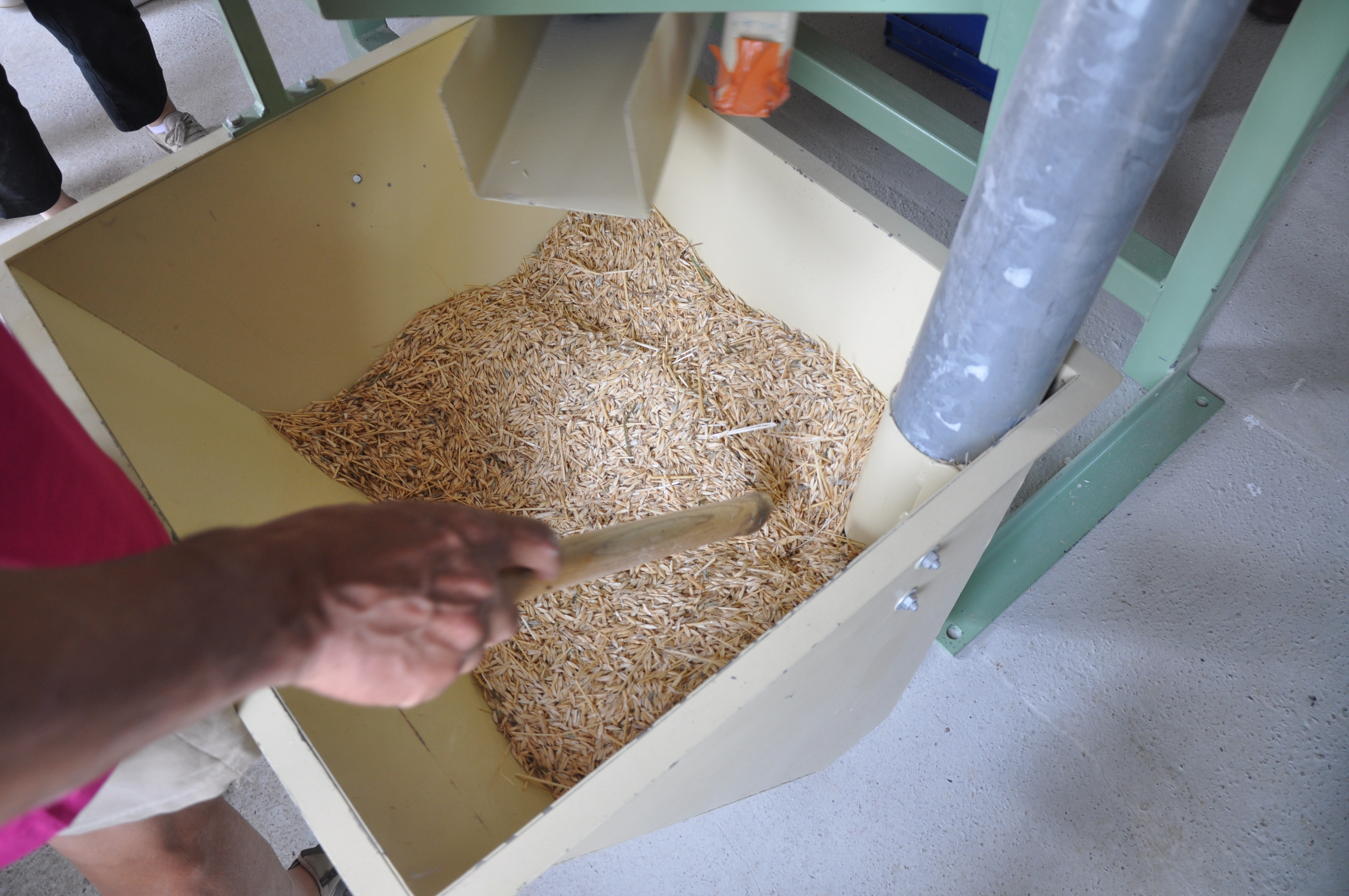
Traitement mécanique du petit épeautre

Jusqu'au XXe siècle, la culture des céréales occupait l'ensemble des terres labourables selon une trilogie immuable depuis des siècles. L'emblavage dominant était à base de méteil, venaient ensuite le seigle et le froment. D'autres céréales étaient aussi cultivées, en plus petites proportions, comme l'orge, pour l'alimentation humaine, l'avoine, pour l'alimentation animale, quant à l'épeautre, sa production disparaissait des statistiques car souvent intégrée dans celles des deux céréales précédentes. Il fut tout de même mentionné, en 1816, dans un rapport de l'arrondissement de Sisteron comme culture importante à l'égal des pommes de terre et du seigle. Il y est d'ailleurs qualifié de « vrai froment des hautes terres à climat rude et sol maigre. »
En 1836, 50 % des terres arables de Lure étaient emblavées et cette surface augmenta encore jusqu'à la Première Guerre mondiale. Cette fois-ci c'est le froment qui dominait, la culture de l'épeautre restant toujours difficile à quantifier. Actuellement, phénomène dû à la mondialisation, les céréales ont perdu de leur importance et ne concernent plus que 35 % des terres cultivées. Elles ont cédé la place à des prairies artificielles, des plantes fourragères et des plantes à parfum. Si jusqu'aux années 1950, l'économie agricole reposait sur le blé et le mouton, elle se base maintenant sur la lavande et l'élevage. En dépit de sa difficulté à être panifié, l'épeautre a le vent en poupe et elle trouve de plus en plus de débouchés grâce à une clientèle avide de naturel.

#### Lavande

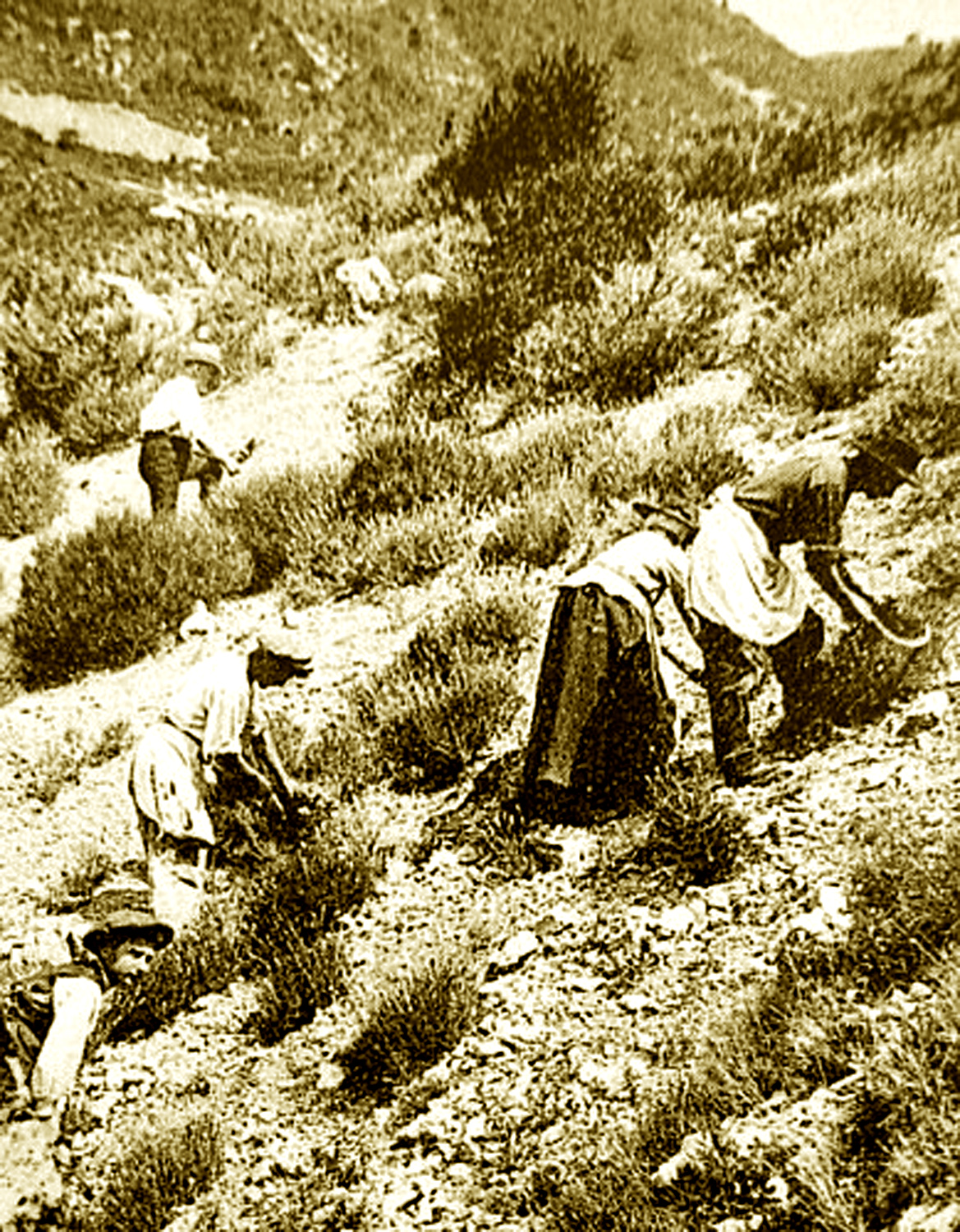
Récolte de la lavande sauvage, vers 1890

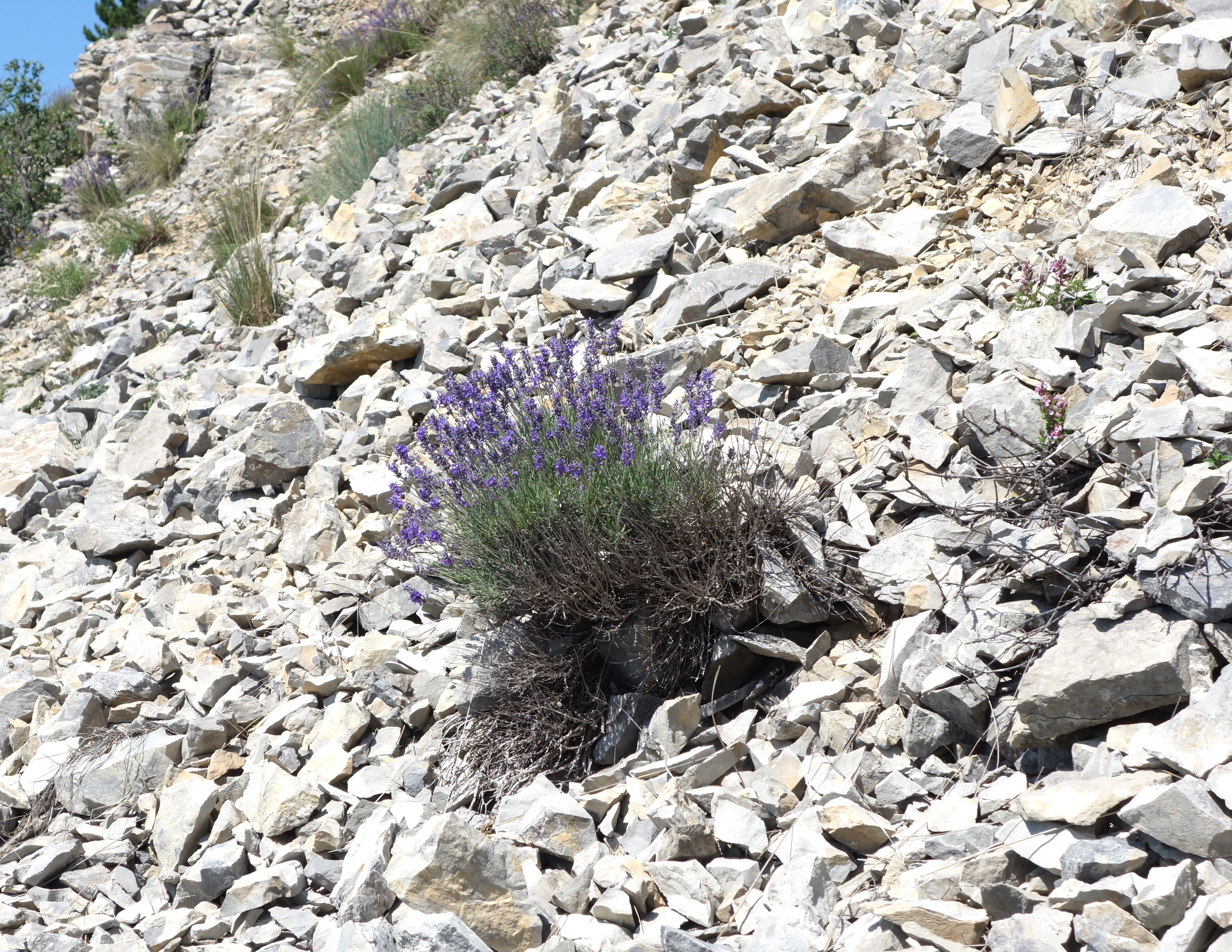
Plant de lavande sauvage dans un éboulis calcaire aux environs de 1550 mètres d'altitude, dans la montagne de Lure

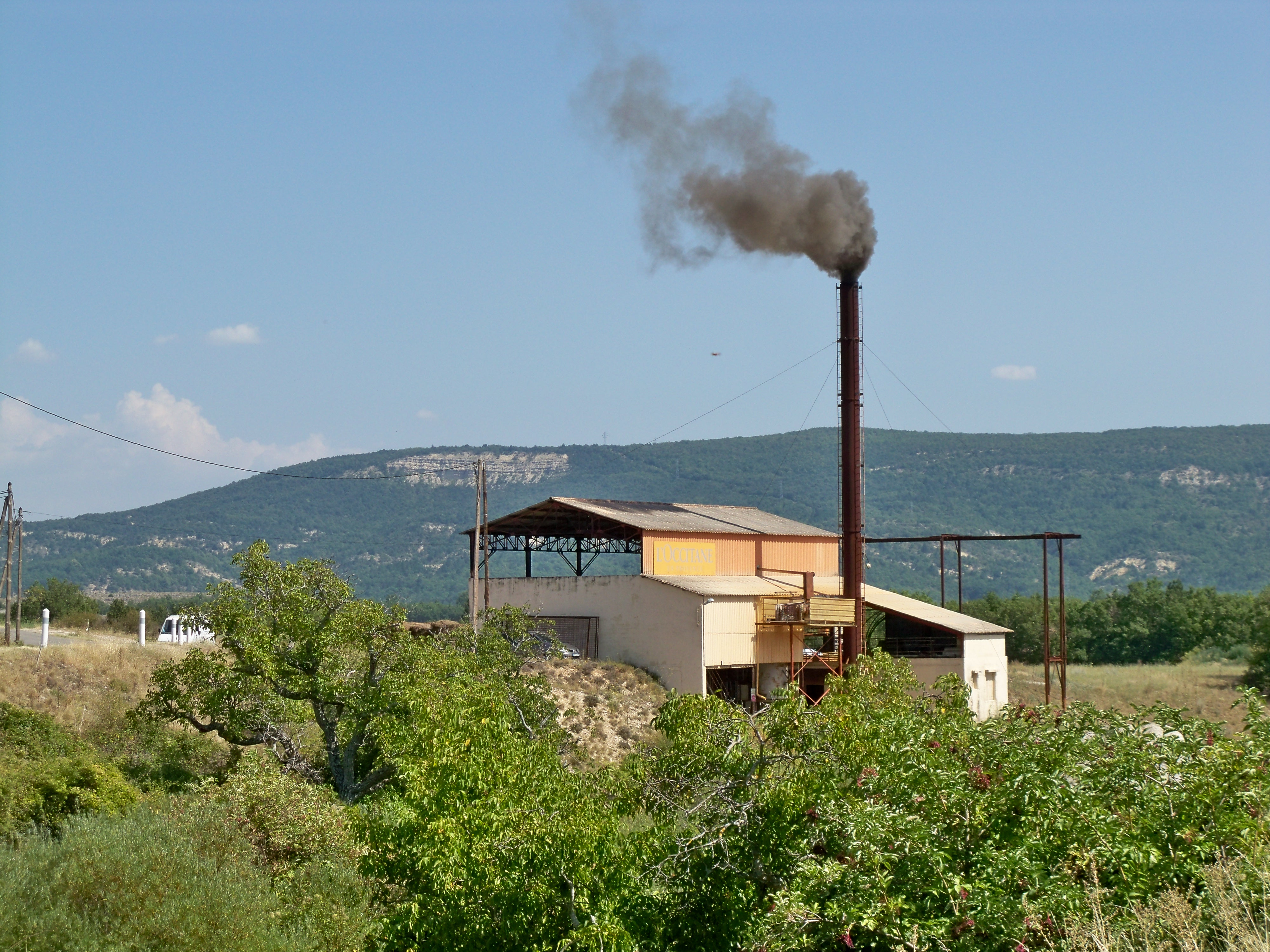
Distillerie de lavande à Ongles

La lavande est une plante indigène dans la montagne de Lure et elle y est cueillie à l'état sauvage pour ses qualités prophylactiques et odorantes depuis des siècles. D'une cueillette familiale, elle passa dès le XVIIe siècle mais surtout au XVIIIe siècle à une récolte systématique de la part des marchands droguistes basés à Saint-Étienne-les-Orgues qui en firent commerce à travers toute l'Europe. Actuellement Lure et le plateau d'Albion, son prolongement occidental sont le premier bassin producteur en France et les communes du massif représentent 70 % des surfaces de lavande plantées dans les Alpes-de-Haute-Provence. Cette culture est devenue la base fondamentale de l'économie agricole de Lure.
Dans la réalité, on distingue la lavande vraie ou fine (Lavandula angustifolia) qui pousse à l'état sauvage entre 1 400 et 1 600 mètres d'altitude, ce qui correspond aux altitudes hautes des communes situées entre Cruis et Ferrassières, du lavandin (hybride de Lavandula latifolia et de Lavandula angustifolia) qui trouve son terrain de prédilection jusqu'à 700 mètres d'altitude, ce qui convient aux parties inférieures des communes de Banon, Ongles et Saint-Étienne. La mise en culture de ces deux variétés s'est faite au cours des années 1890, pour répondre à une forte demande d'huiles essentielles. La Première Guerre mondiale, cause de la raréfaction de main d'œuvre, conduit à l'abandon définitif de la cueillette de lavande sauvage pour privilégier celle de la lavande cultivée.
D'autant que les prix du marché s'envolent. Le kilo de fleurs passe de 12 francs, en 1902, à 40 francs en 1914, puis de 50 francs, en 1921 pour atteindre 315 francs en 1926. S'il s'effondre au cours de la crise de 1929, il repart à la hausse dès 1932, avec 85 F/kg pour atteindre, dix ans plus tard, en francs constants, 3 000 F/kg. Une telle manne induit à la fois les débuts de la mécanisation de cette culture et la concentration des distilleries.

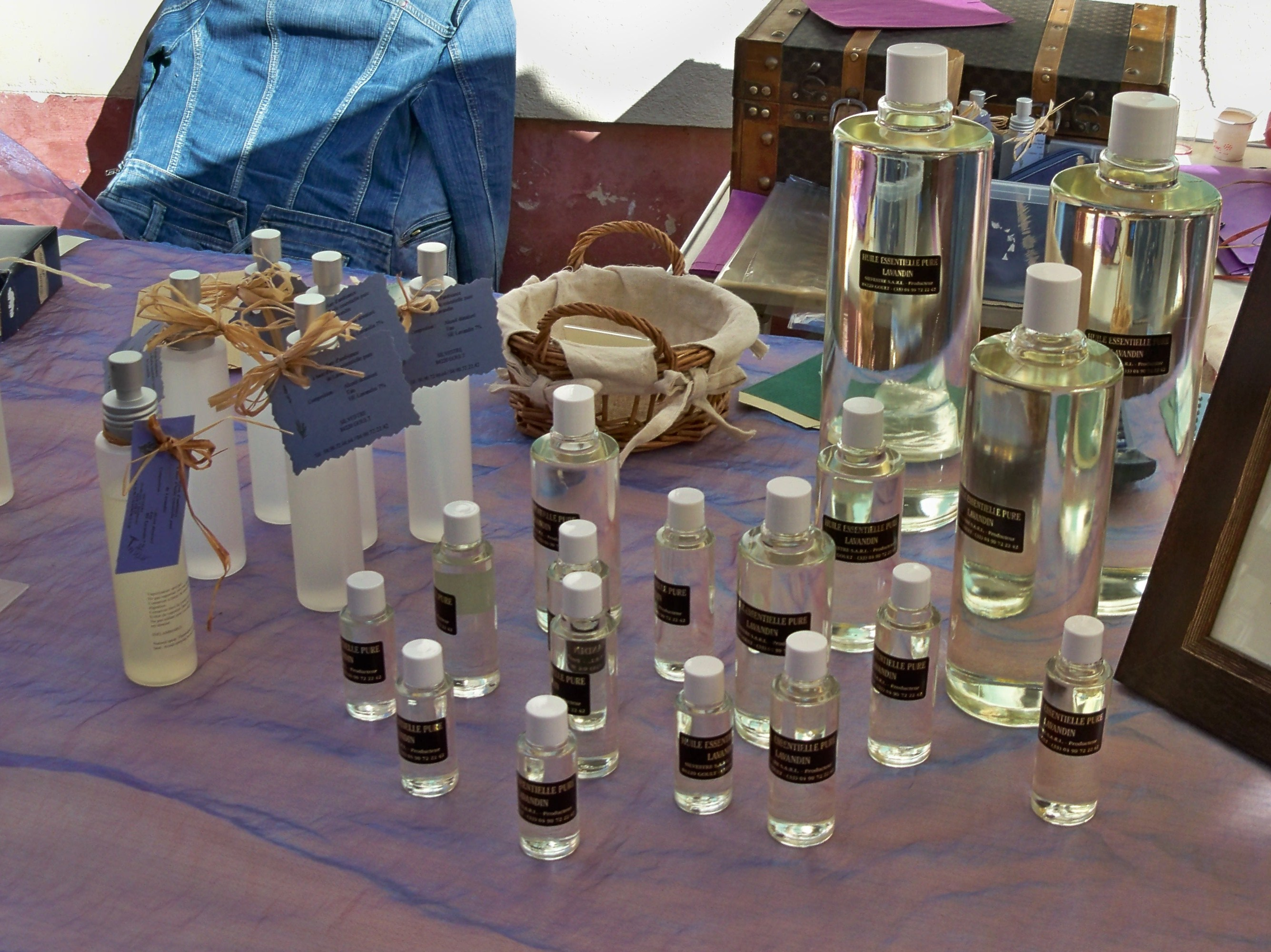
Huiles essentielles de lavande et de lavandin

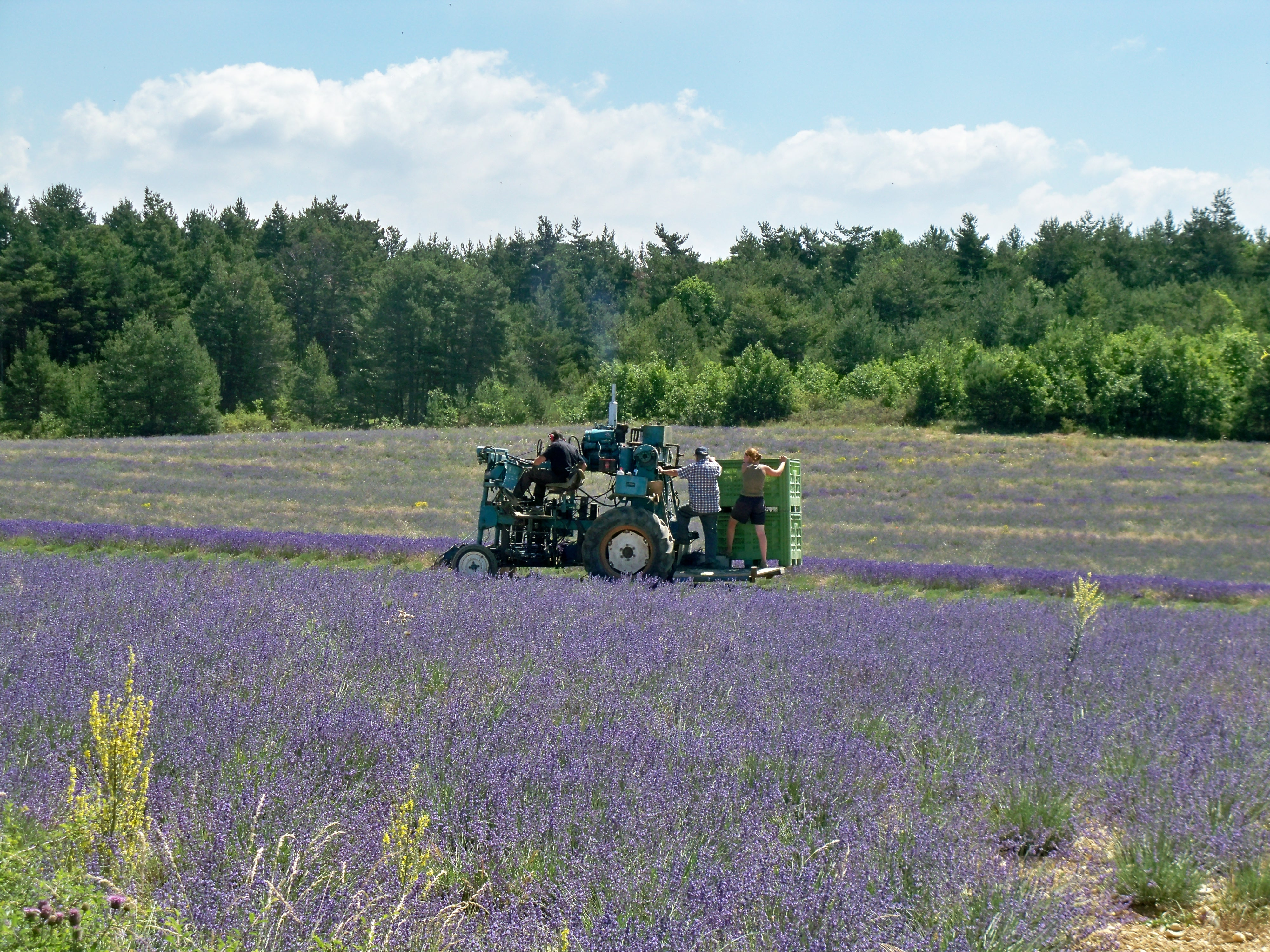
Récolte mécanique de la lavande

Celle-ci est le fait des gros propriétaires-distillateurs qui rachètent les petites distilleries pour les fermer afin de maîtriser les prix, ce qu'ils réussissent complètement en se faisant courtiers et en imposant aux petits et moyens producteurs les cours en fonction des besoins des parfumeurs de Grasse. Dans le même temps, la mécanisation de la culture s'impose définitivement avec l'apparition de la première machine à récolter dès 1952. En moins d'un demi-siècle ses perfectionnements successifs vont lui permettre de réaliser en une journée le travail de 20 à 30 manuels et de faire diminuer le prix de récolte à l'hectare de 30 à 40 %. Cela va avoir comme conséquence de faire délaisser par certaines communes cette spéculation puisque désormais la production ne touche plus que la partie méridionale de la montagne de Lure à partir des années 1980.
L'apparition, dès le début du XXIe siècle de la sauge sclarée complète le panel des plantes à parfum et leur culture passe de 2 439 hectares, en 1979, à 2 986 hectares en 2000. Tandis que le nombre d'exploitations, dans la même période, suit une courbe inverse, passant de 249 à 132. De plus, l'huile essentielle de lavande de Haute-Provence est protégée par une AOC depuis le 18 décembre 1981 et par une IGP depuis le 12 juin 1996.

#### Filière bois
| Occupation                | Hectares | Pourcentage |
| Urbain                    | 318      | 0.50        |
| Forêts et milieux ouverts | 49 078   | 72.29       |
| Agriculture               | 14 062   | 22.15       |
| Eau                       | 14       | 0.05        |

Une charte forestière cosignée par les responsables des deux communautés de communes de Lure constate qu'actuellement il existe une filière mécanisée et capable de répondre aux besoins de coupes importants (bois de trituration, bois de chauffage). Mais l'impact économique direct de celle-ci reste difficile à appréhender car de nombreuses coupes en forêt privée se traitent de gré à si le volgré et ne font l'objet d'aucun suivi économique.
C'est pourquoi, si le volume de bois traité chaque année a été estimé à 30 000 m3, il doit être majoré en intégrant les coupes d'auto-consommation et celles de coupeurs occasionnels. Dès lors le chiffre réel se situerait plutôt aux alentours de 70 000 m3. Dans l'attente d'une mise en fonction d'une filière bois-énergie qui n'existe qu'à l'état de projet, le débouché quasi-exclusif des résineux reste la trituration et le chauffage pour les feuillus, deux produits de faible valeur ajoutée.

#### Élevage ovin

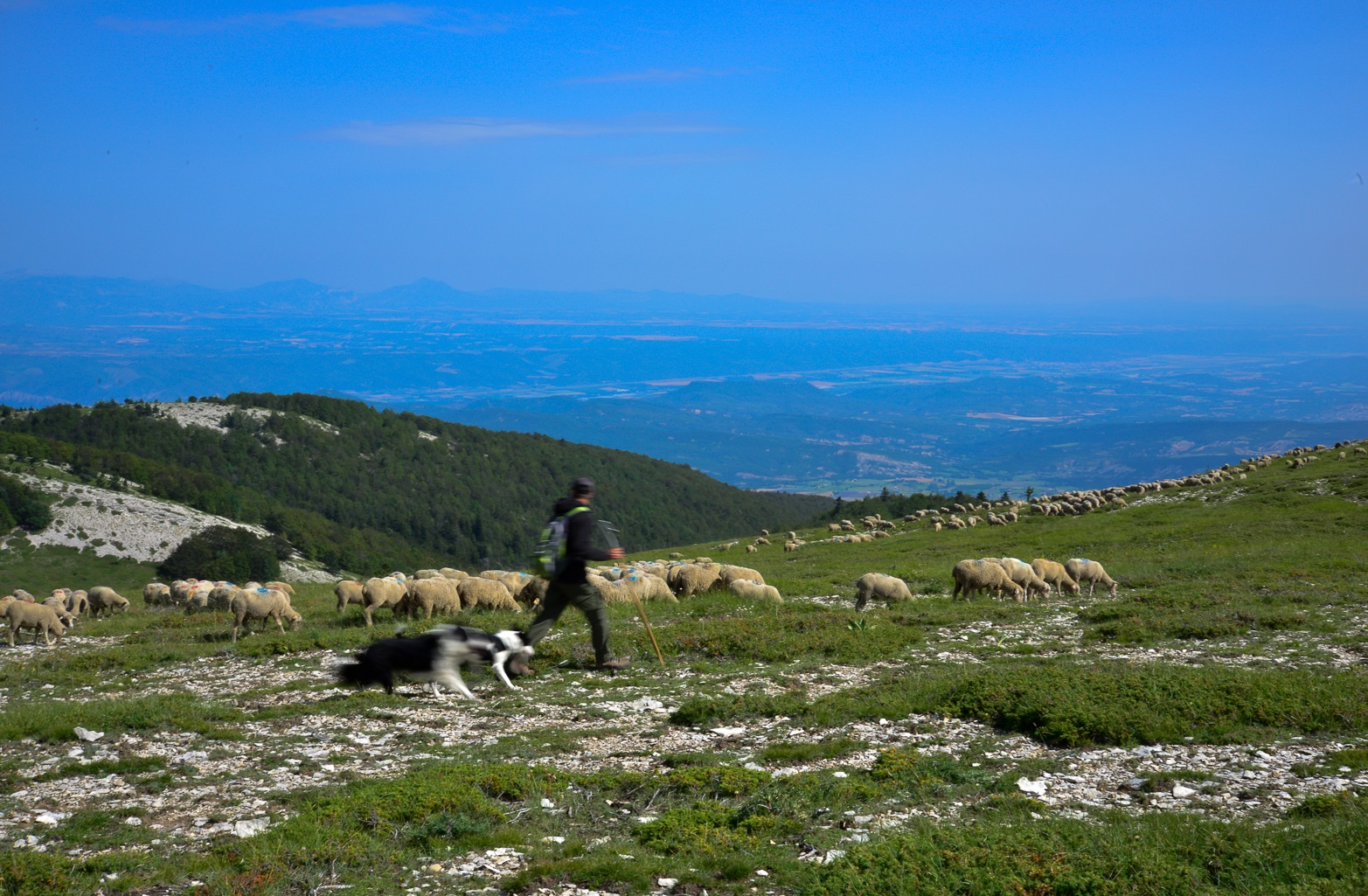
Berger sur la montagne de Lure

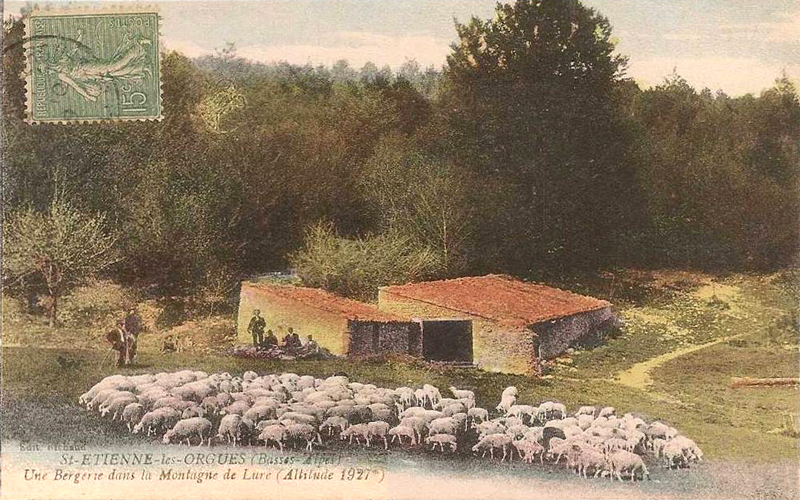
Jas dans la montagne de Lure au début du XXe siècle

Comme dans toutes les montagnes préalpines de Haute-Provence, la combinaison céréales/élevage ovin fut le système agricole originel de Lure du Néolithique jusqu'au début du XXe siècle. D'ailleurs, la statistique du nombre d'ovins n'a que peu fluctué entre 1804 et 2000, passant de 19 000 à 23 000 têtes, soit 2 à 3 ovins par habitant. Jusqu'au XIXe siècle, le troupeau, majoritairement composé de moutons adultes était gardé pour sa laine et son fumier, seul l'agneau gras était destiné à la boucherie. La laine était traitée sur place et destinée à fournir des tissus de cadis. Ceux-ci servaient de base à l'habillement des hommes et des femmes de Lure. L'agneau était vendu comme broutard, vers 6 mois, tandis que tout le troupeau, tant en bergerie que dans les pâturages fournissait le migon, fumier très apprécié.
Le développement des voies de communication rapides incita les négociants-chevillards de Sisteron, dans les années 1900 à privilégier la vente des agneaux de lait sur les marchés du Nord et du Nord-Est de la France. La structure du troupeau changea, hormis quelques béliers reproducteurs, il n'y eut désormais que des brebis. Puis un nouveau phénomène apparut, au cours des années 1970, celui de la concentration des troupeaux. D'une moyenne de 115 têtes en 1970, le troupeau passa à 203 en 1979 pour atteindre 354 en 2000. Au cours de cette même période, le nombre d'éleveurs diminua, à tel point que, depuis le début du XXIe siècle, ce sont 14 communes du massif qui ont abandonné l'élevage ovin. Les troupeaux les plus importants se trouvent à Ongles, au Revest-du-Bion, à Banon et à Saint-Étienne-les-Orgues et sont élevés pour leurs carcasses d'agneau.
Ces carcasses ont droit, sous le contrôle l'INAO, au label rouge accordé par un décret gouvernemental en date du 3 janvier 2005. Une indication géographique protégée protège l'appellation au sein de l'Union européenne depuis le 15 février 2007. Cette exigence de qualité a mis un terme à la pratique de cheptels élevés dans les mêmes conditions mais provenant d'autres régions dont la Basse-Provence, le Massif central et le Piémont. Chaque année, près de 400 000 bêtes passaient par les abattoirs de Sisteron profitant d'un certain laxisme pour usurper une provenance recherchée.

#### Élevage caprin

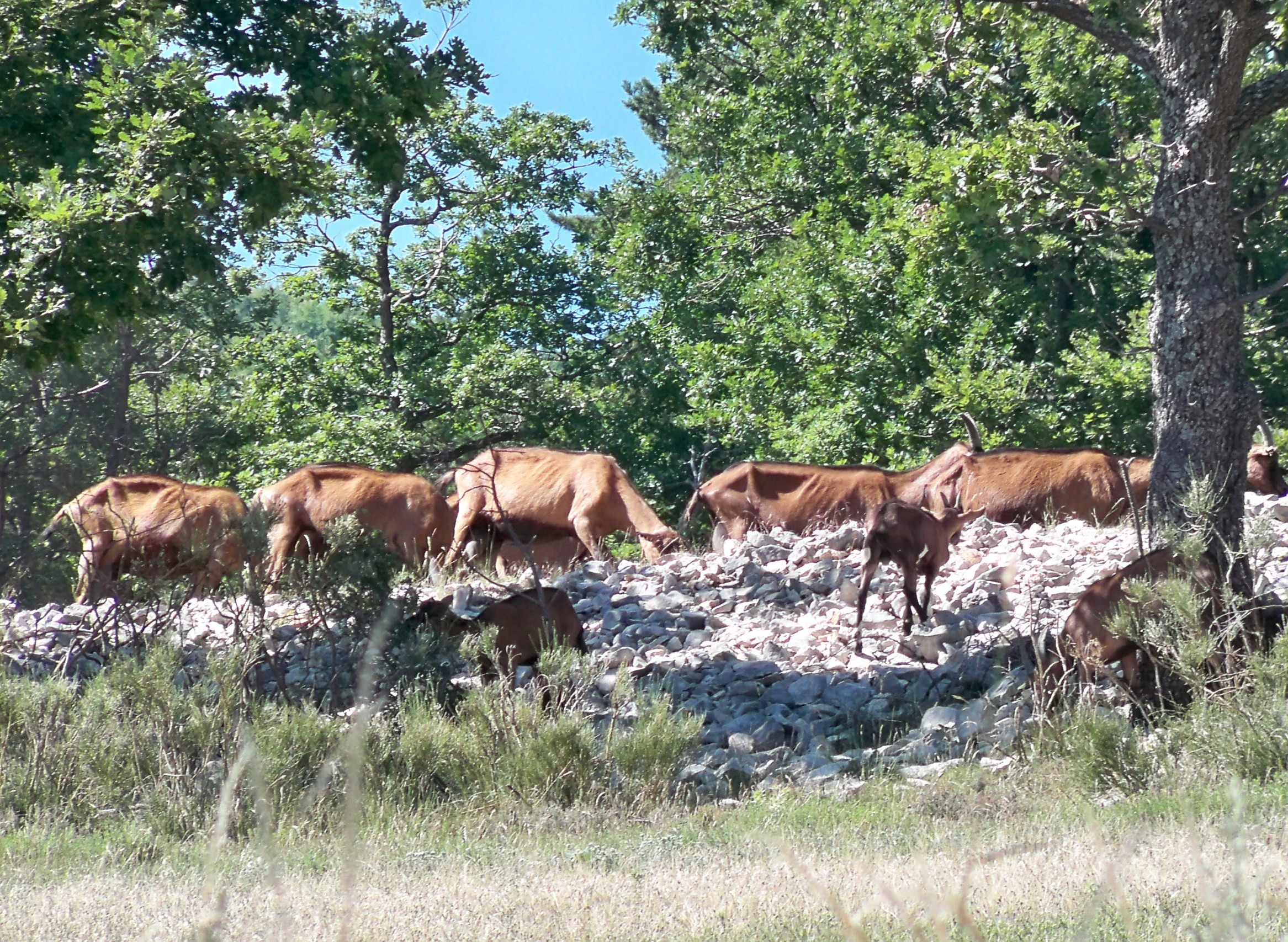
Troupeau de chèvres à Anglars, hameau de l'Hospitalet

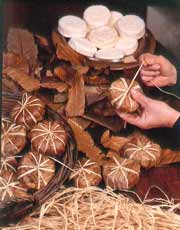
Tommes de banon

Sous l'ancien Régime, il y eut toute une série d'interdictions frappant l'élevage des chèvres. Elles allaient de la confiscation du cheptel, au bannissement à temps ou à vie du propriétaire, en passant par l'égorgement des bêtes et la peine du fouet jusqu'au sang pour qui les possédaient. L'abolition des privilèges sous la Révolution française permit de relancer l'élevage caprin. Il perdura sous le premier Empire car, comme le fit remarquer à sa hiérarchie un sous-préfet des Basses-Alpes : « Dans ces montagnes, le pauvre a sa chèvre qui le nourrit et sans laquelle sa famille manquerait de subsistances ». Car ce cheptel se contentait de peu, était plus robuste que les ovins et donnait quatre fois plus de lait.
À partir de 1813, des autorisations ponctuelles de posséder des chèvres furent accordées par famille et par commune ce qui permit d'imposer des quotas. Étaient prioritaires les veuves et les paysans pauvres (1 à 3 chèvres), pour les communes seules les plus nécessiteuses avaient droit à un cheptel, celle de Cruis obtint le droit de posséder 2 chèvres par exploitation, celle de l'Hospitalet se vit attribuer 100 chèvres pour 32 familles. En 1836, les statistiques montrent que sur 22 communes de Lure il y a 2 039 chèvres soit 1,5 tête pour 10 habitants. Ce cheptel va croître dans la seconde moitié du XIXe siècle pour atteindre 2 863 bêtes en 1892 soit 40 % d'augmentation. Déjà des communes comme La Rochegiron et Banon, qui possèdent chacune 250 chèvres se spécialisent dans la fabrication du fromage de chèvre plié dans une feuille de vigne ou de châtaignier et cerclé par un brin de raphia. Cette production est essentiellement vendue sur le marché de Banon et le fromage prend son nom. Un siècle plus tard, entre 1980 et 2000, le troupeau n'a pas augmenté puisqu'il plafonne à 2 774 têtes.
Ce qui a changé, c'est qu'à la date du 23 juillet 2003, l'INAO a donné son accord pour protéger le banon par une appellation d'origine contrôlée. C'est le premier fromage de la région Provence-Alpes-Côte d'Azur à obtenir une AOC. Mais la production est faible ce qui fait la rareté de cette appellation. Il y a seize producteurs fermiers, deux artisans transformateurs, pour 68 tonnes de fromages par an (80 % laitier et 20 % fermier). Seuls dix producteurs de lait livrent les deux entreprises artisanales.
Le fromage de chèvre du Mont-Ventoux est produit artisanalement à partir de lait de chèvre du Rove. Le principal producteur se trouve près de Saumane, commune située à cheval sur le plateau d'Albion et la montagne de Lure.

#### Élevage porcin

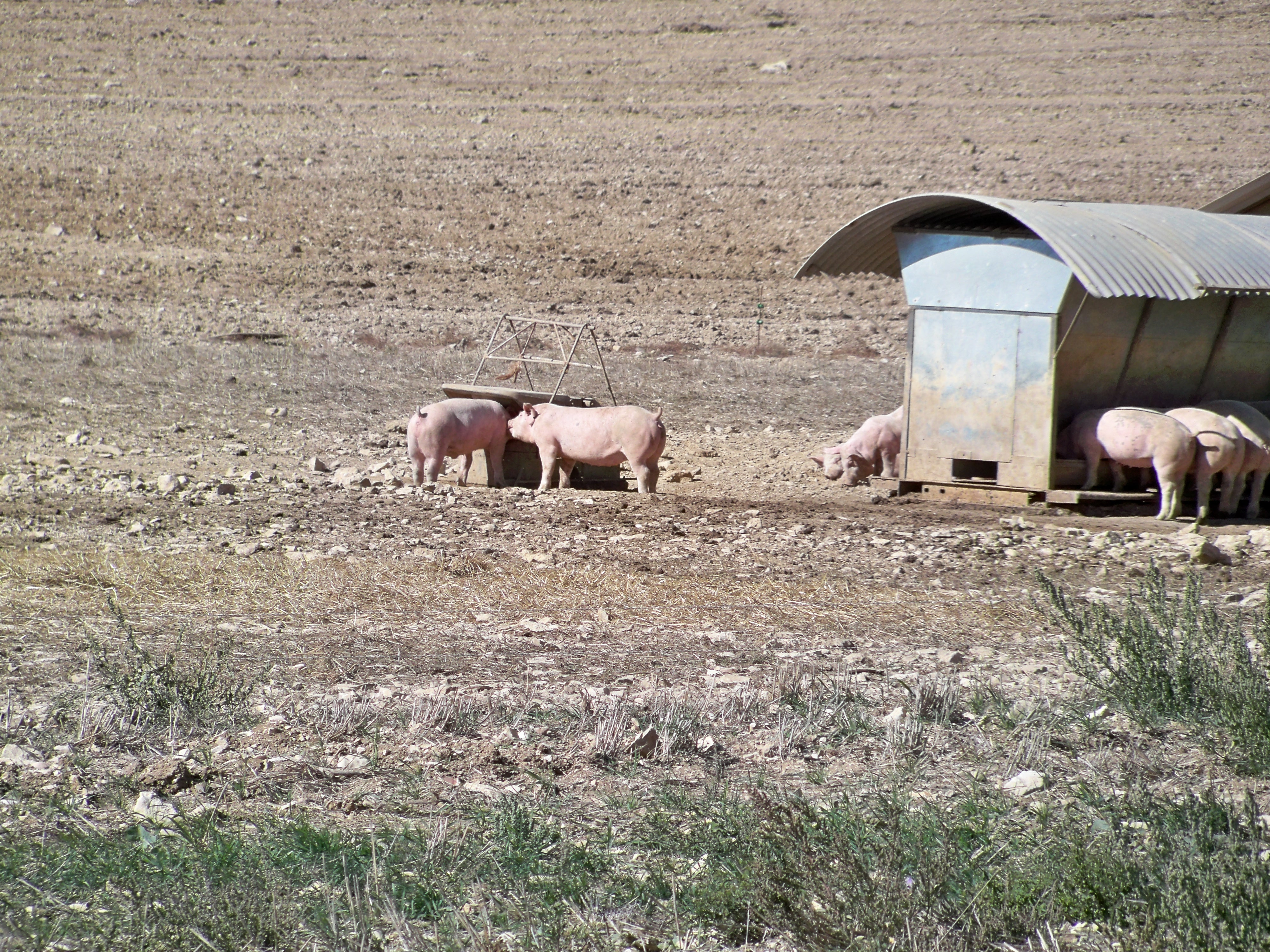
Élevage en plein air de porcs du Ventoux au Revest-du-Bion

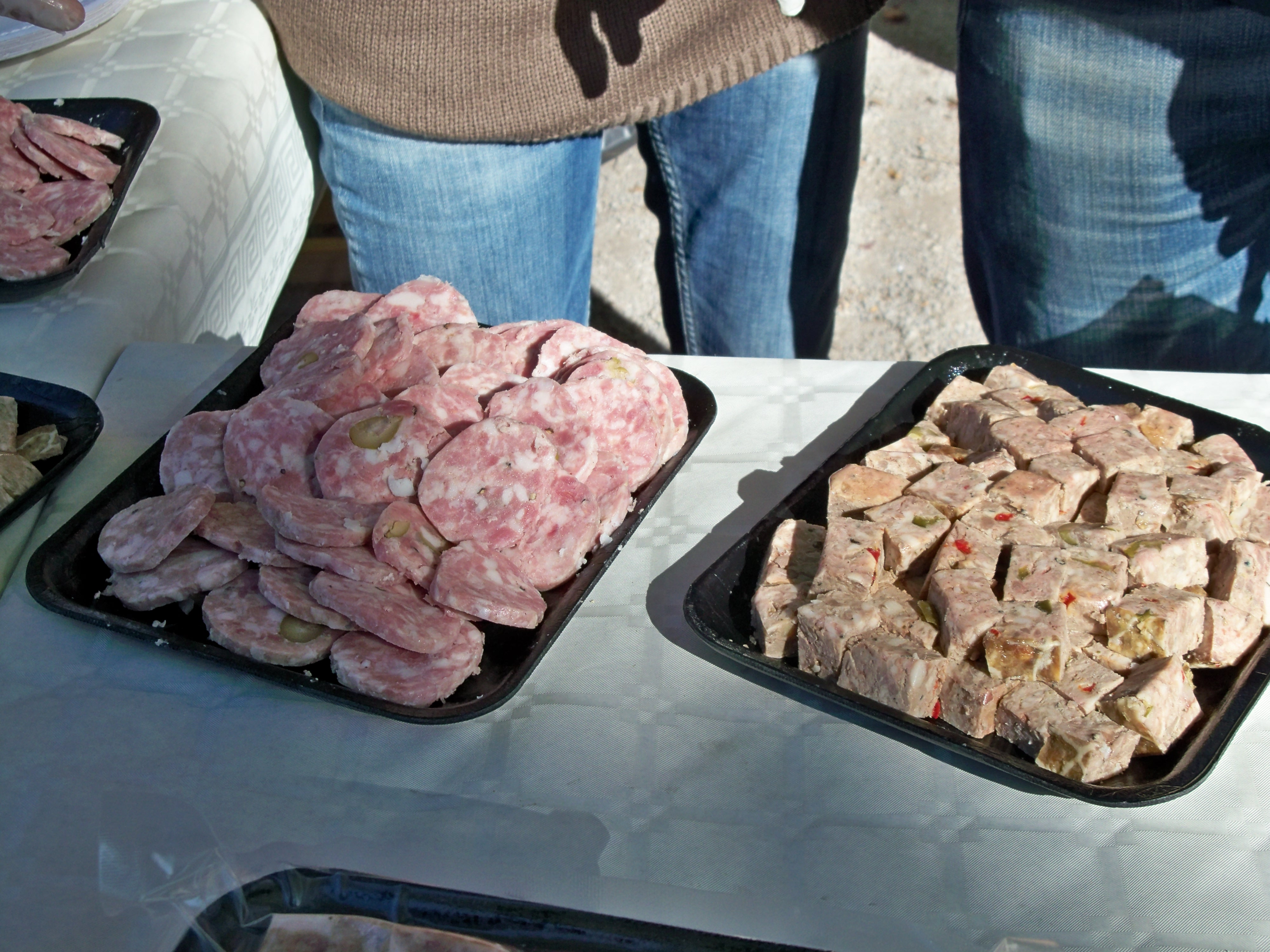
Charcuterie du Ventoux

Durant des siècles et jusque dans les années 1960, le cochon très répandu dans Lure, grâce à ses chênaies, fut le principal fournisseur de la viande familiale (viande douce ou viande salée). Il y eut même une transhumance puisque Louis Stouff signale, au XVe siècle, la présence de porcins de basse Provence venus à la glandée à Redortiers. De plus, dans les paroisses de l'Hospitalet, de Saumane, de la Rochegiron et de Banon, les paysans passaient un contrat de mi-croît avec les propriétaires de porcs de Manosque, Sainte-Tulle et Reillanne. Une pratique qui perdura jusqu'au XVIIIe siècle.
Le XIXe siècle reste le siècle d'or de l'élevage porcin. La statistique de 1815 indique que dans l'arrondissement de Forcalquier, les communes de montagne possèdent un grand nombre de porcs dont il est fait commerce soit sur pied, soit salé. Ce sont plus de 2 000 porcs comptabilisés dont 309 à Banon, 218 au Revest, 200 à Ongles, 120 à Saumane et 100 à Redortiers. En 1836, ce chiffre passe à 4 600, le Revest arrive en tête avec 600 porcs, suivi de Banon (423) et les Omergues (400). Cette augmentation est identique dans les massifs du Ventoux et des Baronnies.
Les deux guerres mondiales vont sonner le glas de la production du porc de montagne en Haute-Provence. La première à cause de la saignée provoquée parmi les hommes, la seconde, plus pernicieusement, avec l'élevage intensif mis en place pour faire cesser les restrictions. L'apparition des élevages industriels, en Bretagne, à partir de 1960, lui porta un coup fatal. En 1979, il n'y avait plus que 40 élevages dans Lure, neuf ans plus tard, on en dénombra trois, totalisant 116 bêtes, au Revest, et quatre avec 147 bêtes à Noyers-sur-Jabron.
Pour relancer cette production, en 1998, un syndicat fut créé afin de développer la filière du porc de plein air. Il regroupa les producteurs dans un rayon de 50 kilomètres autour de Sault, entre les monts de Vaucluse, la montagne de Lure, le plateau d'Albion et le mont Ventoux. Ce syndicat s'est donné pour but de représenter, défendre et promouvoir le label de qualité Porc du Ventoux. Pour être agréés, les animaux doivent avoir à leur disposition une surface de parcours de 100 m2 par porc et leur alimentation doit être composée d'un minimum de 70 % de trois céréales variées, les 30 % restant étant des légumineuses. La production, d'environ 3 600 porcs par an, est vendue à 85 % dans la région, par tiers, en boucherie, en restauration et dans la grande distribution.

#### Apiculture

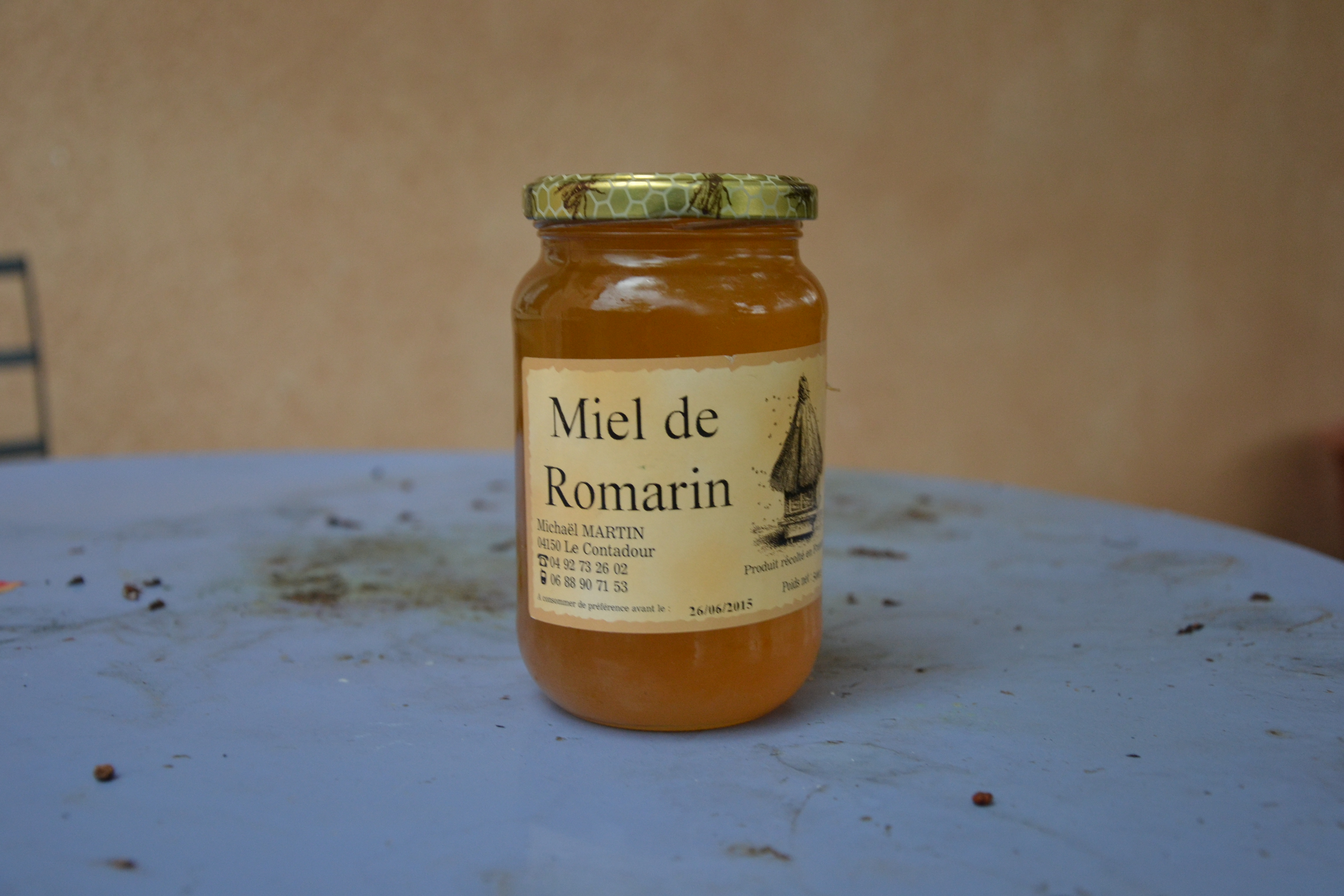
Miel du Contadour

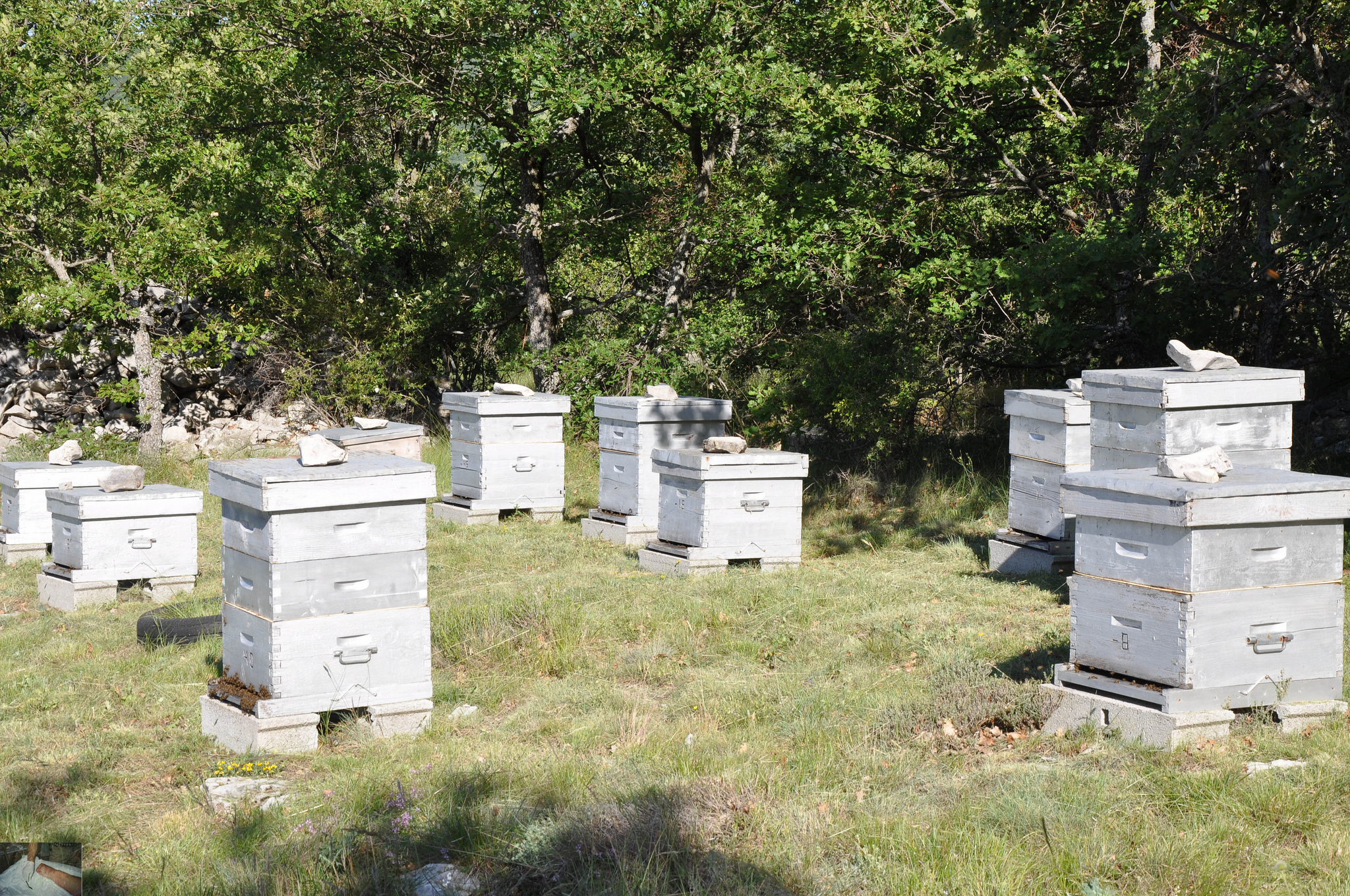
Ruches en transhumance entre l'Hospitalet et Lardiers.

Dans le massif de Lure, le rucher familial est une longue tradition. Il fournissait à la fois un complément de revenu et c'était le seul moyen de sucrer. Jusqu'au milieu du XXe siècle, les ruches étaient aménagées dans des troncs d'arbres creux — les bruscs — et leur nombre variait en fonction des essaims récoltés au printemps puisque chaque récolte de miel tuait les abeilles. La division du travail dans chaque famille était identique. L'homme était chargé du brusc et de lever le miel, la femme extrayait celui-ci des gâteaux de cire en utilisant la chaleur du foyer. C'était un miel toutes fleurs qui servait à sucrer les boissons, confectionner des gâteaux, préparer du nougat, confire des fruits ou réaliser des onguents. Les marchands-droguistes de Lure faisaient entrer cire et miel dans leurs préparations médicamenteuses. Mais la cire était aussi utilisée pour encaustiquer les meubles, son surplus étant vendu aux menuisiers et aux ébénistes ou consacré à confectionner des bougies et des cierges.

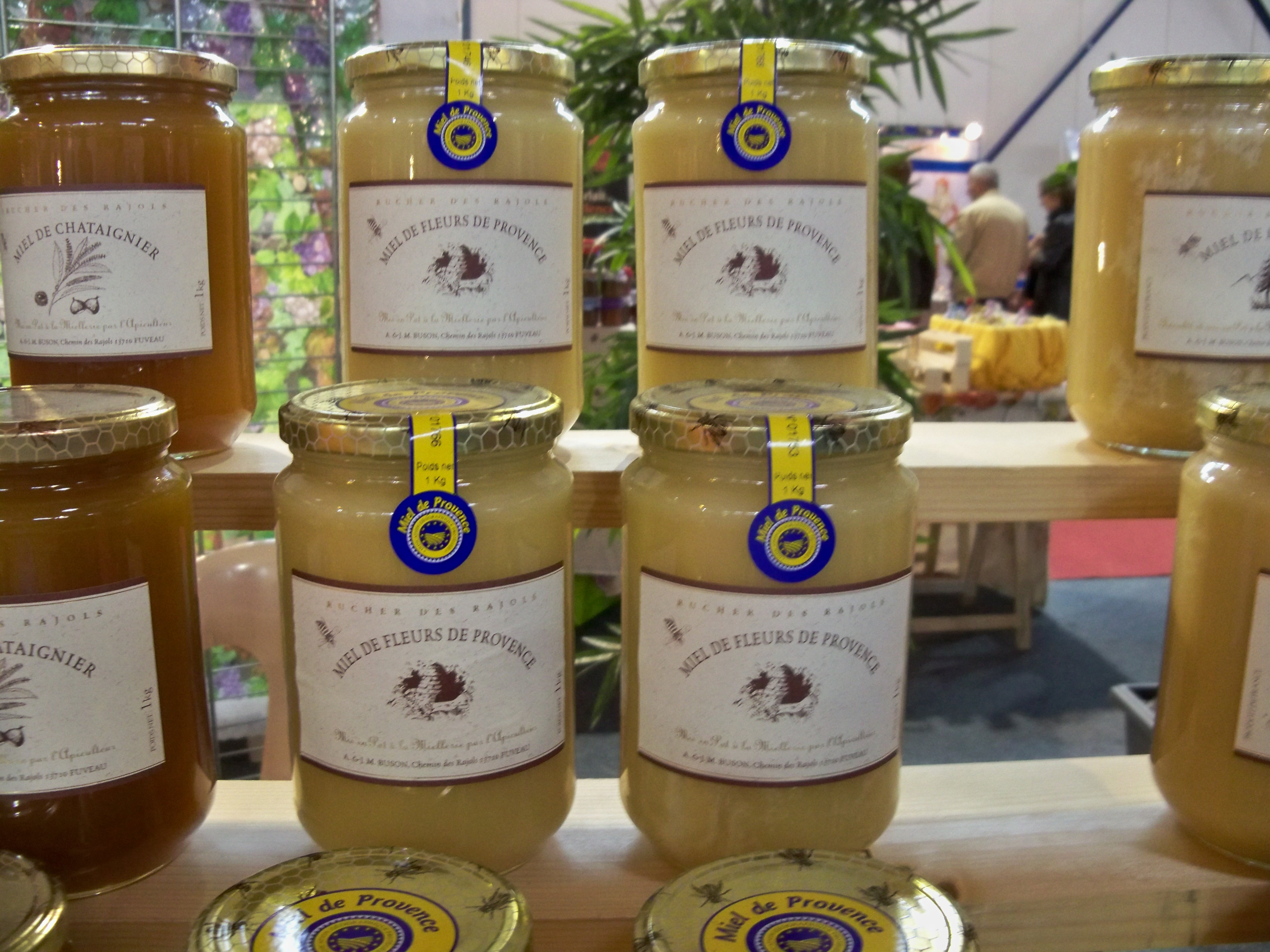
Miel de Provence toutes fleurs

L'apiculture de Lure va se transformer au cours des années 1920 avec la mise en culture de la lavande et du lavandin sauvages. Puis par le remplacement progressif durant les années 1930 des bruscs par des ruches à cadres. Celles-ci se généralisèrent dans la décennie suivante. Dès lors, la transhumance des ruchers dans les champs de lavande devint l'une des caractéristiques de l'apiculture provençale. Ces déplacements se firent initialement par les producteurs locaux grâce à une remorque attelée au car reliant Forcalquier à Banon et desservant Lardiers, l'Hospitalet et Saumane. Ils furent imités par les apiculteurs de Vaucluse qui organisèrent le déplacement de leurs ruches par charrois vers les Basses-Alpes.
Actuellement la spécificité du miel de Provence est protégée par un label rouge associé à une indication géographique protégée tant pour le miel toutes fleurs et que pour le miel de lavande depuis le 30 juillet 2009. Les 4 500 producteurs de ce miel labellisé produisent 2 000 t/an soit 8 % de la production nationale. Nombre d'entre eux pratiquent la transhumance selon un trajet allant du littoral méditerranéen vers la Haute-Provence (mont Ventoux, plateau d'Albion, montagne de Lure, etc.) durant les mois chauds et s'inversant dès la fin de la floraison.

### Énergies renouvelables

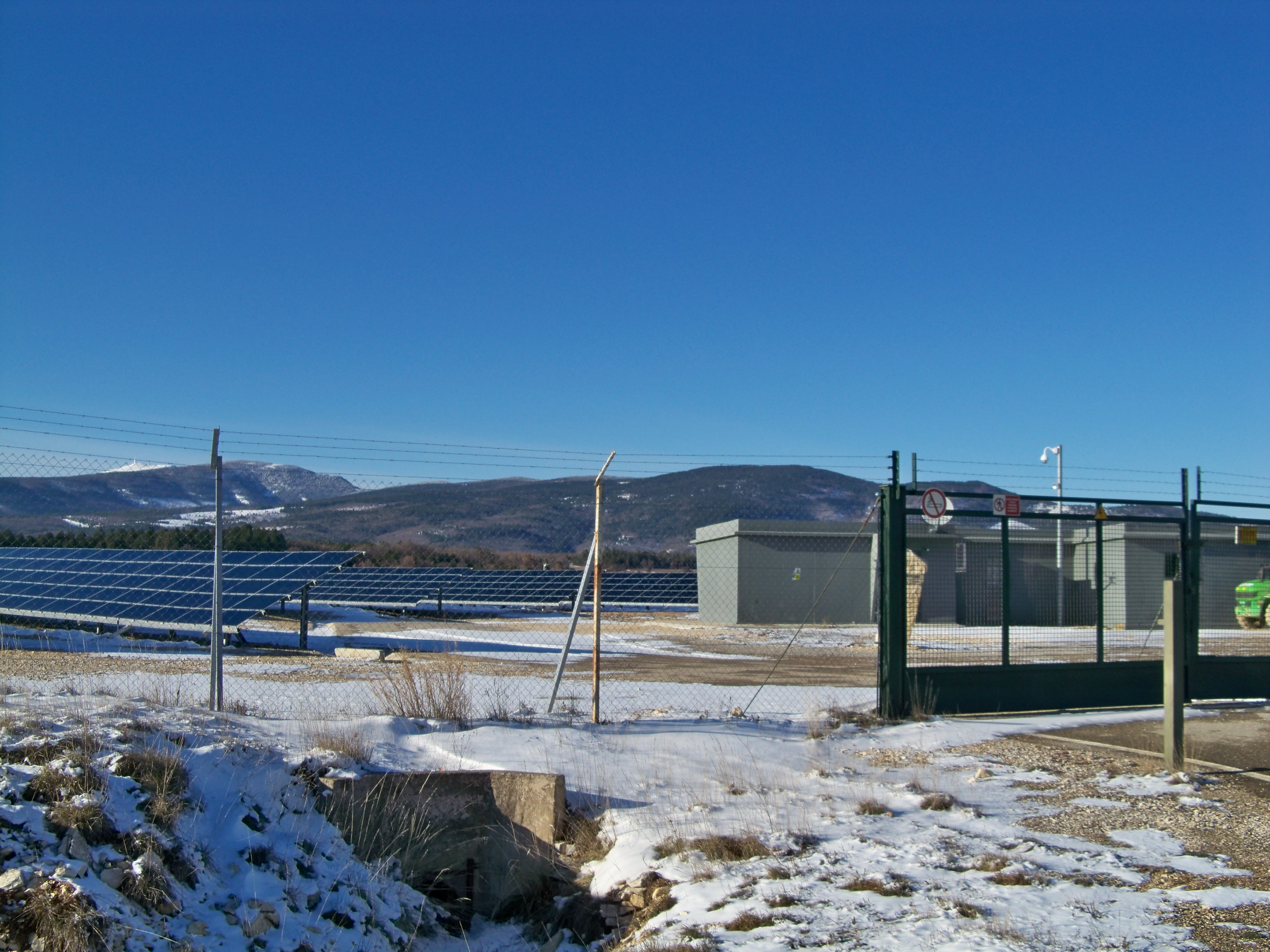
Ancien silo atomique transformé en centrale solaire près du Revest-du-Bion

La première centrale solaire photovoltaïque entre Ventoux et Lure a été construite sur le plateau d'Albion à l'emplacement d'un ancien silo destiné au lancement de missiles nucléaires situé sur la commune de Sault. Désaffecté depuis 1996, il a été démantelé entre 1997 et 1999. Toutes les installations militaires ont été retirées et le silo a été comblé de graviers. Si son exploitation commerciale a débuté en 2009, son inauguration officielle a eu lieu le 17 juin 2010.
Sa construction et son exploitation ont été confiées à AES Solaire France, société spécialisée dans les projets photovoltaïques, qui a mis en place une centrale solaire développant une puissance de 1,2 MWc. L’investissement avoisine les 5 millions d’euros. Depuis décembre 2009, la centrale solaire produit près de 3 000 kWh par an pour chacun des 600 foyers de Sault. Ses promoteurs, AES Solaire France, basée à Aix en Provence, avec cette centrale réalisent leur premier projet à atteindre la phase opérationnelle.
Un de leurs concurrents, Eco Delta Développement (EDD) a obtenu un permis pour la construction d'un parc photovoltaïque d’une puissance de 1,2 MWc octroyé par la commune du Revest-du-Bion sur un ancien silo à missiles. La centrale solaire est constituée de 4 000 panneaux couvrant trois hectares. Elle fournit en électricité les habitants du Revest. L’investissement représente un montant de 4,5 millions d’euros. Les travaux qui avaient débuté fin janvier 2010 ont permis une mise en service au printemps 2011.

### Sport et tourisme

#### Panorama

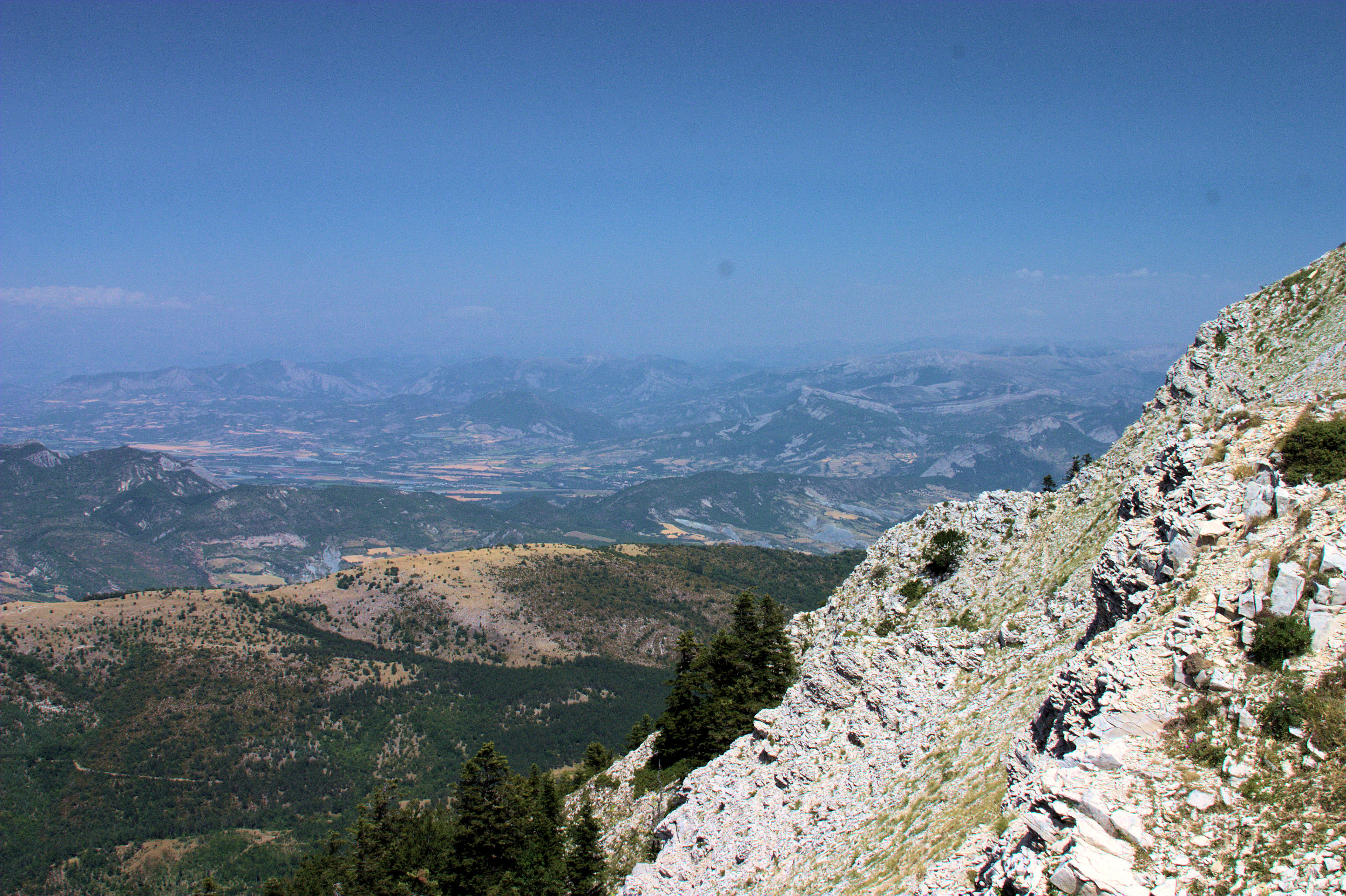
Vue vers le nord depuis la montagne de Lure

La vue porte loin sur 360° depuis le signal de Lure, et presque autant depuis le reste de la crête. À l'est, on aperçoit les Préalpes de Haute-Provence, les Grandes Alpes et, par temps clair, le mont Viso. Au sud-est, on peut voir les massifs autour du Verdon, les rochers des Mées et la plaine de la Durance. Au sud, on distingue la chaîne du Luberon ainsi que les massifs de la Sainte-Baume et de la Sainte-Victoire. À l'ouest, le mont Ventoux apparaît nettement et au nord, on a une vue sur les Préalpes de la Drôme provençale, le Vercors, le Dévoluy et les Écrins (Pic de Bure, l'Obiou, la Meije, l'Ailefroide, les Bans, l'Olan, le Pelvoux, le Sirac, Les Rouies, la montagne d'Aujour, etc.).

#### Randonnée
Parmi les nombreuses randonnées possibles dans Lure, trois sont devenues des classiques. La première est celle qui permet d'atteindre le sommet de Larran soit au départ du Contadour, soit par Banon. La seconde mène au Contras, vaste zone d'alpage, par le col Saint-Vincent au départ de L'Hospitalet ou de Saint-Vincent-sur-Jabron. La dernière permet d'atteindre le signal de Lure par le col de la Graille.

#### Sports d'hiver

##### Station de ski
Sur la commune de Saint-Étienne-les-Orgues, à environ 1 600 m d'altitude, se trouve une petite station de ski. Malgré sa taille modeste, c'est la plus vieille du département (1934).
Station de ski la plus proche de Marseille, elle a prospéré jusque dans les années 1980, grâce à des hivers enneigés. En 1992-1993, elle renouvelle son équipement avec un des remonte-pentes de la station de la Frache, à Jausiers, qui vient de faire faillite. Avec la réduction de l'enneigement et la concurrence des stations des Grandes Alpes, mieux équipées et mieux desservies, la station a perdu de son intérêt. Exposée à l'adret, elle ne bénéficie plus d'un enneigement fiable. À partir de 1997, la majorité des pistes fermèrent et seuls deux téléskis fonctionnaient encore l'hiver. La station de ski a été démantelée au printemps 2011. Après le démontage de la plupart des remontées, seuls deux téléskis « débutants » restent encore en service dès la présence de neige. Un observatoire astral jouxte la station de ski.

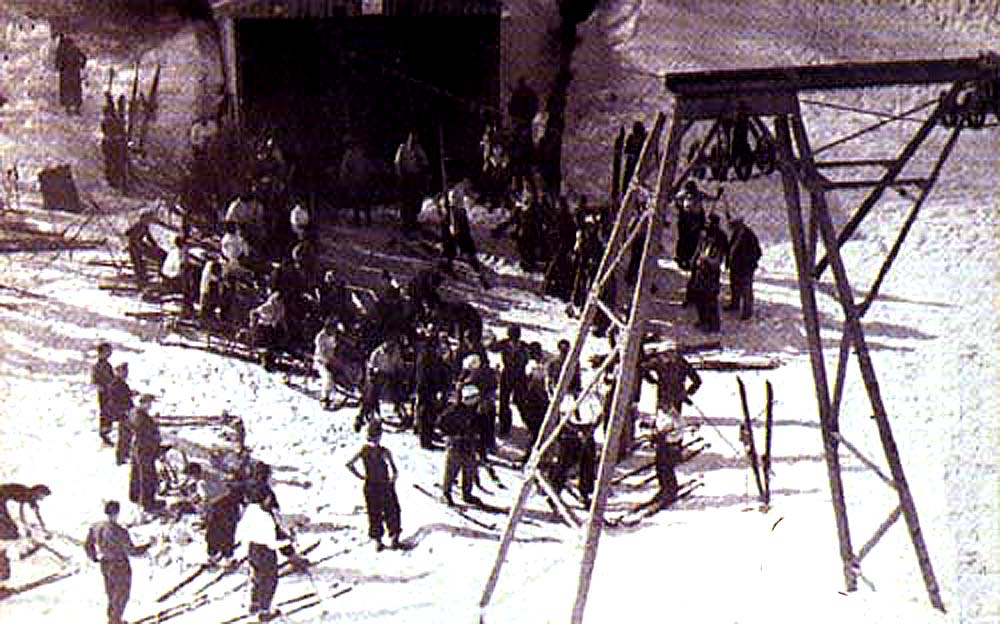
Location de skis à la montagne de Lure en 1938.
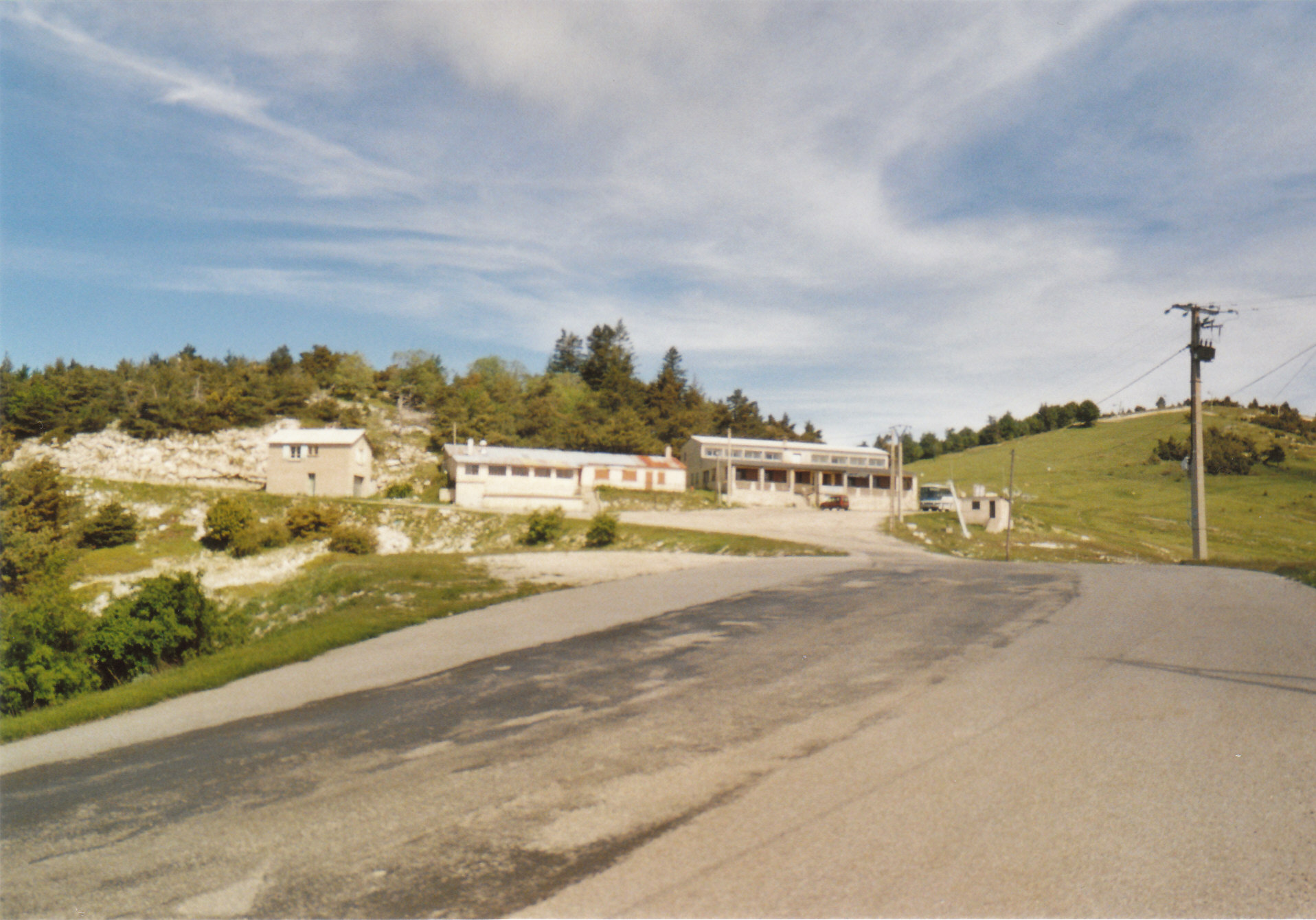
Refuge dans la station de ski de la montagne de Lure.
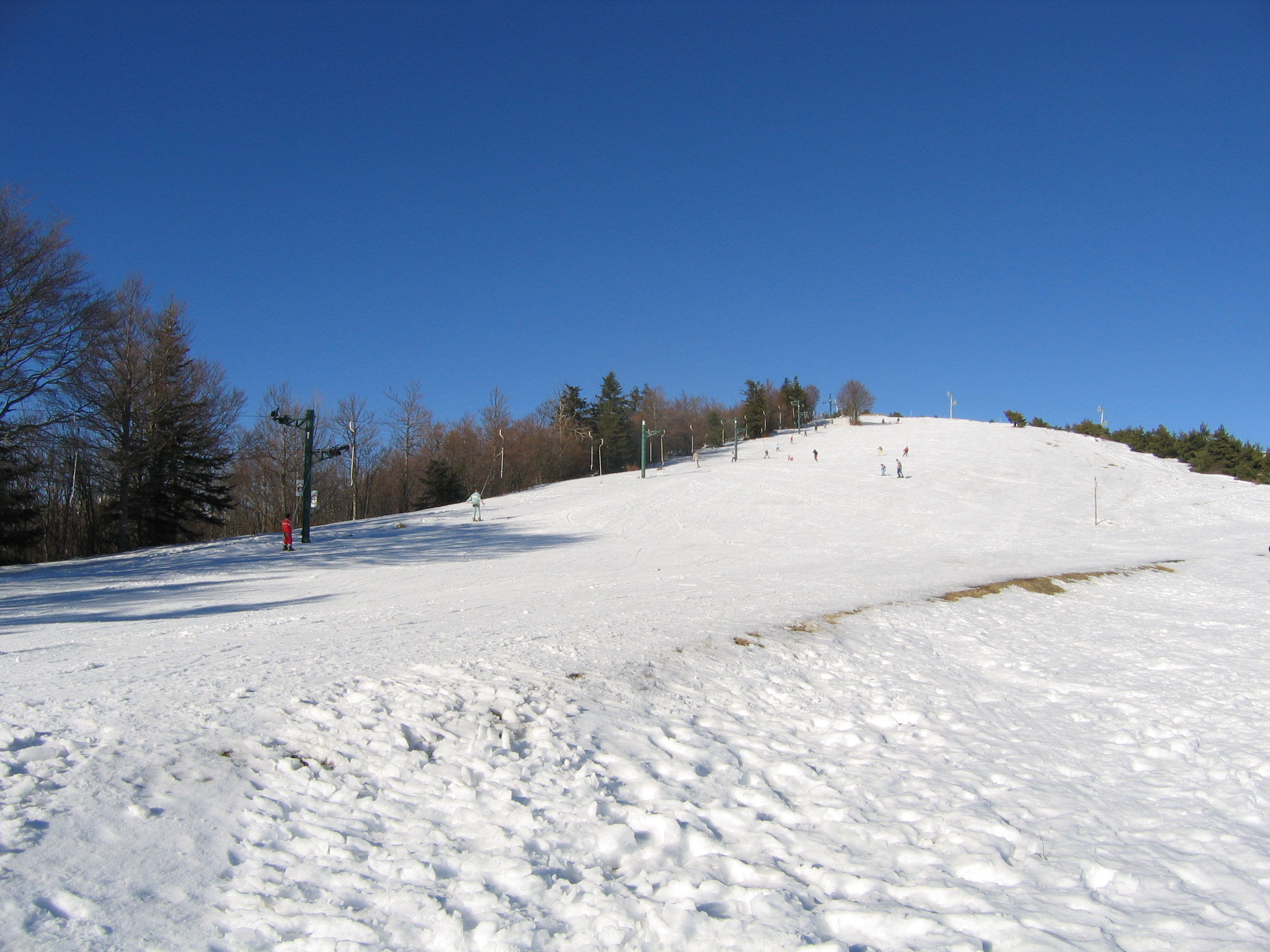
Remontées mécaniques actuelles.

##### Ski de randonnée et ski nordique

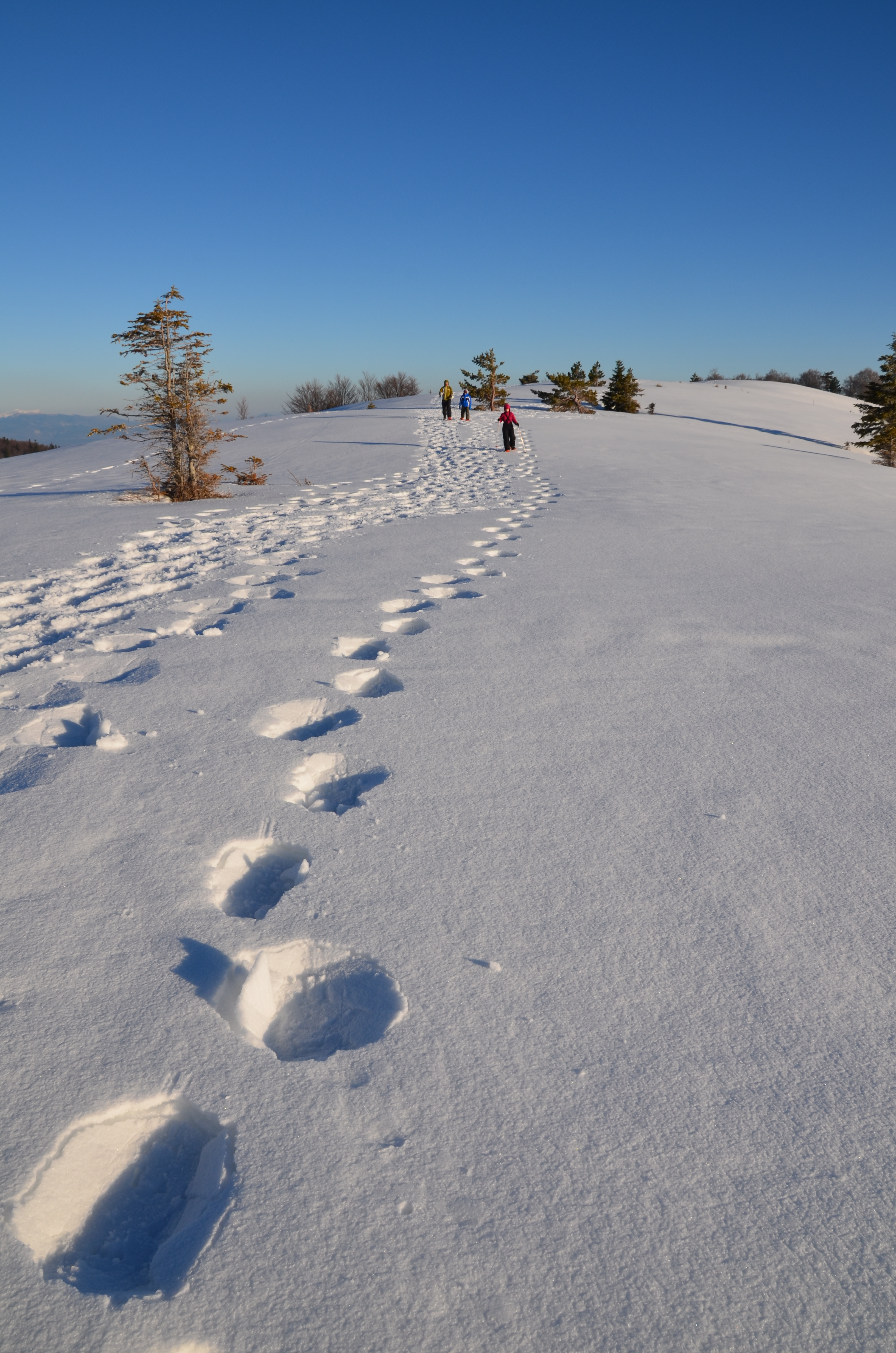
Balade en raquettes dans la montagne de Lure

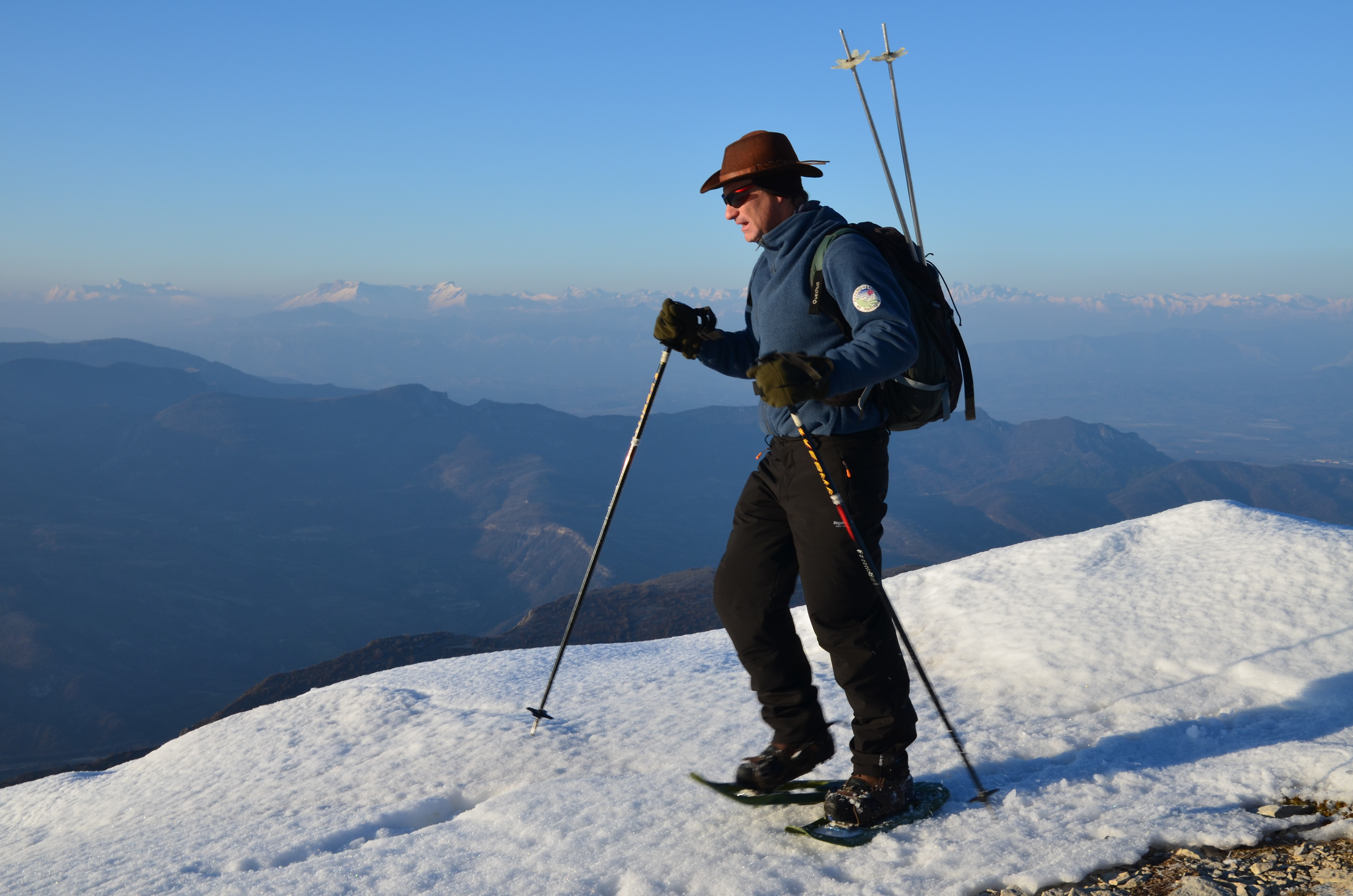
Mathieu Boogaerts, en ski raquette, dans la montagne de Lure

Bien que la station de ski soit très petite et l'enneigement peu fiable, elle reste un lieu très apprécié des locaux qui y trouvent un lieu idéal pour faire d'autres sports d'hiver (ski de randonnée ou nordique, raquettes, luge, etc.). Aux activités du ski alpin sont aujourd'hui associés les loisirs du ski nordique, de randonnée, ou des balades notamment en raquettes,. En outre, le refuge de Lure La Sauvagine, offre un espace de convivialité tandis que l'observatoire Marc Bianchi, siège de la société astronomique de la montagne de Lure, permet aux amateurs passionnés des observations.
Depuis 2008, une fête de la raquette est organisée chaque année, au mois de janvier, dans le cadre de la fête nationale du ski et de la neige. Ce rendez-vous national est un événement festif et convivial qui permet de découvrir des activités de randonnées à raquette, le métier d'accompagnateur en montagne et le fonctionnement en club de la Fédération française de randonnée. En l'espace d'un week-end tout un chacun peut être initié aux notions de sécurité, à la construction d’igloos et au parcours d’orientation.
Le premier jour, une formule « rando après-midi + coucher de soleil », adaptée au niveau de chaque groupe, programme les techniques de descente et de franchissement, l'initiation à l'orientation et l'identification des traces d’animaux avec comme point d'orgue l'arrivée sur la crête de Lure au moment du coucher de soleil. La nuit tombée, la balade se conclut par des communications lumineuses et radios avec le sommet du Ventoux puis par une descente aux flambeaux vers la station de ski.
Le lendemain des randonnées à la journée ou à la demi-journée (sportive, découverte, famille ou parcours d’orientation) sont suivies par des ateliers d'initiation dont celui consacré à la sécurité (initiation à l'usage des détecteurs de victimes d'avalanches - DVA). La journée se conclut à 17 heures. Lors de ce week-end, la sécurité pour tous les participants est assurée sur place par les secouristes du PGHM (Gendarmerie de Haute Montagne) et de pompiers départementaux.

#### Cyclisme

##### Cyclisme professionnel

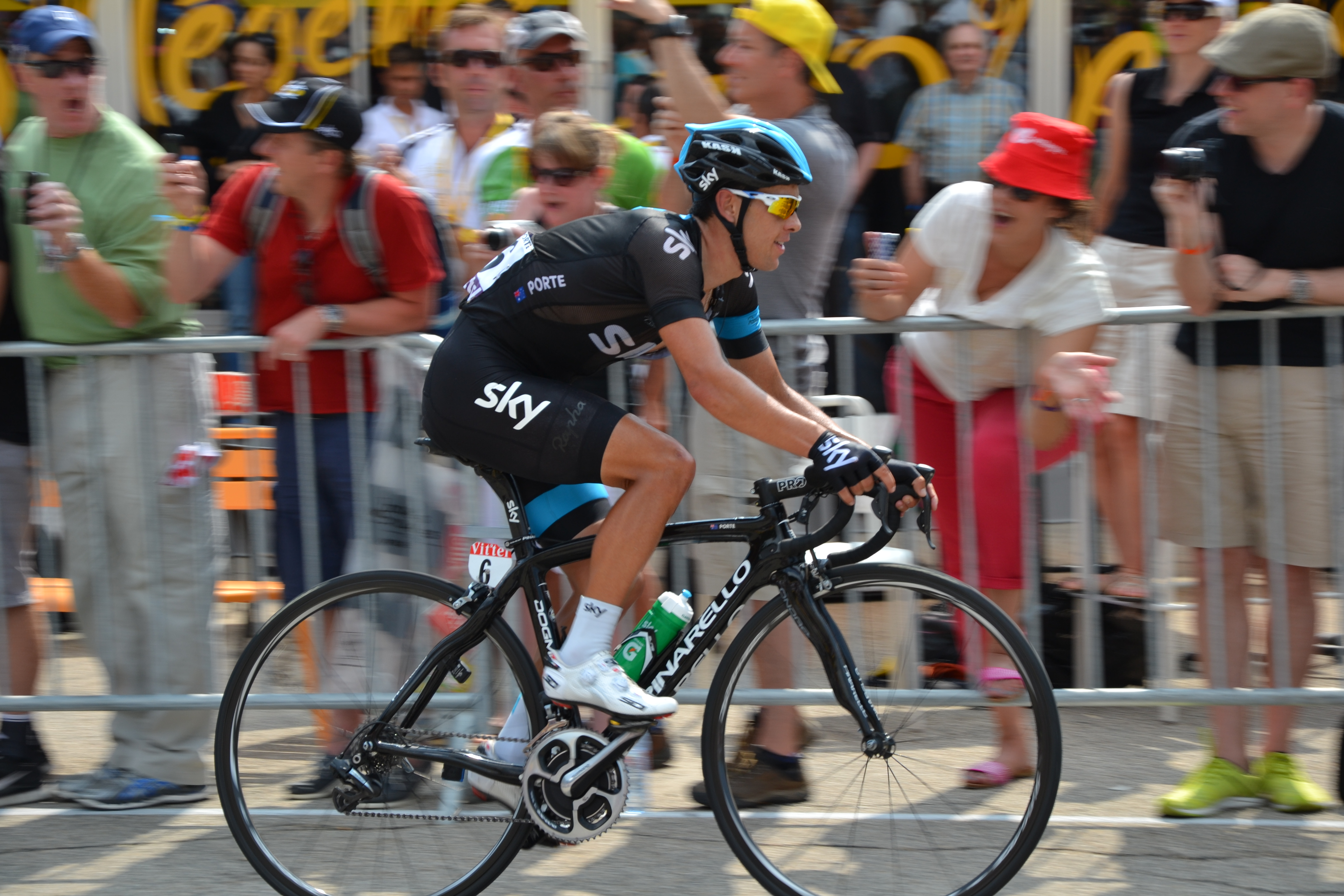
Richie Porte en pleine ascension

Le 13 mars 2009, la montagne de Lure a accueilli l'arrivée de la 6e étape de Paris-Nice 2009. Elle était annoncée comme l'étape la plus difficile de cette édition, la montée était classée en première catégorie, et fut marquée par la victoire d'Alberto Contador qui a pris par la même occasion le maillot jaune à Sylvain Chavanel. La montagne a été grimpée par le versant sud et a constitué l'arrivée la plus haute de l'histoire de cette course même si elle n'a pas été jugée au sommet de la route, enneigée en cette période, mais quelques kilomètres plus bas au niveau du refuge de Lure. Alberto Contador avait ainsi mis 34 min 20 s pour grimper jusqu'à la station.
Le 8 mars 2013, le Paris-Nice a fait à nouveau étape à la montagne de Lure. L'arrivée a été une nouvelle fois jugée à la station sur le versant sud. Alors que le peloton du maillot jaune était groupé jusque dans les derniers kilomètres, le leader Andrew Talansky accélérait le rythme, répondant à une attaque de Michele Scarponi. Mais c'est finalement Richie Porte qui est parvenu à s'extirper du groupe de tête à 1,5 km de l'arrivée pour l'emporter et prendre le maillot jaune à Andrew Talansky.
Le 13 février 2022, la station de la montagne de Lure a accueilli l'arrivée de la 3e étape du Tour de La Provence 2022. Nairo Quintana accélérait à moins de 5 km de l'arrivée et s'imposait, endossant du même coup le maillot de leader du classement général.

##### VTT

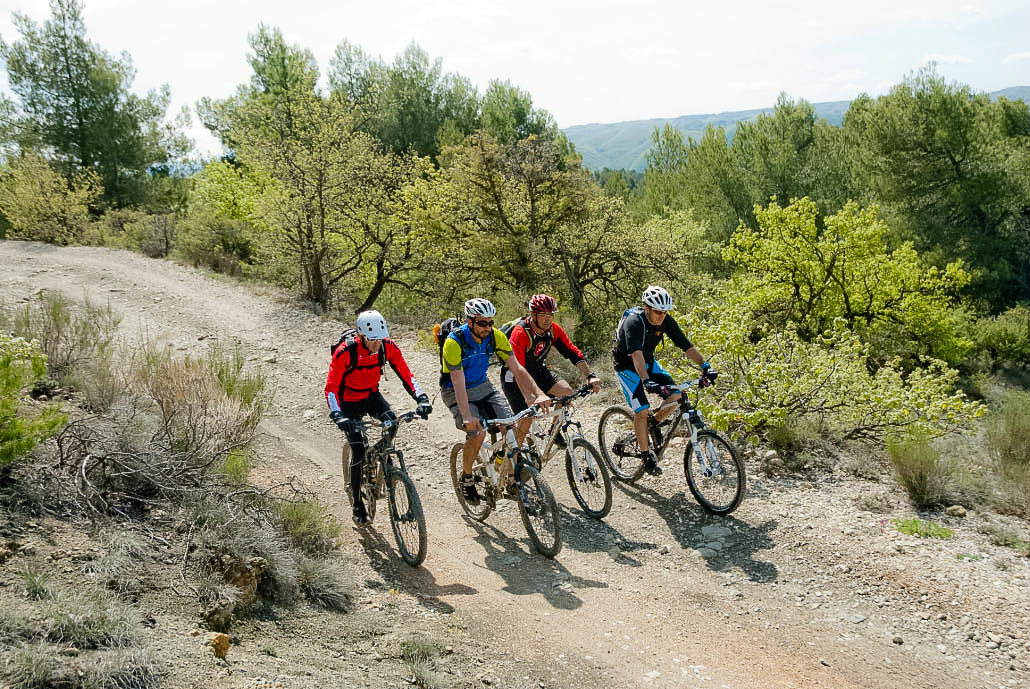
En VTT sur une draille

Les abords de Lure se prêtent assez bien à la pratique du VTT. Dans la montagne même, les crêtes sont praticables bien qu'assez cassantes à cause des pierres. En dehors de celles-ci, les nombreux sentiers et les drailles permettent de tracer des itinéraires selon ses goûts et capacités sportives. Beaucoup de ceux-ci sont balisés VTT et GRP (Tour de la montagne de Lure). Les meilleures périodes pour pratiquer sont mai, juin, septembre et octobre.

##### Ascension
Pour les grimpeurs (VTT ou vélo de course), il existe le chalenge cycliste de Lure. C'est un parcours permanent ouvert toute l'année. Il part d'un principe simple : faire une ascension chronométrée au départ de Saint-Étienne-les-Orgues, depuis le carrefour de la D951 et de la D413 à près de 685 mètres d'altitude,, jusqu'au point le plus élevé de la route (1 748 m), sous le signal. Cette ascension est de 18 kilomètres, avec un dénivelé de 1 063 mètres et une pente moyenne à 5,9 %. Pour concourir, il suffit d'être muni d'un smartphone, télécharger l'application challengelure, effectuer la montée et retrouver son temps et classement sur le site du chalenge. Pour les meilleurs sont décernés des diplômes or, argent ou bronze.
Un journaliste, Frédéric Millet, a enregistré sur le vif ses impressions sur les quatorze premiers kilomètres de l'ascension jusqu'à la station, dont l'entrée se situe au refuge de Lure (à environ 1 570 m d'altitude) après 13,8 km de montée ; les derniers kilomètres étant encore enneigés, et les a ensuite publiées en 2009 dans la revue spécialisé Le Cycle. Il reste surpris dès le départ où d'emblée il doit avaler pendant 300 mètres une côte à 9 % avant d'avoir droit à un replat et finir son premier kilomètre avec une déclivité moyenne de 7,5 % « Une belle entrée en matière ! » remarque-t-il.
Par la suite la pente reste stable, comprise entre 5 et 6 %. Mais à partir du 9e kilomètre, marqué par le passage devant deux oratoires se jouxtant (Saint-Joseph et Sainte-Marie, à environ 1 240 m d'altitude,),elle augmente sensiblement ce qui oblige à enlever une ou deux dents. Il note d'ailleurs : « L’inclinomètre indique même un passage de 200 mètres à 10 % qui nécessite de se mettre en danseuse. » Si, arrivé au kilomètre 12, il voit enfin le sommet et le signal de Lure, il constate : « La pente devient plus éprouvante avec toujours un 7 % de déclivité moyenne mais une succession de lacets propres à briser votre élan, surtout que la végétation se raréfie et offre moins d'abri face aux vents. »

#### Sports aériens
Cette montagne permet également la pratique de sports aériens (planeur, parapente ou deltaplane, montgolfière). Le planeur y est particulièrement présent avec la proximité des aérodromes de Saint-Auban et de Sisteron. Elle est connue pour avoir permis à des planeurs de monter en vol stationnaire jusqu'à 10 000 mètres d'altitude.

Sports aériens
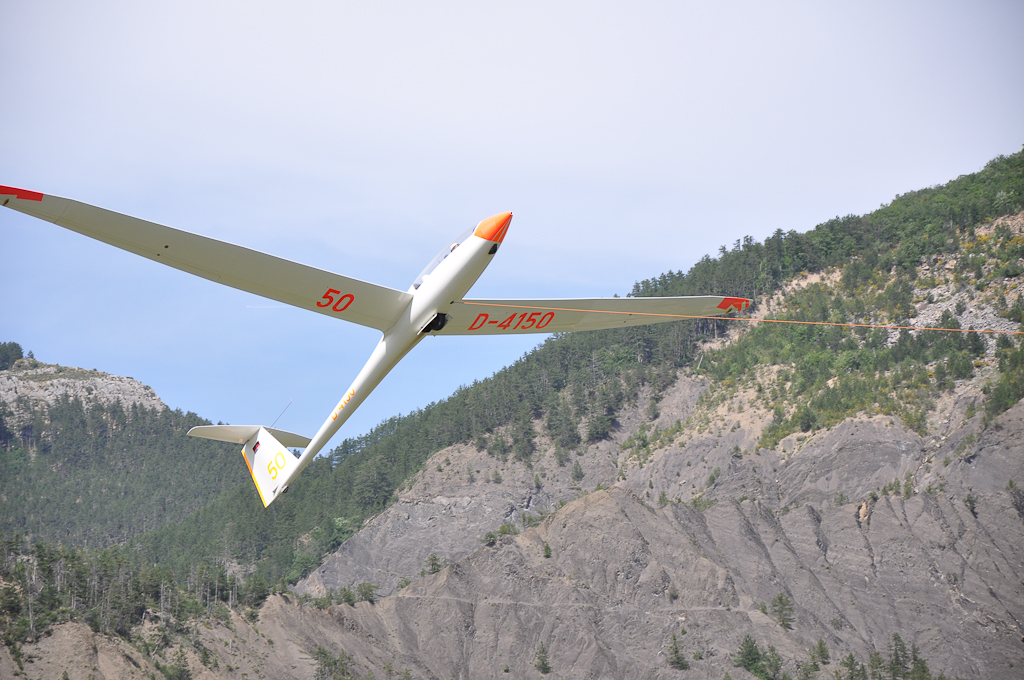
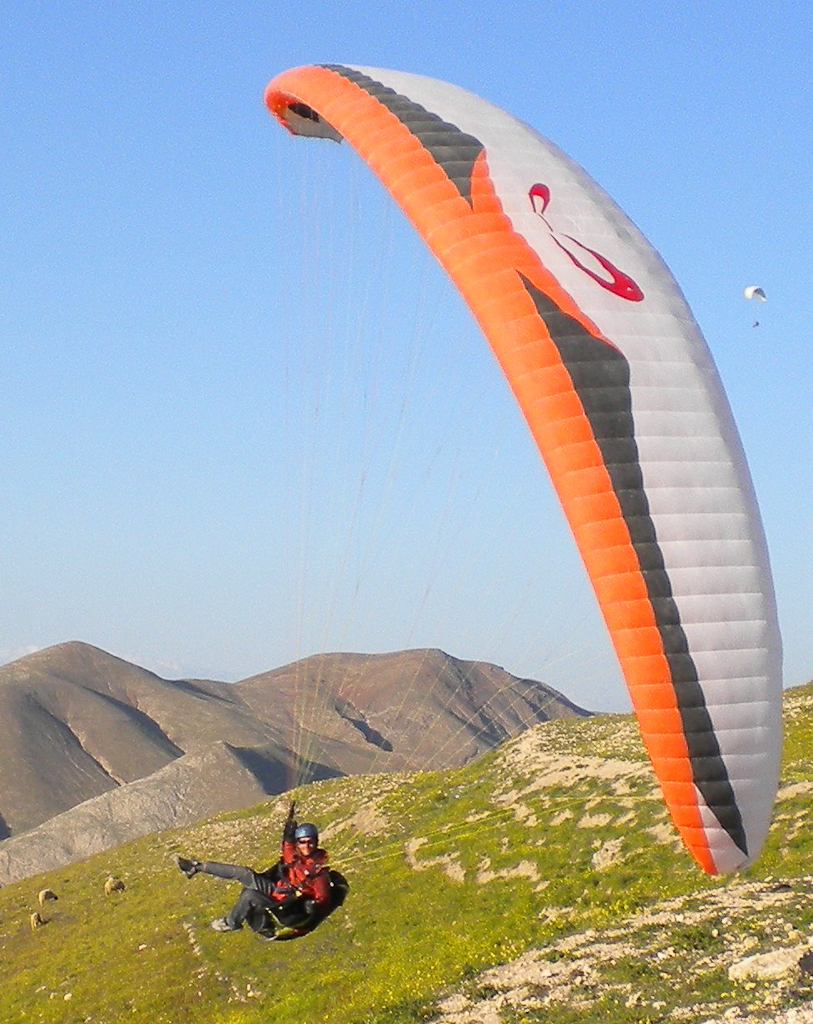
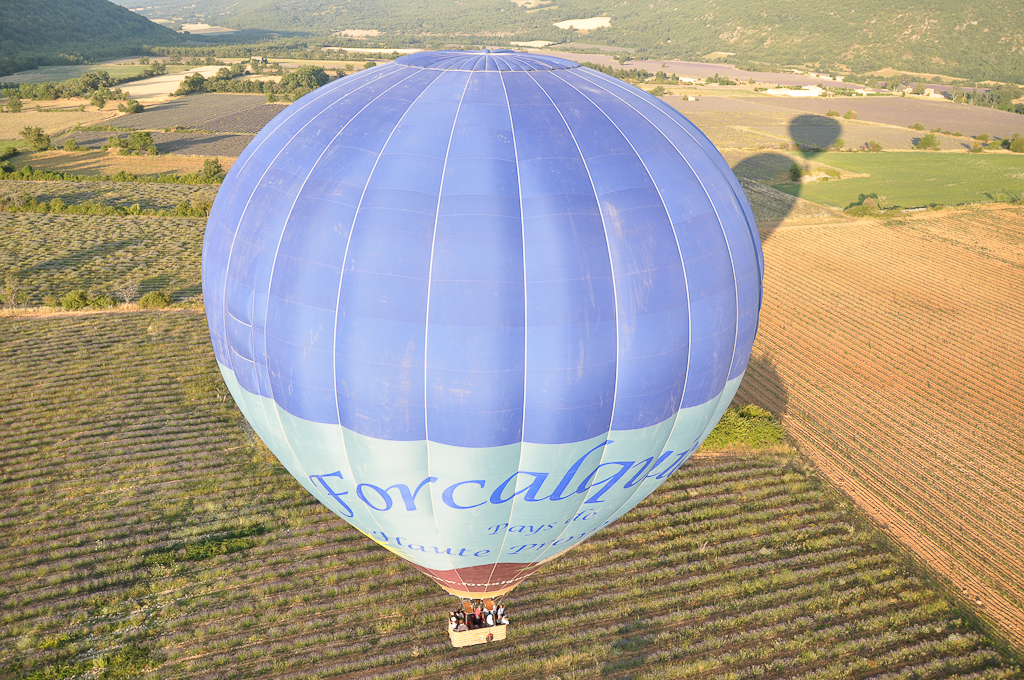

Il est possible de pratiquer le vol libre au Sambuquet (Saim Buguet), près de l'Hospitalet, avec deltaplane et parapente. Les vols en montgolfière se font au départ de Forcalquier, ils sont à la portée de tous, sans condition particulière. Le vol dure environ une heure et quart.

### Thermalisme

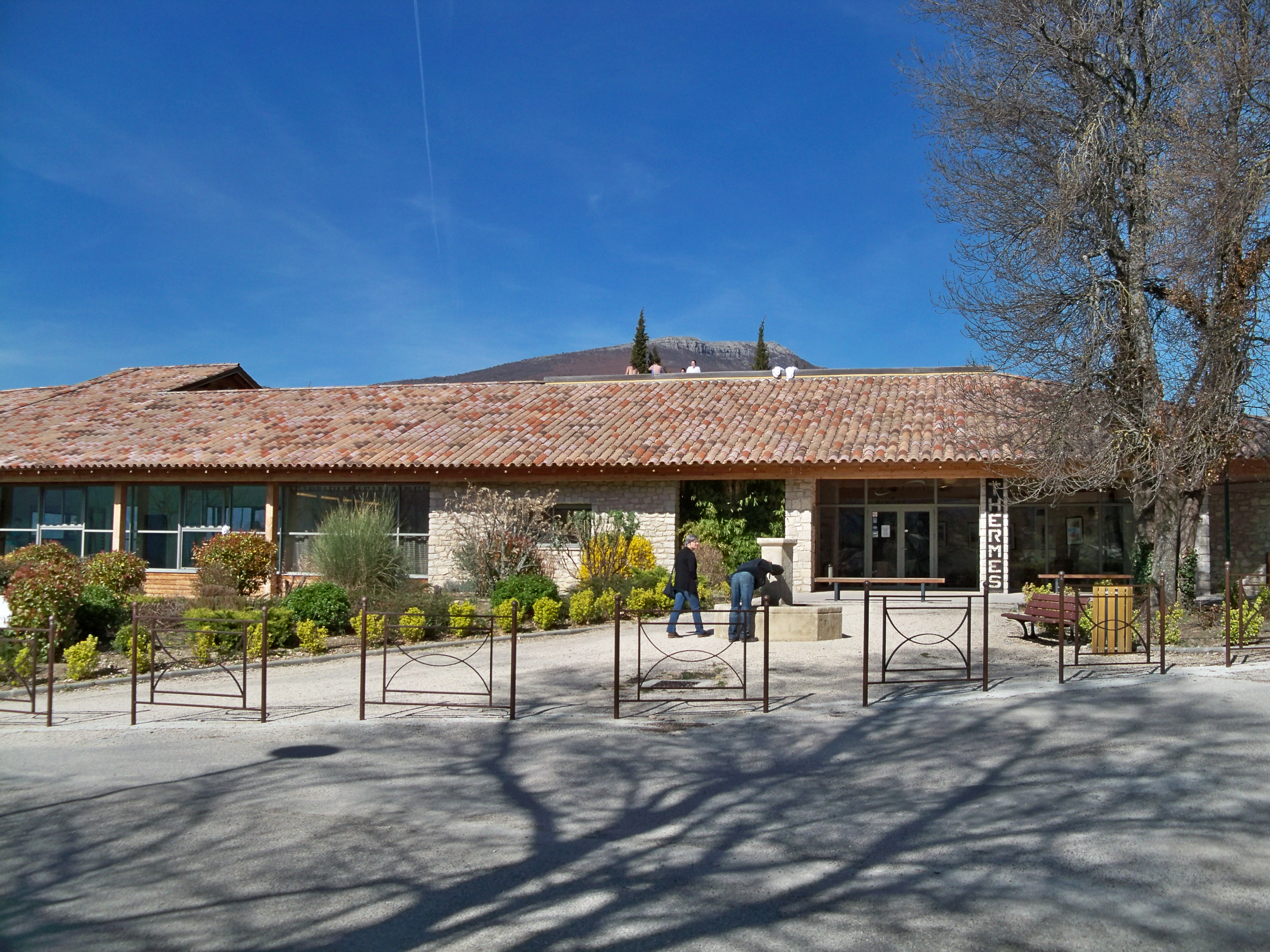
Entrée des Thermes de Montbrun-les-Bains

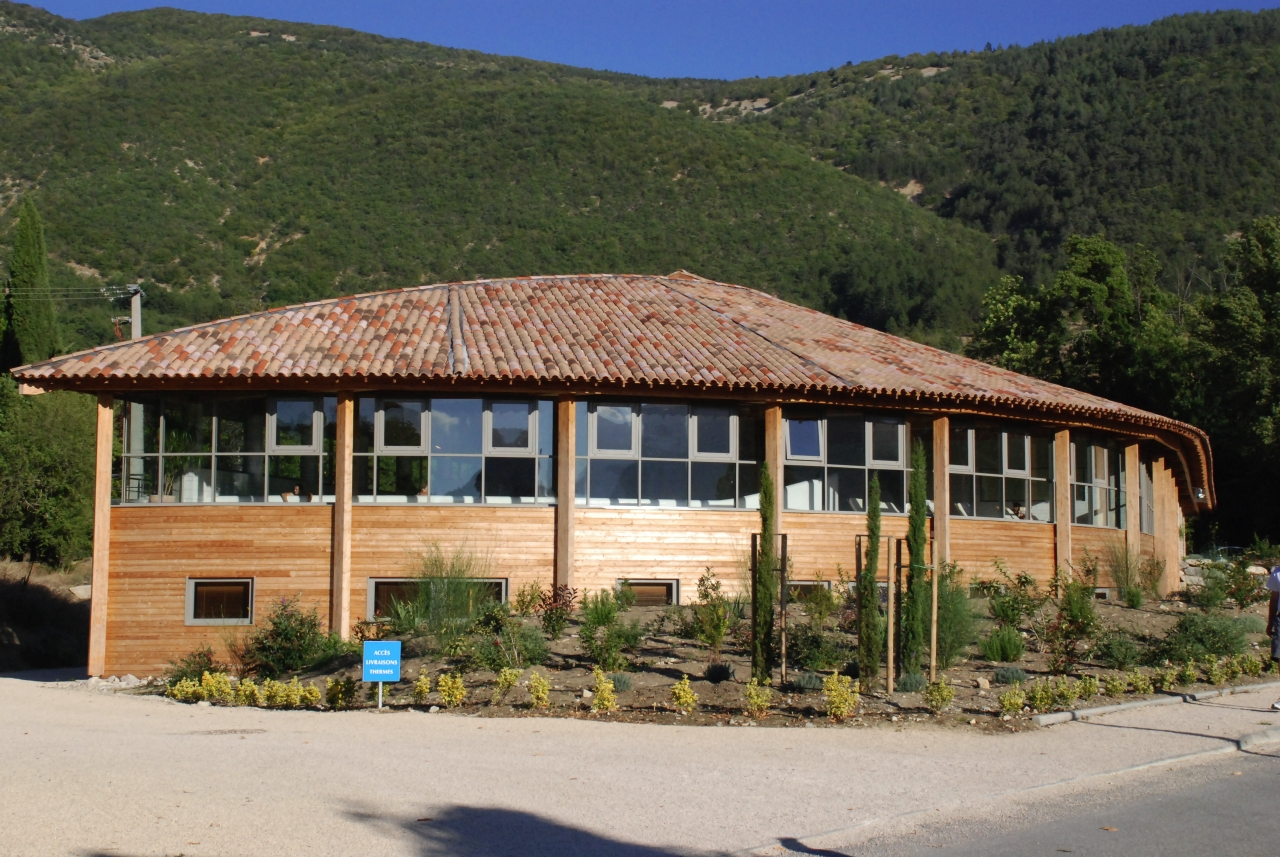
Établissement thermal

Montbrun-les-Bains est un centre de thermalisme situé à l'extrémité occidentale de la montagne de Lure. Depuis 2006, l'établissement thermal a été agrandi et constitue un élément majeur de la vie économique du village et de tout ce secteur. Ses sources d'eau fortement sulfurées étaient déjà connues du temps des Romains et la station fut très en vogue dès le XVIe siècle. La Première Guerre mondiale lui fut fatale et elle ne put rouvrir que dans les années 1970. Elle traitait alors les affections respiratoires, l'arthrose, les rhumatismes, l'ostéoporose et les séquelles de traumatismes. Actuellement, elle offre en plus un espace détente avec piscine thermale, sauna, terrasse avec jacuzzi, aquagym et stage de relaxation. Quant à l'institut, il propose des soins à la carte à partir d'un forfait de un à cinq jours allant de la balnéothérapie, au modelage et aux soins esthétiques. La station est ouverte de la mi-mars à la mi-novembre.

### Protection environnementale
| Forêts                                                                                 | proportion |
| -------------------------------------------------------------------------------------- | ---------- |
| Forêts caducifoliées                                                                   | 51 %       |
| Forêts de résineux                                                                     | 12 %       |
| Zones de plantations d'arbres (incluant les vergers, vignes, dehesas)                  | 5 %        |
| Forêt artificielle en monoculture (ex: plantations de peupliers ou d'arbres exotiques) | 2 %        |
| Prairies et eaux                                                                       | proportion |
| Landes, broussailles, recrus, maquis et garrigues, phrygana                            | 14 %       |
| Pelouses sèches, steppes                                                               | 12 %       |
| Pelouses alpine et sub-alpine                                                          | 3 %        |
| Eaux douces intérieures (eaux stagnantes, eaux courantes)                              | 1 %        |

À la suite de la reconnaissance par l'Unesco en 1997 de la réserve de biosphère du Luberon intégrant le parc naturel régional, il est décidé d'étendre le territoire de la réserve à la montagne de Lure en 2010.

## Monuments et patrimoine

### Monuments historiques classés
Dans la Drôme : Barret-de-Lioure et Montbrun-les-Bains.

Monuments historiques drômois de la montagne de Lure
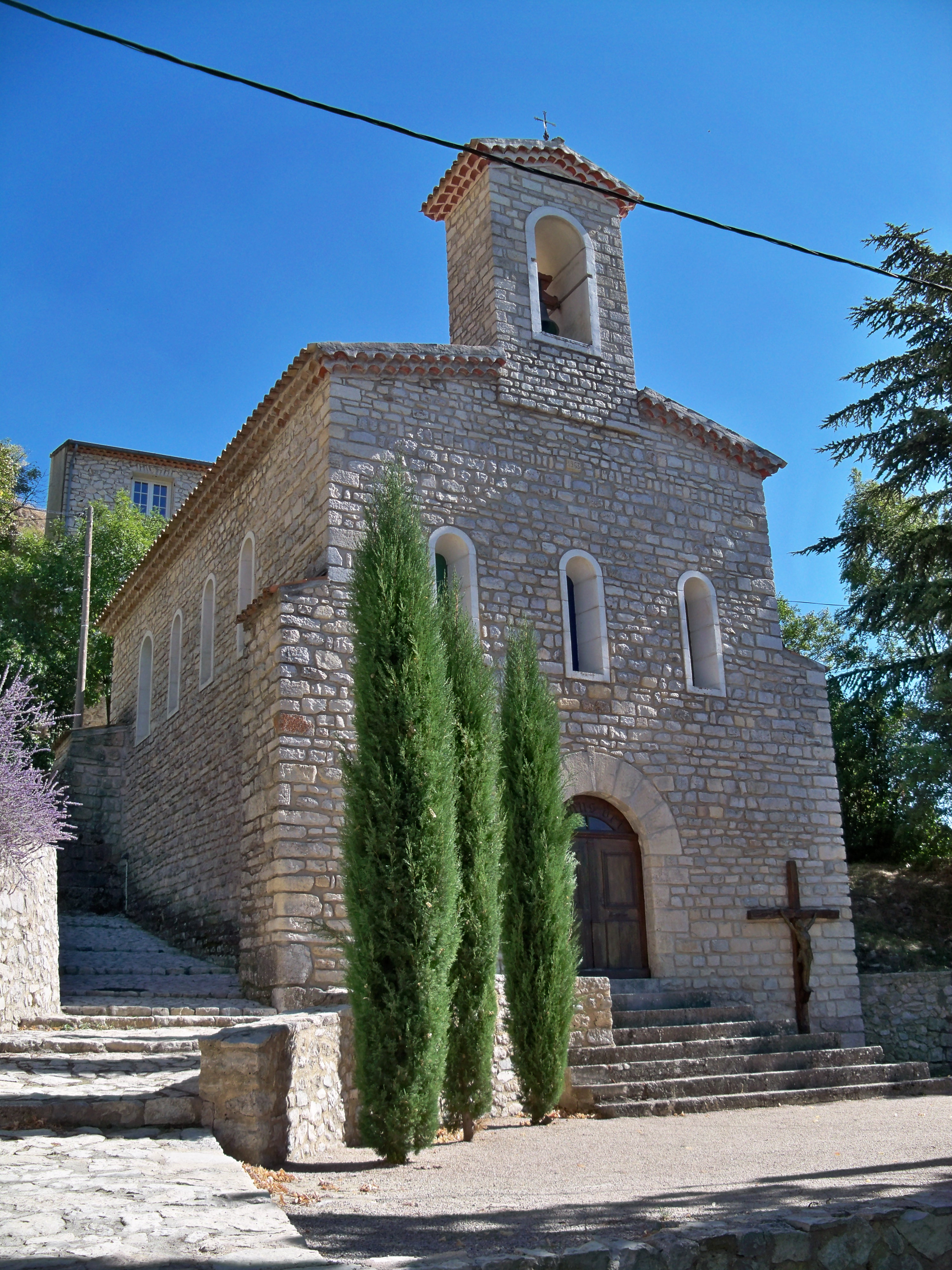
Église de Barret-de-Lioure
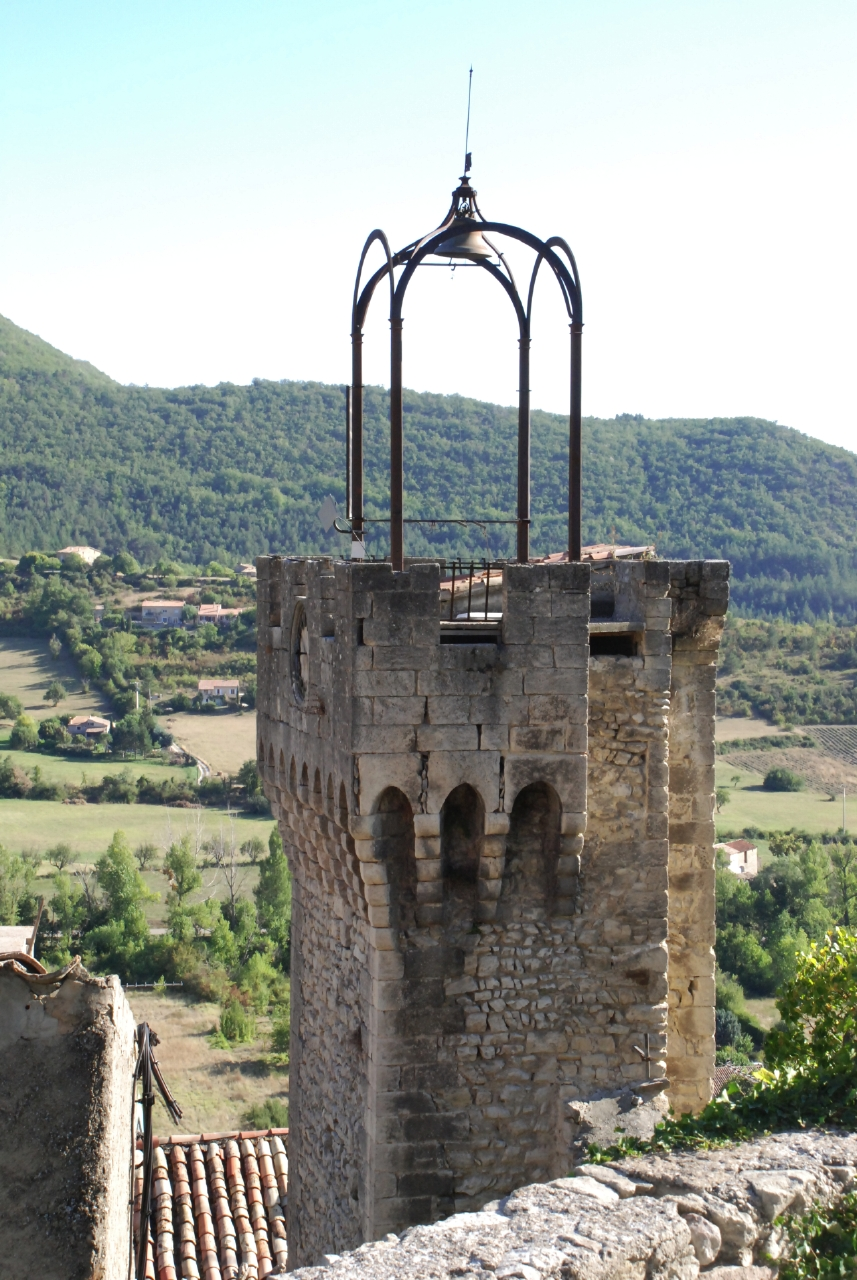
Beffroi de Montbrun

Dans les Alpes-de-Haute-Provence : Banon, Châteauneuf-Val-Saint-Donat, Cruis, Lardiers, Mallefougasse-Augès, Noyers-sur-Jabron, Redortiers et Saint-Étienne-les-Orgues.

Monuments historiques bas-alpins de la montagne de Lure
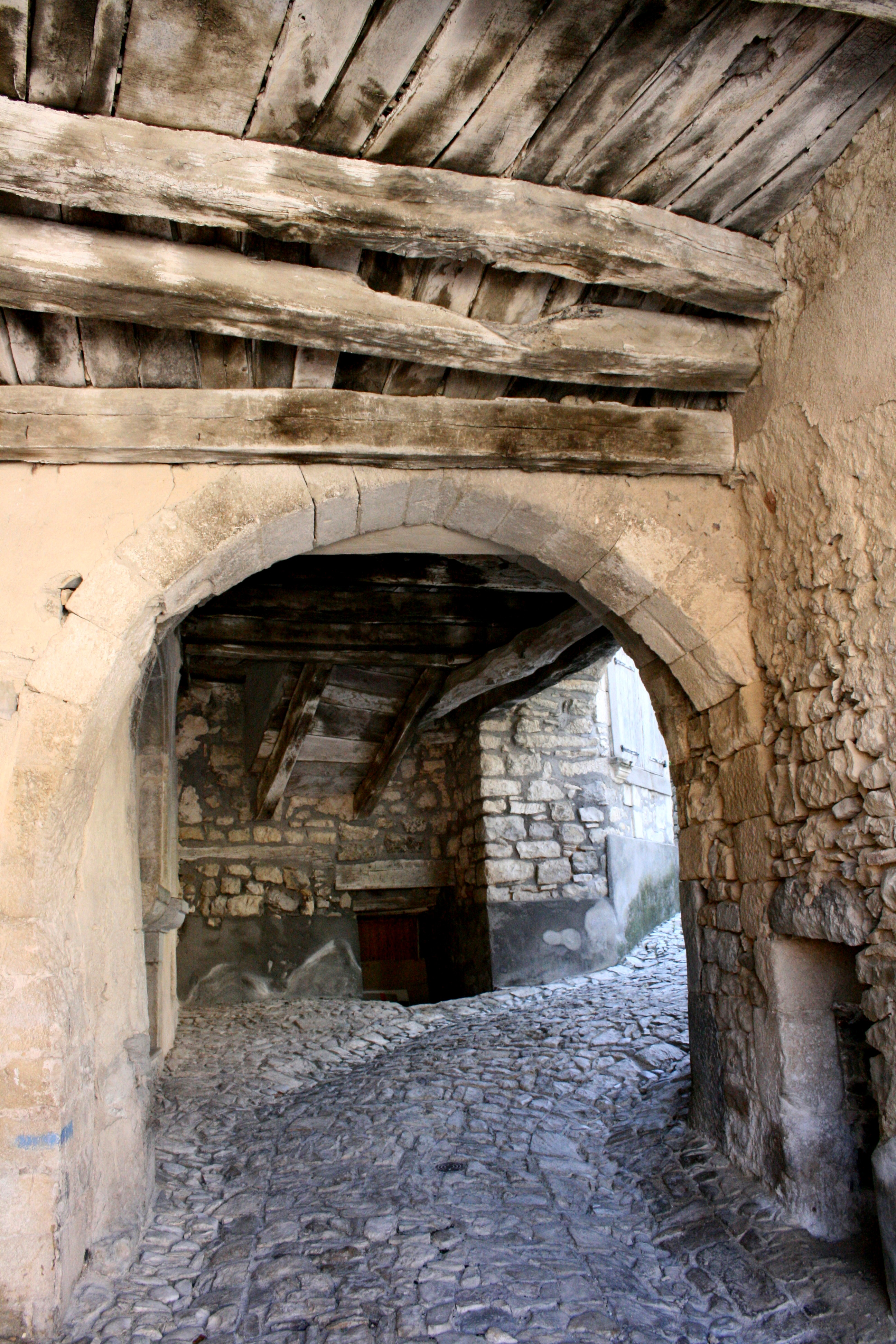
Portail féodal de Banon
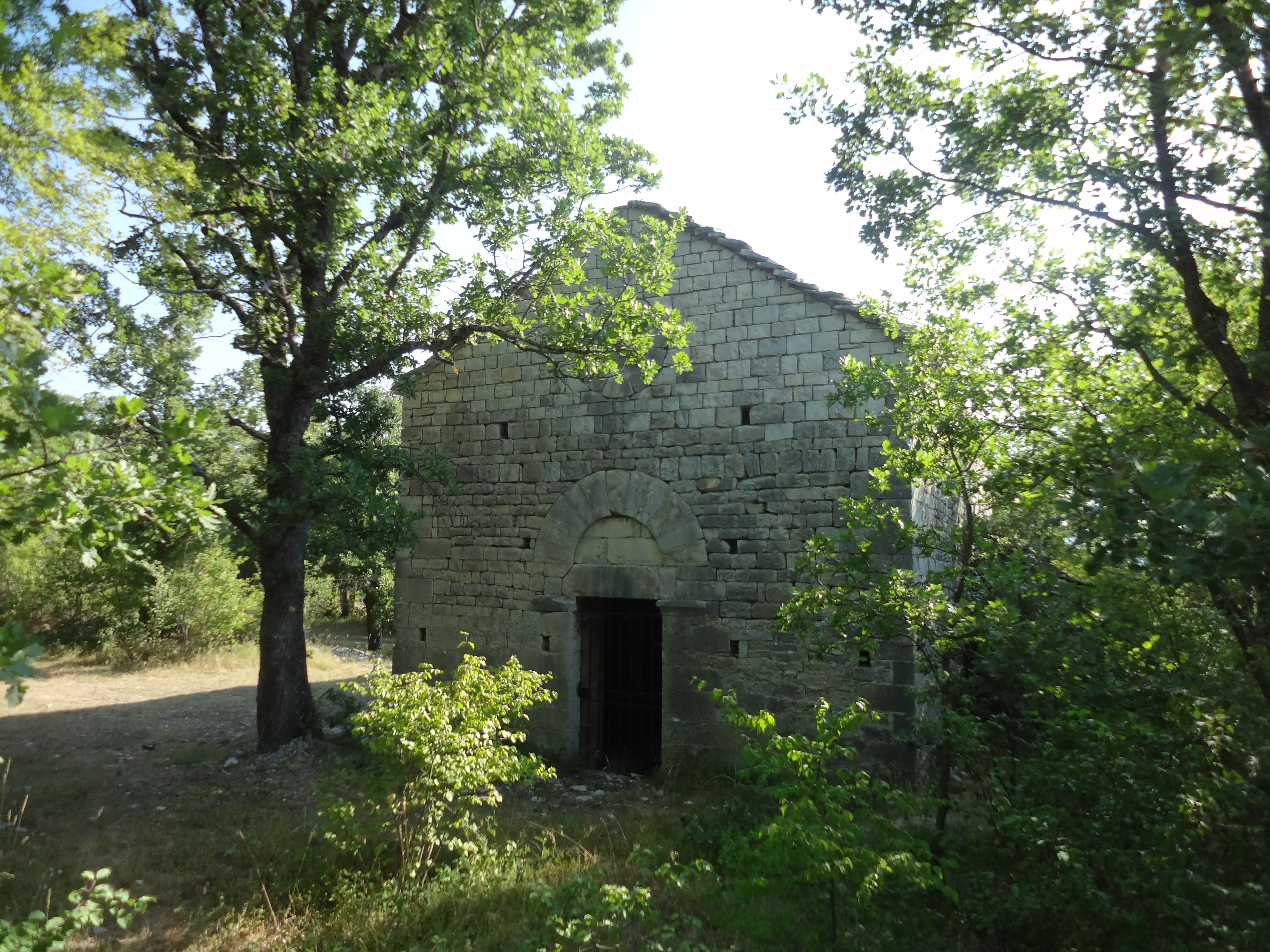
Chapelle Sainte-Madeleine de Châteauneuf-Val-Saint-Donat
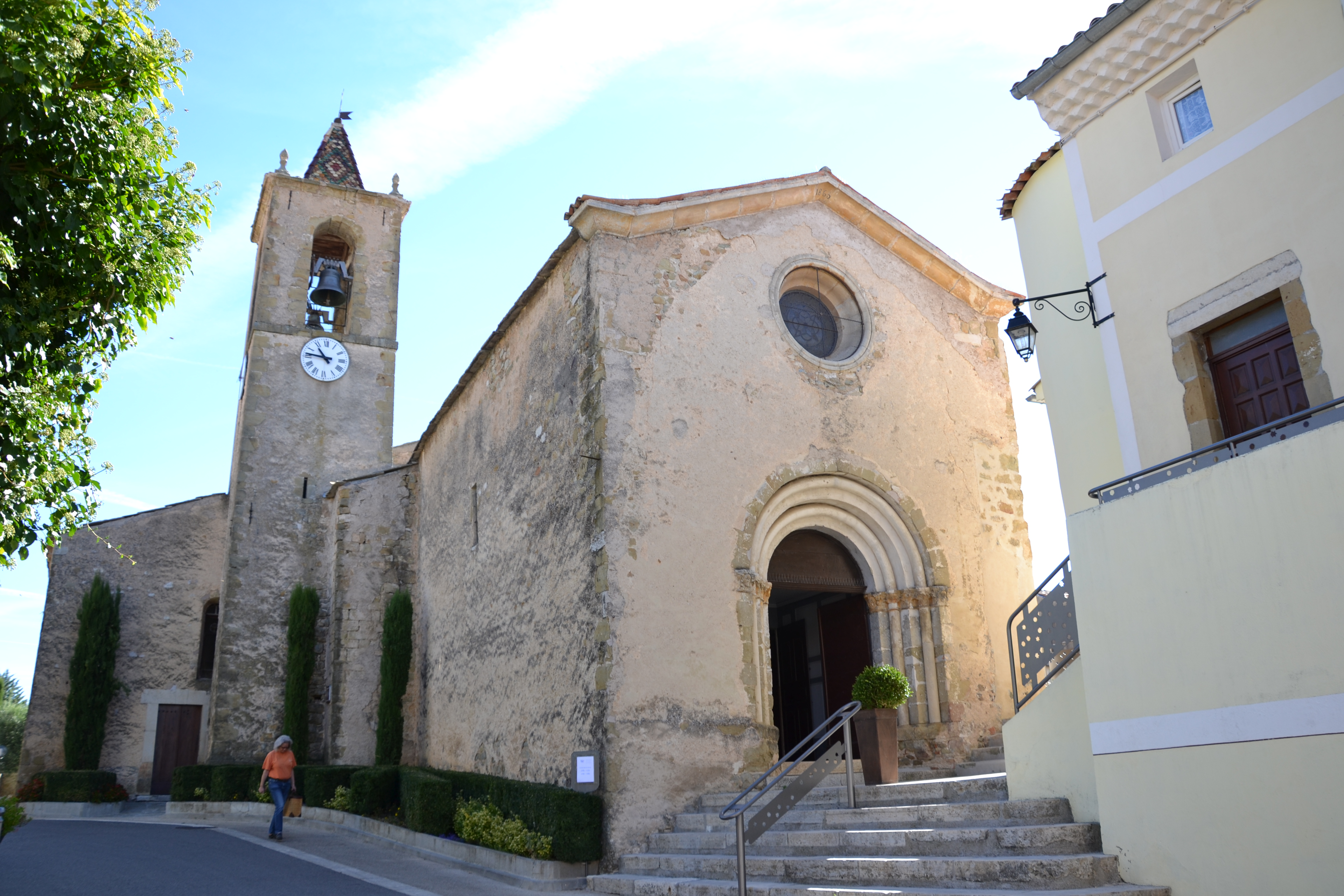
Église Notre-Dame-et-Saint-Martin de Cruis
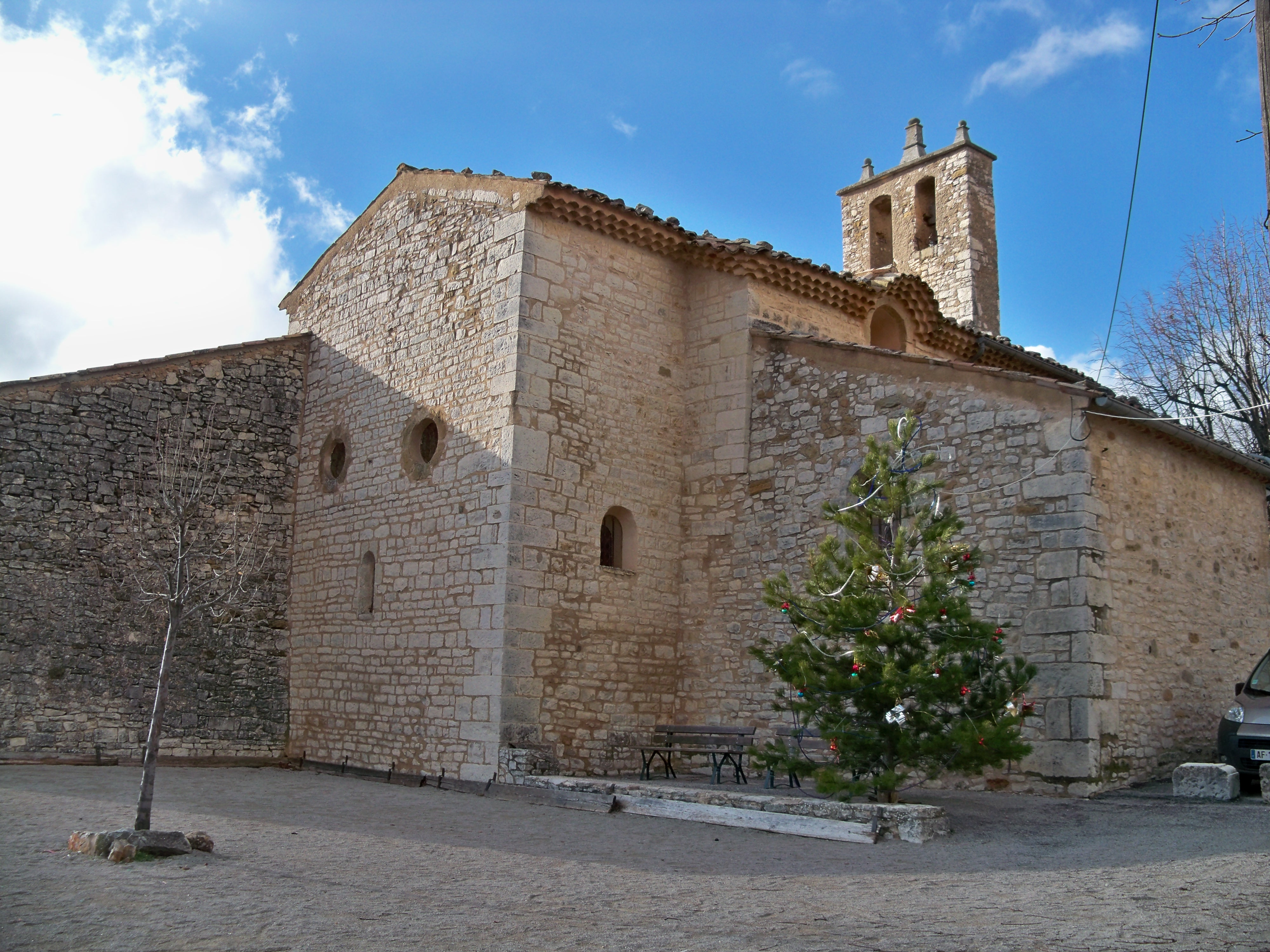
Église Sainte-Anne de Lardiers
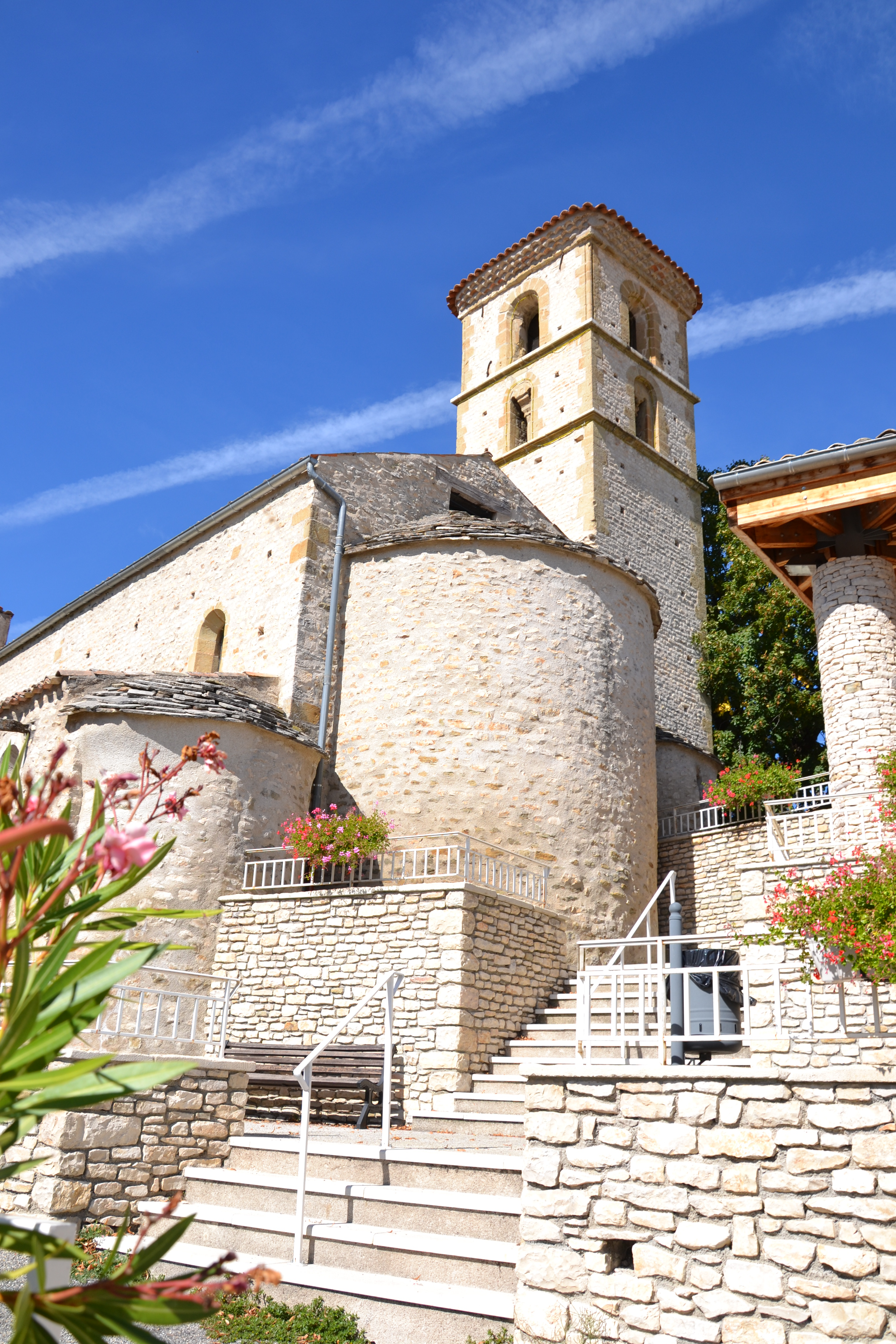
Église Saint-Jean-Baptiste de Mallefougasse

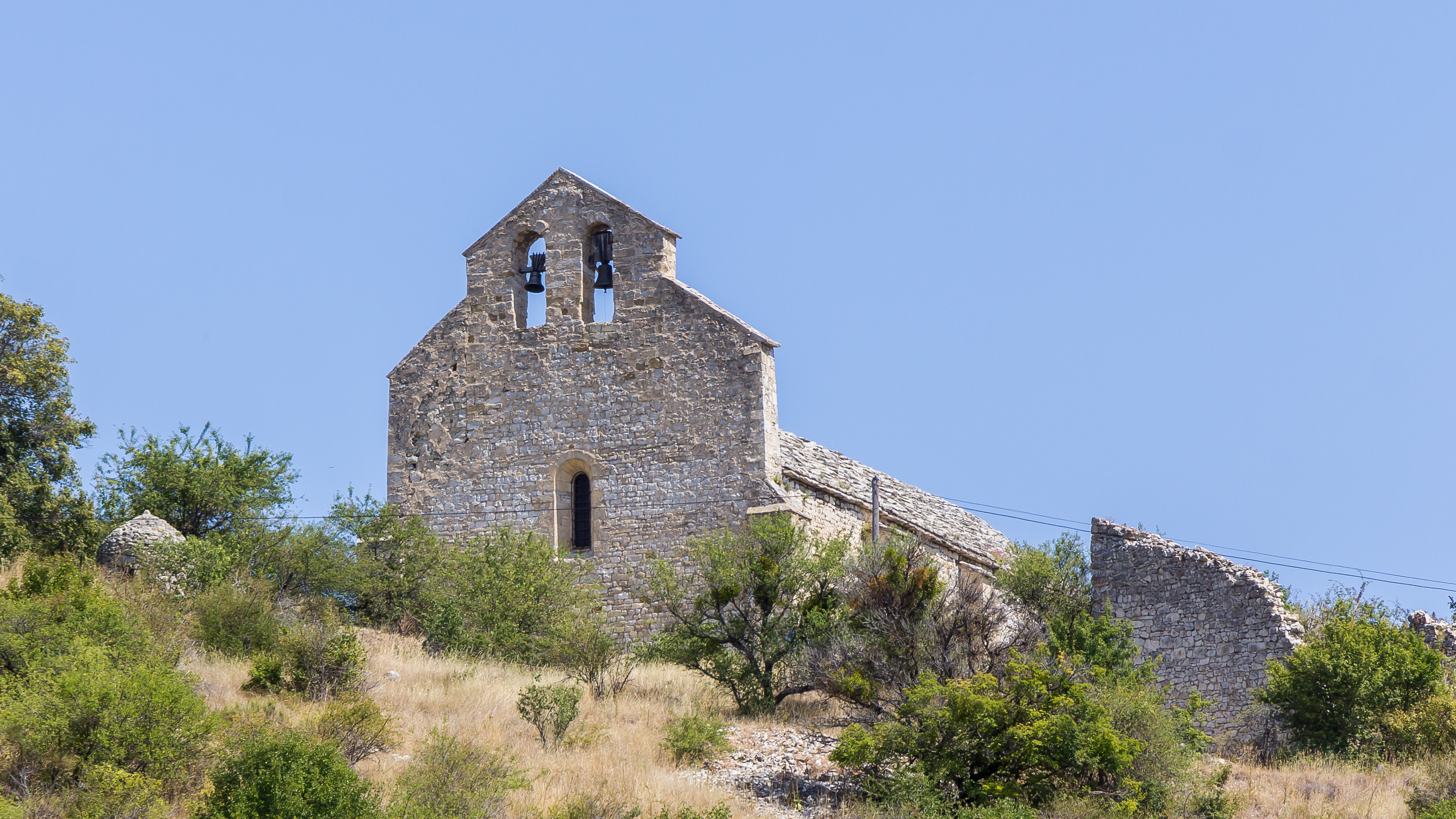
Église Notre-Dame de Bethléem à Noyers-sur-Jabron
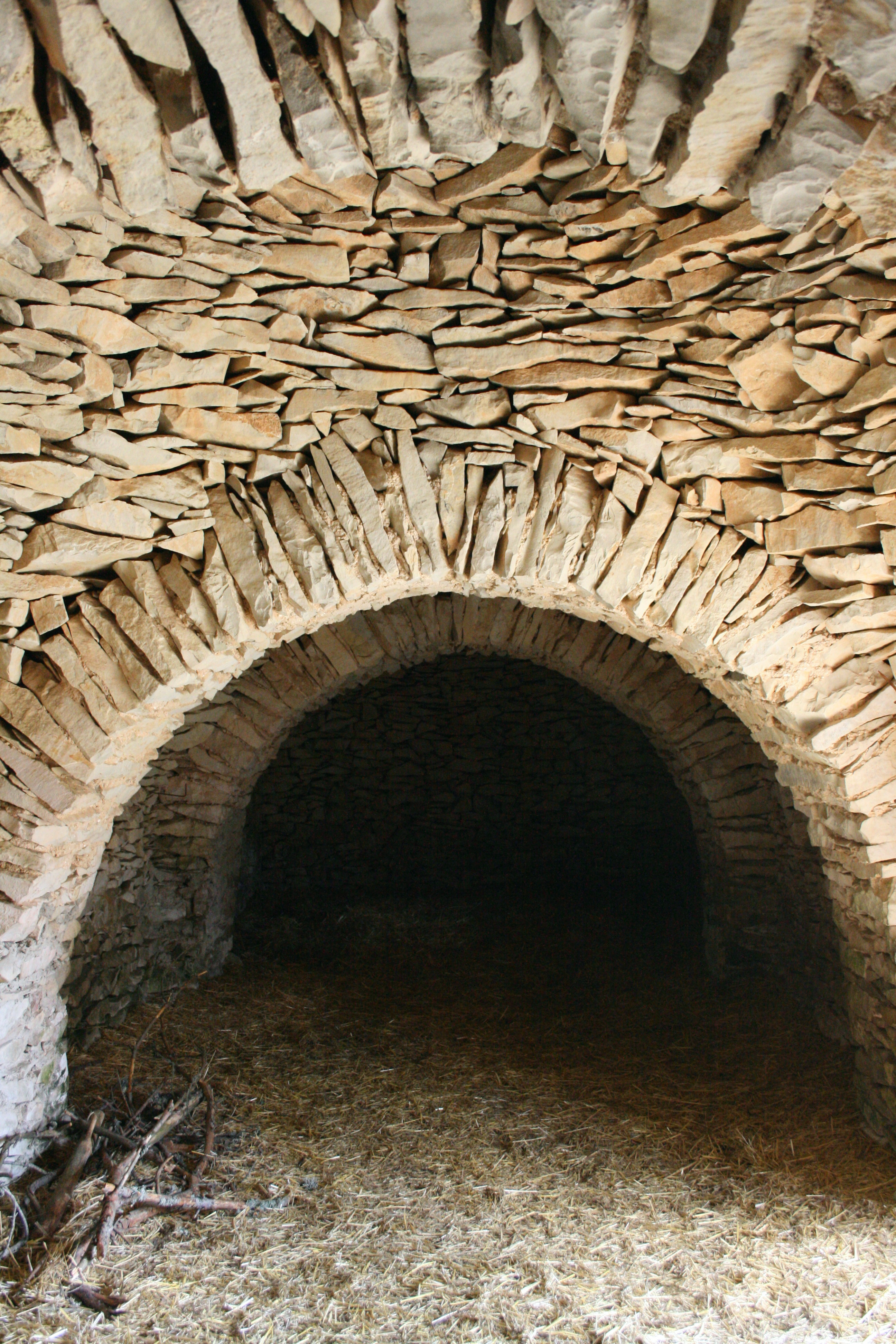
Jas des Terres de Roux à Redortiers
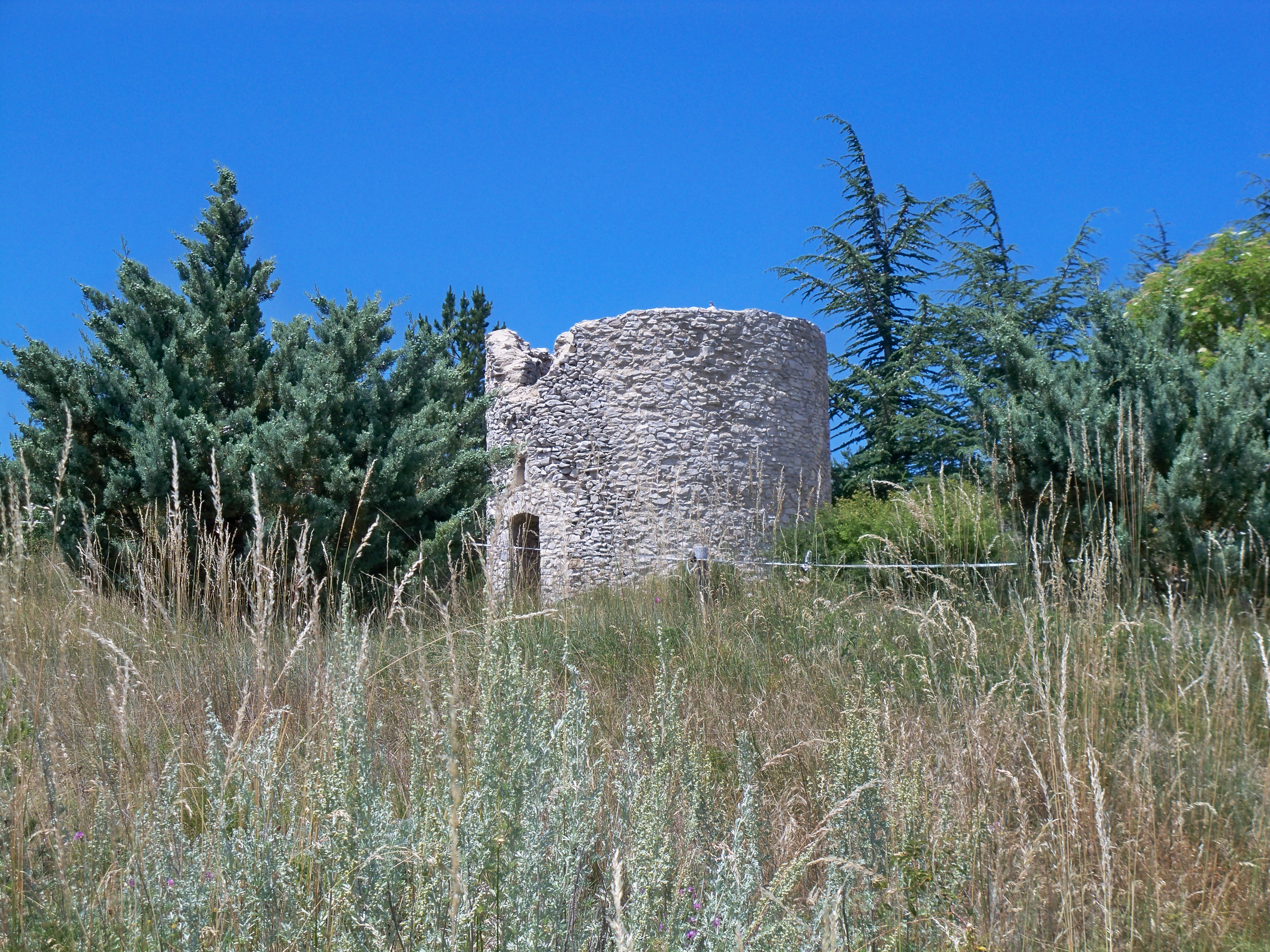
Moulin de Jean Giono, à Redortiers
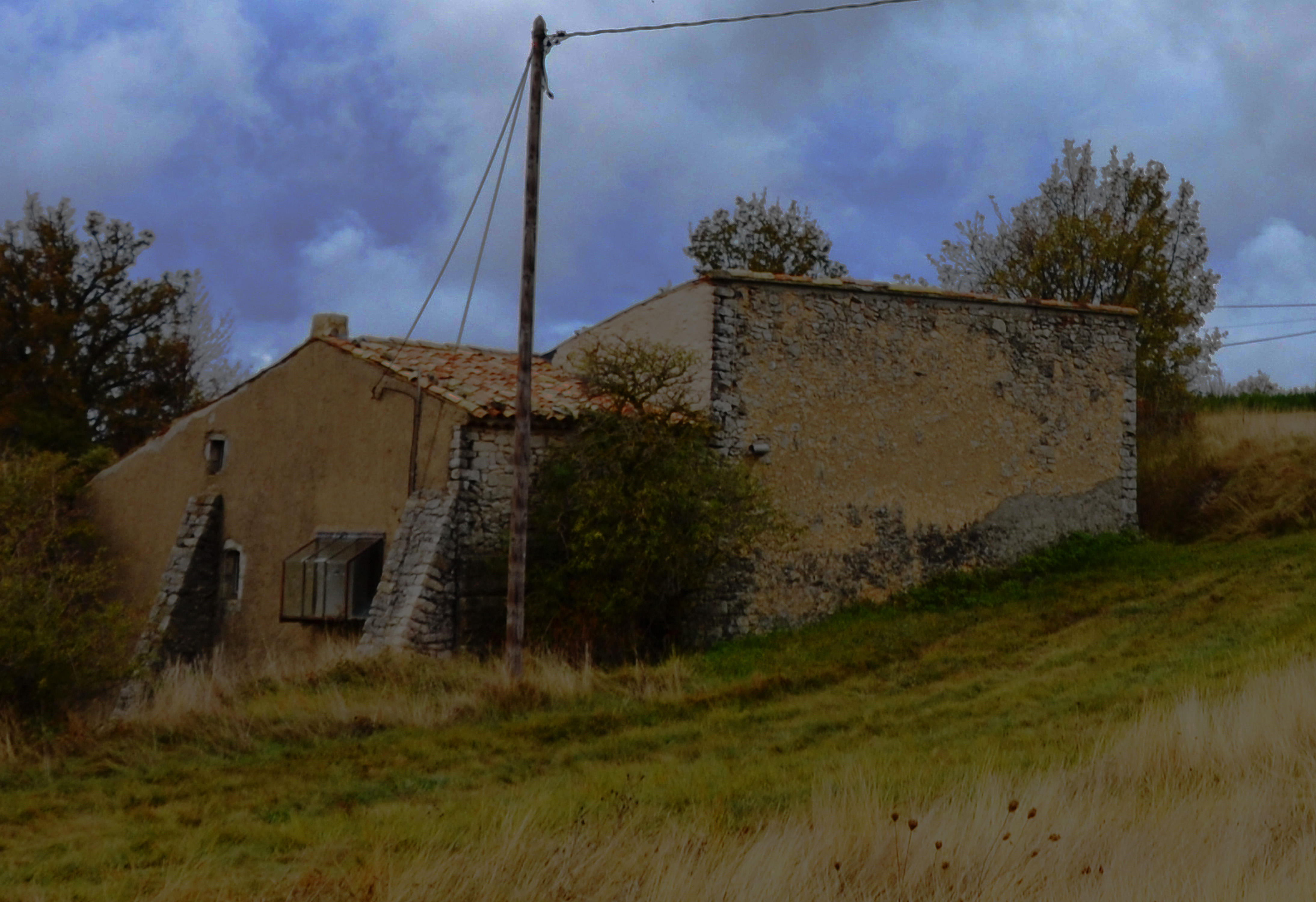
Ferme des Graves, à Redortiers
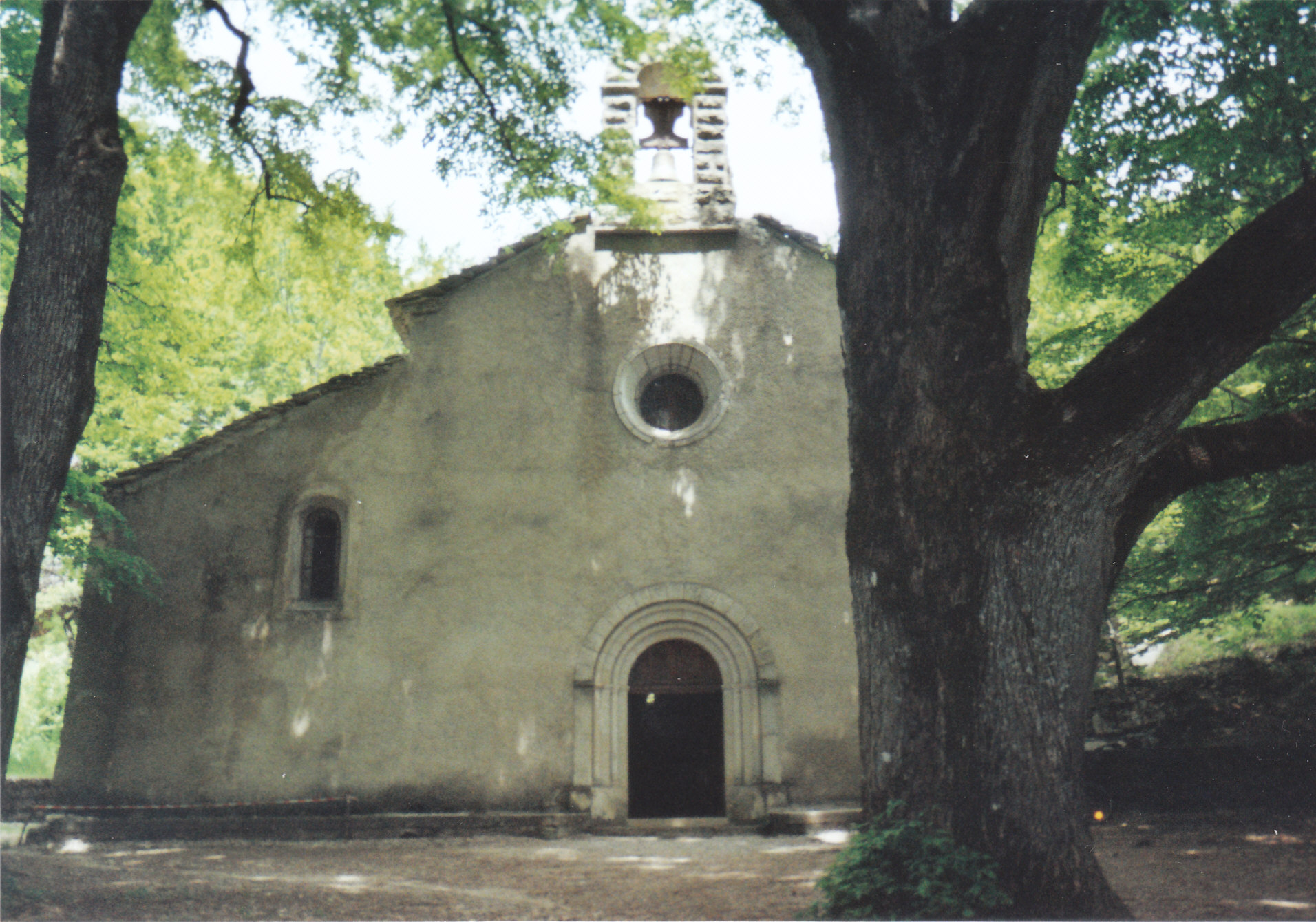
Abbaye Notre-Dame de Lure sur la commune de Saint-Étienne-les-Orgues

### Patrimoine rural

Patrimoine rural
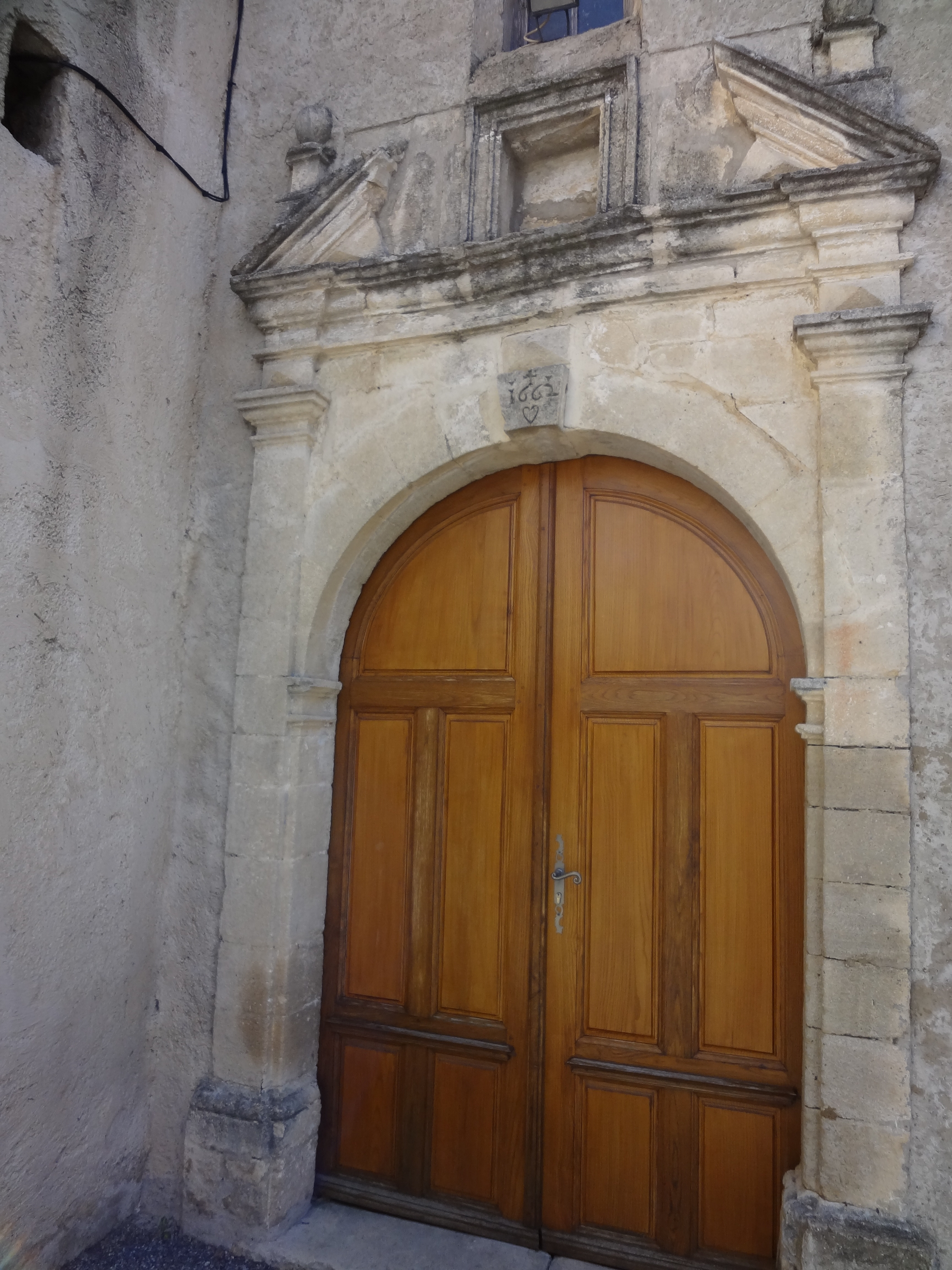
Saint-Julien d’Aubignosc, portail de 1667
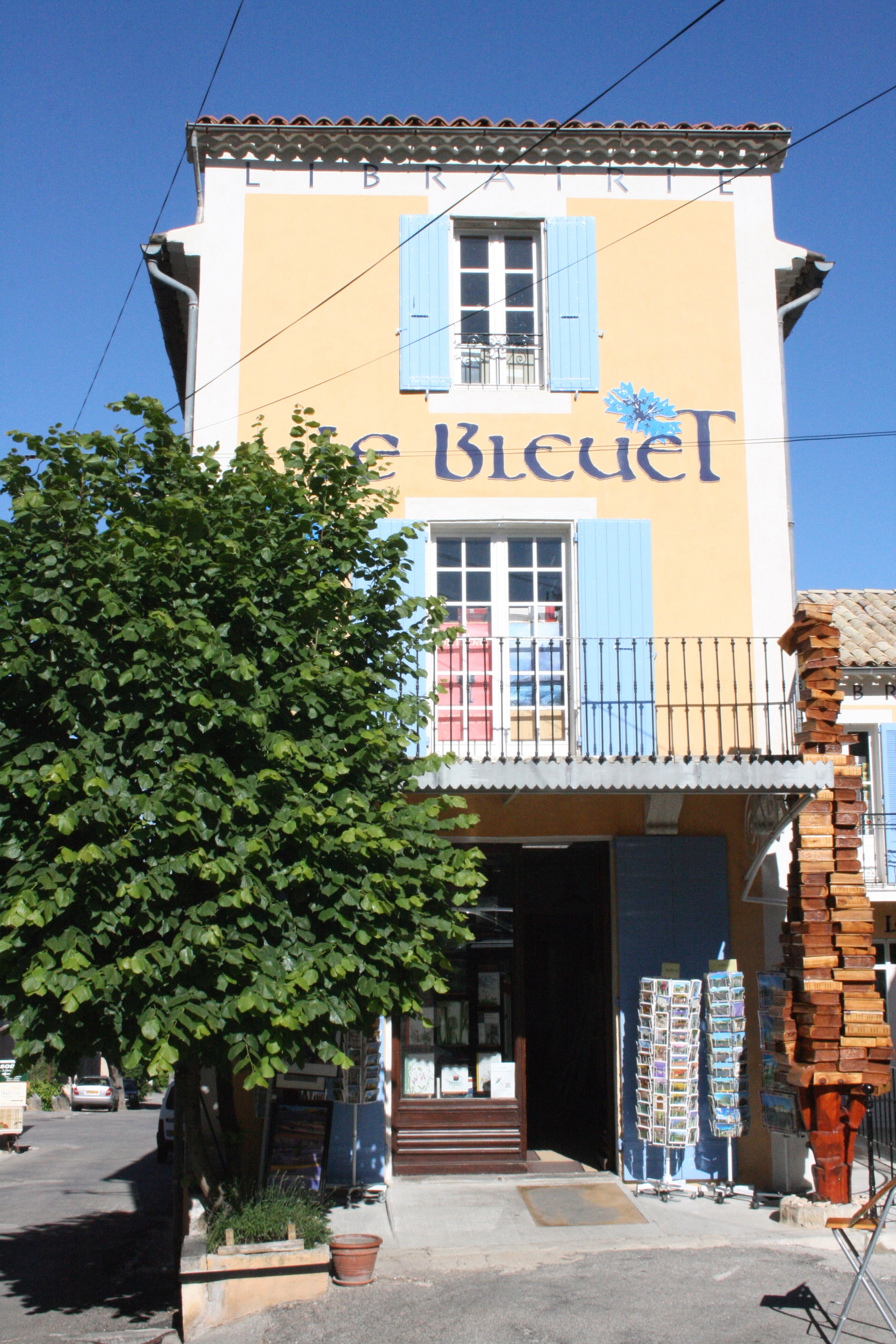
Librairie Le Bleuet à Banon
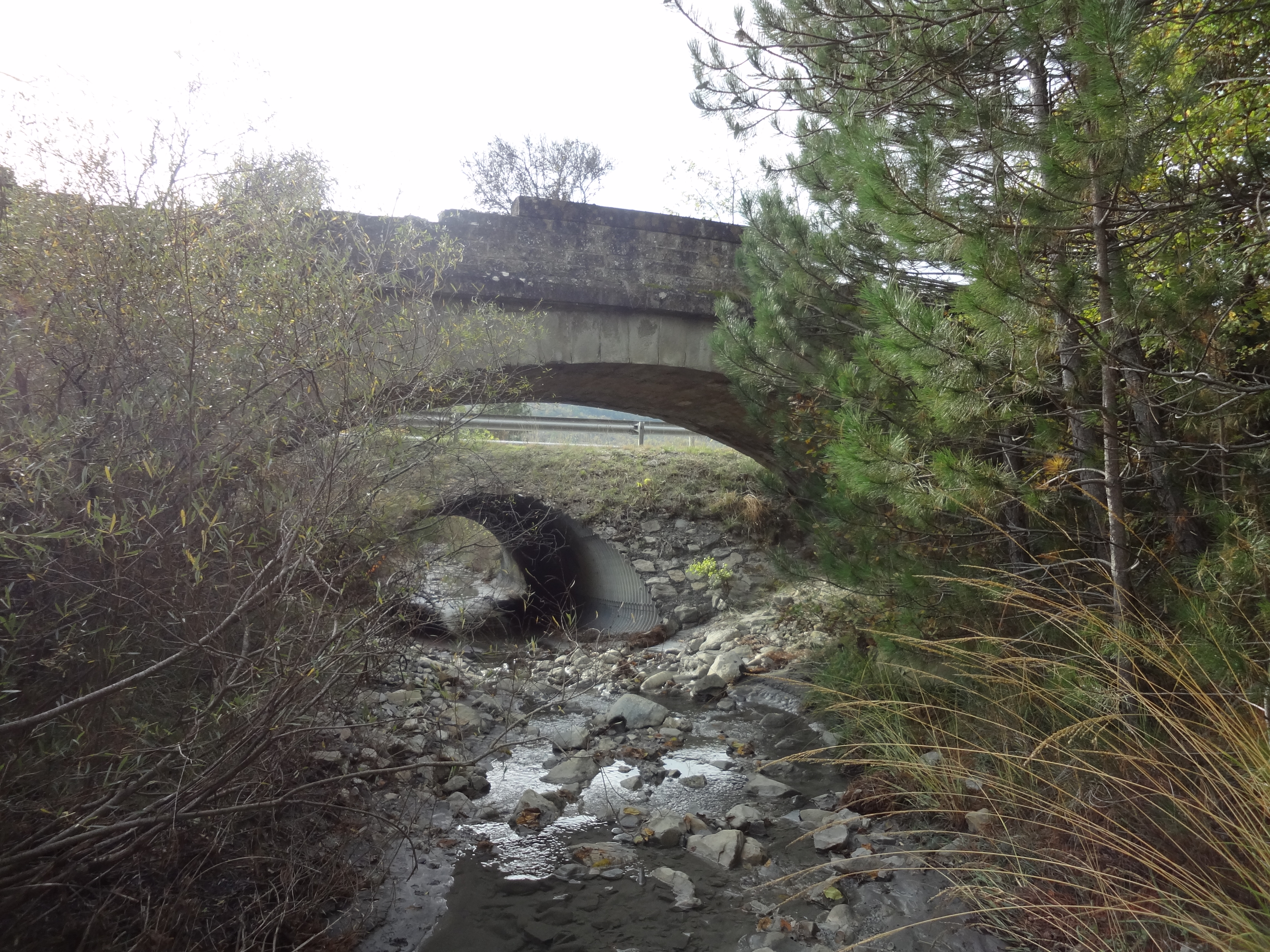
Pont ancien à voûte et pont en remblai sur tunnel en tôle ondulé à Bevons
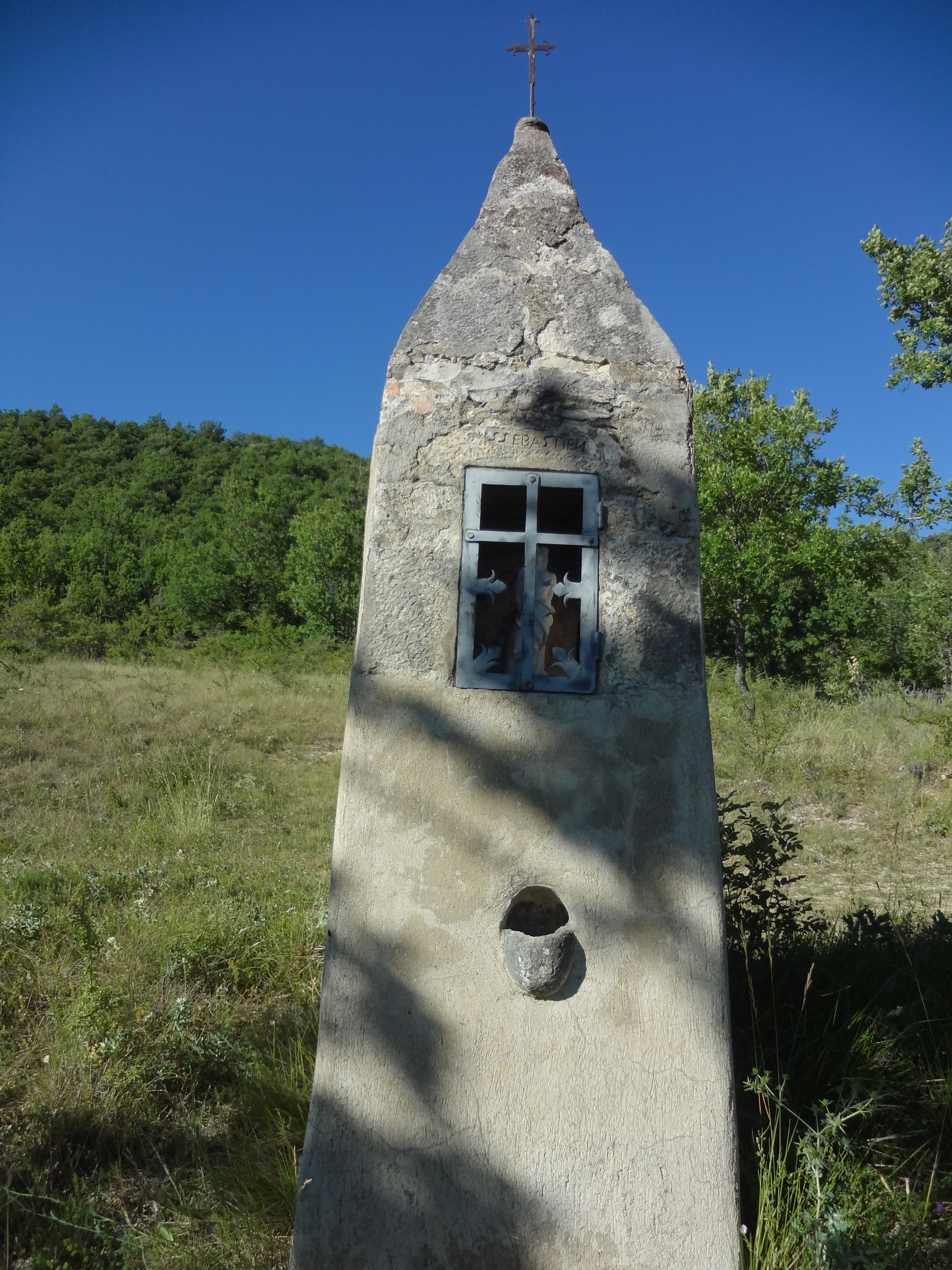
Oratoire Saint-Sébastien (1722), à Châteauneuf-Miravail
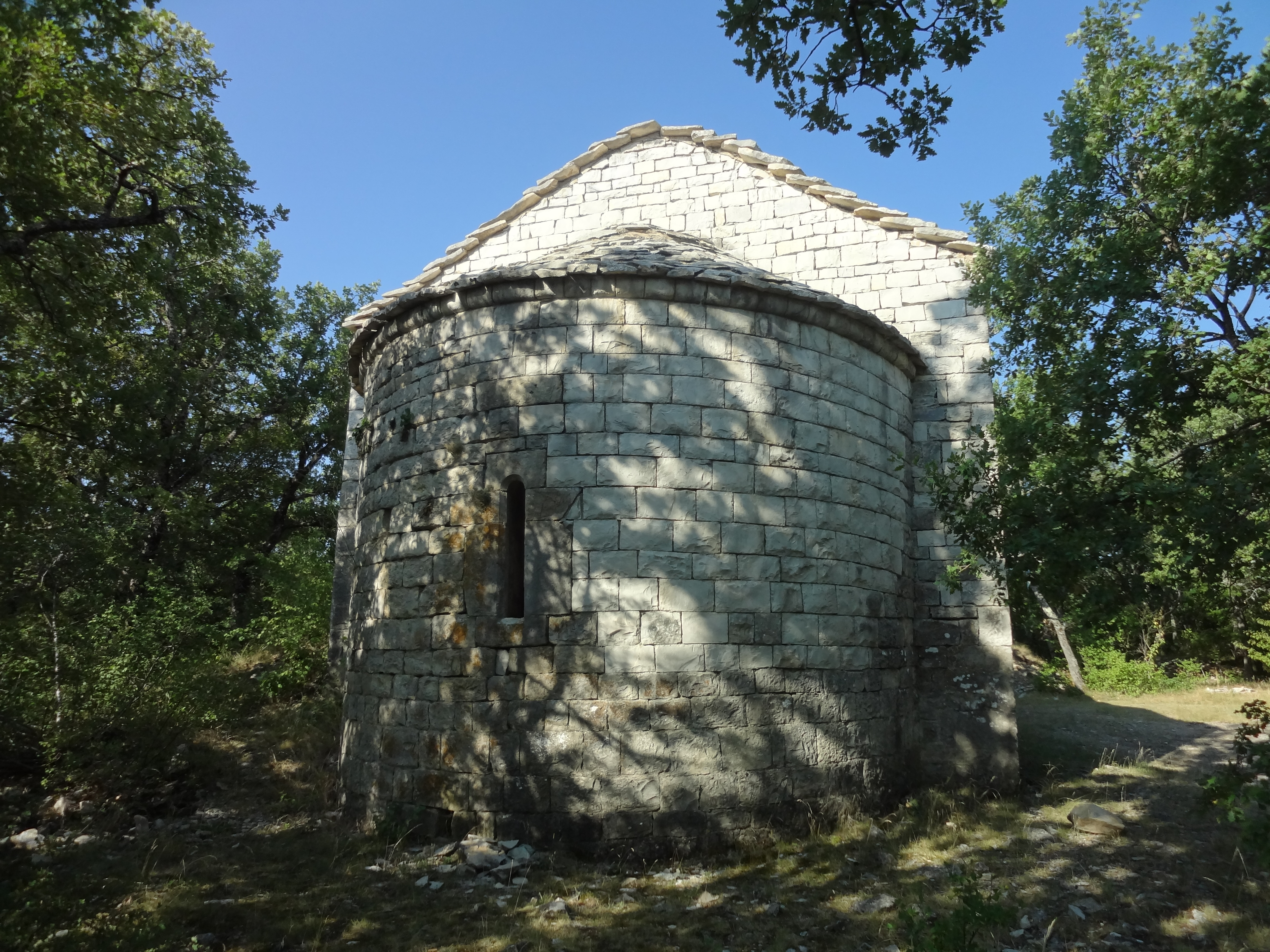
Chapelle Sainte-Madeleine à Châteauneuf-Val-Saint-Donat
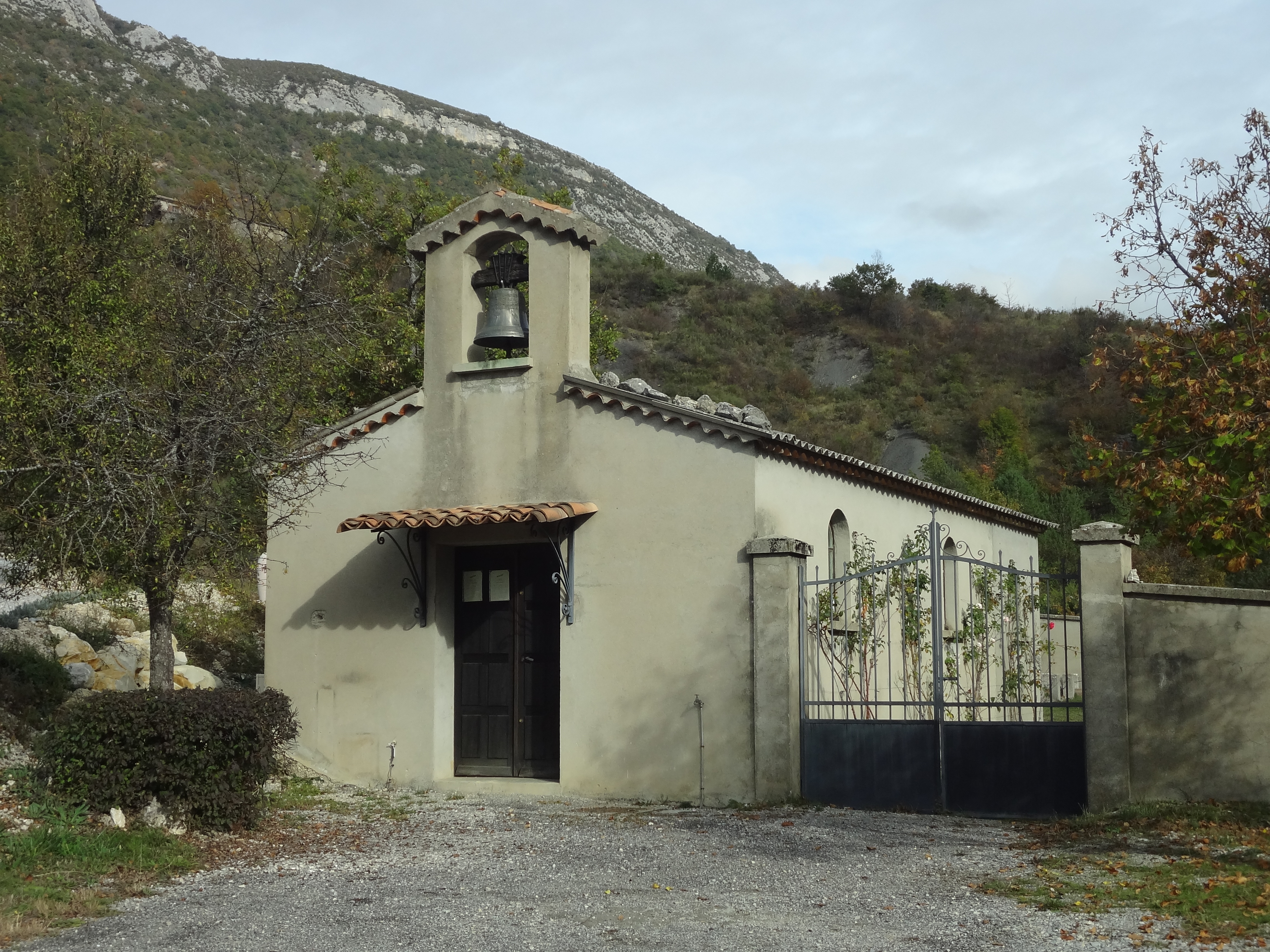
Saint-Martin de Curel
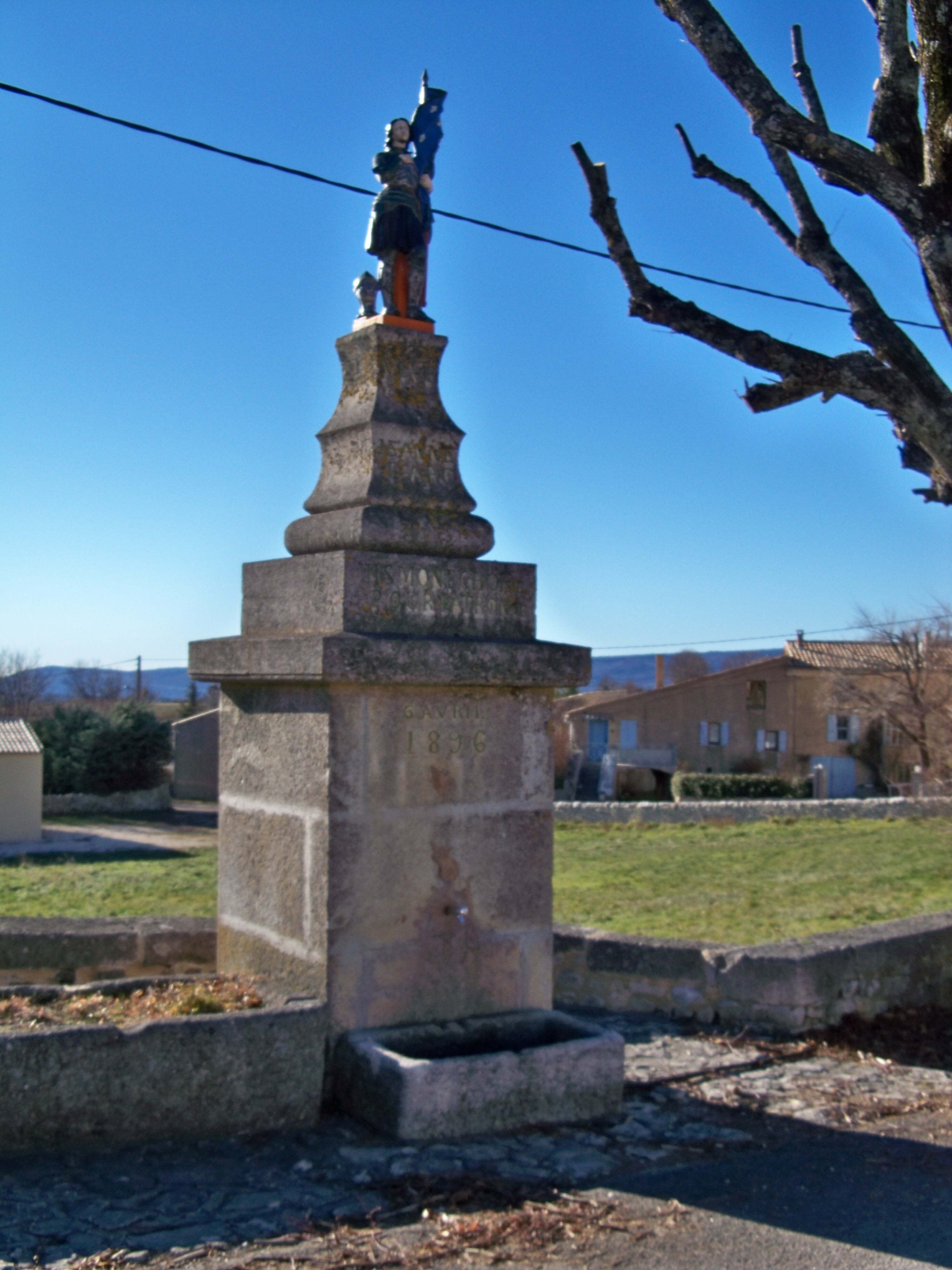
Fontaine-oratoire Jeanne d'Arc (1896) aux Ferrassières
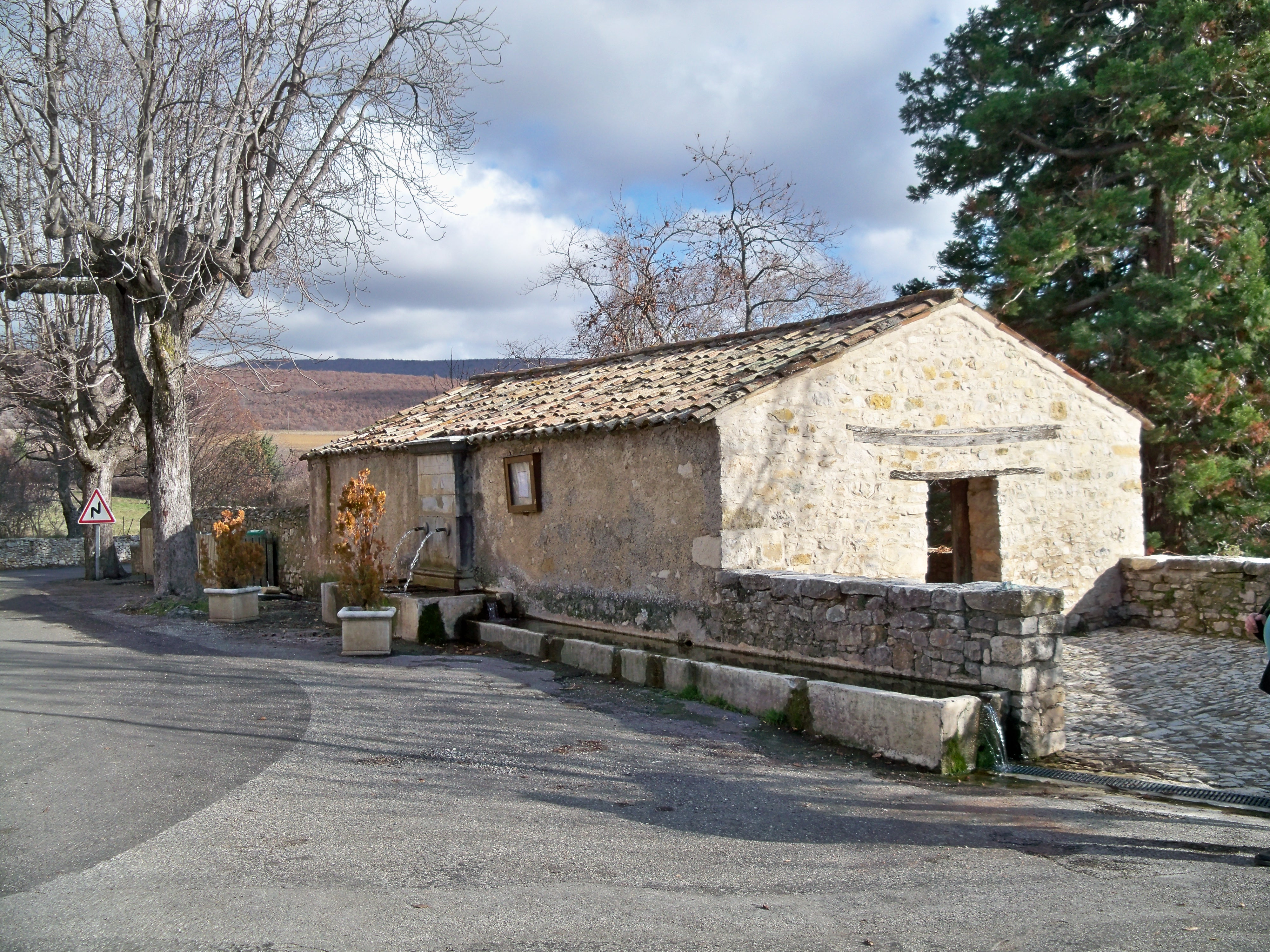
Lavoir et fontaine à Lardiers
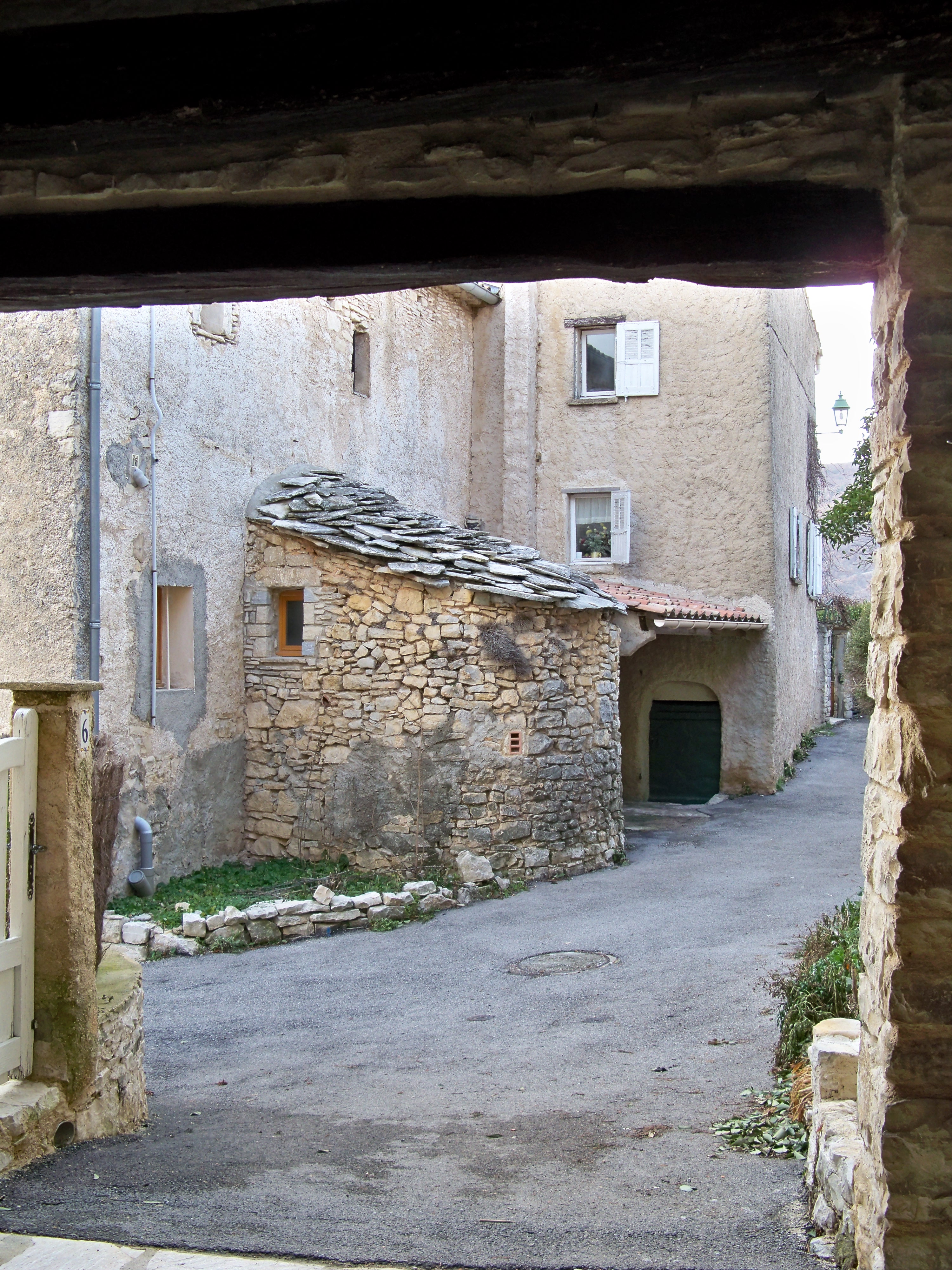
Toiture en lauzes à L'Hospitalet
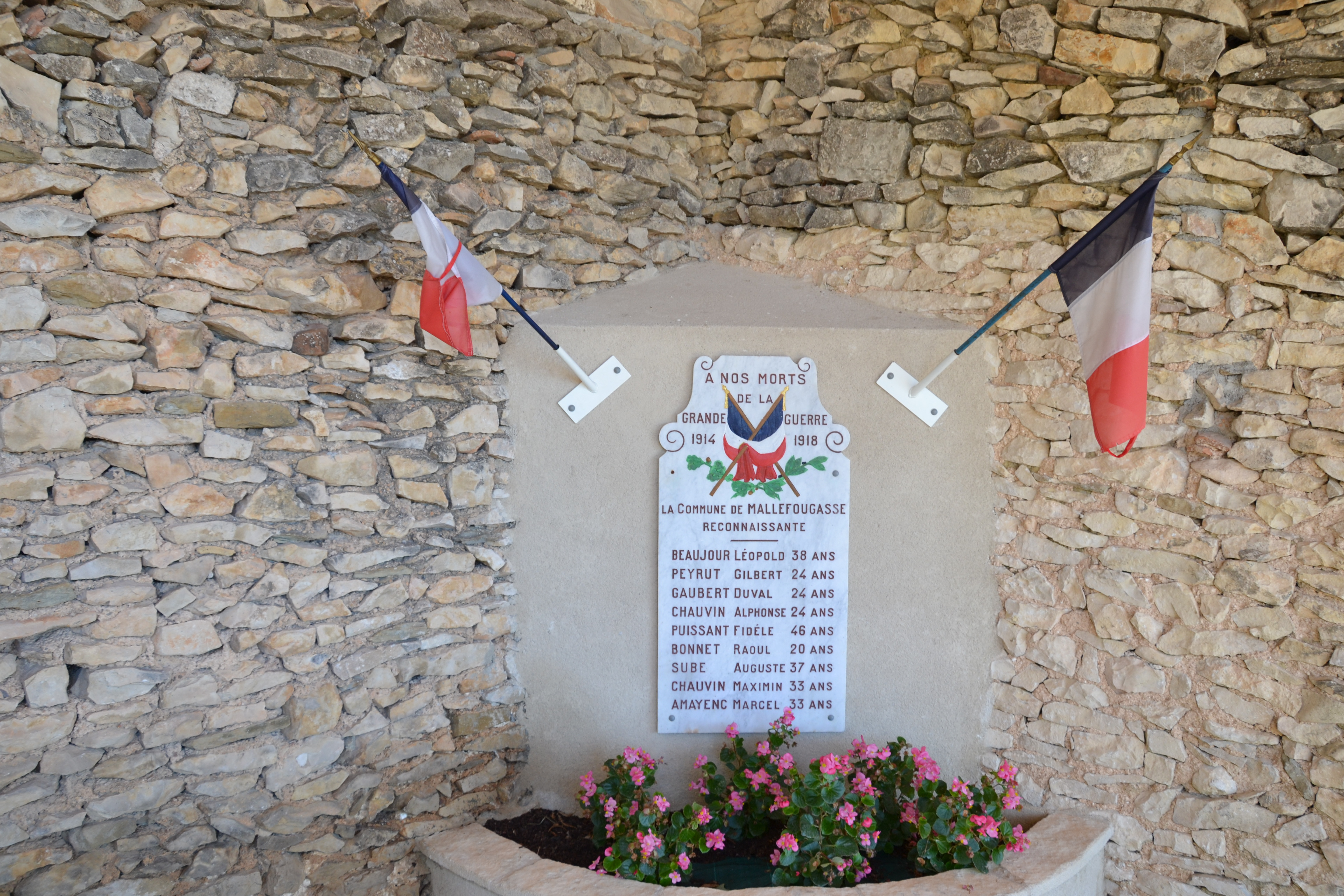
Monument aux morts de Mallefougasse-Augès
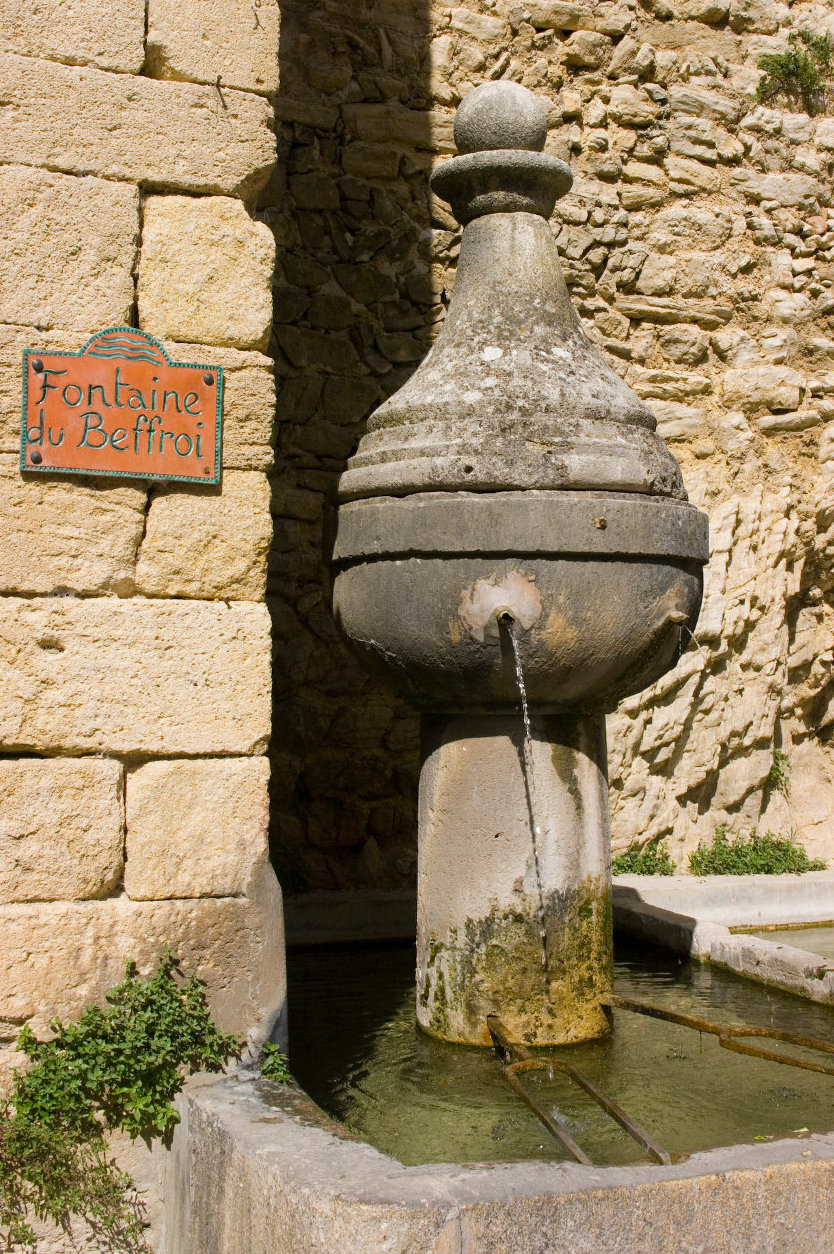
Fontaine du beffroi à Montbrun-les-Bains
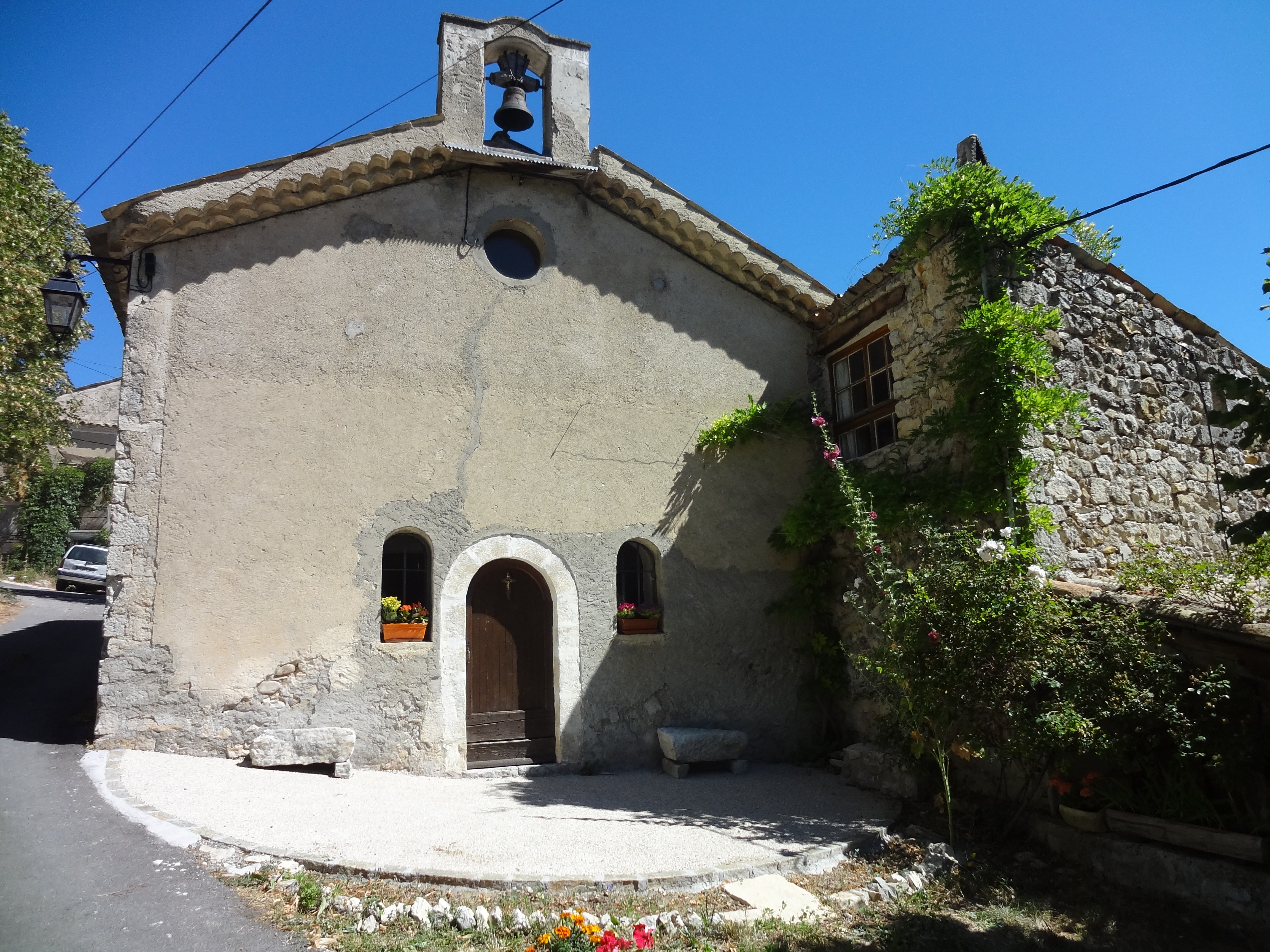
Église de Montfroc
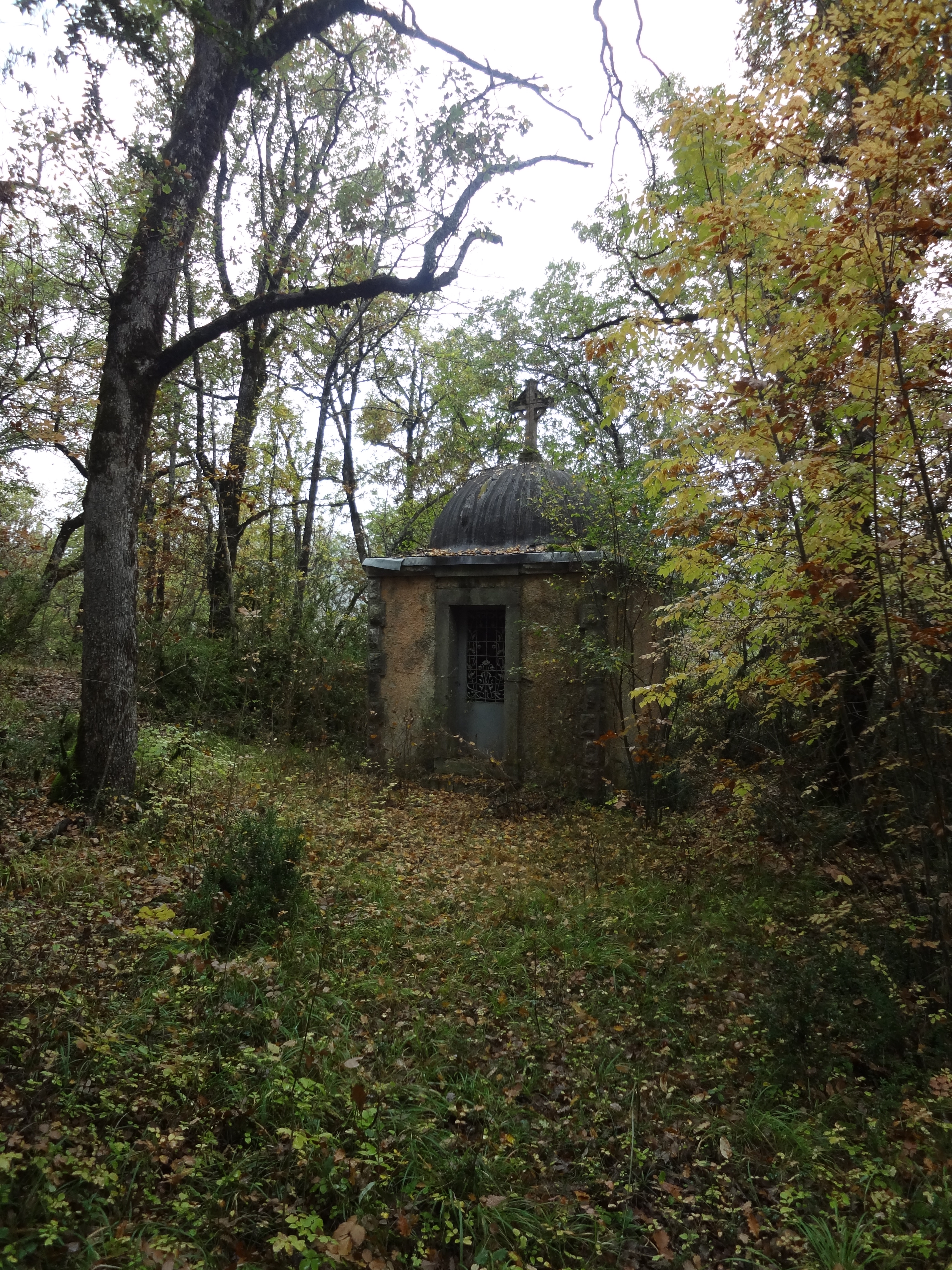
Chapelle de Périvoye, à Noyers-sur-Jabron
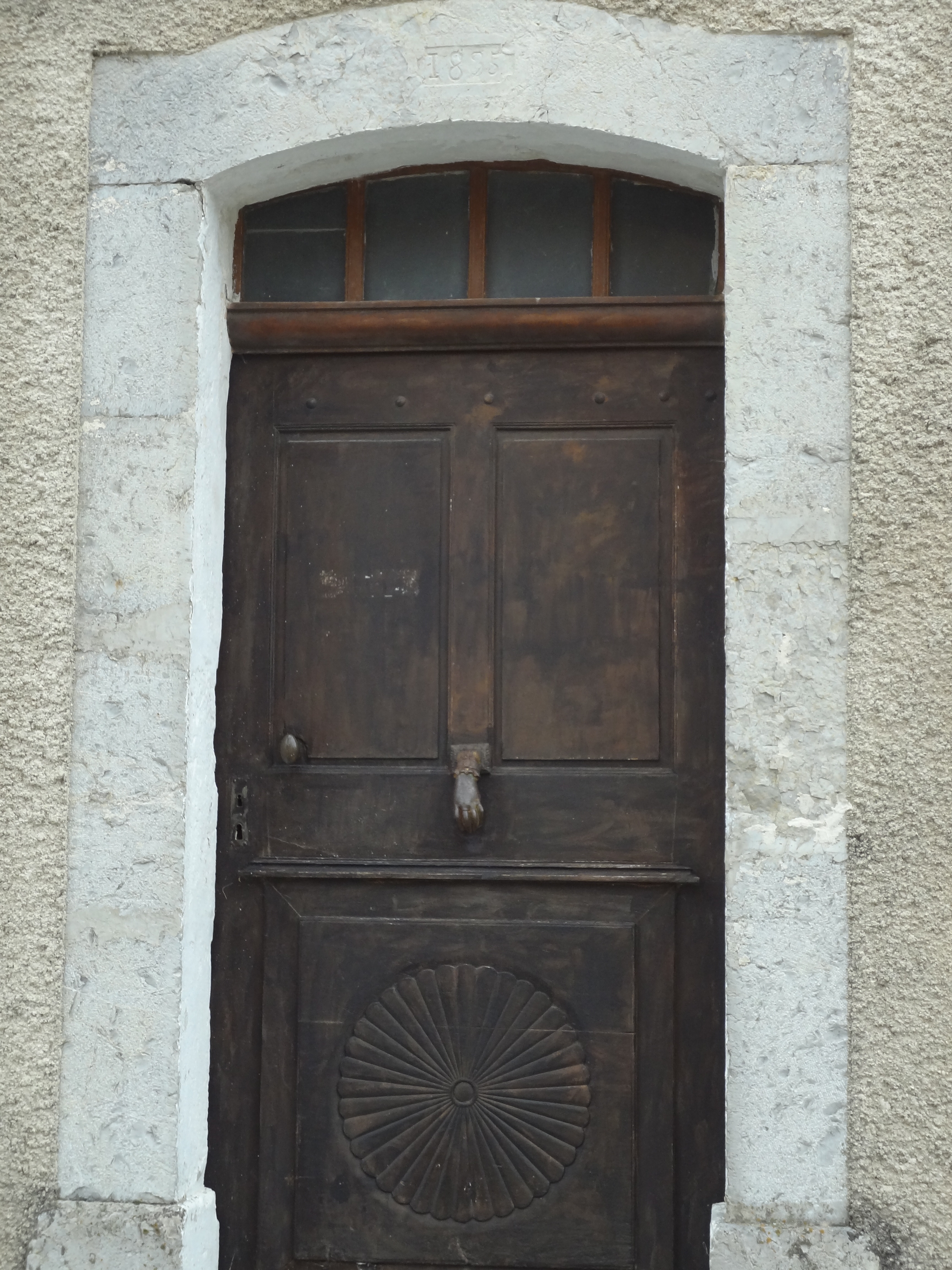
Porte baronniarde des Omergues
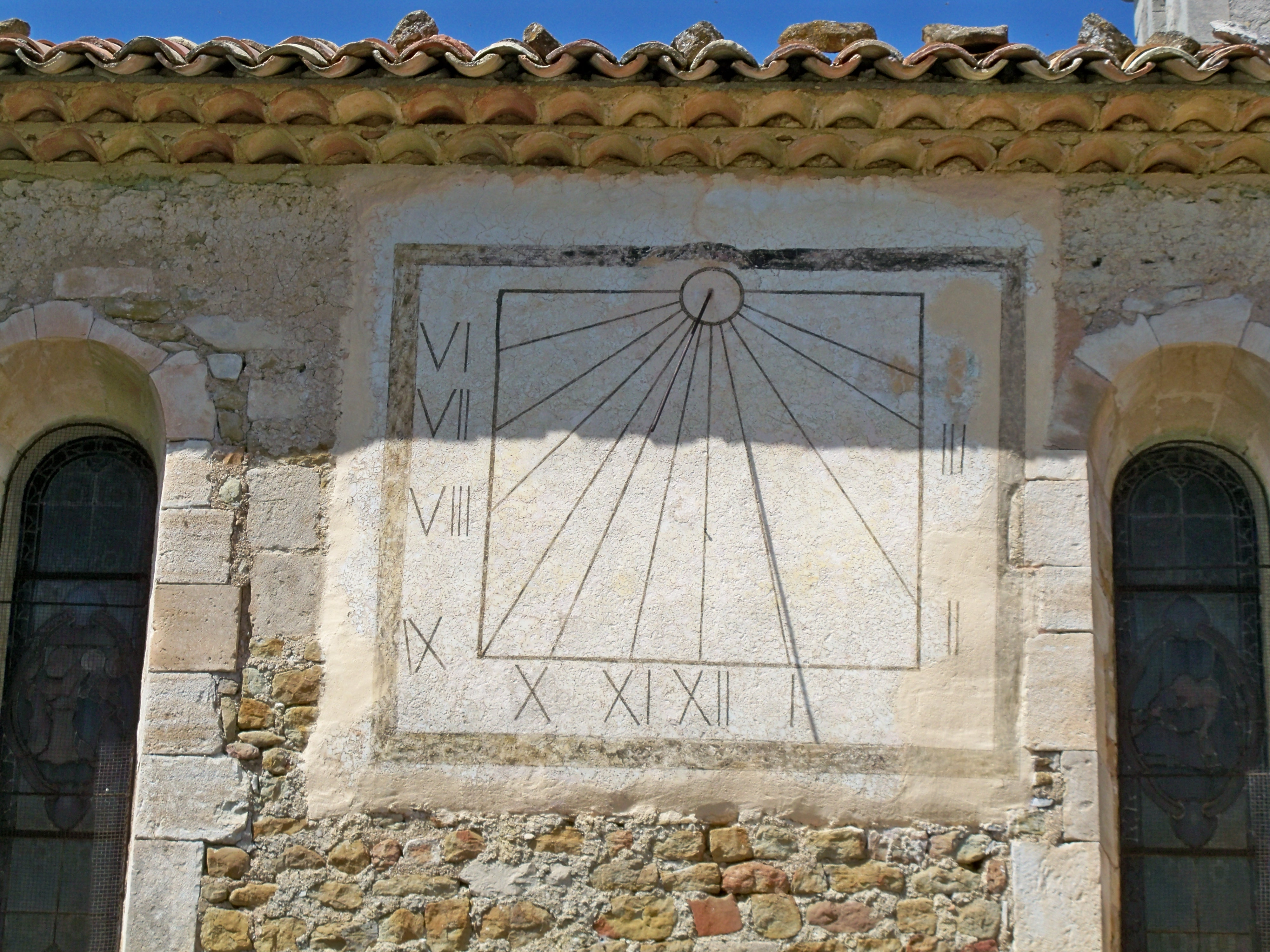
Cadran solaire de l'église Notre-Dame d'Ongles
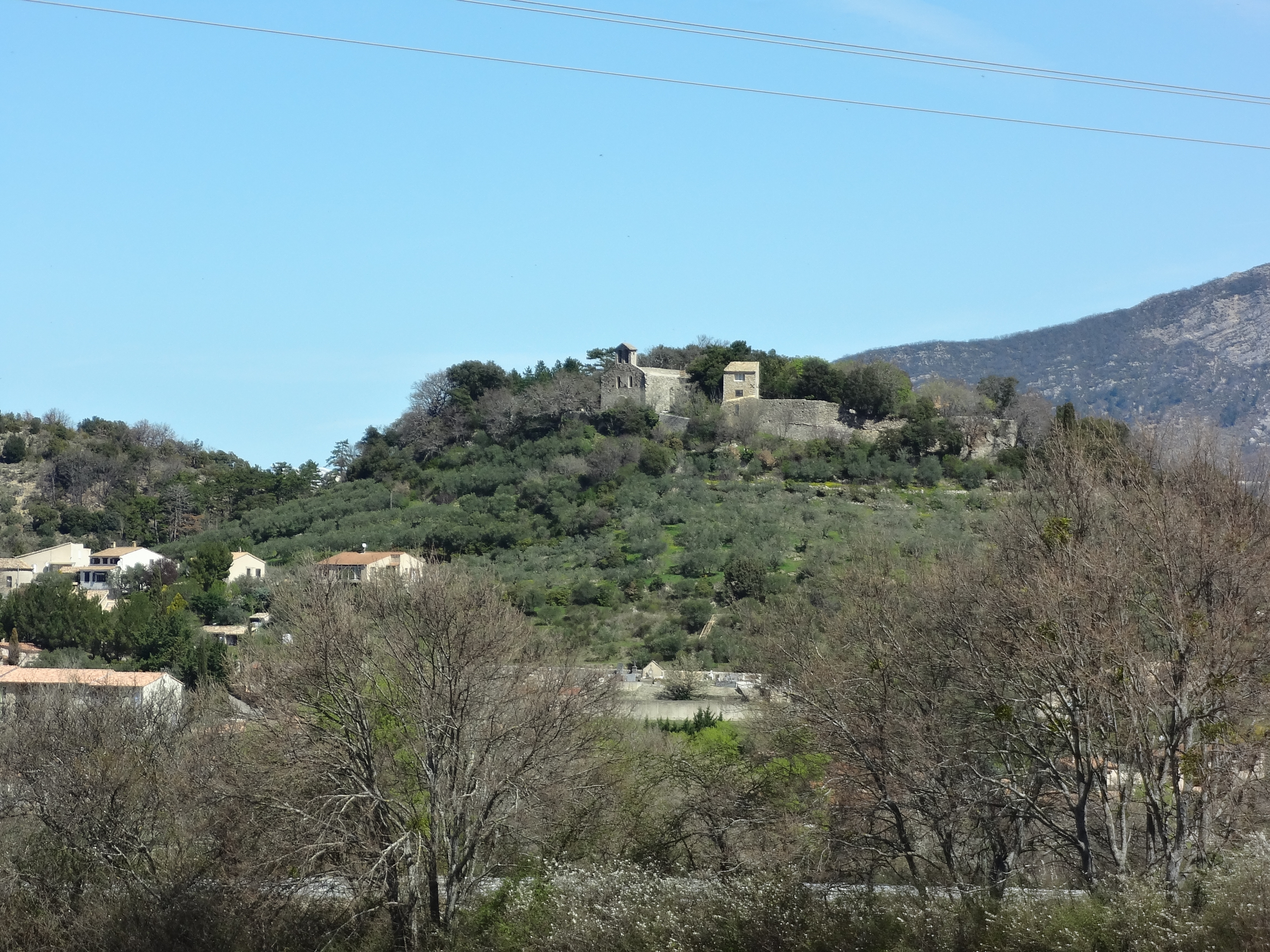
Vieux village de Peipin
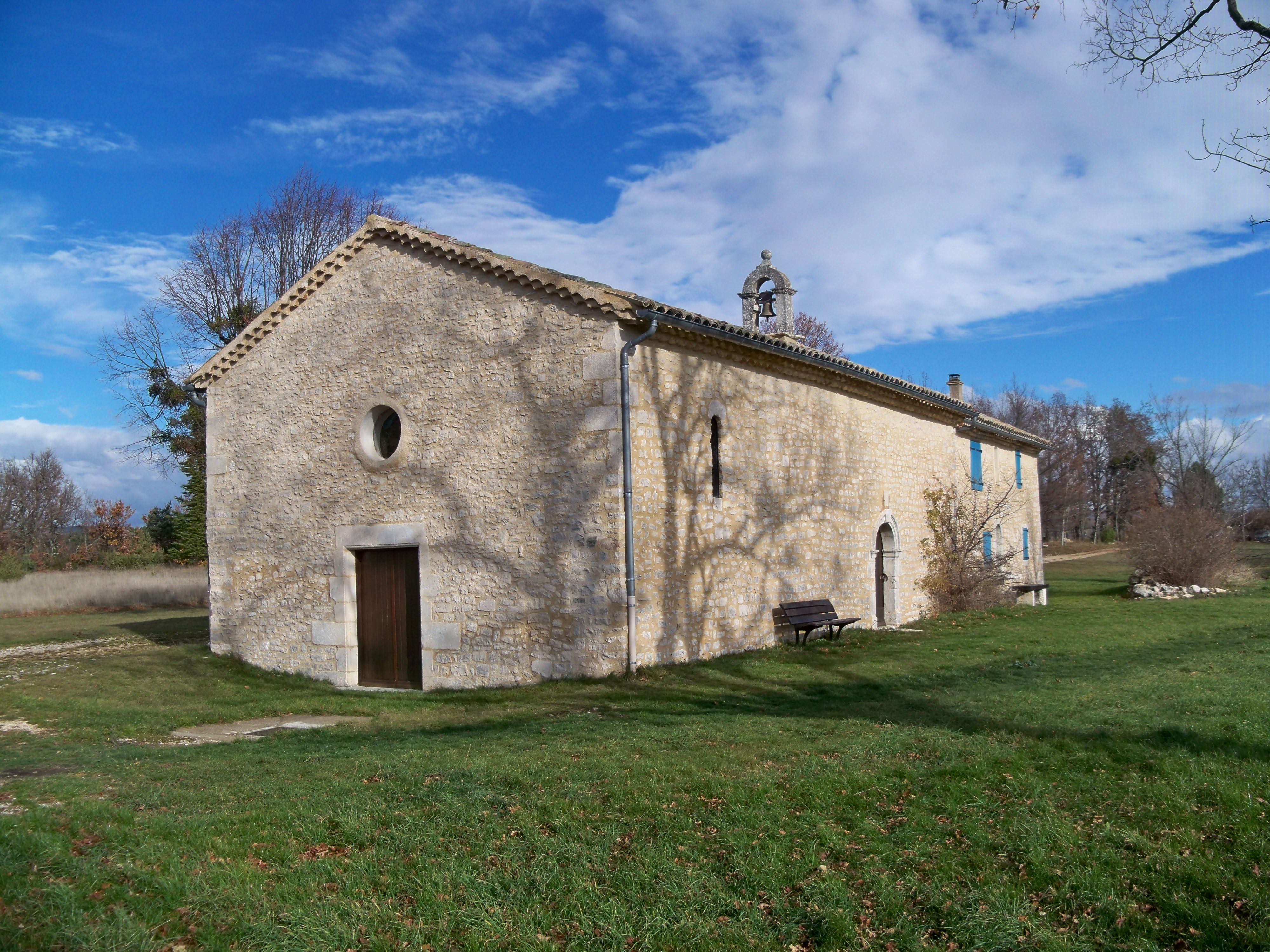
Notre-Dame de l'Ortiguière au Revest-du-Bion
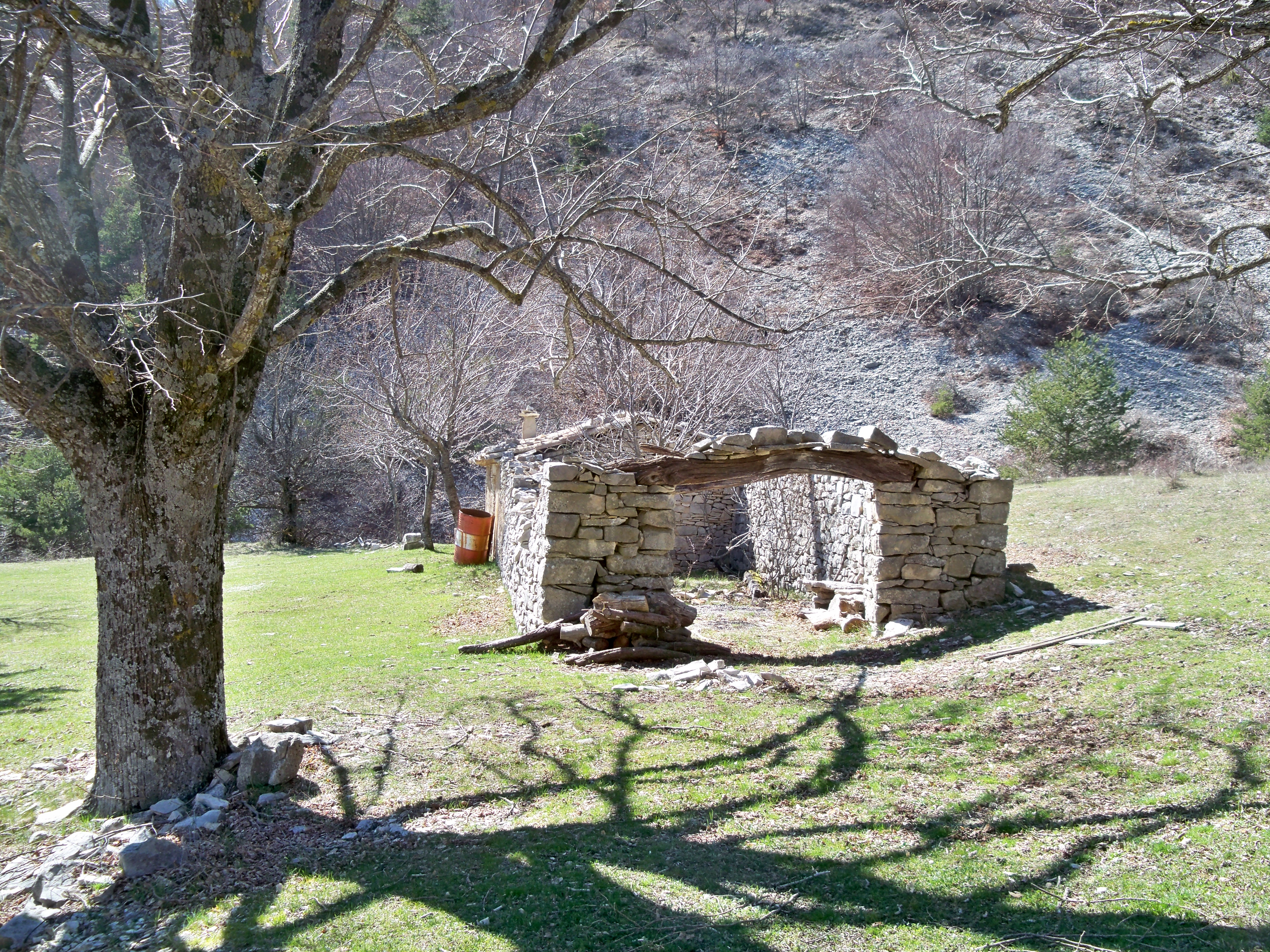
Enclos de la bergerie de l'Homme mort à La Rochegiron
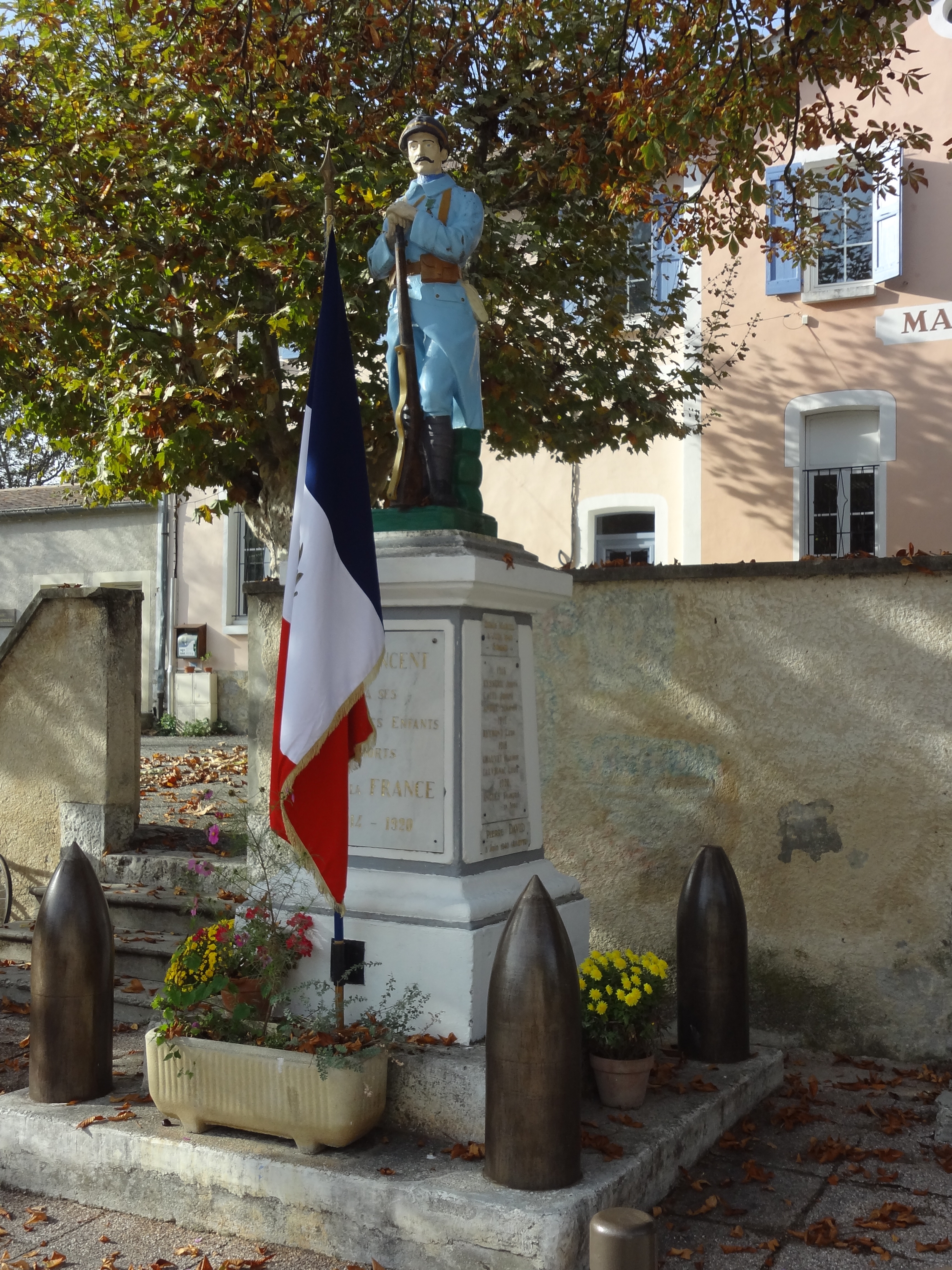
Monument aux morts de Saint-Vincent-sur-Jabron
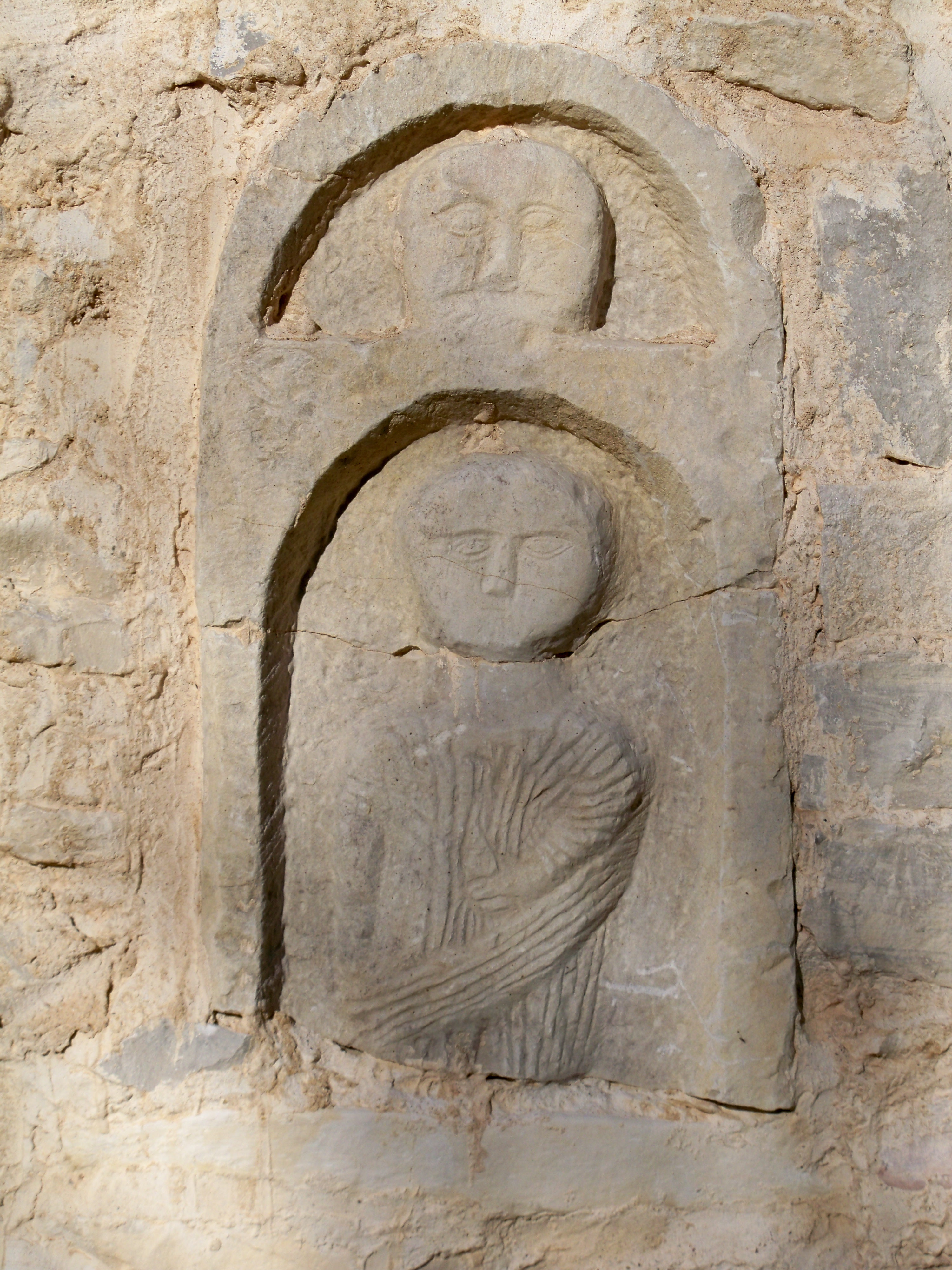
Bas-relief médiéval sur la façade d'une maison de Saumane
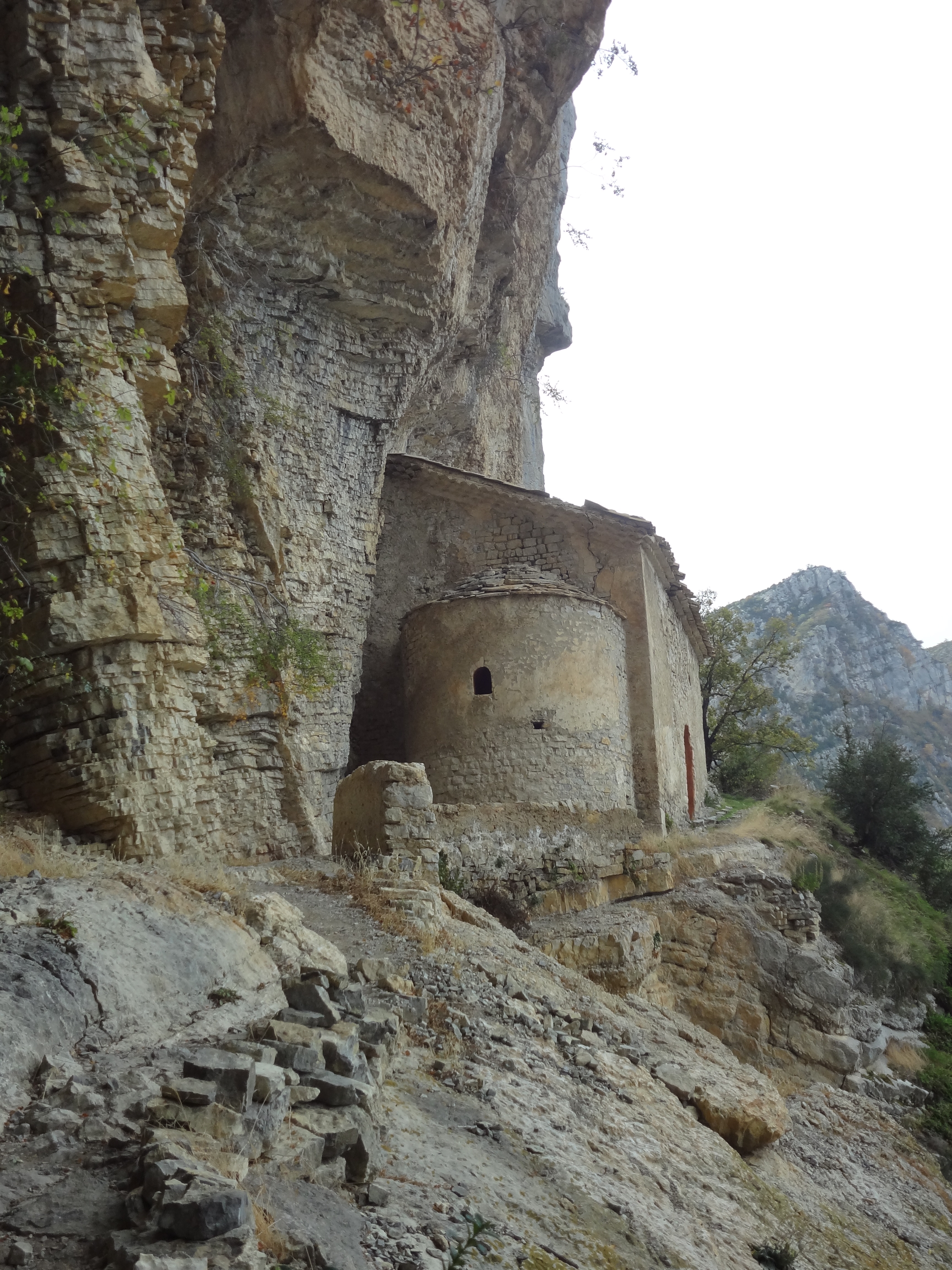
Saint-Pons de Valbelle

## Représentations de la montagne de Lure

### Littérature
Si Jean Giono et Pierre Magnan, auteurs contemporains, restent les plus connus des littérateurs ayant magnifié la montagne de Lure, ils ont été précédés par toute une série de poètes ou romanciers de langue d'oc. Le premier est Pons de Monlaur, un troubadour. Ami de Gui de Cavalhon, avec lequel il échangeait des coblas, ils furent tous deux familiers de la cour du comte de Forcalquier où ils vécurent de la fin du XIIe siècle au début du XIIIe siècle. Autre poète de langue d'oc et félibre, Théodore Aubanel, dont le frère habitait Pierrerue et qui semble avoir aimé passionnément Lure. Sportif hors pair, il partit une fois d'Avignon à pied pour rejoindre son cadet en passant par le sommet du Ventoux et les crêtes de Lure. Dans son poème La mióugrano entre duberto (La grenade entr'ouverte), il chante la montagne aux estrange et negre mourre (aux pics étranges et noirs). Et quand le poète se fit narrateur, il revint vers Lure pour situer son drame Lou Pastre. Sur fond sinistre du viol d'une fillette par un berger, il décrit toute une série de fleurs de la montagne avec leur nom en provençal et leurs usages bénéfiques ou maléfiques.
Pour beaucoup, Lure reste le lieu, implicite ou explicite, de plusieurs œuvres de Giono. Ce fut aussi son refuge, où il organisa, de 1935 à 1939, au hameau du Contadour, un rassemblement littéraire bi-annuel : les Rencontres du Contadour, qui donnèrent lieu à une publication périodique, les Cahiers du Contadour.

Les deux maisons de Giono au Contadour
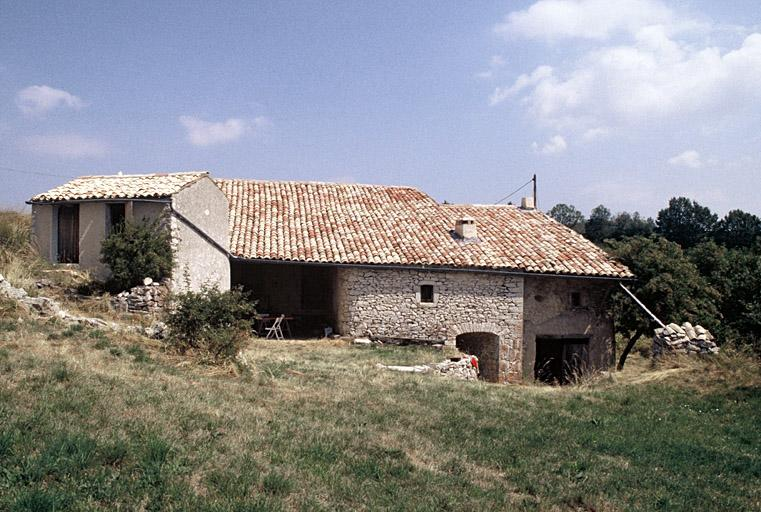
Ferme des Graves

Les Rencontres internationales de Lure ont été créées en 1952 à Lurs à l'instigation de Maximilien Vox, en compagnie de Jean Garcia, Robert Ranc, Jean Giono et Lucien Jacques. Les premières Rencontres débutèrent en 1953 sous la dénomination École de Lure ou École de la montagne de Lure ou encore Entretiens de Lurs. Au départ simple réunion d'amis, les Rencontres s'enrichirent rapidement de participants étrangers et se constituèrent en association Loi 1901, le 15 avril 1957, sous la dénomination Association des Compagnons de Lure.

### Peintures et gravures

#### Premières représentations

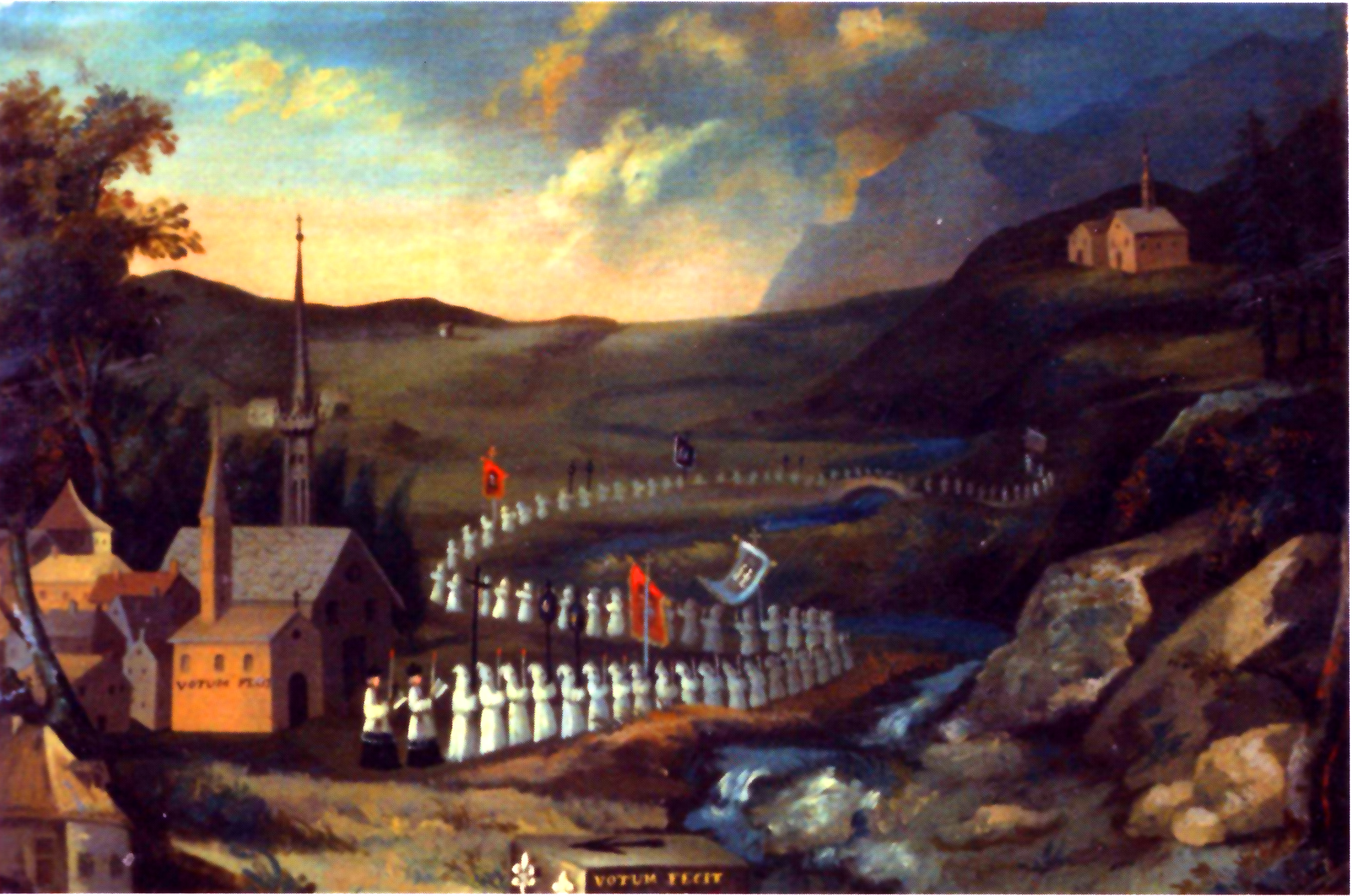
Ex-voto du pèlerinage des fidèles de Reillanne à Notre-Dame de Lure, milieu du XIXe siècle

En dehors des pèlerinages traditionnels, les habitants de Reillanne, à chaque risque de sécheresse, se rendaient de leur village à Notre-Dame de Lure, pour solliciter la pluie. Ces pèlerinages, sous la conduite de la confrérie locale des pénitents blancs, se déroulaient le plus souvent au printemps et plus rarement à l'automne. Ils pouvaient rassembler jusqu'à 1 500 fidèles et imposaient une journée de marche pour arriver au sanctuaire. Afin d'être mieux exaucés les pèlerins parcouraient le dernier kilomètre pieds nus et cierge allumé à la main.
Après être restés sur place 24 heures durant lesquelles prières, messes et oraisons se succédaient, le cortège repartait vers Reillanne. La tradition veut que ce retour s'effectuât le plus souvent sous une pluie battante. De tels événements ont laissé des traces qui se retrouvent dans les ex-voto. Si ceux antérieurs à la Révolution française ont disparu, il reste ceux du XIXe siècle qui sont conservés à la mairie de Saint-Étienne-les-Orgues. Ces peintures naïves sont les premières représentations de la montagne de Lure même si elle est le plus souvent peinte avec quelques inexactitudes et beaucoup de romantisme.

#### Cartes anciennes
Des relevés furent réalisés depuis le sommet de Lure pour réaliser la carte de Cassini voulue par Louis XV.

Cartes Cassini (1770)
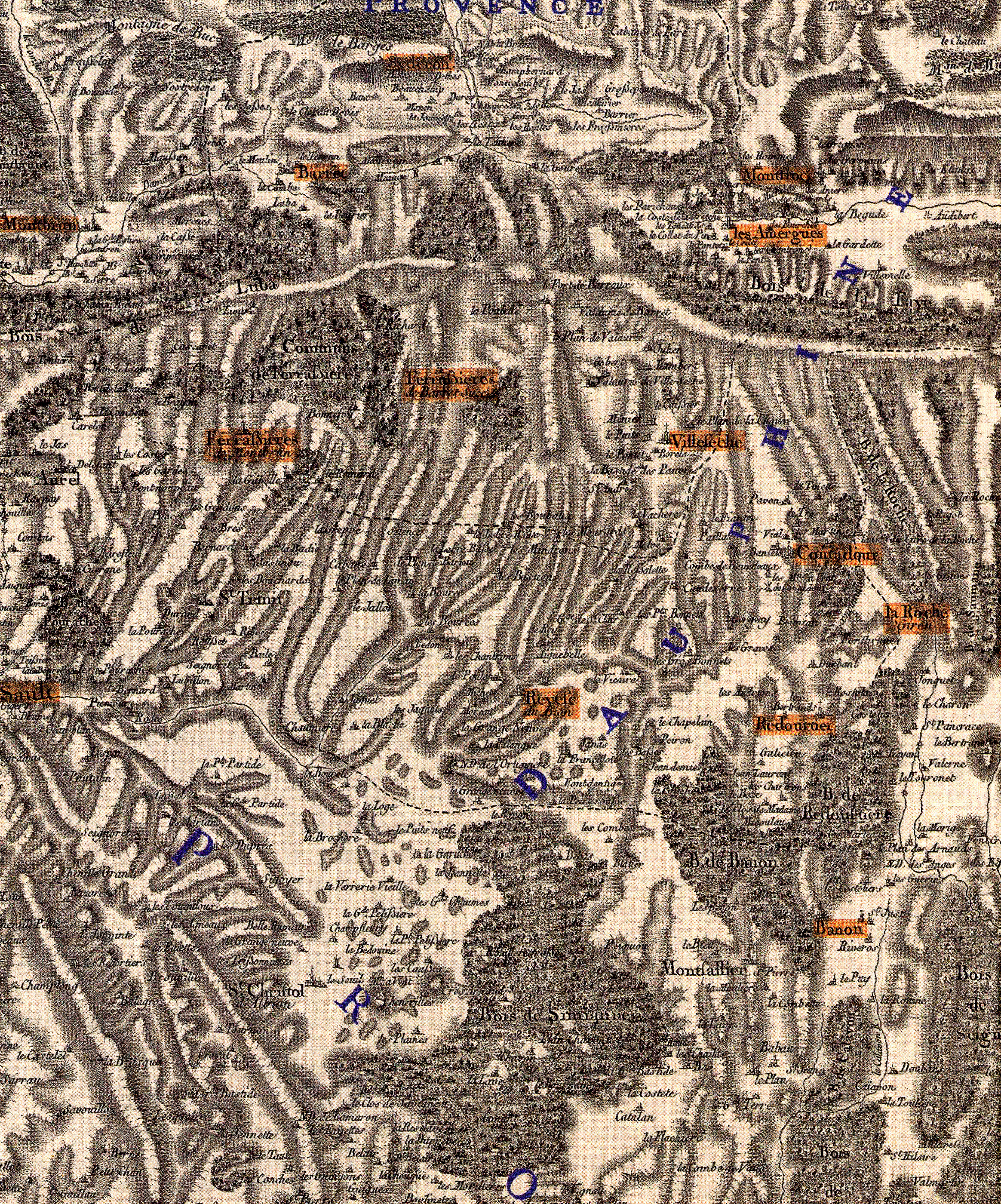
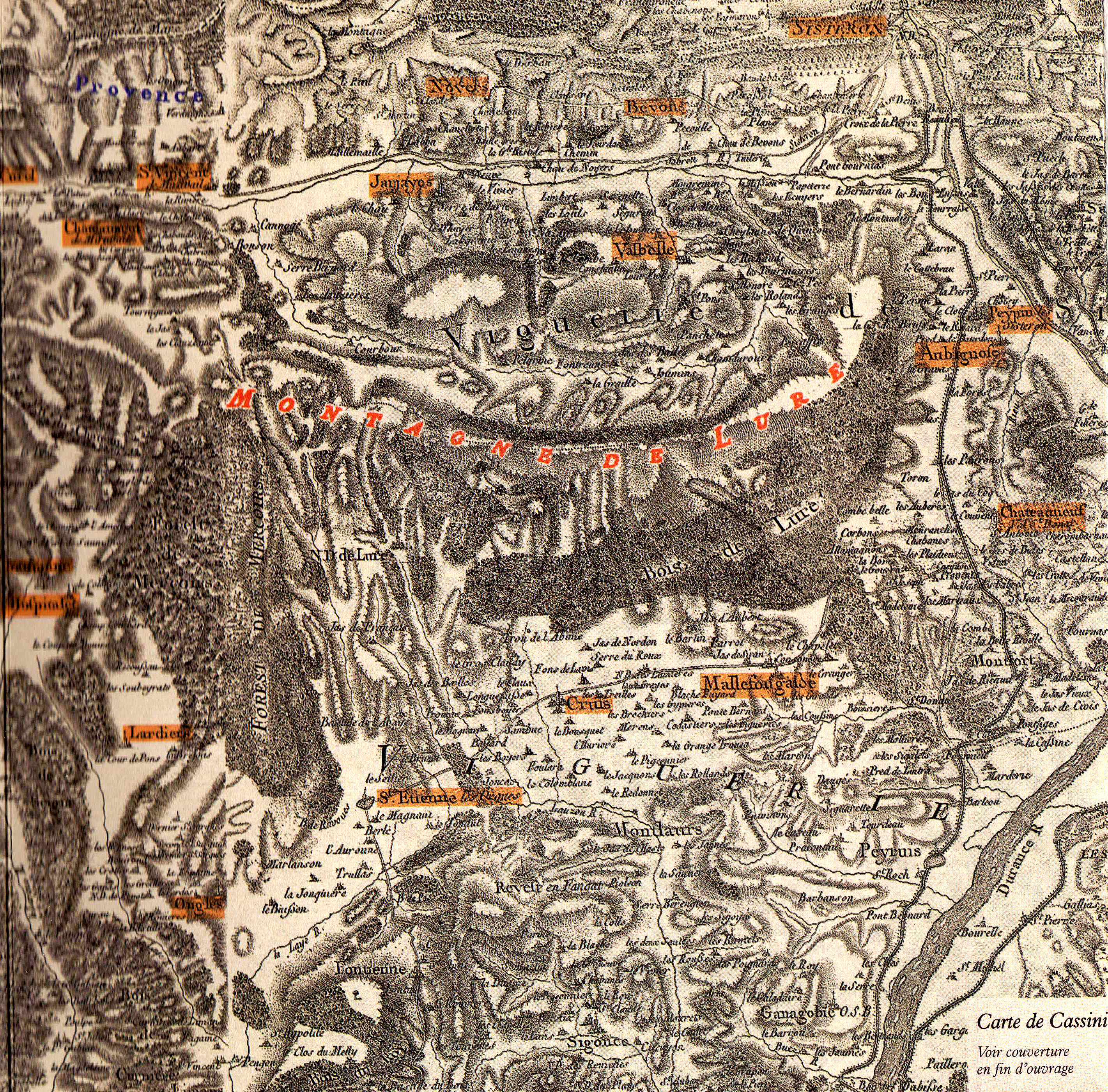

Wilfrid Kilian publia trois cartes géologiques de la montagne de Lure, en 1887. Elles furent éditées par l'imprimerie Lemercier à Paris et sont conservées à la bibliothèque nationale de France, sous la cote GED-898.

Cartes géologiques de la montagne de Lure par Wilfrid Kilian, 1887
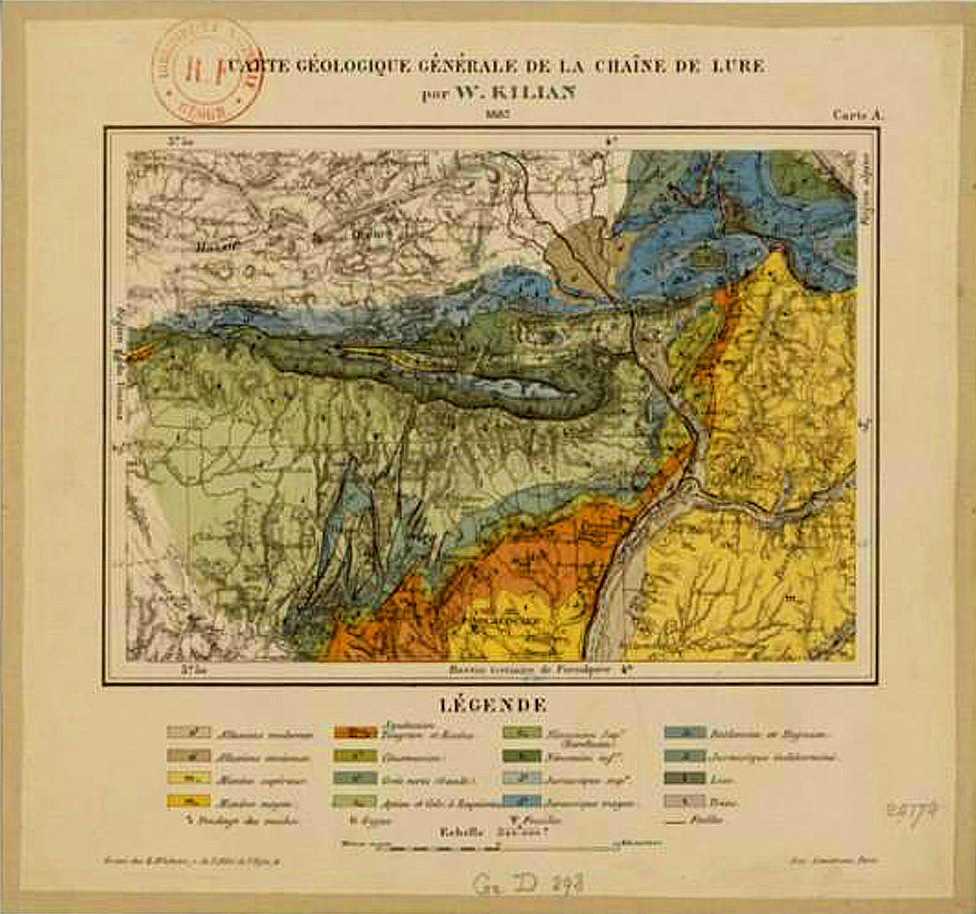
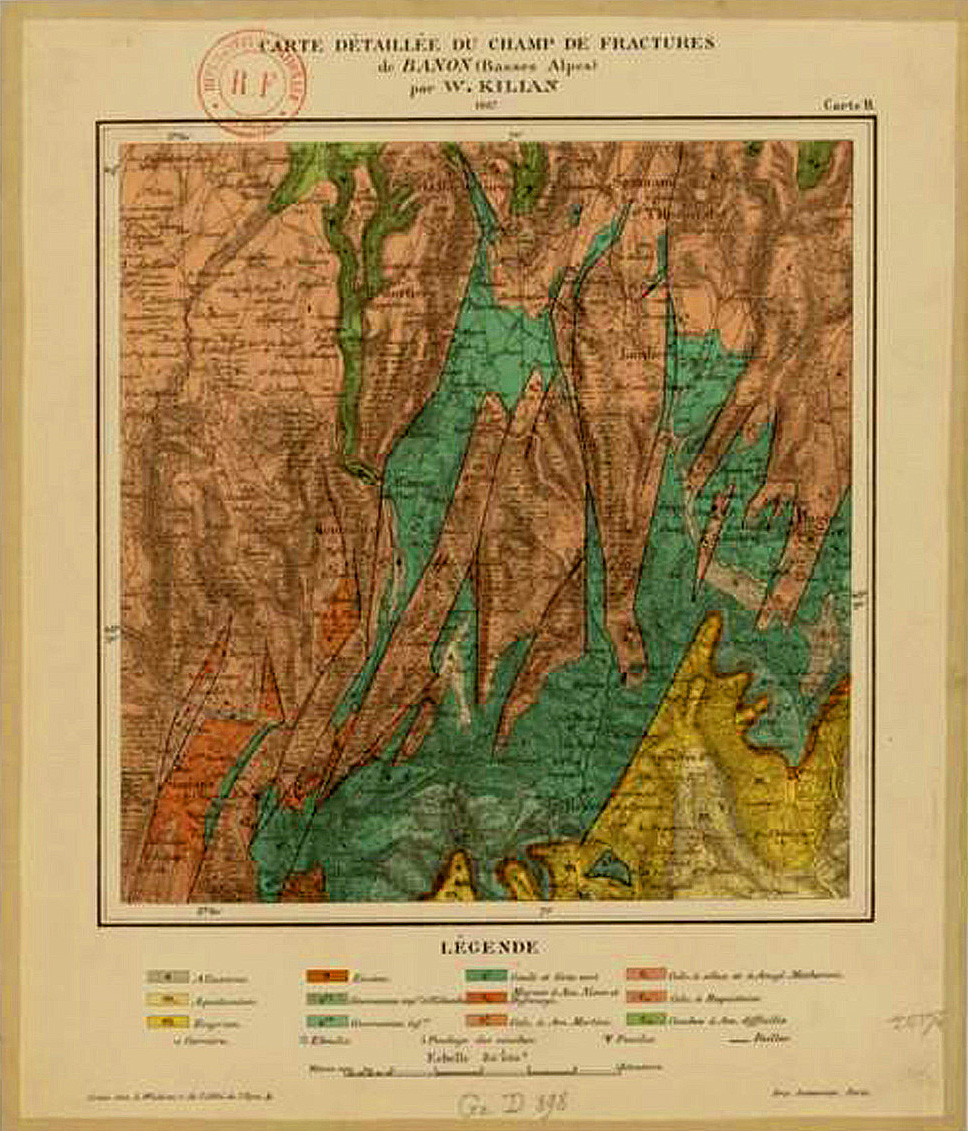
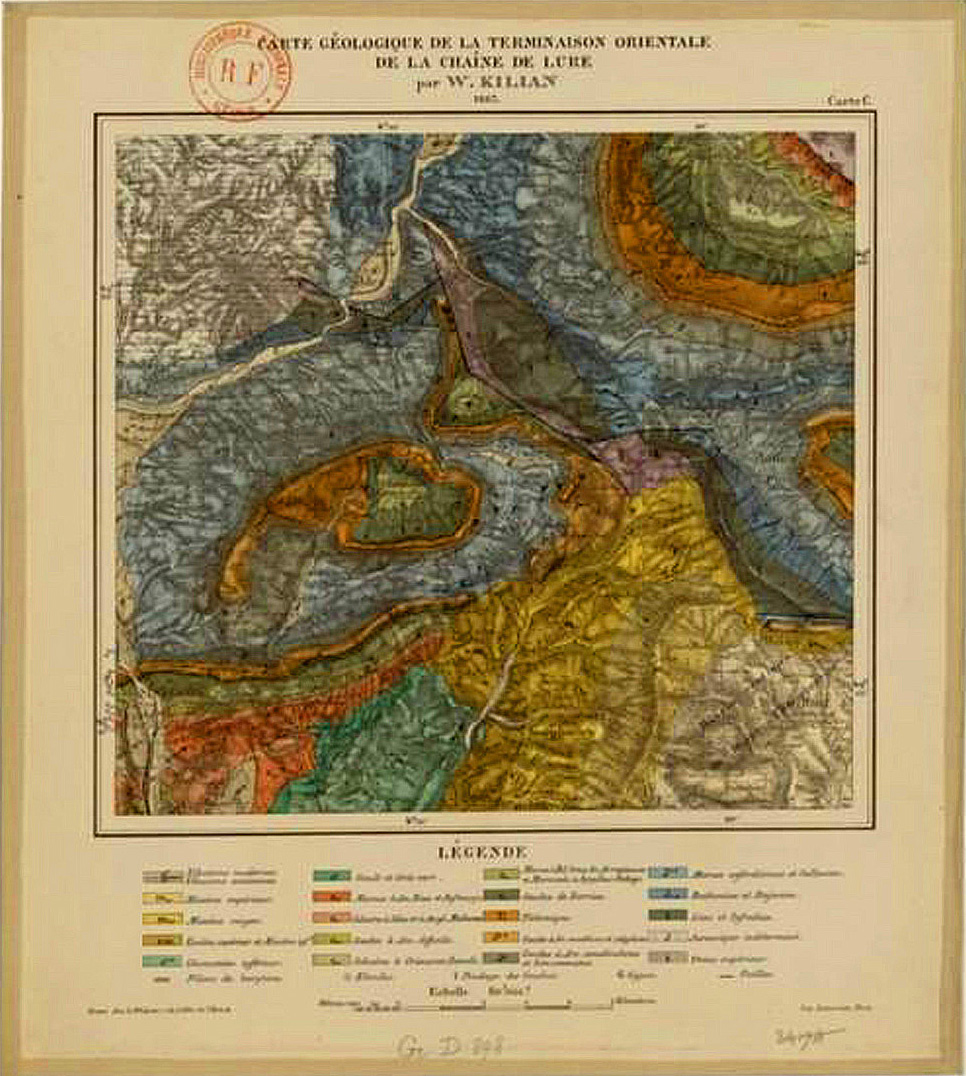

#### Peinture
En 1892, Eugène Martel quitte son Revest-du-Bion natal pour s'inscrire à l'École des beaux-arts de Paris dans l'atelier de Gustave Moreau. De retour au pied de la montagne de Lure en 1898, il exprima tous ses talents de portraitiste en croquant paysans et villageois de la Haute-Provence. Peintre social et véritable ethnologue du milieu paysan, ses tableaux témoignent de la société rurale du début du XXe, repliée sur elle-même, à l'image du peintre.
D'autres peintres, de la génération suivante, comme Lucien Jacques, Paul Surtel ou Pierre Ambrogiani furent attirés et séduits par la lumière de Lure qui inspira plusieurs de leurs œuvres.

### Photographie

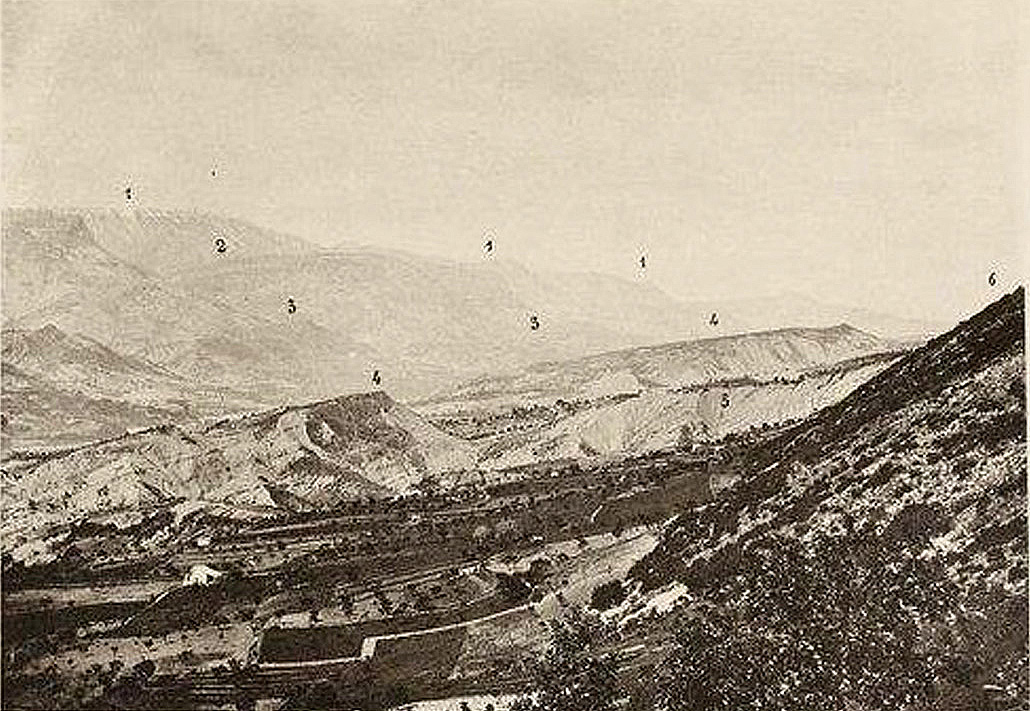
Première photographie de la montagne de Lure par Wilfrid Kilian, héliotypie de 1888

Catherine Fieschi, dans son étude L'illustration photographique des thèses de sciences en France (1880-1909) publié en 2000, par la bibliothèque de l'école des chartes, indique que les photographies illustrant des thèses n'apparaissent qu'au cours des années 1860, tant aux États-Unis qu'en France, et situe la place de Wilfrid Kilian, dans cet apport : « Dans les thèses du corpus, le premier cas remonte à 1888. Il s'agit de la thèse soutenue à Paris par Wilfrid Kilian, chef de travaux pratiques au laboratoire de géologie de la Sorbonne : Description géologique de la montagne de Lure. Les photographies hors texte du relief y complètent des cartes, des coupes géologiques, des dessins de fossiles. »
L'intérêt d'une telle démarche, initiée par Kilian, fut souligné par Émile Haug, l'un de ses collègues géologues, dans un rapport de thèse en 1906. Il indique : « d'excellentes vues photographiques reproduites par phototypie présentent d'ailleurs au lecteur le contrôle direct de la plupart des conclusions ». Ce qui, pour lui, met fin au dilemme des dessins géologiques qui laissent à désirer et ne permettent pas de suffisamment distinguer entre la part d'observation et la part de l'hypothèse.

### Cinéma

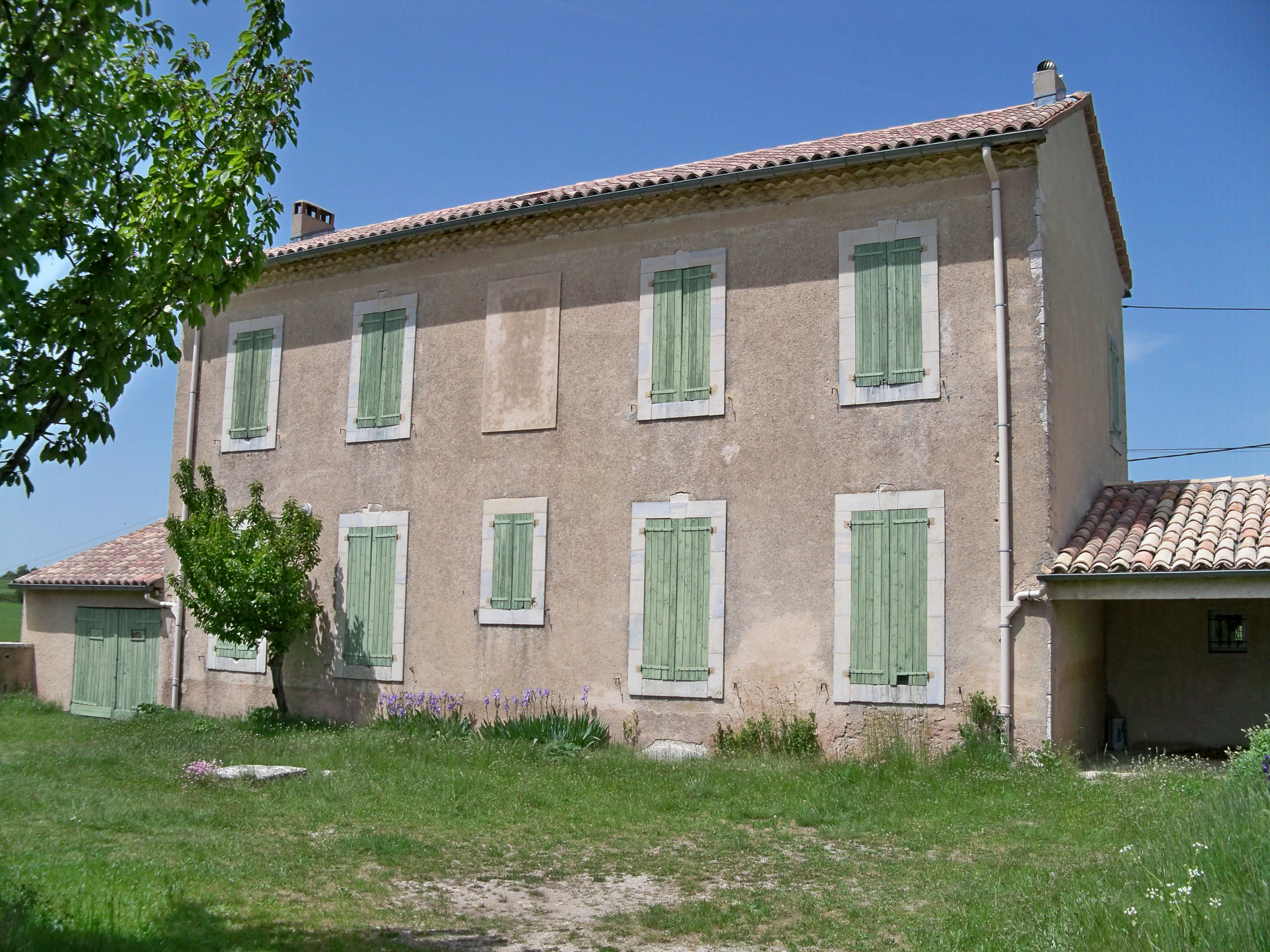
L'école des Sartrons

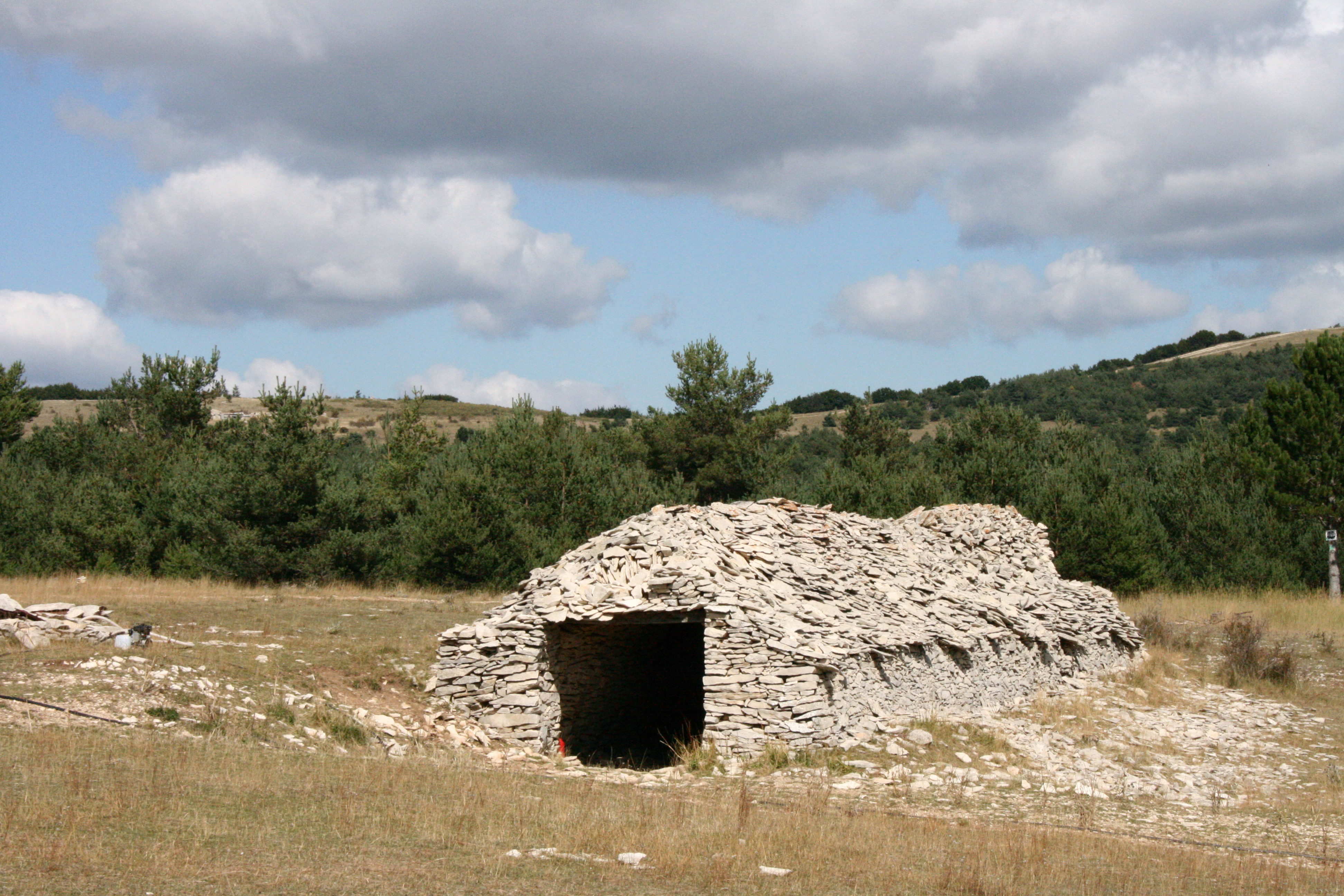
Le jas des Fraches

Les films tournés sur la montagne de Lure doivent beaucoup à Giono. Un des premiers fut Le foulard de Smyrne, écrit par le romancier de Manosque et réalisé, en 1958, par François Villiers sur le thème la Provence en butte au choléra.
Crésus, film tourné par Jean Giono, en 1960, avec comme acteurs principaux Fernandel, Rellys, Marcelle Ranson-Hervé, Sylvie et Paul Préboist, a de nombreuses scènes qui se déroulent à Redortiers. En particulier la rencontre de Jules, le berger (joué par Fernandel), avec Delphine, sa vieille institutrice (jouée par Sylvie), eut lieu dans l'école des Sartrons, désaffectée depuis des décennies, mais où avait enseigné Élise, l'épouse de Giono. C'est là que fut tournée la scène sur la signification du zéro. D'autres furent filmées à la bergerie des Frachons (jas des Fraches), dans la vallée du Jabron ainsi que dans les villages de l'Hospitalet et de Saumane.
En 1991, André Roman et Michel Jacob réalisèrent un film fantastique L'épouvantail avec les enfants d'une classe de CM2 de Sisteron. Ceux-ci s'étant pris d'amitié pour un vieil épouvantail de jardin, le voient prendre vie sous la forme d'un magicien qui va les faire voyager dans le temps. Mais arrivé en l'an 3000, les écoliers se trouvent en butte aux lasers et aux bulles de patience des Robots de Lure.
Jean-Paul Rappeneau, réalisateur du Hussard sur le toit, au cours de l'année 1994, se rendit sur place pour tourner quelques scènes de son film sur les lieux mêmes décrits dans le roman de Giono.

## Personnalités liées à la montagne de Lure
- Charles Dupuy-Montbrun (1530-1575), né à Montbrun-les-Bains, décapité à Grenoble, chef huguenot.
- Godefroy Wendelin (1580-1667), installé en Provence de 1598 à 1612, il créa en 1604 le premier observatoire météorologique et astronomique de son genre sur Lure.
- Wilfrid Kilian (1862-1925), spécialiste de la géologie de la montagne de Lure.
- Théodore Aubanel, qui situe son drame Lou Pastre dans Lure.
- Eugène Martel (1869-1947), artiste-peintre, né au Revest-du-Bion.
- Pierre Martel (1923-2001), chercheur et écrivain, né à la ferme du Haut-Labouret au Revest-du-Bion, fondateur des Alpes de Lumière.
- Jean Giono, s'inspira de l'histoire de Redortiers (qu'il nomma Aubignane) pour en faire un roman, Regain. Dans Le Serpent d'étoiles, l'auteur décrit la vie pastorale sur les hauteurs, notamment du plateau de Mallefougasse.
- Pierre Magnan, dont le roman Les charbonniers de la mort se situe dans Lure.
- Marc Richir, philosophe, dans sa maison de La Rochegiron, organisa chaque été, jusqu'à sa mort en 2015, le séminaire annuel de l'Association de la promotion de la phénoménologie.